# Historia de la moda

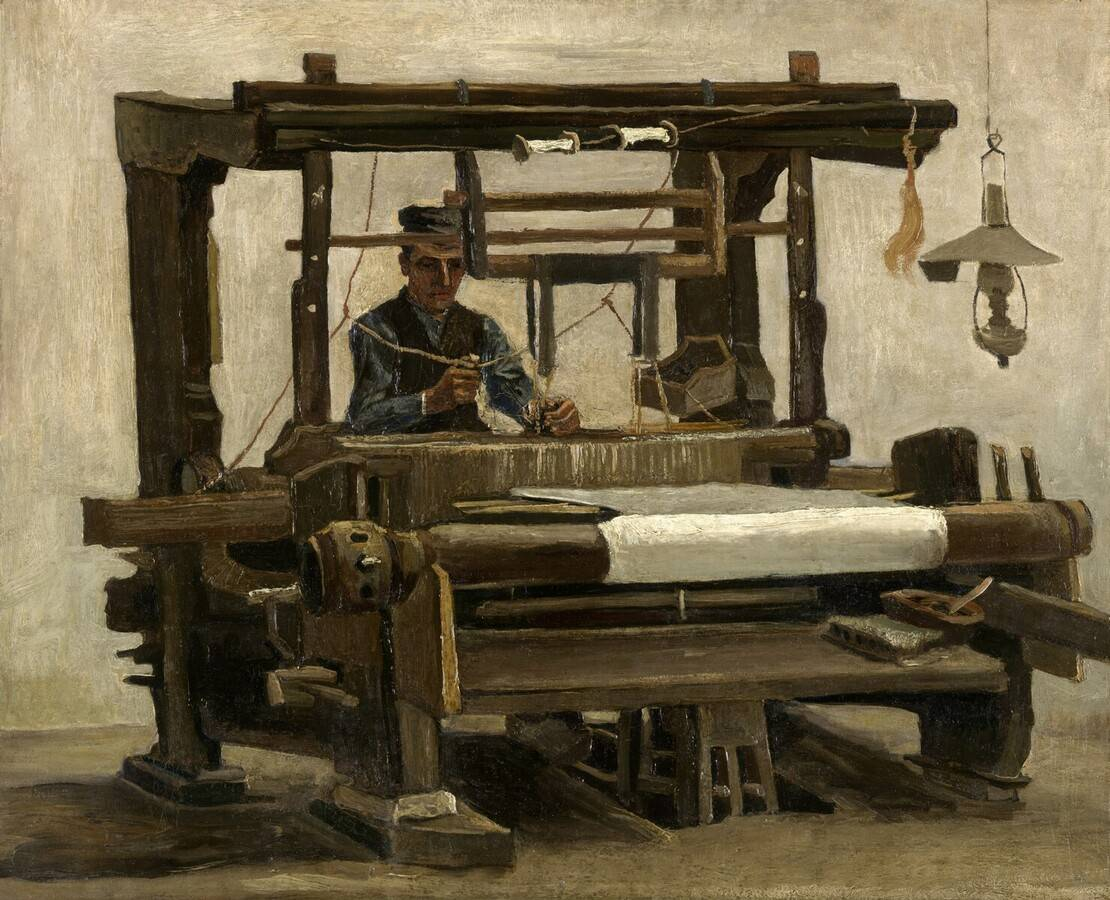
Tejedor en el telar, de Vincent van Gogh (1884), Museo Kröller-Müller, Otterlo

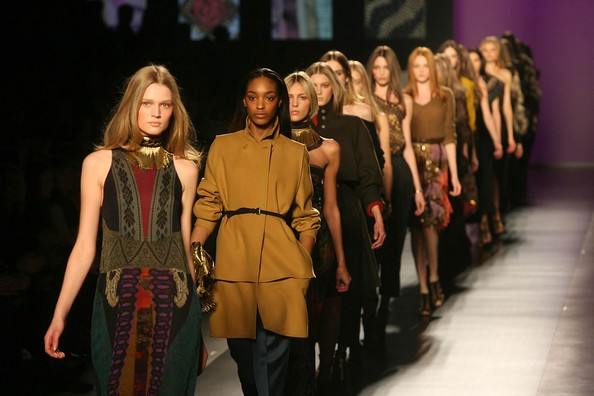
Pasarela de moda

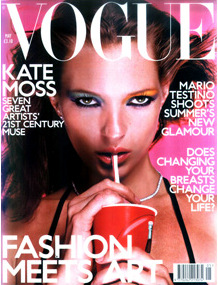
Portada de la revista Vogue (2000)

La historia de la moda refleja la evolución cronológica de las prendas de vestir, tanto en su vertiente material como estética y sociológica. La moda (del latín modus, «modo» o «medida») es el arte del vestido (también denominado ropa, traje, vestimenta o indumentaria, todos ellos sinónimos), de la confección de prendas sobre la base de parámetros funcionales y estilísticos. Comprende tanto ropa como accesorios (sombreros, guantes, cinturones, calzado, pañuelos, bolsos, carteras), así como diversos objetos como joyas, relojes, abanicos, sombrillas, bastones, gafas o, históricamente, armas; asimismo, suele abarcar campos como la peluquería, la perfumería y la cosmética e, incluso, artes corporales como el tatuaje y el piercing. Según Marnie Fogg, el objetivo de la moda es «adornar el cuerpo humano como expresión de identidad». O bien, en palabras de Georgina O'Hara, «la moda es un reflejo cambiante de nuestra forma de ser y de los tiempos en que vivimos». Cabe señalar que la historia de la moda no es exactamente la historia del vestido, ya que el concepto de moda lleva aparejado ciertos componentes sociales, culturales y estéticos que no se han dado en todas la épocas y lugares; sin embargo, aquí se analizará toda la evolución de las prendas de vestir.
El vestido es una necesidad básica para el ser humano, para protegerse del frío y de las inclemencias del tiempo. Durante su evolución, el ser humano fue perdiendo el pelo, que tuvo que suplir con pieles de otros animales o, más tarde, con lana o productos vegetales como el lino y el algodón. Sin embargo, partiendo de esta primera necesidad, con el tiempo el vestido adquirió un carácter estético, por cuanto reflejaba el gusto y el carácter de su portador, y se fue convirtiendo en un adorno más de la persona, sujeto a los cánones de la moda y del devenir artístico de cada civilización. Asimismo, en el vestido intervienen factores climáticos y geográficos, así como sociales —el vestido como reflejo de una determinada posición social—, morales, religiosos o sexistas —el vestido ha servido a menudo como objeto de diferenciación sexual—.
Como término ambivalente, el vocablo «moda» tiene varios significados: en general, puede hacer referencia a los usos, gustos y costumbres más aceptados por la sociedad en un determinado momento y lugar; en un sentido más restringido, suele englobar al arte e industria de la vestimenta, de la confección de prendas de vestir y sus diversos accesorios y complementos. Según la Real Academia Española —en su segunda acepción—, la moda es el «gusto colectivo y cambiante en lo relativo a prendas de vestir y complementos». Derivado de ello, el término «modista» define al creador de prendas de vestir, cuyo proceso de creación parte de un modelo o patronaje que delimita la forma de la prenda para pasar después a su confección mediante diversos procedimientos textiles y con distintos materiales. En este sentido, el oficio de modista suele englobarse dentro de las artes textiles, que a su vez forman parte de las artes aplicadas. Por otro lado, el diseño de vestuario puede servir para la elaboración de prendas y su posterior venta al público, o bien como atrezo para diversas artes del espectáculo como el cine, el teatro, la danza o la ópera, donde pueden ser prendas de carácter histórico, coetáneo, exótico, de fantasía u otras tipologías.
Las artes textiles se manifiestan principalmente en tejidos y bordados. Un tejido es una obra de telar compuesta por varios hilos dispuestos en trama y urdimbre. Según la multiplicidad o el entrelazamiento de los hilos se obtienen distintos tipos de tejidos, como el tafetán, sarga, raso, satén, seda, terciopelo, damasco, percal y otros. Estas telas pueden ser naturales o estampadas, al aplicar tintes sobre el tejido. Los bordados son labores en relieve realizadas con aguja sobre tejidos ya confeccionados. Los materiales más comunes para la elaboración de telas han sido históricamente la lana y la seda —de origen animal— y el algodón, el lino y el cáñamo —de origen vegetal—; más recientemente aparecieron las fibras sintéticas y artificiales, como la acrílica, el nailon, el rayón y el poliéster.
Un factor de relevancia en la moda es la estética, las diversas apreciaciones de gusto, tanto individual como colectivo, aplicados a los diversos elementos que intervienen en la vestimenta: forma, color, material, ornamentos, etc. La moda tiene un fuerte componente social, por cuanto el ser humano vive en sociedad y se rige por normas y costumbres de aceptación general; pero también tiene un componente individual, por cuanto cada persona adapta su vestuario a su gusto personal y crea con ello su propia imagen, que puede estar más o menos en consonancia con el gusto general, por lo que puede ser una seña de diferenciación individual. La vestimenta produce diversos efectos estéticos, tanto en quien la lleva como en quien la observa: de prestigio (uniformes militares, togas de magistrado, batas de médicos), sensación de cuidado personal, de elegancia —que llevada al exceso puede devenir en dandismo—, de inconformismo —quien se sale de la moda al uso—, etc.
En su aspecto sociológico, la moda es un fenómeno social que aglutina aspectos psicológicos, políticos, económicos y de otra índole, así como de gusto y estilo. Según Georg Simmel (Filosofía de la Moda, 1905), la moda es «una continua emulación de los grupos prestigiosos», por cuanto las clases inferiores buscan emular a las superiores y estas intentan desmarcarse de nuevo para diferenciarse del resto de la sociedad, con la sola excepción de sociedades primitivas y de castas. Por todo ello, la moda es un proceso en continuo cambio, donde tiene un papel esencial la innovación y la originalidad. Como factor selectivo se sitúa el gusto, del que depende la aceptación o el rechazo de nuevas propuestas. De ella se deriva el estilo, entendido como formas de expresión reconocibles en un momento y lugar determinados. Cabe señalar que la moda en indumentaria corre paralela generalmente a otras formas de expresión sociales y culturales, como el arte, la literatura, la música, la peluquería, la decoración, etc.
La difusión de la moda ha corrido por diversas vías a lo largo del tiempo: en tiempos antiguos, las sociedades entraban en contacto a través del comercio, alianzas políticas, conflictos militares, delegaciones diplomáticas y diversos procesos sociales de intercambio cultural; en la Edad Media, el libro manuscrito ilustrado fue el principal medio difusor; en la Edad Moderna, la aparición de la imprenta y el auge del grabado permitieron la difusión de nuevos estilos a través de la imagen. Desde el siglo XVIII, Francia adquirió la hegemonía en moda y personajes como Madame de Pompadour o María Antonieta marcaron las directrices en moda de su tiempo. Entonces aparecieron las primeras publicaciones sobre moda, que llegaban a un público más numeroso. En el siglo XIX aparecieron los primeros almacenes, así como los viajantes de moda, que ofrecían las últimas novedades puerta a puerta. Con la Revolución Industrial, los nuevos procesos técnicos permitieron un auge de la producción y una distribución cada vez mayor a todos los ámbitos sociales. A finales de esa centuria aparecieron los primeros modistas y el concepto de «alta costura», caracterizado por desfiles de temporada para la exhibición de novedades, mediante «modelos» o «maniquíes» que lucen la ropa ante los clientes. Surgió entonces la dicotomía entre los modelos únicos y la fabricación en serie, cada una de ellas orientada a un determinado nivel adquisitivo. En el siglo XX la moda se volvió más simple y funcional, al tiempo que los nuevos adelantos tecnológicos permitieron poner productos de calidad al alcance de más capas de la sociedad. Los nuevos medios de comunicación de masas, como el cine y la televisión, ayudaron cada vez más a la internacionalización de la moda, creando una moda global a nivel mundial.

## Prehistoria

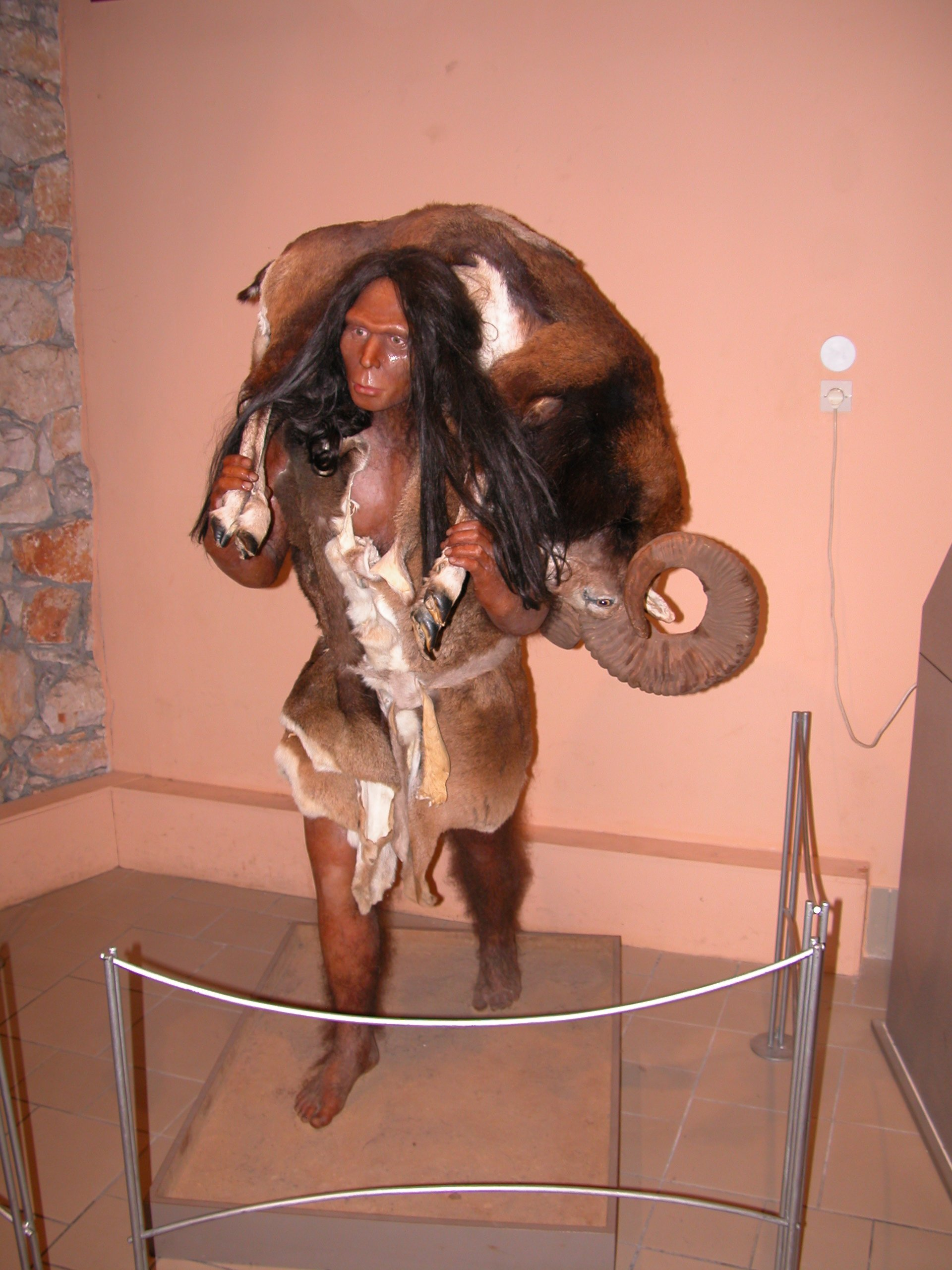
El ser humano prehistórico se cubría con pieles de animales

La historia de la indumentaria comienza con la aparición del Homo sapiens, que en principio se cubrió de pieles de los animales que cazaba. Durante el Paleolítico el ser humano vivió una época de glaciación, por lo que el motivo principal de cubrirse era protegerse del frío. Tras cazar al animal y procurarse su piel, se encontraba con dos problemas fundamentales: hacerla flexible, ya que al secarse la piel se endurece; y darle forma, para adaptarla a los movimientos del cuerpo. El primero se solucionó inicialmente a través de la masticación o humedeciendo la piel y golpeándola con un mazo, hasta que se descubrió que aplicando aceite o grasa de ballena la piel se mantenía suave y flexible. Otra solución descubierta en esta época fue la aplicación de ácido tánico procedente de la corteza de algunos árboles, especialmente el roble y el sauce, que además de flexibilidad proporcionaba impermeabilidad. El siguiente paso era darle forma, para lo que fue fundamental el invento de la aguja de coser, un adelanto que antropólogos e historiadores comparan con la invención de la rueda y el dominio del fuego. Confeccionadas con huesos de reno, marfil de mamut o colmillos de focas, existen vestigios arqueológicos de estas agujas desde hace 40 000 años. Las agujas permitían coser pieles unas con otras y confeccionar prendas con formas adaptadas al cuerpo. Algunas de estas técnicas aún se emplean, en pueblos como los esquimales.
En el Mesolítico y Neolítico el clima empezó a templarse y, en algunas zonas tropicales, las pieles se fueron sustituyendo por materiales más ligeros, basados en fibras animales y vegetales. Una de las primeras técnicas utilizadas para tratar las fibras fue el afieltrado, surgido en Asia Central, consistente en peinar la lana o el pelo de animales, humedecerlos y colocarlos en hileras sobre una esterilla que luego se enrolla y se golpea con un palo, con lo que se unen las hebras y resulta un fieltro flexible y duradero, que se puede cortar y coser fácilmente. Otro método, intermedio entre el afieltrado y la tejeduría, consistía en cortar tiras de corteza —sobre todo de higuera o morera— que, una vez remojadas, se colocaban en tres capas —la central a contraveta— y se golpeaban con un mazo; una vez unidas las hebras se les aplicaba una capa de aceite. La última técnica y más efectiva fue el tejido, elaborado con fibras animales o vegetales mediante el entrecuzamiento de trama y urdimbre. Entre las fibras animales la más empleada fue la de oveja en Europa y Asia, y la llama, la alpaca y la vicuña en América; entre las vegetales destacan el lino, el cáñamo y el algodón.
Tras el desarrollo de las diversas técnicas para elaborar prendas fueron surgiendo las diversas tipologías de indumentaria: la más sencilla parece haber sido una tela enrollada alrededor de la cintura en forma de falda. El siguiente paso fue probablemente una tela que cubriese los hombros, sujeta con una fíbula. Estas telas eran drapeadas, es decir, enrolladas en torno al cuerpo sin adaptarlas a la fisonomía del cuerpo, lo que fue el principal tipo de indumentaria hasta época romana. En cambio, los pueblos nómadas de las estepas asiáticas, que vivían en climas más fríos, fueron los que desarrollaron las prendas más adaptadas al cuerpo, con mangas en las prendas superiores y pantalones para cubrir las dos piernas por separado, una prenda que facilitaba montar a caballo, algo indispensable en estos pueblos que recorrían grandes distancias en sus cabalgaduras.

## Edad Antigua

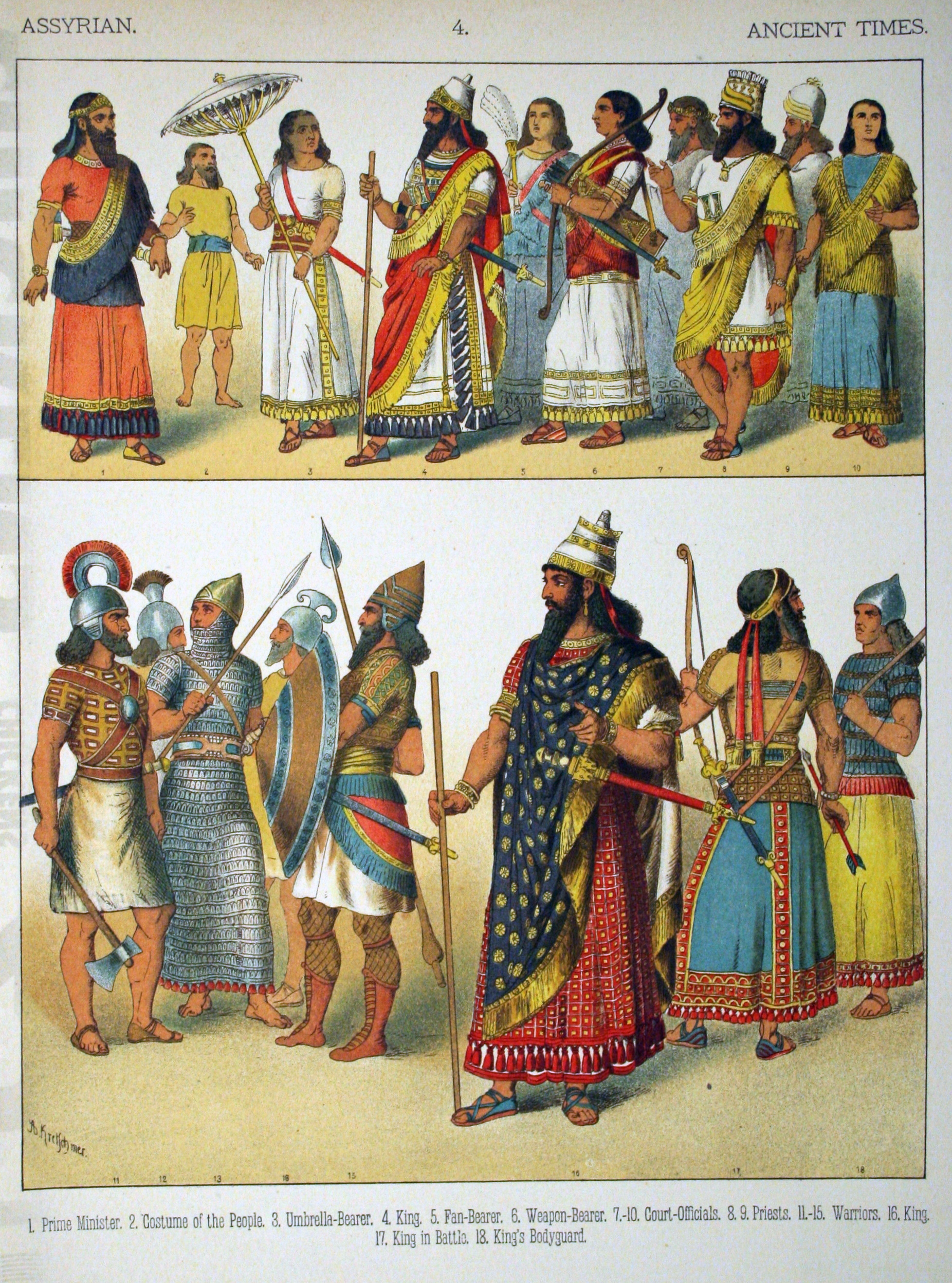
Indumentaria asiria, ilustración de Costumes of All Nations (1882)

La Edad Antigua se inicia con el surgimiento de las primeras civilizaciones y la aparición de la escritura, que marca el paso de la Prehistoria a la Historia. Los primeros focos de civilización fueron Mesopotamia, Egipto y algunas regiones de la India y China. Más adelante se dio la llamada Antigüedad clásica, formada por las culturas de Grecia y Roma. Este período de la Historia finalizó con la caída del Imperio romano de Occidente (476).

### Mesopotamia
En Mesopotamia, la región comprendida entre los ríos Tigris y Éufrates (Próximo Oriente), surgieron las primeras civilizaciones basadas económicamente en la agricultura y, socialmente, en la estratificación y la división de tareas, al tiempo que la aparición de la escritura permitió el desarrollo cultural. Según los testimonios más antiguos, en verano el hombre iba prácticamente desnudo, mientras que en invierno llevaba una falda de vedija, elaborada con piel de oveja, y se cubría con un sobretodo de pelleja. Las mujeres llevaban largos vestidos de lana o pelleja. Los reyes llevaban una «falda de red», que se ajustaba a las rodillas. Con el paso del tiempo, la industria textil adquirió un gran auge y fueron surgiendo numerosos tipos de vestidos: con y sin mangas, ceñidos o tirados, faldas fruncidas, tableadas y de volantes, etc. Se apreciaban mucho los elementos ornamentales, como cenefas, ribetes y bordados. También portaban numerosos abalorios de materiales preciosos, como oro, plata, bronce, piedras preciosas, marfil, carey, conchas, vidrio y otros, que se usaban para hacer collares, pendientes, diademas, brazaletes, pulseras, anillos y otros accesorios. Para el calzado, se usaban sandalias de cuero o esparto.
Los sumerios solían vestir con largos mantones de lana, de tipo falda, adornados con franjas de vivos colores y con pliegues y largos mechones de tela. Los asirios usaban túnicas de lana, cuya largura dependía de la clase social: hasta las rodillas el pueblo llano, hasta los pies las clases dirigentes. Los persas usaban prendas de vivo colorido, destacando el púrpura y el amarillo, y adornados con dibujos de colores, generalmente círculos, estrellas y flores, de color azul, blanco o amarillo. Los antiguos persas solían llevar una túnica sobre la que colocaban una bata de amplias mangas, con dobleces y una faja a modo de cinturón. Estas batas o levitas se decoraban con motivos guerreros o rosetas azules y blancas. Calzaban sandalias atadas con correas y llevaban unos gorros de fieltro de forma cilíndrica, de 12 a 15 cm de altura (excepto el rey, que era de 20 a 25 cm). Otro pueblo iranio, los medos, llevaban una túnica hasta las rodillas y unos calzones de cuero, así como una capa de paño sujeta al pecho con dos correas; usaban también un gorro cilíndrico de fieltro.

### Egipto

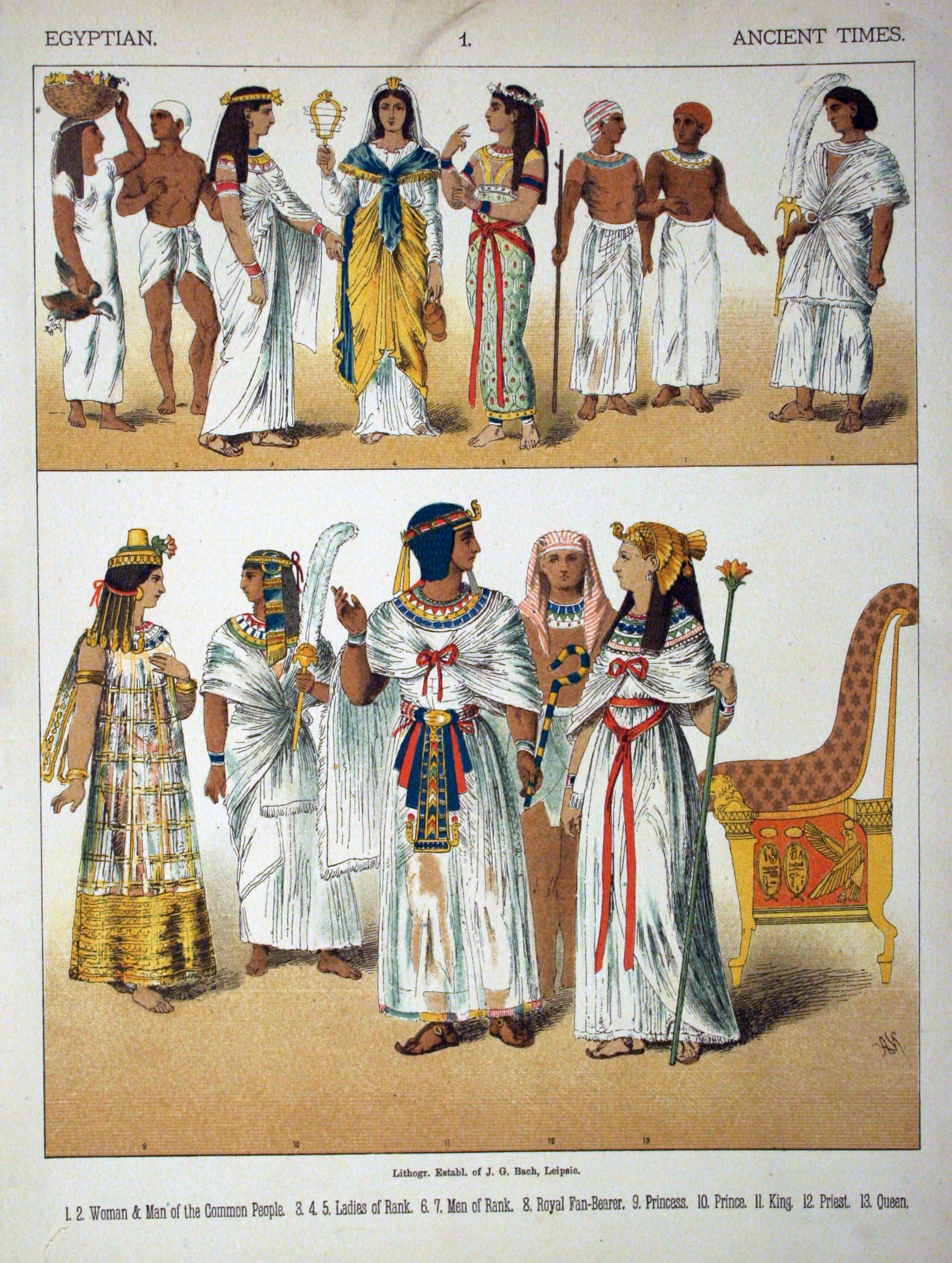
Indumentaria egipcia, ilustración de Costumes of All Nations (1882)

En Egipto ya se dan vestigios de prendas muy elaboradas, con el lino como principal materia para confeccionar telas. El vestido era un privilegio de las clases altas, mientras que el pueblo llano y los esclavos iban casi desnudos. La base de su indumentaria era el shenti, una pieza de lino que envolvía las caderas, sujeta con un cinturón. Durante el Imperio Nuevo apareció el kalasiris, una túnica ceñida al cuerpo, considerada de lujo. Otra prenda era el sush, un manto utilizado por faraones y nobles. La principal prenda femenina era la blusa, una túnica larga y ceñida de distinto color según la posición social: blanca para las campesinas, rojo o azafrán para rangos más elevados. Los faraones y altos dignatarios solían cubrir su cabeza con un tocado llamado klaft, un cuadrado de tela rígido con rayas de dos colores. Los faraones llevaban un tocado llamado pshent, formado por la corona blanca del Alto Egipto (hedjet) y la corona roja del Bajo Egipto (desheret). También llevaban el ureus, una figura en forma de cobra erguida que simbolizaba la diosa Uadyet, que portaban en la frente.
El tejido se centró en el lino, tanto en el vestido como en tapices y alfombras. Destacan los vestidos hallados en la tumba de Tutankamón, revestidos de cuentas de cerámica y plaquetas de oro. Los egipcios también trabajaron el cuero, como se denota en las sandalias de Tutankamón, de cuero verde con hojas de oro, y en la tienda fúnebre de la reina Isimjeb (dinastía XXI).

### Grecia

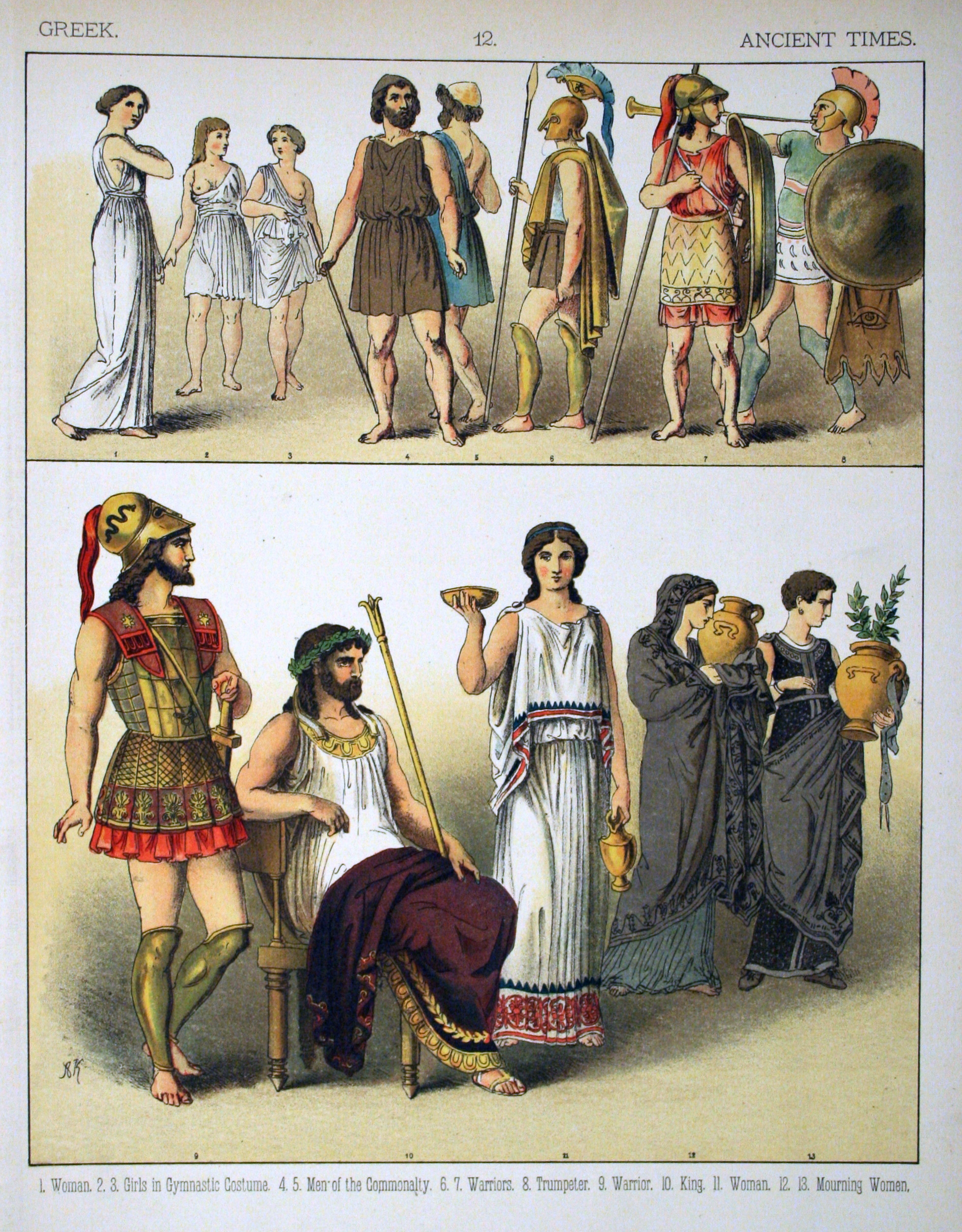
Indumentaria griega, ilustración de Costumes of All Nations (1882)

Un antecedente de la civilización griega fue la cultura minoica, desarrollada en la isla de Creta. Los hombres llevaban el torso desnudo y una falda-delantal de lino, lana o cuero, con cinturones de cuero y metal. Las mujeres también llevaban una falda, que llegaba hasta el suelo, adornada con volantes y fruncidos, así como un corpiño en el tórax. Los tonos de estas prendas eran de colores vivos, preferentemente amarillo, rojo y azul. Como adornos llevaban collares, brazaletes y alfileres en el pelo.
En Grecia se usaba el lino, la lana y el algodón y, más tarde, la seda —proveniente de Oriente—, con prendas de piezas rectangulares ribeteadas por los cuatro lados, sin costura ni dobladillo, acompañadas de fíbulas y cinturones. El vestido más antiguo era la exomis, una tela rectangular sujeta al hombro izquierdo, anudada bajo el brazo derecho y ceñida por un cinturón. Los campesinos llevaban pieles curtidas o vestidos gruesos de lana, con un gorro de cuero llamado kyné. Las clases más favorecidas portaban vestidos de lino o lana fina, llamados quitón, cubiertos por un manto denominado himatión. El quitón, utilizado desde el siglo XII a. C. hasta el siglo I a. C., era una túnica sin mangas sujeta a los hombros mediante broches, utilizada tanto por hombres como por mujeres. Existieron dos variedades: el quitón dórico, de lana, y el jónico, de lino. El quitón surgió en las costas jónicas del Asia Menor y se extendió por la Grecia continental entre los siglos vii y vi a. C. Consistía en dos tiras de tela cosidas, sujetadas sobre los hombros por un broche, una costura, botones o agujas. Era generalmente de lino blanco, pero podía ser de otras telas, podía teñirse y podía llevar ribetes o bordados. Se ceñía a la cintura con un cinturón de dos o tres vueltas. El himatión era una capa rectangular de lana tejida de tres metros de largo por medio de ancho.

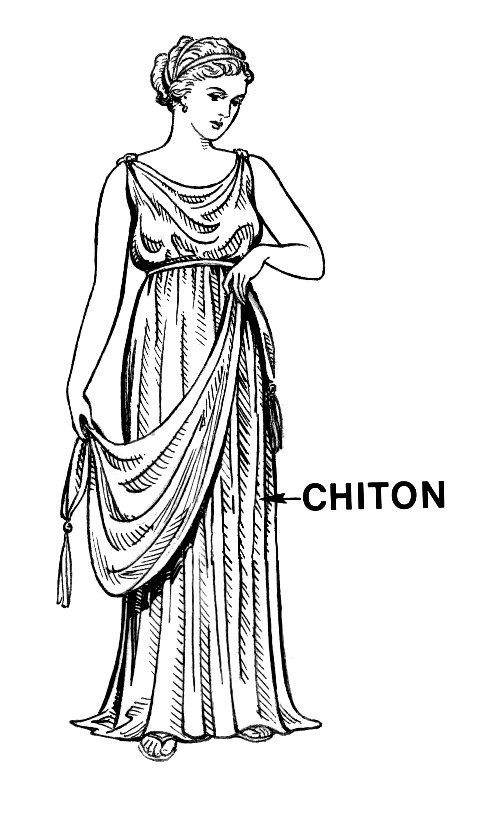
Quitón

Las mujeres llevaban una túnica larga llamada peplo y también usaban himatión, plegado de otra forma. El peplo era una tela rectangular de lana o lino de tres metros de largo por dos de ancho; podía ablusarse mediante un cinturón, que formaba un pliegue llamado kolpos, que podía usarse como bolsillo. Los colores más usados eran el gris, el verde y el violeta; los colores oscuros se consideraban de luto.
Los efebos y guerreros jóvenes usaban la clámide, una prenda corta y ligera que permitía el movimiento, especialmente para cabalgar. Solían usar también un sombrero llamado pétaso, de fieltro, con alas y barboquejo. Otro tipo de sombrero era el píleo, de forma alta y redonda. Las mujeres no solían llevar sombrero, aunque en su lugar se colocaban velos o redecillas. Como calzado usaban sandalias o coturnos, un calzado alto atado con correas. También solían usar adornos como fíbulas, diademas, brazaletes, pendientes, collares y anillos.
Por influencia de las esculturas griegas se suele pensar que las telas que vestían los antiguos griegos eran blancas, pero solían estar teñidas de colores, sobre todo en las clases altas. Los más habituales eran el rojo, el amarillo y el morado. Por otro lado, los bordes de las telas se decoraban con bordados, generalmente de flores, animales y la llamada «greca griega».
En cuanto al peinado, en época arcaica tanto hombres como mujeres llevaban el pelo largo, pero posteriormente fue costumbre que los niños se lo cortasen al llegar a la pubertad. Entre las mujeres era costumbre sujetarse el pelo con cintas, así como recogerse el pelo en moños. Hasta el siglo V a. C. la mayoría de hombres llevaba barba, pero desde entonces fue más corriente el afeitarse.

### Roma

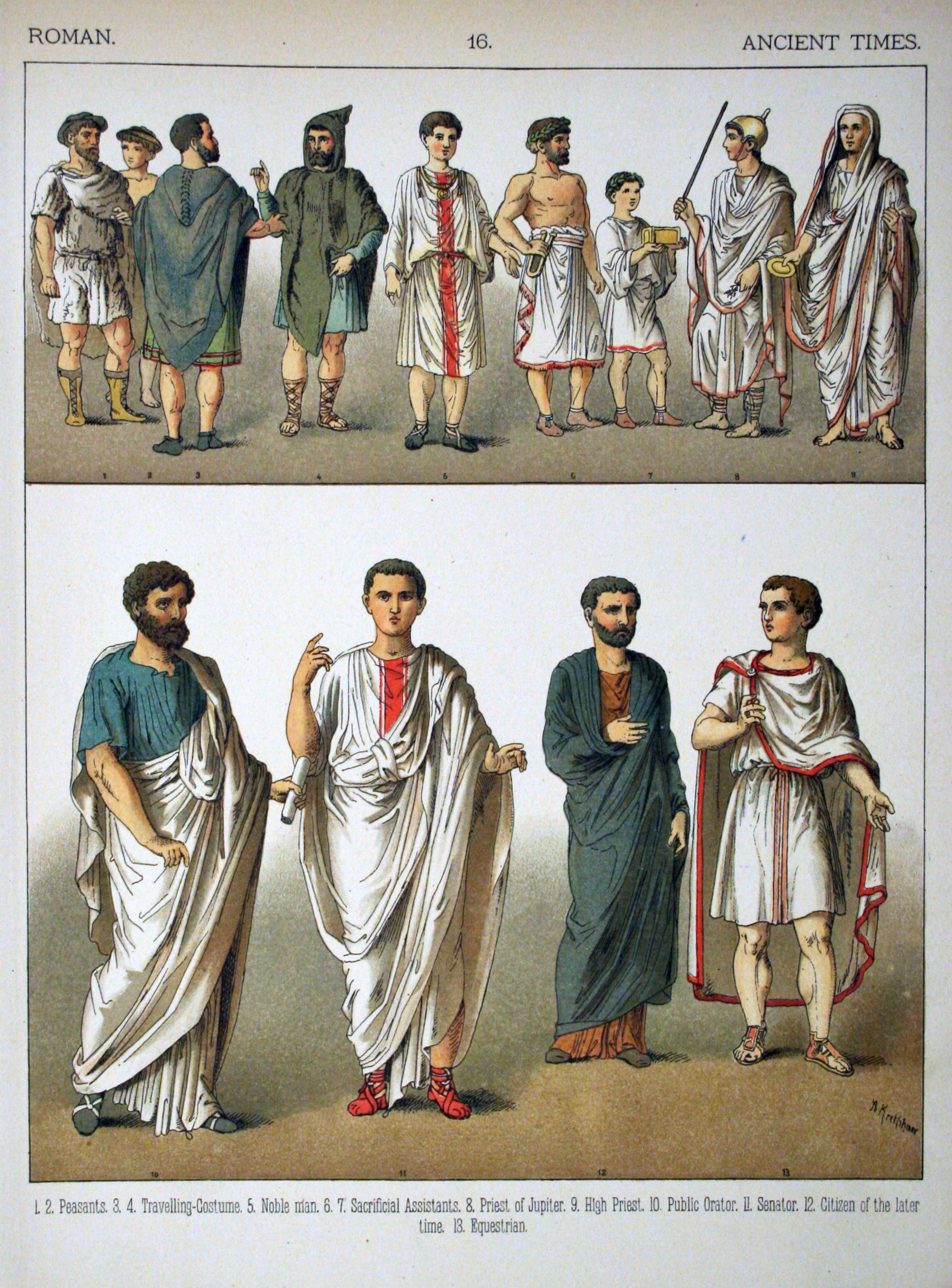
Indumentaria romana, ilustración de Costumes of All Nations (1882)

En Roma se usaba igualmente la lana, el lino y la seda, a veces entremezclados. La prenda más antigua era el subligaculum, un taparrabos alrededor de los riñones. En época republicana surgió la subúcula, una túnica que podía ser de dos tipos: dalmática, con mangas, o colobium, sin mangas. Encima llevaban una toga, una capa semielíptica drapeada según la ocupación: estrecha para los filósofos, ceñida para los guerreros, con una banda púrpura para sacerdotes y magistrados. El vestido femenino se componía de taparrabos y strophium —antecedente del sujetador—, sobre el que iban dos túnicas, la subúcula, larga hasta los pies y sin mangas, y el supparum, túnica corta semejante al quitón griego, que podía sustituirse por la stola, túnica de mangas cortas, o la palla, un paño rectangular sujeto al hombro por fíbulas. Encima podían llevar un manto llamado pallium que, colocado sobre la cabeza, significaba viudez. Los colores preferidos eran rojo, amarillo y azul. En época imperial se llevó también una túnica larga hasta los tobillos llamada caracalla. También, tras el contacto con tribus germánicas, empezaron a llevar pantalones (braccae), sobre todo en el ejército.

Toga romana

La toga, elaborada generalmente de lana, podía medir seis metros de largo por dos de ancho. Se enrollaba en torno al cuerpo, para lo que hacía falta una gran habilidad, aunque en las clases altas era una tarea que hacían los esclavos. Una variante, la toga candida, era totalmente de color blanco y la empleaban los políticos que se presentaban a algún cargo, de donde deriva el término «candidato». En tonos oscuros (toga pulla) era para el luto. La toga morada y bordada en oro (toga picta) era usada por los emperadores.
Como en Grecia, en Roma las prendas se confeccionaban de paño tejido, lo que requería mucha mano de obra, por lo que dichas prendas se consideraban demasiado valiosas para recortarlas o entallarlas: por ello, se llevaban superpuestas al cuerpo, bien doblándolas o bien plegándolas, frunciéndolas o, en menor medida, cosiéndolas alrededor del cuerpo. Durante la República, la confección la solían hacer las mujeres o esclavos, en el ámbito doméstico, pero en época imperial el oficio se profesionalizó y llevar prendas de elaboración propia se consideraba vulgar.
Las principales piezas de calzado romano eran la sandalia (solea) y el calceus, un zapato cerrado a la altura del tobillo. Para el mal tiempo usaban borceguíes o unas botas cerradas llamadas gallicae. Aunque generalmente no se cubrían la cabeza, a veces llevaban un gorro sin ala llamado pileus y, en ocasiones, usaban el gorro frigio; también usaban una capucha llamada cuculus, bien como prenda independiente o unida al manto. Los romanos usaban numerosos complementos, como guantes, abanicos, sombrillas y bastones.
Los romanos solían llevar el pelo corto y afeitarse. Las mujeres llevaban peinados más complicados, sobre todo en época imperial, cuando se puso de moda un peinado en forma de cono llamado tutulus. Era corriente teñirse el pelo de rubio y, en ocasiones, usaban pelucas y postizos. Por otro lado, era corriente cubrirse la cabeza con un velo. También usaban tiaras, diademas, collares, pendientes, brazaletes y tobilleras.

### Íberos
En la península ibérica, los íberos lograron un alto grado de especialización en labores textiles, cuya belleza y calidad fue admirada por Estrabón. Se confeccionaban prendas de lana, lino y esparto, que solían ser teñidas y adornadas. Polibio reseñó en sus obras la riqueza de los mantos turdetanos, elaborados en lino y teñidos de púrpura. Los hombres vestían túnica y manto, drapeados al estilo griego. Las mujeres llevaban dos túnicas superpuestas, así como un manto sobre los hombros, a veces cruzado oblicuamente bajo un brazo; en ocasiones, también llevaban un velo sobre la cabeza. Estas prendas solían estar adornadas con flecos o cenefas y se ceñían con cinturones, broches y fíbulas. En el peinado femenino destacan los complejos tocados que se aprecian en las esculturas denominadas «damas», formados por cofias o diademas de las que colgaban joyas y abalorios, o bien mitras cónicas sobre las que se colocaba el velo. En ocasiones, llevaban unos rodetes sobre las orejas, como se aprecia en la Dama de Elche.

### Reino de Shu
La información sobre la indumentaria en el Antiguo Reino de Shu (actual llanura de Chengdu, Sichuan) depende en gran medida de los hallazgos de los yacimientos arqueológicos de Sanxingdui y Jinsha. Además del «traje real» usado por la gran figura de bronce de Sanxingdui, las prendas más comunes eran chaquetas, sayos, túnicas, y pantalones, generalmente de manera ajustada.

## Edad Media
La Edad Media abarca desde la caída del Imperio romano de Occidente (476) hasta el siglo XV, en el que se produjeron varios hechos significativos, como la caída de Constantinopla (1453) o el descubrimiento de América (1492). En general, fue una mala época para la economía y la cultura, con graves carestías para la población, especialmente las clases bajas. La sociedad medieval se basaba en el feudalismo, un sistema por el que una clase privilegiada —compuesta de aristocracia, ejército y clero— tenía la supremacía sobre el resto de la población, sometida a vasallaje.
El Imperio bizantino heredó en buena medida los usos y costumbres romanos, aunque también se recibió, por su posición geográfica, una fuerte influencia de Oriente: a Constantinopla llegaban las sedas y los brocados de Persia, India y China. Unos monjes lograron traer de China gusanos de seda, con lo que se desarrolló una notable industria sedera, cuyos productos estaban reservados a las clases altas. Se crearon así unos vestidos y túnicas de lujo y gran vistosidad, con intensos coloridos que denotaban la posición social: los colores púrpura, violeta y jacinto estaban reservados para la familia imperial, hecho recogido en el Código de Justiniano. Los tejidos bizantinos llegaron a Europa a través del comercio con Venecia, donde gozaron de gran éxito. La tipología de las prendas fue evolucionando con el tiempo: de las túnicas de herencia romana se pasó al uso del pantalón por influencia persa y, en el siglo XII, al uso del caftán, una túnica de origen persa. Los tejidos más usados eran la seda, el damasco y el brocado, adornados con dibujos de animales, flores y plantas. También solían llevar múltiples joyas.
Los pueblos germánicos que acabaron con el Imperio romano de Occidente introdujeron la práctica de coser la ropa y usaban prendas de lana, generalmente una túnica corta de mangas largas, unos calzones largos o pantalones —que adoptaron los soldados romanos tras la conquista de la Galia— y un sayo sobre los hombros. Uno de los rasgos más característicos de este período en indumentaria masculina fue la utilización de prendas bifurcadas para las piernas (pantalones), de las que había dos variantes: las calzas y los calzones. Las primeras —también llamadas hoses o chausses— llegaban hasta las rodillas, mientras que los calzones o braies eran hasta los tobillos.

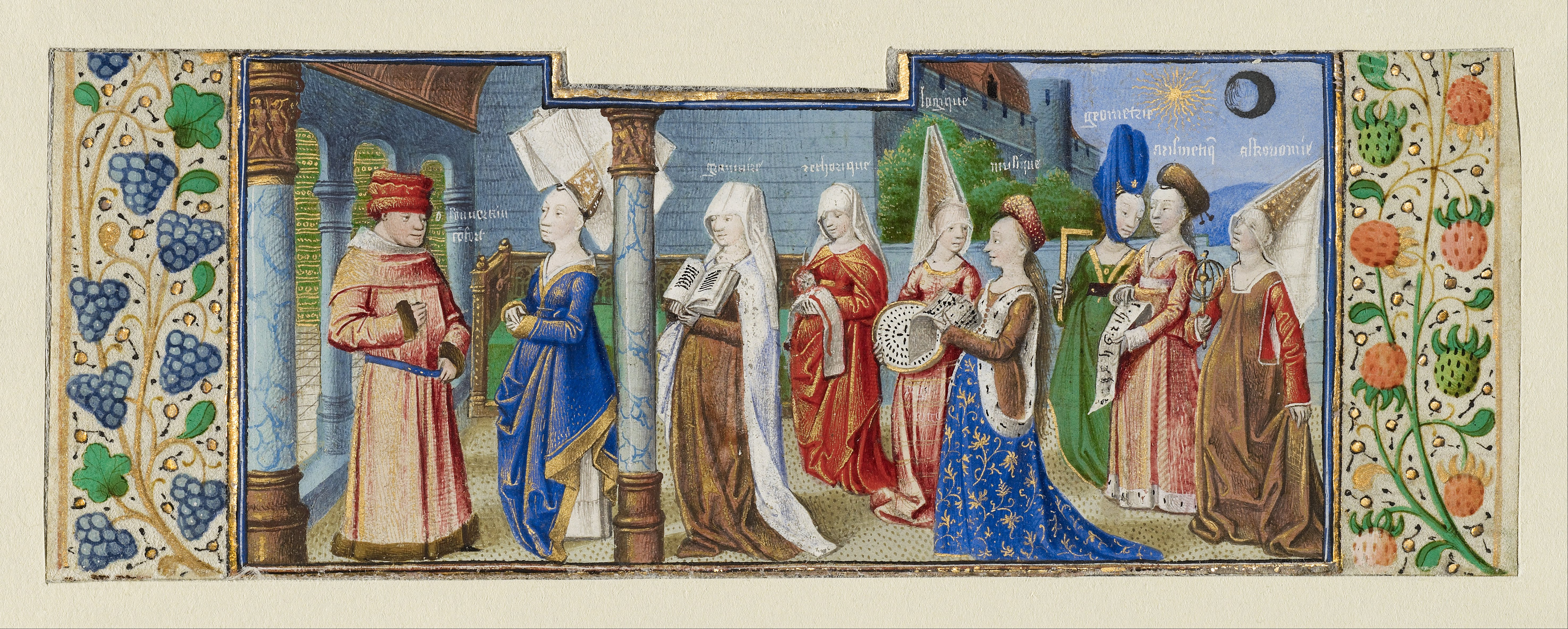
La Filosofía presentando las siete Artes Liberales a Boecio (c. 1460-1470), del Maestro de Coëtivy, Getty Center, Los Ángeles

En la Edad Media el material más utilizado fue la lana, siendo muy apreciados los paños de Frisia; el lino fino —llamado cainsil— se usaba para camisas y calzas. Por lo general, el hombre llevaba dos túnicas: una fina de hilo a modo de camisa, llamada brial, y otra de lana más larga, de mangas estrechas y ceñida con un cinturón de cuero; además, llevaba calzones y una capa. La mujer también llevaba dos túnicas, la camisia, interior de mangas estrechas, y la estola, larga hasta los pies y de mangas anchas; encima podían llevar una capa, un manto o una clámide y era común el uso de un velo que cubría la cabeza. En el Medievo también fue corriente el uso de guantes, de hilo para el verano y de piel para el invierno. Desde el siglo XII aumentó el uso de la seda, así como del algodón, que tenía su principal centro de producción en Italia. También empezaron a usarse las pieles preciosas (oso, marta, cibelina), procedentes de Armenia o Siberia. En el siglo XIII apareció el vellux (terciopelo) y aumentó la elaboración de peletería.
Eginardo describió en su Vita Karoli Magni la forma de vestir de Carlomagno: «se cubría el cuerpo con una camisa y unos calzoncillos de lino; encima llevaba un jubón, guarnecido con una franja de seda, y unos pantalones; también cubría sus piernas con cintas o vendas y calzaba zapatos. En invierno se cubría el torso y los hombros con una chaqueta de piel de nutria o marta; finalmente llevaba un manto de color azul y una espada».

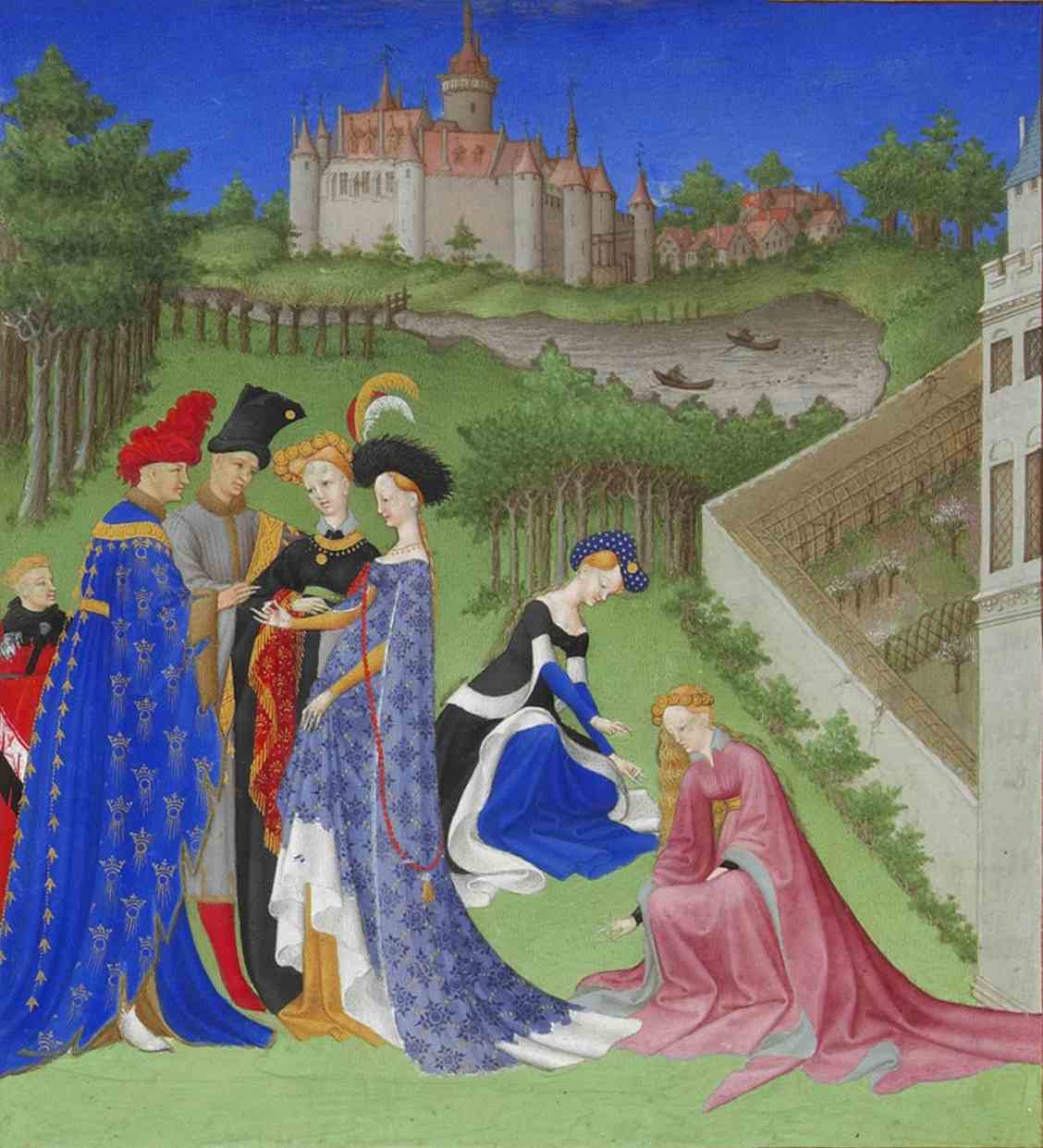
Las muy ricas horas del Duque de Berry: Abril, de los hermanos Limbourg, Museo Condé, Chantilly

Entre los siglos x y xi se fusionaron las tradiciones bizantina y germánica: los hombres llevaban camisa o bata corta, otra más larga y ceñida y chaqueta con faldón plisado, abrochada con cinturón; encima se colocaba una piel o un jubón de cuero y llevaban pantalones, cintas o vendas para las piernas, así como sandalias o zapatos. Las mujeres llevaban una larga túnica con mangas y escote, generalmente con una segunda pieza similar por encima y un manto abrochado sobre el pecho. En el siglo XI, mientras que los campesinos seguían usando pantalones, los hombres de clases altas empezaron a usar calzas, ceñidas a las piernas con ligas, elaboradas en escarlata o grana, un tipo de lana fina de color rojo.
Las cruzadas reactivaron el comercio con Oriente, de donde se introdujeron numerosos elementos de moda, que también se introdujeron a través de la Hispania andalusí; ello se denotó en complementos como los velos usados por las mujeres, que se desarrollaron en forma de toca o griñón. También se introdujo el uso de botones para ajustar el talle, así como el gusto por las mangas muy largas y ensanchadas en las muñecas.
En la Plena Edad Media (siglos xii-xiii) hubo un refinamiento de las costumbres y el vestuario buscaba aportar una mayor elegancia al portador. La mujer fue objeto de veneración por su gracia y belleza, y se convirtió en modelo de emulación social. Por otro lado, el vestuario tuvo una tendencia cada vez mayor a la individualización y surgieron los primeros sastres profesionales. Las clases bajas continuaron con las vestiduras tradicionales: pantalón, blusa o túnica y manto sin mangas. Fue en las clases altas donde se dieron las principales innovaciones: la nueva moda eran los trajes ceñidos al cuerpo y, cuando la figura no correspondía al ideal, se añadían lazos y trencillas. Ambos sexos usaban una larga túnica de hilo, abrochada lateralmente; las mujeres llevaban encima un vestido de mangas con cintas y, por encima, un manto semicircular anudado al pecho con un cordón o un broche; los hombres llevaban medias y unos pantalones cortos bajo la túnica, y un manto similar al de la mujer. Era habitual en ambos sexos adornar sus cabellos con cintas o diademas. También estuvieron de moda los sombreros altos con plumas de pavo real. Los principales materiales eran el algodón, la seda y la lana, pero también pieles de marta, armiño, ardilla o foca. Usaban adornos como broches, fíbulas, anillos, brazaletes, agujas, cinturones y plaquitas de oro troqueladas como prendedores.

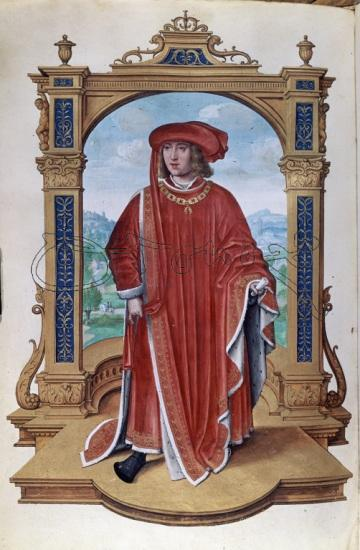
Retrato de Felipe el Hermoso, por Simon Bening. El monarca lleva una capucha con liripipe

En esta época surgieron los principales gremios del sector de la moda: sastres, pañeros, merceros, zapateros, calceteros y sombrereros. Más tarde, cuando la confección empezó a industrializarse, surgieron nuevas profesiones, como los tintoreros, bataneros y esquiladores. En el siglo XI se inventó el telar horizontal, que permitía confeccionar piezas de hasta 30 m de longitud y 2 de anchura. Ello permitía cortar las telas para darles forma, con lo que se empezó a entallar las prendas y se abandonó el sencillo vestido en forma de T (cota) usado hasta entonces mayoritariamente. El entalle de las prendas también favoreció una mayor diferenciación por sexos. El material más usado era la lana, cuyo mayor productor era Inglaterra; el mayor centro productor de tejidos era Flandes.
En el siglo XIV se vivió una época de mayor hedonismo, en que se buscaba disfrutar de la vida, lo que se reflejó en la moda, siempre de acuerdo con las diferenciaciones sociales: según Johan Huizinga (El otoño de la Edad Media), «las clases sociales estaban perfectamente definidas y ordenadas de acuerdo con las diferencias de sus vestidos, sus pieles y los colores predominantes, sus gorras y sombreros. El vestir expresaba también la dignidad de las autoridades, la alegría y el dolor, las relaciones entre amigos y amantes». La mayor transformación se dio hacia 1350 en el traje masculino, que se volvió más llamativo y fue objeto de mayores cambios de moda que el femenino. Se abandonó la túnica por un traje de dos piezas: un jubón o chaqueta estrecha, abotonada o ceñida a la cintura, con cuello cerrado o escote abierto, y unas medias con suela como pantalones, sujetas al jubón con prendedores. Estuvieron de moda los cinturones ricamente decorados, de los que pendían dagas y bolsillos. Las mujeres llevaban la cota, una túnica larga interior escotada y ceñida al cuerpo, y un vestido exterior sin mangas y de larga cola (surcot), con aberturas para los brazos muy largas (fenêtres d'enfer, «ventanas del infierno»); encima llevaban un corpiño corto, de rico paño y bordado en oro. Solían cubrirse la cabeza con un manto, capucha o cofia. En esta época surgió el décolletage (escote), una abertura en la parte superior del vestido que mostraba el nacimiento del pecho, lo que comportaba ciertas connotaciones eróticas y denotaba un mayor relajamiento de las costumbres sociales respecto a la moral cristiana que imperaba hasta entonces. De igual manera, se abandonó el velo, que solo continuaron utilizando monjas y viudas.

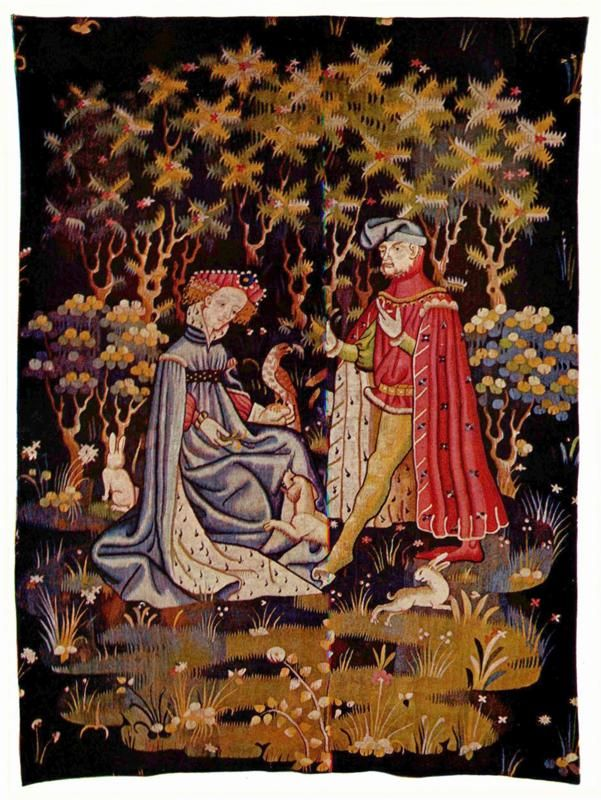
La ofrenda del corazón, tapiz de Arras (c. 1400-1410). En el hombre, el color rojo simbolizaba el poder y, en la mujer, el azul representaba la fidelidad.

En la segunda mitad del siglo XIV estuvo de moda la hopalanda (houppelande), una capa larga de uso tanto masculino como femenino, que podía ser sin mangas o con ellas, siendo entonces de forma acampanada o de saco; solía confeccionarse con telas de distinto color en cada lado del cuerpo (mi-parti). Surgida hacia 1360, la hopalanda era una sobrevesta de estructura ancha y abierta por delante, de materiales ricos y muy decorada. Los hombres la llevaban sobre el jubón y las calzas, hasta el muslo o las pantorrillas, con anchas mangas que se recogían en los hombros. La mujer la llevaba cerrada por delante, con largo hasta el suelo y, en ocasiones, con cola; tenía igualmente las mangas anchas y los pliegues se sujetaban bajo el pecho en un talle alto. Por lo general, las mangas y los dobladillos tenían flecos o festones en colores distintos a los de la prenda, para contrastar. Desde la segunda mitad del siglo XV la hopalanda, conocida más entonces como gown, pasó a ser usada principalmente por ancianos o bien por doctores y magistrados.
En esta época tuvieron gran importancia los sombreros y tocados: hasta 1380 estuvo de moda una capucha con un largo liripipe, que en ocasiones se enrollaba en la cabeza en forma de turbante; más tarde se llevó el chaperón, un rollo de tela circular unido a una gorguera sobre los hombros. Las mujeres llevaban crespina, un tocado en forma de cofia de redecilla de seda, sustituido en el siglo XIV por el «tocado nébula», una diadema de lino que enmarcaba la cabeza, o bien por el «tocado cojín», un rollo acolchado sobre una redecilla con el pelo en moños sobre las orejas (templars), que fue sustituido por el «tocado de cuernos», una estructura de alambre cubierta por un velo drapeado. Hacia 1450 el tocado ganó altura, en forma de cono puntiagudo o truncado (hennin).

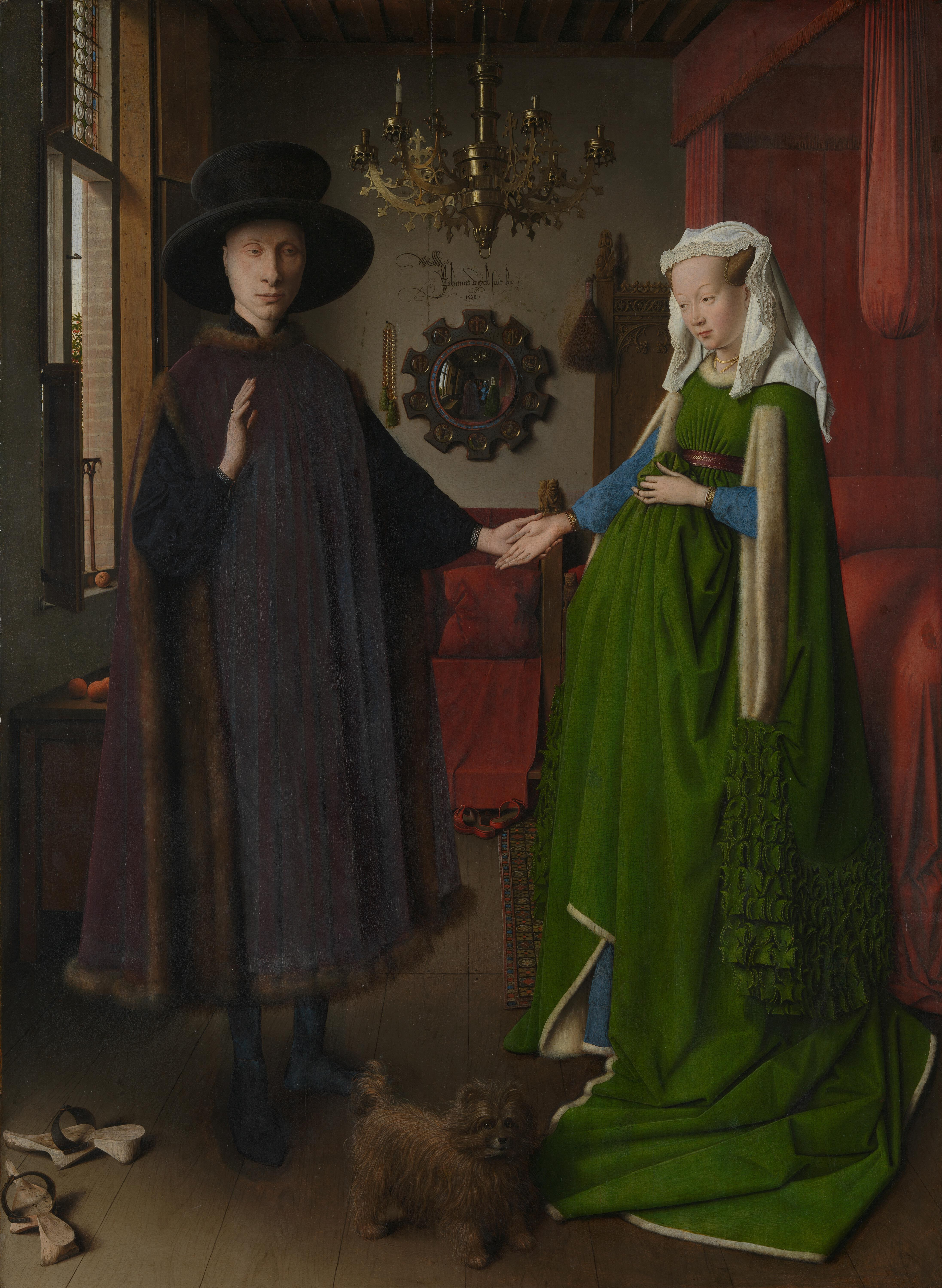
Retrato de Giovanni Arnolfini y su esposa (1434), de Jan van Eyck, The National Gallery, Londres. Ambos visten una hopalanda, una prenda multiusos tanto masculina como femenina.

Para el calzado, entre los siglos xiv y xv (entre 1360 y 1410 aproximadamente) estuvieron de moda los zapatos con puntas alargadas, a veces de hasta 45 cm, conocidos como zapatos «a la cracoviana» (crackowes) o «a la polonesa» (poulaines).
Hacia 1485 los jubones se fueron acortando, por lo que surgió la necesidad de acompañarlos de una bragueta de armar, de forma triangular, unida a las calzas con el vértice inferior cosido a la entrepierna y los dos superiores sujetos a las caderas con botones o con unos lazos denominados «agujetas de bragueta de armar».
En el siglo XIV se suele establecer el nacimiento de la moda como tal: a mediados de siglo se dieron los primeros vestigios de un creciente afán por las novedades, del cambio por el cambio y del uso de la vestimenta como medio de ensalzamiento personal y social, más allá de su función práctica. En esta época se buscaban trajes ceñidos al cuerpo y empezó una mayor diferenciación entre sexos: los hombres buscaron la inspiración en los trajes militares, con jubón y calzones adaptados al cuerpo que permitían mayor movilidad, mientras que las mujeres llevaban vestidos largos y ceñidos con amplio escote, que realzaba el pecho. Estos cambios fueron favorecidos por la nueva prosperidad económica y el auge de la burguesía, así como por la nueva cultura cortesana y caballeresca, que llevaba pareja un nuevo sentimiento de disfrute de la vida, de búsqueda de la felicidad.
El paradigma de la moda elegante en época bajomedieval fue la corte de Carlos el Temerario en Dijon (Borgoña). Los hombres resaltaron su forma con piezas acolchadas en hombros y pecho, y llevaban altos sombreros de fieltro de alas anchas con una larga banda de tela. Las mujeres llevaban el vestido externo alzado de un lado para mostrar el interno, de color diferente, y llevaban escotes de forma triangular (en cœur), así como diversos tocados, ya fuese en capucha, sombrero o turbante; el más típico fue el hennin, una especie de cucurucho cubierto con un velo. Durante esa época, las mujeres solían afeitarse las sienes y recoger el cabello bajo la cofia. También era usual adornar las telas con bordados, joyas, perlas, pieles y botones de oro.
En este período se desarrollaron notablemente las vestiduras religiosas, debido al papel protagonista de la religión en la sociedad. En la Alta Edad Media los trajes religiosos se diferenciaban de los civiles en que eran más largos y de colores austeros; en cambio, los ropajes litúrgicos eran de materiales finos y colores brillantes. Con la aparición de las órdenes monásticas, el traje sirvió de elemento diferenciador entre las distintas órdenes: los benedictinos llevaban un escapulario sobre el hábito, de color negro; los cistercienses usaban cogulla, una túnica con capucha, de color blanco. Las monjas llevaban dos túnicas, una capa y un velo. En general, los sacerdotes solían llevar una túnica larga de color blanco llamada alba, sobre la que se colocaban una capa decorada llamada capa pluvial; en actos litúrgicos se ponían la casulla, un manto con apertura para la cabeza de distintos colores según la liturgia, así como la estola alrededor del cuello. Los obispos utilizan un sombrero escalonado llamado mitra, así como un bastón llamado báculo. Más adelante aparecieron la sotana, el roquete y la sobrepelliz.

## Islam

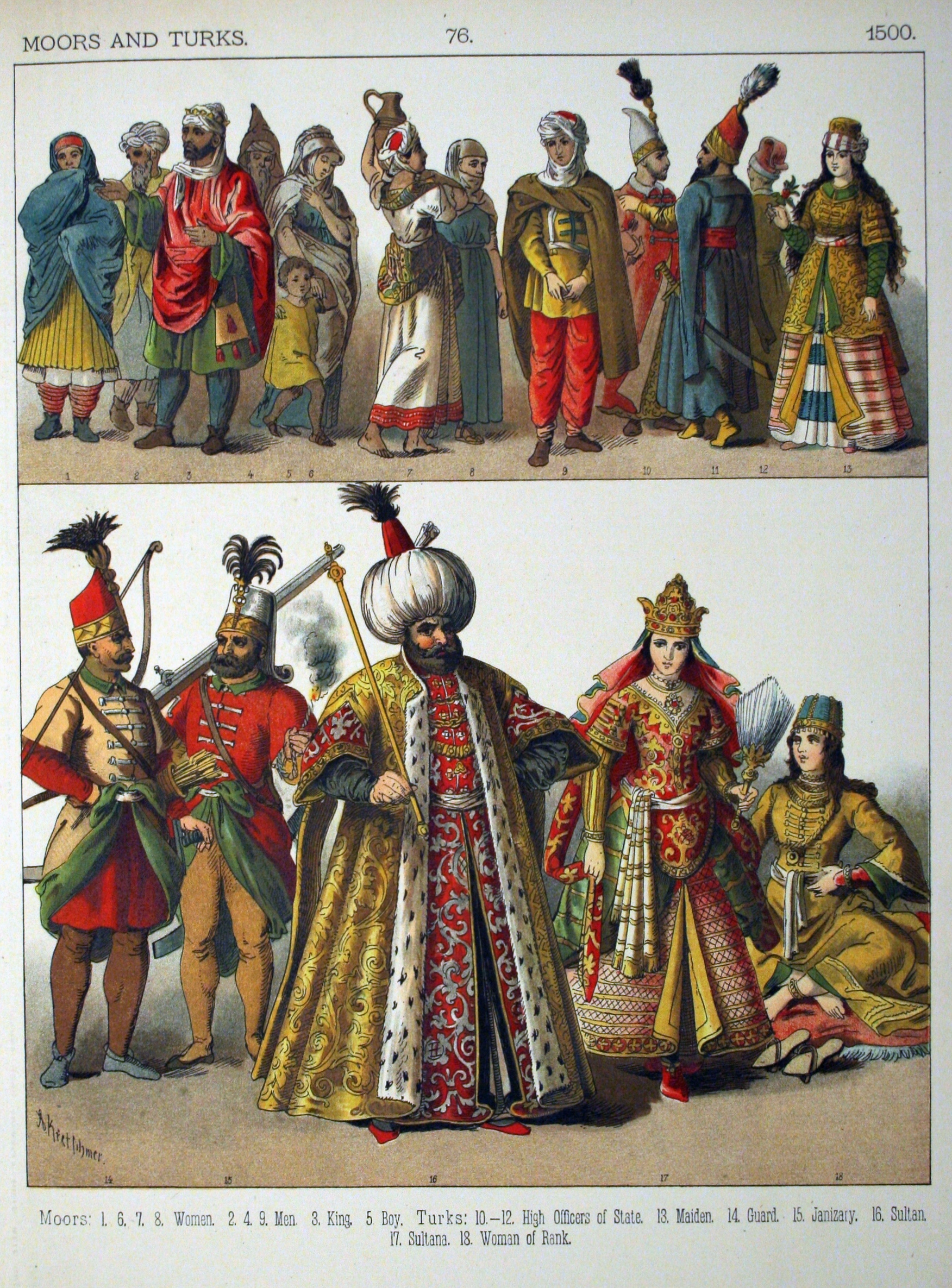
Indumentaria mora y turca (c. 1500), ilustración de Costumes of All Nations (1882)

Las artes textiles tuvieron una gran relevancia en el mundo islámico. Desarrollaron y perfeccionaron numerosas técnicas, como el damasco, el tiraz, el terciopelo y la muselina. Elaboraban vestidos, alfombras, tapices, telas estampadas y otros tejidos, con decoraciones generalmente geométricas, epigráficas, medallones con forma de media luna o motivos de origen vegetal o animal pero llevados casi a la abstracción.

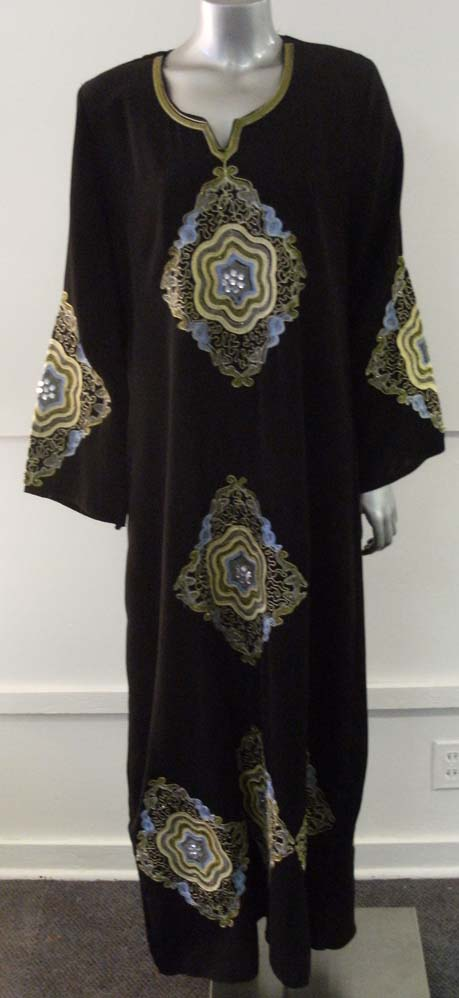
Abaya

La industria textil fue a inicios de la expansión islámica de gran relevancia, especialmente en sedas y brocados, así como tejidos con pasamanería (tiraz). Entre las prendas más usadas por los pueblos islámicos cabe citar el turbante, de distinta forma, color y tamaño según las variedades étnicas y geográficas; el fez, un gorro alto de forma cilíndrica y color generalmente rojo; el kefijeh, un pañuelo usado por los beduinos para cubrir la cabeza, atado con un cordón negro (okal); la apa, una casaca con forma de camisa; la dchalabiya, una bata larga con especificidades regionales; el albornoz, un abrigo largo con capucha; y el caftán, una túnica hasta las rodillas. También usan pantalones, generalmente bombachos. Entre las mujeres destaca el uso de distintos tipos de velo, como el hiyab, el chador o el burka, así como un vestido suelto llamado abaya.
En la península ibérica, donde se establecieron varios estados islámicos entre los siglos viii y xv, hubo una hibridación entre la tradición musulmana y la cultura hispana de herencia romana y visigótica, que se tradujo en el llamado «traje mozárabe», formado generalmente por camisa, túnica, manto y pantalón. Existían diversas variedades de túnicas: mutebag, ceñida y sin mangas; mofarrage, abierta o hendida; adorra, abrochada con botones; y unas exteriores llamadas aljuba o pintella. Las mujeres llevaban una túnica llamada almexia. También había varios tipos de mantos: mobatana, forrado de piel; barragán, de lana; alifafe, de varias pieles. Los pantalones eran largos en las clases altas y cortos en las bajas. Había también variedad en calzado (ballugas, soccos, albarcas, zapatones), caracterizados generalmente por acabar en punta curvada hacia arriba, a la manera árabe.
En el Imperio otomano, la expansión territorial y el comercio proporcionaron una gran riqueza, que se reflejó en el vestir. Destacó la industria de la seda, con un importante centro de producción en Bursa, donde se confeccionaban brocados y terciopelos para la corte; más tarde destacaron los talleres de Constantinopla, situados en un patio del palacio de Topkapı. La indumentaria otomana indicaba el rango social: por lo general eran prendas largas, de hechuras sencillas, que destacaban por sus telas lujosas, dispuestas generalmente en varias capas para remarcar su vistosidad. Su principal prenda era el caftán, una túnica abierta larga hasta los tobillos, generalmente de seda, con predominancia de colores rojo, azul y verde. Las principales variantes de la seda que se utilizaban eran atlas (seda lisa con faz de satén), kemha (brocado de seda en relieve) y kadife (terciopelo de intensos colores). También se elaboraban caftanes con seraser, unos brocados de hilos de oro y plata, decorados con llamativos dibujos. La vestimenta otomana se completaba con el turbante, unas piezas de tela de lino o algodón que se enrollaban en la cabeza alrededor de una gorra de seda brocada. Esta indumentaria típica continuó casi inalterada hasta el siglo XIX, cuando el sultán Mahmut II introdujo el estilo occidental de vestir.

## India

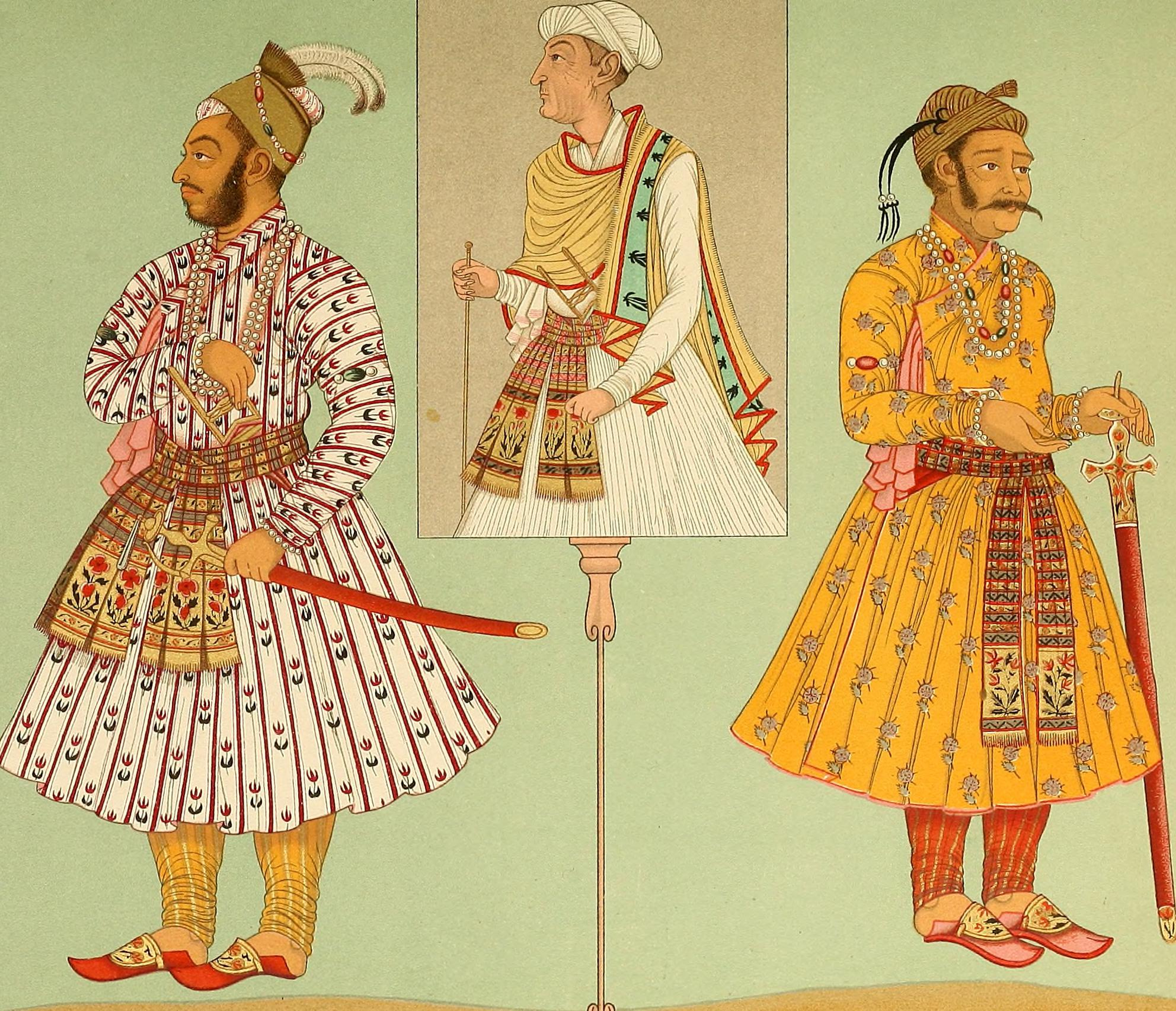
Indumentaria mogol, ilustración de Le costume historique (1888)

En la India se trabajaba la lana y el algodón para vestidos y tapices, mientras que la seda se importaba de China. También se hacían bordados, en ocasiones con incrustaciones de hilos de seda, plata y oro. Los tejidos se solían teñir, con batik o con algodón grabado por impresión con planchas de madera. En el arte textil se denota la influencia irania, especialmente saris y chales de Cachemira con adornos florales.

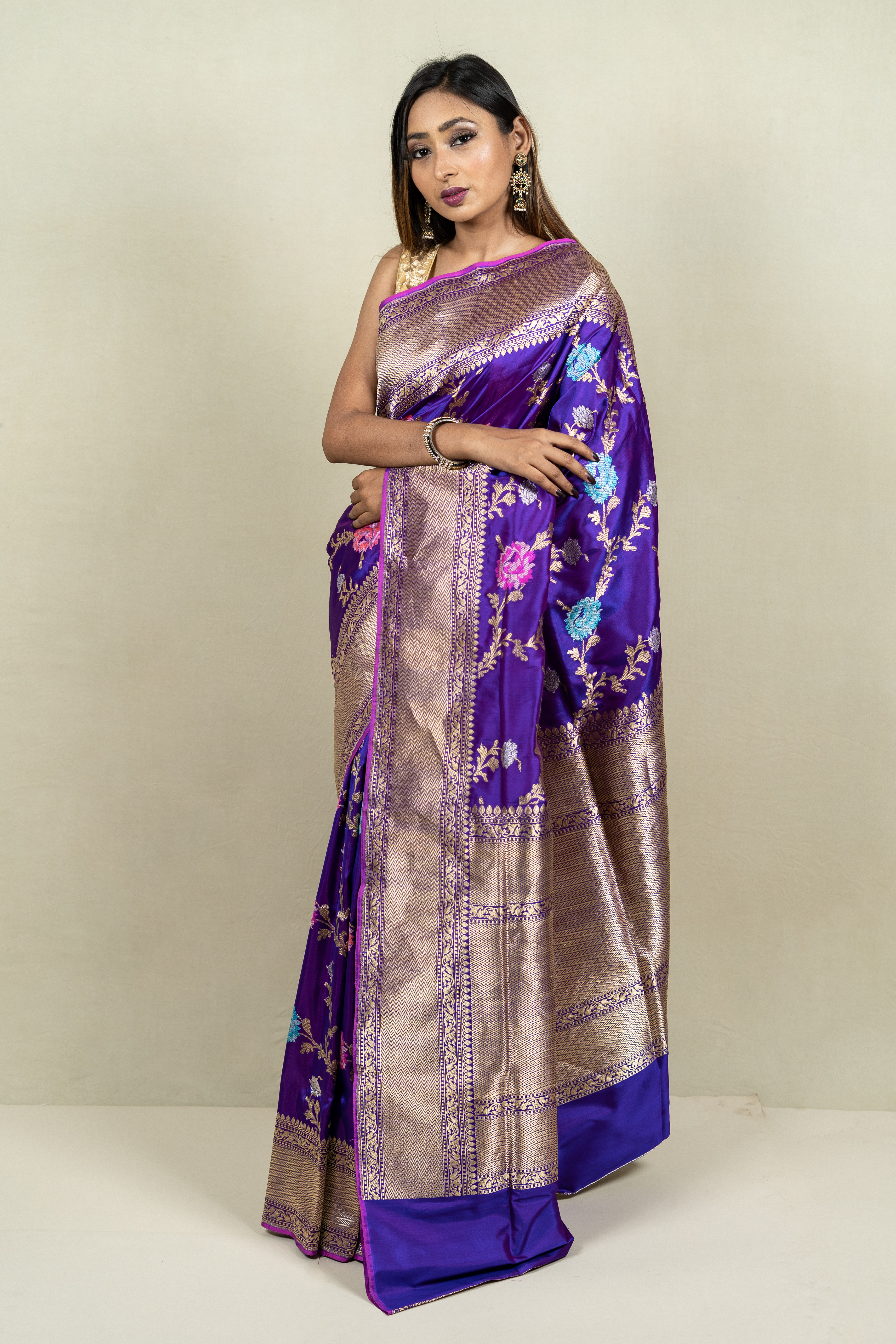
El sari es el vestido típico indio

Al ser un país de clima cálido, la vestimenta cumple más una función de ostentación social que de protección frente al clima. En tiempos antiguos, los hombres se tapaban con un faldellín o calzón corto, circunstancia que compensaban con una gran multiplicidad de adornos corporales. La profesión fue en ocasiones un medio de distinción en la indumentaria, con prendas adaptadas a cada uso. Igual ocurría con la religión: los ascetas y brahmanes se cubrían con pieles y hojas; los jainistas se dividían entre «vestidos de aire» (digambara), es decir, desnudos, y «vestidos de blanco» (svetambara); los budistas vestían al principio con harapos, aunque luego adoptaron un hábito de color pardo-amarillento, compuesto de tres piezas: una falda, un chal y una capa. Tanto hombres como mujeres llevaban falda como única prenda en la mayoría de las ocasiones, sujetada con un cinturón o una faja; generalmente era blanca, a veces con listas longitudinales o dibujos de adorno. En ocasiones, las mujeres llevaban una pañoleta sobre el pecho o una sobretúnica. También podían cubrirse la cabeza con un velo o pañuelo y los hombres con un turbante, o bien llevaban distintos tipos de tocados y adornos para el pelo. Lo austero del vestido se suplía con múltiples adornos, tanto en hombres como mujeres, como collares, aretes, diademas, charreteras de oro y perlas, ceñidores de muslo, aros de oro para antebrazos y pantorrillas, etc.
Durante el período mogol convivieron la cultura tradicional hindú y la musulmana, a la que pertenecían los nuevos gobernantes. En general, los hindúes preferían las prendas envueltas o drapeadas, como el sari y el dhoti, mientras que los musulmanes solían llevar prendas cosidas o entalladas, como abrigos, chaquetas, camisas (kurta, kamiz) y pantalones (paijama, shalwar). El primer emperador mogol, Babur, descendiente del conquistador mongol Tamerlán, aún vestía al estilo de Asia central, con túnica, abrigo y turbante. Su hijo, Humayun, inventó el turbante de plumas taj-i'Izzat («corona de gloria»). Con el hijo de este, Akbar, se inició la indumentaria más típicamente mogola: el paijama, un tipo de pantalón ceñido, y la jama, una túnica entallada abrochada en un costado del cuerpo, así como el turbante tipo rajput. Preocupado por la vestimenta, inventó diversas prendas, como el chakdar jama, una túnica abierta por el lado, o la costumbre de llevar dos chales de cachemir juntos, de varios colores. Estableció la norma por la que los musulmanes debían abrocharse la jama a la derecha y los hindúes a la izquierda. Las mujeres musulmanas llevaban una vestimenta similar a la masculina, incluso en el uso de pantalones, aunque con un velo en la cabeza. En cambio, las mujeres rajput llevaban faldas fruncidas (ghaghra), corpiños (choli) y un velo grande de forma rectangular (odhni).

## China

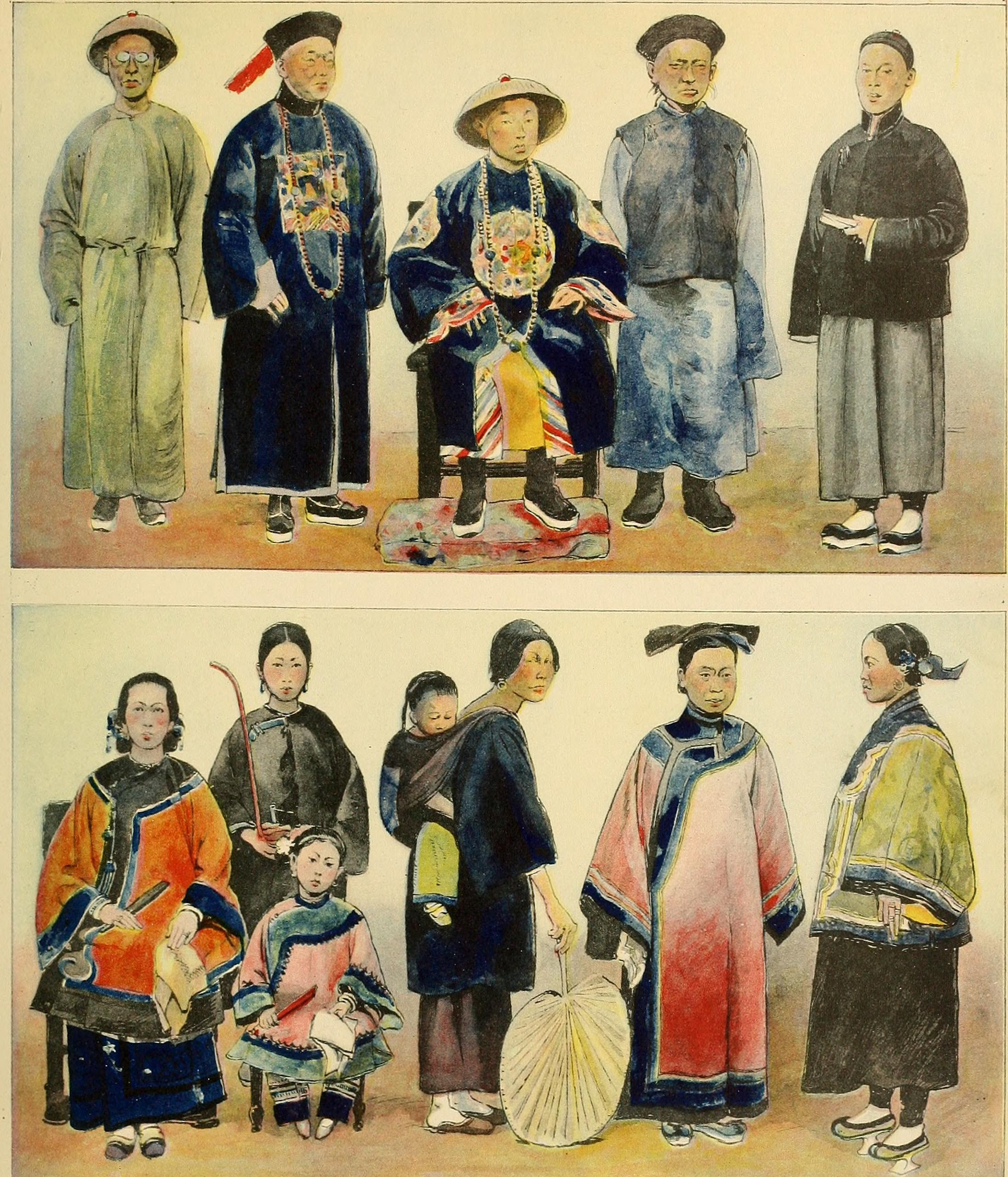
Indumentaria china, ilustración de Geschichte des Kostüms (1905)

En China surgió una de las civilizaciones más antiguas del mundo. En el arte textil destaca la seda, descubierta allá en el milenio III a. C., cuya invención se atribuye a Lei-Tsu, concubina del emperador Huang-Ti. La sedería floreció especialmente desde la dinastía Han, período en el que comenzó a exportarse a través de la ruta de la seda. Ya en aquel entonces había diversas técnicas, como el damasco, el muaré, el piqué, la gasa, el tapiz y el bordado. La decoración solía ser de losanges, celosías, motivos animales y vegetales, dragones y otros animales míticos, con policromía de ricos colores.
La indumentaria más antigua consistía en una camisa larga, una falda larga y ancha y una chaqueta de mangas largas. Hacia finales de la dinastía Zhou se adoptaron los pantalones, por influencia de las tribus de las estepas de Asia Central. Durante la dinastía Han los vestidos tenían la misma tipología, aunque eran más suntuosos, adornados con oro, plata y jade. Las mujeres se cubrían con estolas y se maquillaban profusamente: se empolvaban de blanco cara, cuello y hombros, se afeitaban las cejas para dibujarlas artificialmente y se aplicaban lunares y coloretes en las mejillas.

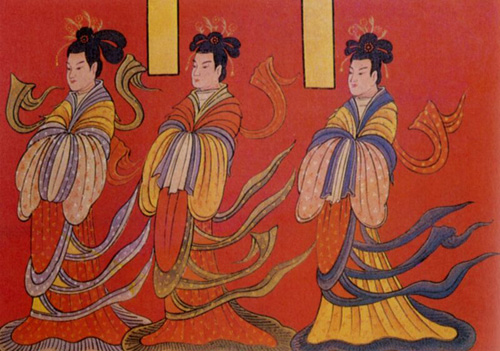
Mujeres con el tradicional vestido tsa-chü chui-shao («vestido con dobladillo de cola de golondrina y cintas voladoras»), período temprano de Wei del Norte

Durante la dinastía Tang los vestidos de mujer recibieron la influencia del kimono japonés, con amplios escotes y anchas mangas de las que pendían incensarios. Llevaban anchas bufandas y el pelo se recogía en moños, decorados con peinetas, horquillas y diademas. Los hombres llevaban una pequeña chaqueta, un abrigo de manga larga, cinturón de seda y pantalones anchos, y llevaban el pelo largo y recogido también en un moño, aunque tapado con un pañuelo negro o un tocado rígido de tejido duro o tiras de ratán. En esta época la industria sedera estaba muy avanzada: algunos restos arqueológicos de principios del siglo VII revelan que los telares de seda podían realizar tramas de hasta 3680 hilos en un solo dibujo. En el siglo X, en la entonces capital, Chang'an (actual Xi'an), había diez fábricas de tejido, cuatro de hilado, seis de teñido y cinco dedicadas a la confección de lazos y cordones. Los funcionarios llevaban vestidos de colores según el rango: de abajo arriba en la jerarquía, azul, verde, rojo y púrpura. Los emperadores no portaban un atuendo especial, sino que vestían ropas normales, aunque de excelente calidad.

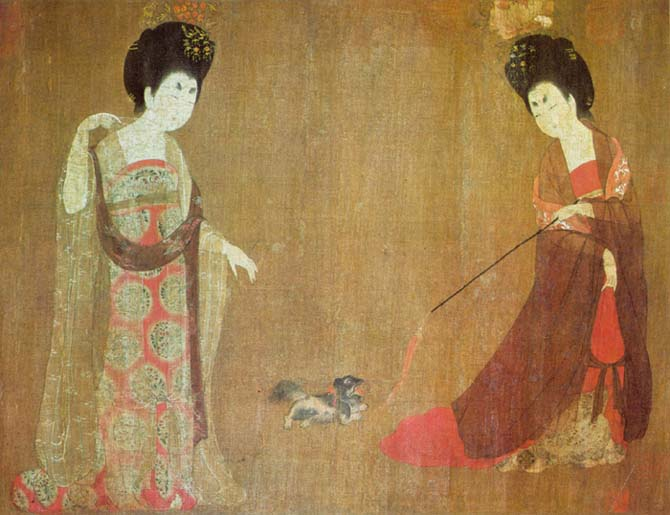
Damas con flores en el pelo, de Chou Fang (finales del). Llevan vestidos «palabra de honor» sujetos con una faja, un sobreveste de gasa fina y unos mantos largos de seda.

En las dinastías Song, Yuan y Ming destacó especialmente la seda. Los Song desarrollaron nuevas técnicas de elaboración de prendas de seda, como las sedas brochadas o los brocados llamados kin o che-ch'eng, así como los tejidos k'o-se de seda de colores. Los Yuan, de origen mongol, elaboraban unos brocados de seda con oro y plata decorados con flores que fueron elogiados por Marco Polo. Numerosas de estas prendas fueron enviadas a Europa como regalos, donde fueron muy apreciadas; muchas de ellas se emplearon en vestiduras sacerdotales. En época Ming destacaron los tejidos de intenso colorido, elaborados en técnica k'o-se, muchos de los cuales se exportaron a Occidente.
Durante la dinastía Qing, de origen manchú, los nuevos gobernantes obligaron a la población a vestir a la manera de Manchuria, incluida la obligación de afeitarse la frente. Los emperadores vestían unos lujosos vestidos de ceremonias, decorados con los doce símbolos de la tradición imperial, junto con sombrero, cuello, cinturón y botas. Los vestidos eran de color azul por el cielo, amarillo por la tierra, rojo por el sol o blanco por la luna, según la ceremonia. Como prenda informal solían llevar los denominados «vestidos de dragones», decorados con dibujos de esos animales mitológicos. El vestido de la emperatriz era similar, pero solía tener más capas y llevaba una falda debajo y una túnica sin mangas. Los funcionarios y cortesanos vestían según su jerarquía, que se denotaba en una insignia (buzi) fijada en su vestido (bufu); existían nueve rangos civiles y nueve militares. También eran característicos de los cortesanos los collares (chaozhu) y los sombreros cónicos de bambú o ratán (liangmao). En esa época estuvo de moda entre los hombres afeitarse la parte frontal de la cabeza y llevar una larga trenza; también las mujeres se afeitaban la frente y estuvieron de moda las uñas muy largas.
A finales de la dinastía Qing, el estricto código de vestir se relajó un poco, especialmente durante el reinado de la emperatriz Cixí, que solía vestir de forma informal, según su gusto personal. En este período se dio la paradoja de que las mujeres de etnia han —el 90 % de la población— que no formaban parte de la élite podían llevar prendas no manchúes, por lo que las esposas e hijas de ricos mercaderes podían llegar a vestir más lujosamente que las damas de la Ciudad Prohibida. Los hombres ricos también llevaban prendas ostentosas, como abrigos de piel, anillos de jadeíta o gorros con forma de medio melón, bordados con hilos de colores y decorados con perlas y coral, rematados con cordones de seda roja con borlas. En 1911, con el fin de la era imperial, el nuevo gobierno promovió la indumentaria de estilo occidental para los altos funcionarios. Surgió el traje zhongshan, de inspiración occidental, compuesto por chaqueta y pantalones, que tuvo su contrapunto femenino con el qipao, un vestido largo que se llevaba sin pantalones —una prenda usada hasta entonces por las mujeres ya que sus vestidos tradicionales tenían aberturas a los lados—.

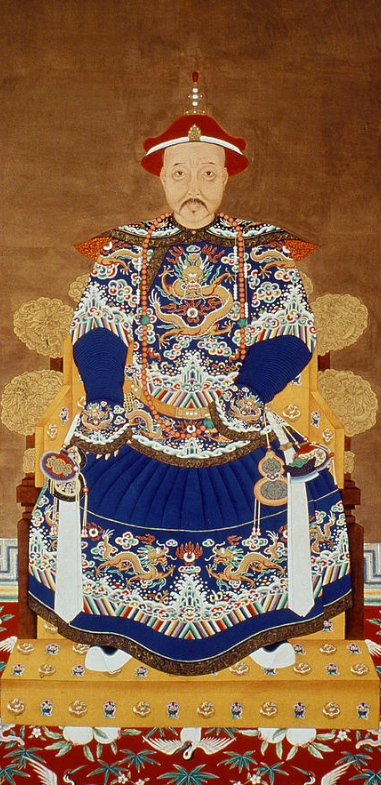
Retrato del Emperador Kangxi
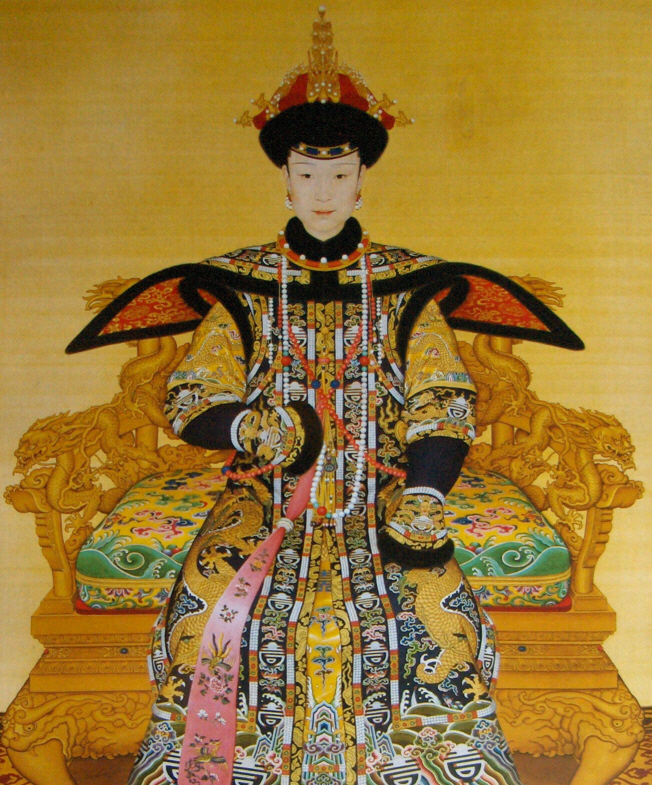
Retrato de la emperatriz Xiaoxianchun, por Giuseppe Castiglione (1736)
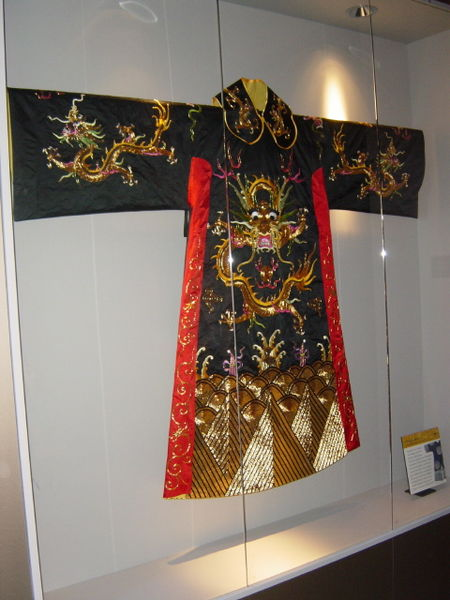
Túnica imperial de la dinastía Qing
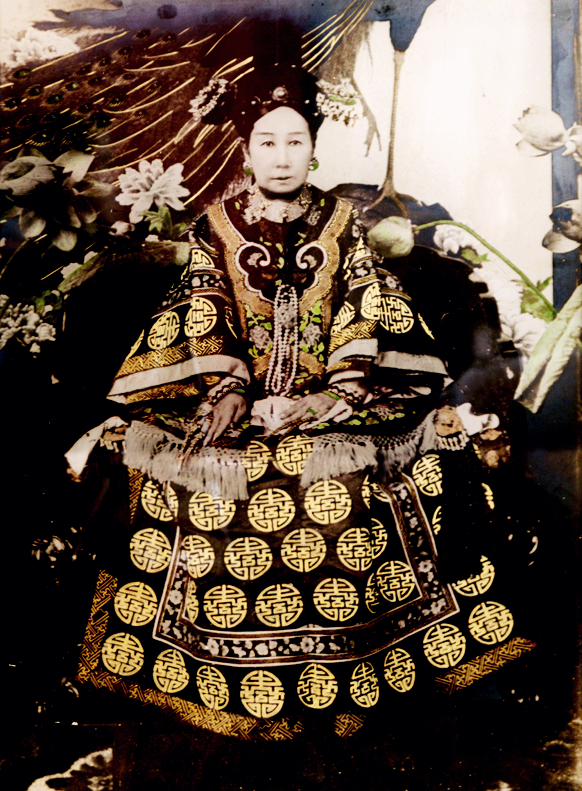
La emperatriz Cixí
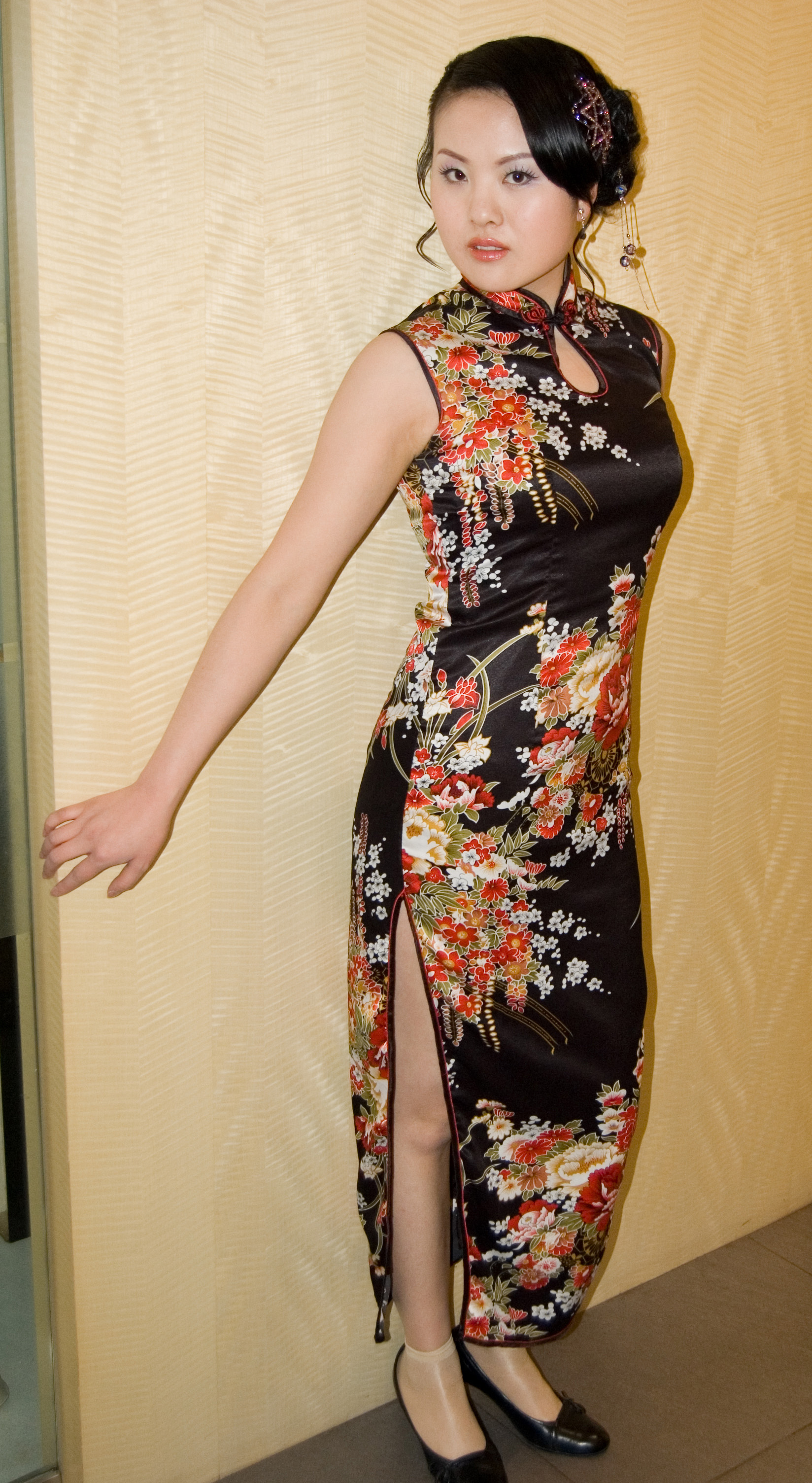
Mujer con qipao

## Japón

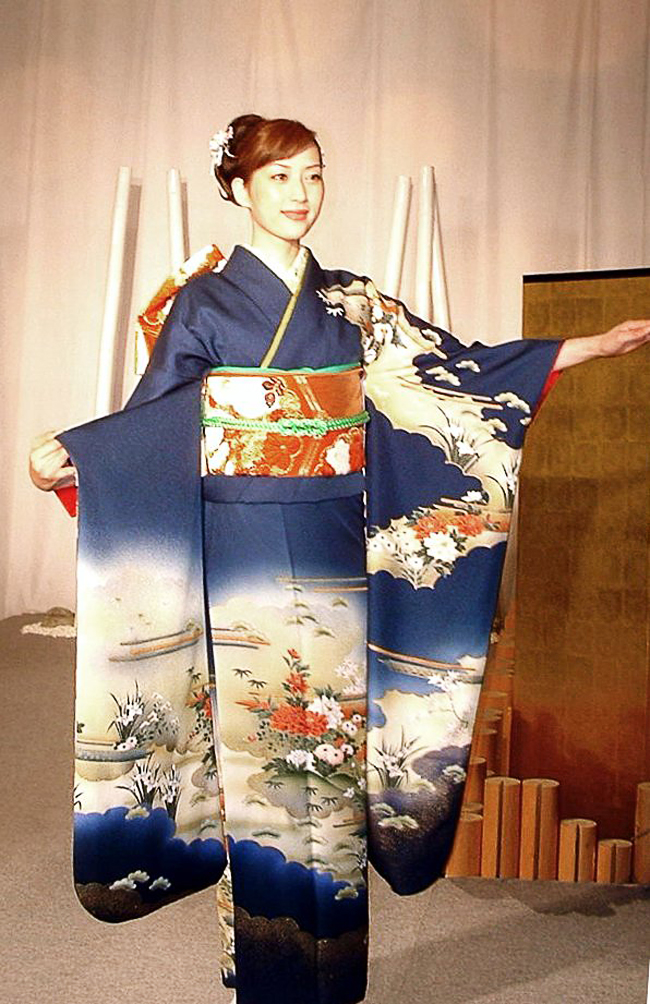
Kimono Furisode

En Japón destacó también el trabajo de la seda. Aunque se introdujo procedente de Corea hacia el año 200, parece ser que hacia el siglo XI se perdió la técnica y no se recuperó hasta el siglo XVI, importándose entre mientras sedas chinas. El principal centro productor se estableció en Nishijin, un suburbio de Kioto.

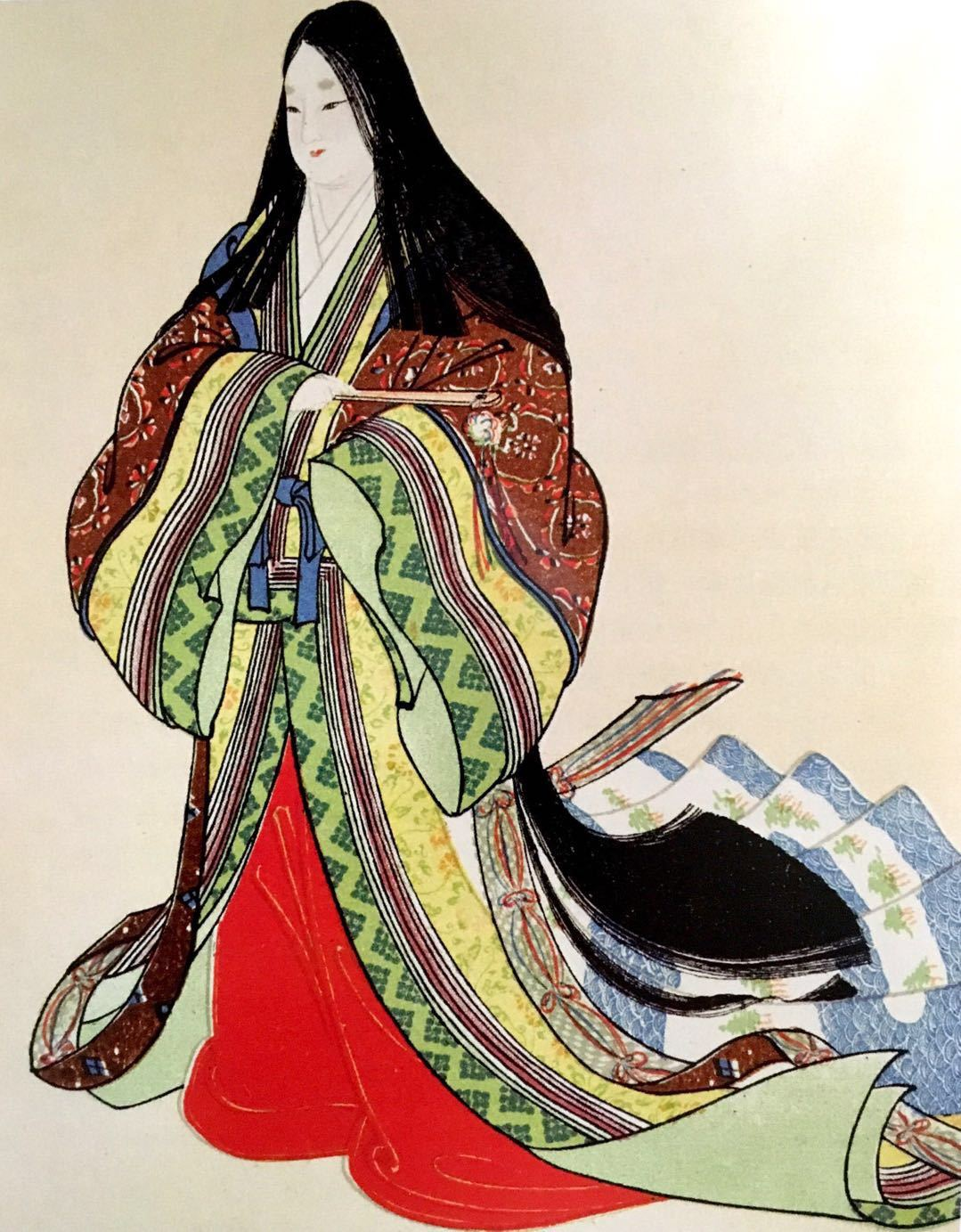
Retrato de Murasaki Shikibu con jūnihitoe

El vestido tradicional japonés se caracteriza por sus amplias hechuras y su ausencia de botonaduras, ya que se ajusta al cuerpo mediante cinturones y fajas. El material más usado era el paño de cáñamo, así como la fibra de ramio o de corteza de árbol, hasta que más tarde se introdujo la seda desde el continente. En tiempos antiguos, los hombres vestían una casaca (kinu) y un pantalón (hakama) ceñido con ligas bajo las rodillas, además de un cinturón de paño (obi); la mujer llevaba, además del kinu, una falda larga (mo) y una estola (hire). Como zapatos (katsu) llevaban unas plantillas de cuero o fibra tejida. Solían llevar adornos (magatama) de jade, jaspe o ágata. En el siglo VII, con la introducción de la seda, se adoptaron las formas de los vestidos chinos, que se regularizaron con el código Taihō (701) en el «vestido reglamentario» japonés. Los vestidos de diferenciaron entre trajes ceremoniales, cortesanos y uniformes, distinguidos según clases sociales por los colores: los colores fuertes y oscuros estaban reservados a las clases altas. Las mujeres empezaron a llevar varias faldas superpuestas, con un cinturón de tela bajo el pecho, y llevaban un sobretodo (osode) de amplias mangas. En el período Heian, las mujeres llevaban vestidos de seda y brocado de varias capas (jūnihitoe), de múltiples colores. La moda masculina también fue más recargada, con un manto (ho) bajo el que se llevaba un traje (sokutai) de amplias mangas y cola (kyo). También había unos trajes más sencillos (ikan), que consistían en un calzón (sashinuki), que podía llevarse como vestido doméstico (noshi) o para la caza (karaginu). Llevaban también varios tipos de gorra: una de paño (kanmuri) para las ceremonias y una de papel endurecido con laca (eboshi) para el ámbito doméstico.

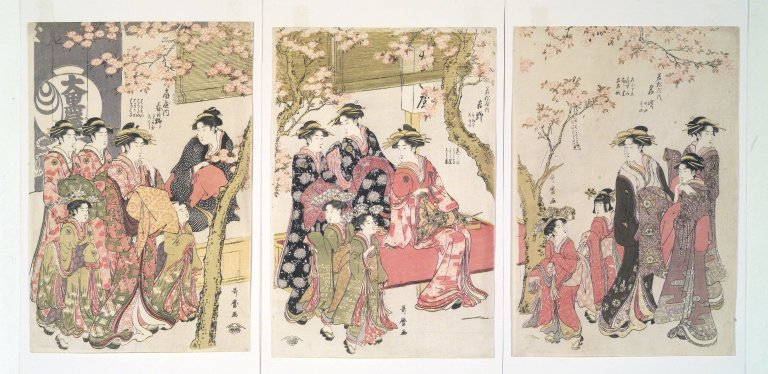
Cortesanas paseando bajo los cerezos delante de la casa de té Daikokuya (c. 1789), de Kitagawa Utamaro, Museo Brooklyn, Nueva York

Durante la Edad Media, en la que ganó preeminencia la clase guerrera, se impuso una moda más sencilla: los hombres llevaban un traje (hitatare) de chaqueta corta y pantalón largo. Los samuráis usaban en actos oficiales un traje de dos piezas (suo) elaborado de batista, inspirado en las armaduras de guerrero. Surgió también el sobretodo ceremonial (kamishimo), de dos piezas, con hombros volantes y sin mangas. Como calzado se usaban sandalias de esparto (zōri) y calcetines (tabi), o bien unos zuecos altos llamados geta. Los vestidos femeninos eran más sencillos, de seda o batista (kosode), con una casaca (aigi) y un sobretodo (uchikake). Las clases bajas y la incipiente burguesía llevaban un taparrabo, una camisa, pantalones hasta la rodilla y una casaca. En esta época se afianzó un vestido-casaca largo, de amplias mangas, cruzado a la derecha y atado con un cinturón o faja (obi), usado tanto por el hombre como por la mujer: el kimono, elaborado generalmente en seda, de intenso colorido y decorado con dibujos o cenefas, cuyo diseño y color denotaban la edad y clase social del portador. Para trabajos físicos usaban unos leotardos llamados kyahan. También usaban unos sombreros de bambú llamados ajirogasa.
En el período Edo, la prosperidad económica propició el auge de la industria textil y la introducción de modas cada vez más fugaces. La irrupción de una nueva clase burguesa de artesanos y comerciantes, que querían mostrar su prosperidad en una lujosa indumentaria, conllevó la promulgación de leyes suntuarias que restringían el uso de telas lujosas, colores vistosos y ciertas técnicas de confección a las clases nobles. Sin embargo, estas leyes fueron soslayadas empleando telas y colores restringidos en la ropa interior y en los forros de la ropa, lo que propició una particular estética de la indumentaria japonesa. En esta época surgió la técnica de teñido yūzen, que permitía teñir telas de múltiples colores mediante plantillas y pasta de arroz, lo que originó una nueva serie de kimonos de gran colorido y vistosidad.
Durante la era Meiji, Japón se abrió a Occidente tras varios siglos de aislamiento, lo que inició una etapa de modernización de la sociedad japonesa que incluía la vestimenta. Muchos japoneses adoptaron las formas de vestir europeas, si bien la indumentaria tradicional continuó vigente, especialmente en el ámbito doméstico. En 1872, el gobierno estableció la obligación de usar traje europeo para los funcionarios; de la administración pasó al mundo de los negocios y a otros ámbitos de la sociedad. Sin embargo, para las mujeres fue más difícil adaptarse a la indumentaria europea, en un momento donde predominaba el polisón, una prenda poco práctica. Por otro lado, el naciente nacionalismo derivado de las guerras con China (1894) y Rusia (1904) influyó en un cierto retorno a la tradición, con lo que las mujeres siguieron usando predominantemente el kimono.
Hay que citar también en Japón el abanico, donde ya en el siglo XII se decoraban con pinturas o poemas. Durante el período Heian se decoraban con textos de los sūtras budistas y con escenas de género. Posteriormente, el abanico pasó a China y, en el siglo XVI, a España y Portugal, desde donde pasó a toda Europa.

## Sudeste asiático

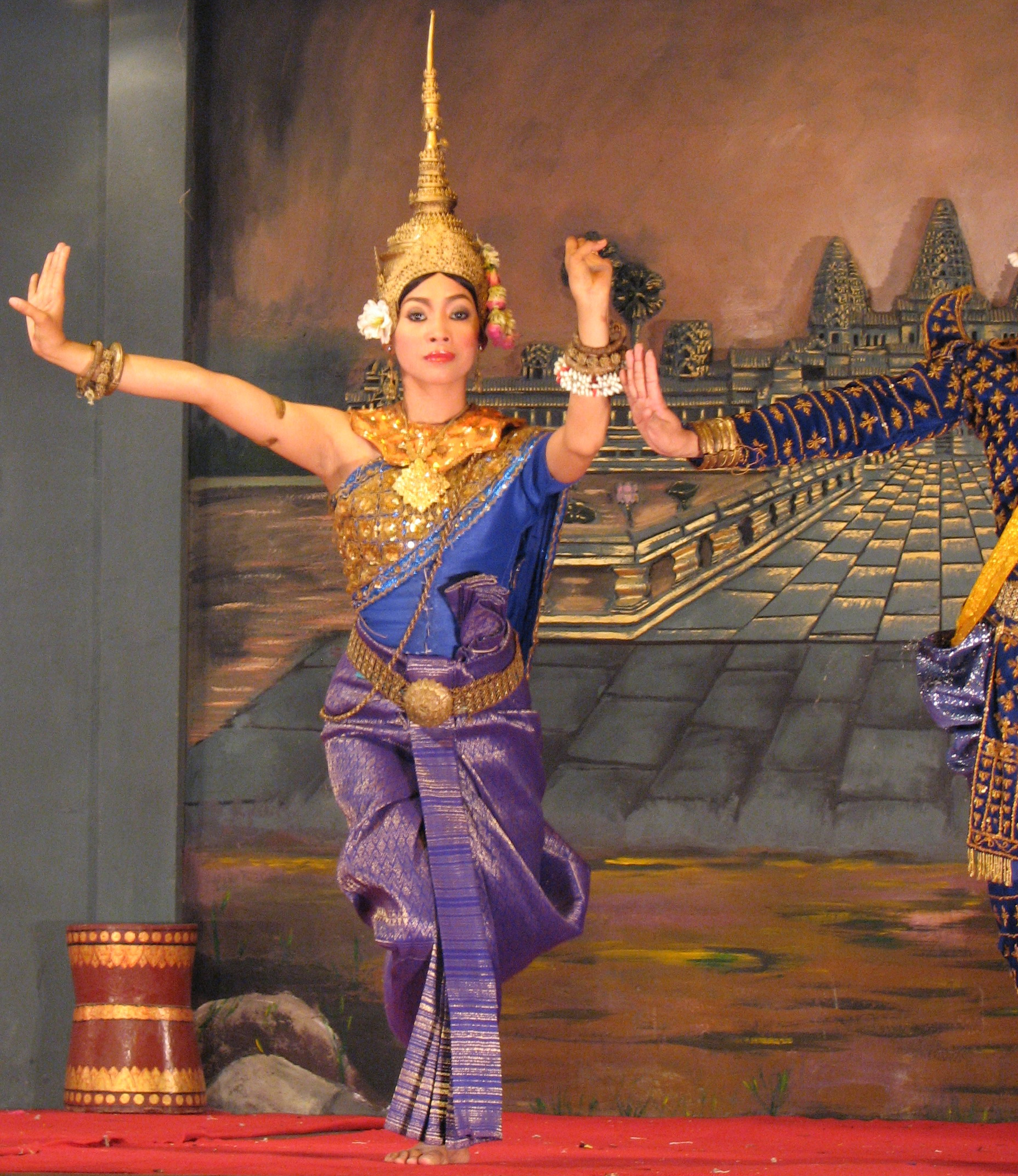
Bailarina jemer vestida con un sampot

En el Sudeste asiático, la indumentaria estaba adaptada al clima tropical y a las duras condiciones del trabajo a la intemperie, ya que la mayoría de la población se dedicaba a la agricultura y la pesca. Así, los hombres llevaban apenas un calzón corto, así como un amplio sombrero para protegerse del sol, mientras que las mujeres usaban una falda ceñida a la cintura y caderas, el sarong, así como el slendang, un chal que se echaba sobre los hombros. Esta región destaca por sus técnicas de estampado, como el batik, originario de Java, por la que se traslada un dibujo a una tela de algodón con un lápiz de madera impregnado con cera fundida, el cual aparece retirando la cera tras teñir el paño; o el ikat, por el que se crean dibujos cubriendo la parte elegida con hilos delgados, con lo queda preservada de los efectos del tinte, tras lo que se retiran los hilos.
En el Imperio jemer (Camboya), que tuvo su apogeo entre los siglos viii-xii, destacó la tipología del sampot, un tipo de vestido realizado en ikat de aspecto suntuoso. En Birmania, la indumentaria estaba estratificada por clases sociales. La prenda básica para hombres era el paso, una tela de algodón de 4 x 1,5 m que se enrollaba alrededor de la cintura, que se complementaba con una chaqueta llamada eingyi. Las mujeres usaban una falda tipo sarong llamada htamein y una chaqueta eingyi como la de los hombres. En Laos y Tailandia, la indumentaria se basaba en tejidos sin confeccionar envueltos alrededor del cuerpo y prendidos con nudos, pliegues, botones o cinturones. En Laos la prenda básica era el phasin, una tela envuelta en torno a las caderas que constaba de cintura, sección intermedia y dobladillo. En Tailandia era típica una falda larga rectangular llamada chongkraben.

## América precolombina

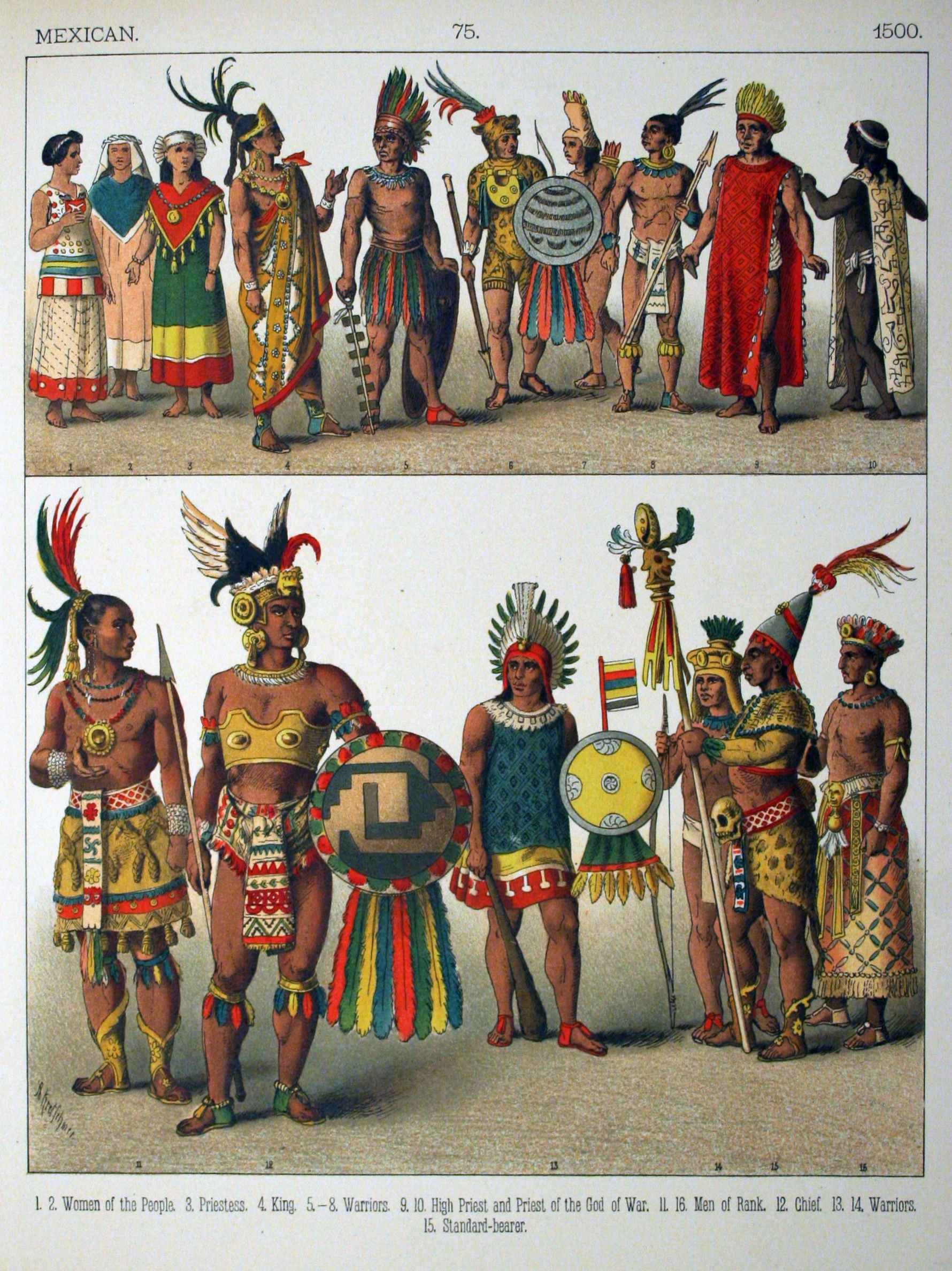
Indumentaria azteca, ilustración de Costumes of All Nations (1882)

Entre los aztecas, como en la mayoría de culturas, el vestido denotaba la clase social: en las clases bajas, los hombres llevaban un taparrabos (maxtlatl), un manto para el frío y unas sandalias de cuero o agave, mientras que las mujeres llevaban una falda y una camisa hasta las rodillas y sin mangas (huipilli), de algodón o fibra de agave; las clases altas llevaban vestidos de formas semejantes pero de telas más finas o con bordados, entre las que destacaban unos mantos (tilmatli) decorados con los tributos del clan, así como túnicas de mosaicos de plumas y tocados igualmente de plumas. Se usaban diversos adornos personales, como pendientes, ajorcas, brazaletes, collares, orejeras y adornos para la nariz o el labio (bezotes), elaborados de oro, jade, turquesa o piedras preciosas. También eran habituales las pinturas corporales y practicaban mutilaciones como la deformación craneana y la mutilación dentaria.

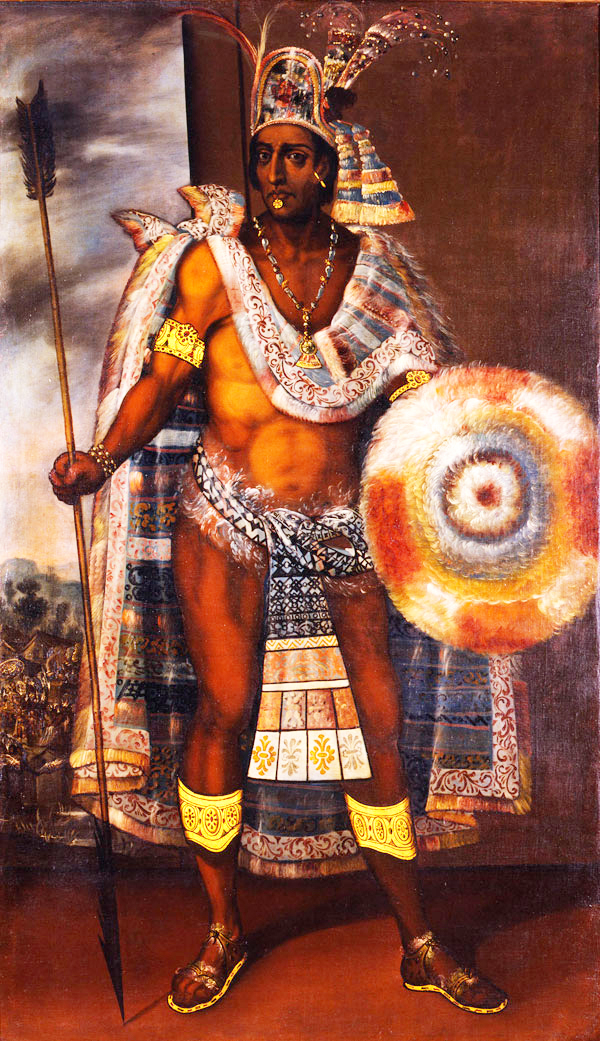
Retrato de Moctezuma Xocoyotzin con un maxtlatl y un tilmatli

En Perú surgió una notable industria textil, quizá la primera del mundo —hay vestigios del siglo VII a. C.—, hilada con telar con hilos de casi doscientos colores distintos. Los incas desarrollaron notablemente las técnicas de hilado y tejido, pero no así la confección de prendas, por lo que solían vestirse con las telas tal cual salían de los telares, a lo sumo con unas costuras o unos alfileres. Como materiales, en la costa se usaba algodón y, en la altiplanicie, lana. Los hombres llevaban una braga con un cinturón y una túnica (poncho) de tela rectangular con aberturas para la cabeza y los brazos; como calzado, unas sandalias de piel con cordones de lana y, ocasionalmente, bandas bajo las rodillas. Las mujeres llevaban una túnica rectangular hasta los tobillos, sujeta con un cinturón, y una capa sobre los hombros, que se sujetaba en el pecho con un alfiler de metal (tupu); se cubrían la cabeza con un pañuelo. Como adornos, las mujeres llevaban, además del tupu, collares de cuentas, huesos o conchas y, los hombres, varillas de oro en los lóbulos de las orejas; también podían llevar diademas o collares de plumas, brazaletes, máscaras de oro y collares de dientes de enemigos muertos. También llevaban pinturas corporales, sobre todo de achiote rojo. Algunos pueblos practicaban la deformación craneana, sobre todo los aimaras.
En Estados Unidos, hay vestigios arqueológicos de tejidos de hace 10 000 años en la zona sudoeste del país, entre ellos un tipo de sandalias de yuca tejidas con entrelazado abierto o con faz de urdimbre. Datados entre el 500 a. C. y el 500 d. C. se han encontrado fajas trenzadas de pelo humano o de animales como el perro y el conejo, así como vestidos, delantales y bolsos de yuca. También se han encontrado mantas de materiales entremezclados, como piel de conejo, plumas de pavo y pieles de pájaros. Entre 500 y 750 las prendas se volvieron más complejas en su confección y empezaron a incorporar cierta ornamentación, como sandalias de yuca con dibujos geométricos de intensos colores. Entre 700 y 1000 se introdujo el cultivo del algodón, procedente de Mesoamérica, con el que se elaboraban prendas de ceremonia. Desde el siglo XI se elaboraban prendas con telar, principalmente mantas, faldas y taparrabos, en tejido simple o sarga, así como prendas sin telar, trenzadas o entrelazadas, sobre todo fajas y camisas. La faz de urdimbre se usaba para cinturones y bandas. Los motivos decorados se hacían con una variación del tapiz, llamada tapiz-sarga. Entre 1100 y 1650 las principales prendas eran taparrabos, faldas y camisas para hombres, y vestido-sábana para mujeres, así como mallas y sandalias en ambos sexos. Las decoraciones eran con tapiz-sarga, pintura o tie-dye (teñido con amarras), generalmente motivos religiosos.

## África

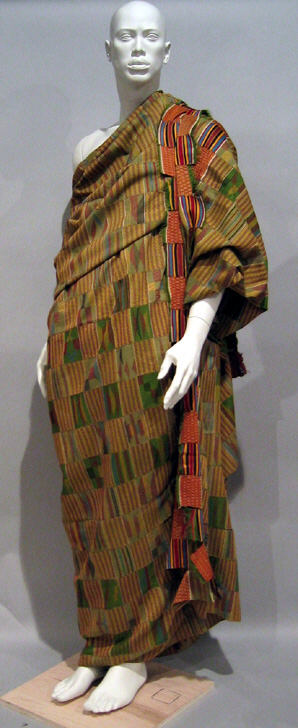
Tejido kente

La indumentaria en el continente africano viene definida por una gran diversidad de formas derivadas de las múltiples etnias y culturas que pueblan su territorio. Por su relevancia, cabe mencionar en África occidental el paño kente, producido entre los siglos xviii y xix en Ghana y Togo por el pueblo ashanti. Hilado y tejido por hombres, estaba formado por tiras estrechas de tela de corteza o algodón cosidas una junto a otra, con distintos diseños de color y composición. Los testimonios que se conservan, escritos y visuales, confirman que las diversas composiciones de los kente eran objeto de cambios y evoluciones, lo que atestigua un componente de moda en su consumo. El kente era usado por hombres y mujeres, si bien los primeros usaban una única tela colocada alrededor del cuerpo y colgada sobre el hombro izquierdo, mientras que las mujeres empleaban dos telas, una alrededor del torso y otra en las caderas.

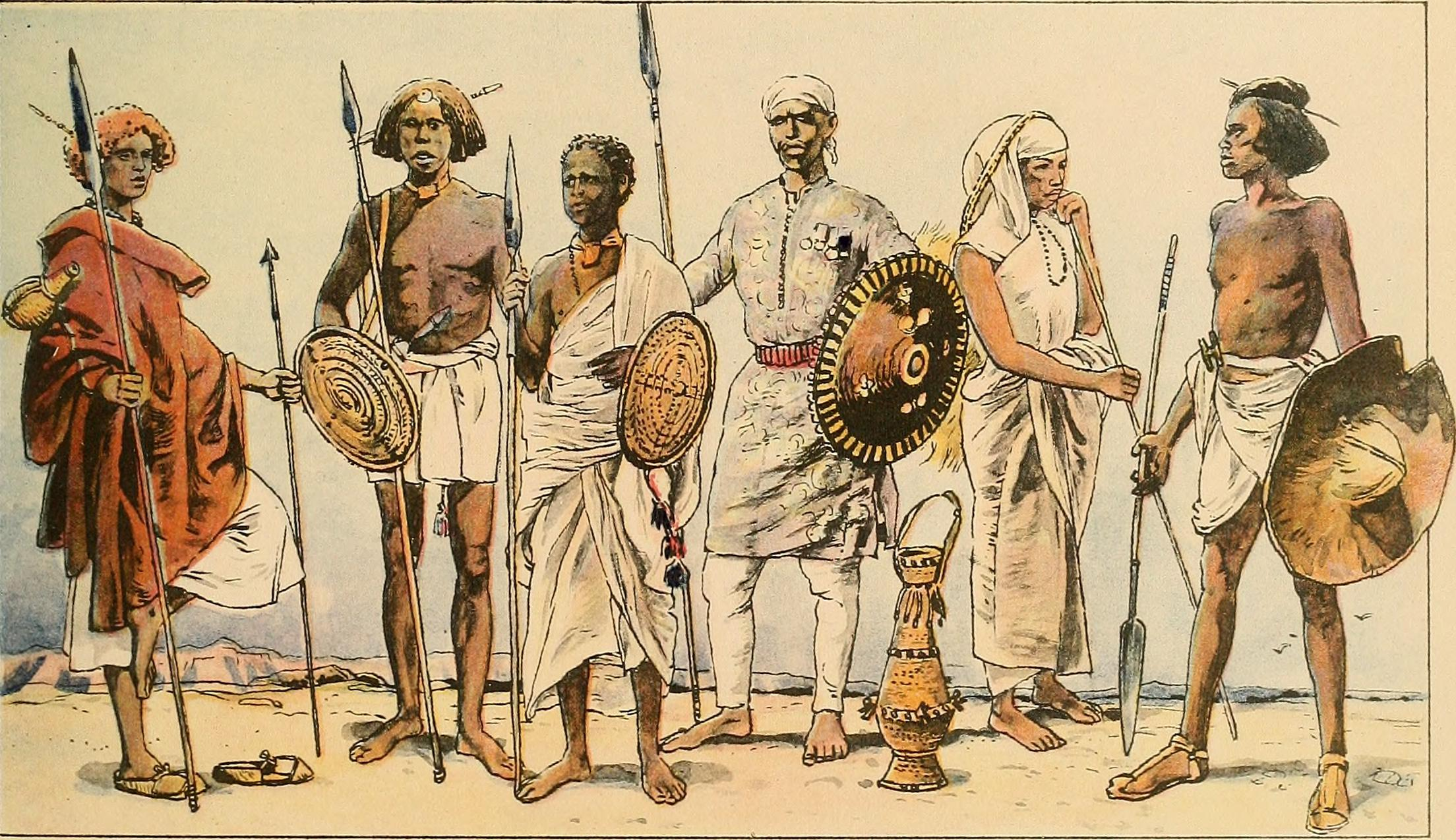
Indumentaria africana, ilustración de Geschichte des Kostüms (1905)

Otro exponente fue la tela estampada, de la que existen diversas variedades, como real dutch wax, superwax y wax blocks. Hay dos modalidades: el estampado con cera a doble cara o el fancy print, en una sola cara. Los estampados se introdujeron en el siglo XIX cuando comerciantes europeos buscaban formas más baratas de producir el batik indonesio. Enseguida se popularizaron por toda África central, especialmente entre las élites sociales.
Tras la independización de las colonias africanas de sus metrópolis europeas en los años 1950 y 1960 empezó a despuntar la moda afrocéntrica, que aunó la técnica sartorial europea con los tejidos y estampados tradicionales de África. Se revitalizaron tejidos como el kente de Ghana, el kanga de Kenia y el ase oke de Nigeria, a los que se les aplicaron nuevos diseños y colores. La diseñadora Shade Thomas-Fahm fue la creadora del prêt-à-porter africano en sus boutiques de Lagos (Nigeria), donde vendía versiones modernas de prendas tradicionales como el buba (un top), el iro (una falda envolvente) y el ipele (un chal). El modisto maliense Chris Seydou, que trabajó un tiempo en París, adaptó el tejido bògòlanfini a prendas de corte europeo. En el Congo surgió en los años 1920 un grupo de dandis llamados sapeurs, agrupados en torno a la SAPE (Société des Ambianceurs et Personnes Élégantes, «Sociedad de Personas Elegantes y de Buen Gusto»), que destacaron por un gusto refinado y el uso de complementos extravagantes, como monóculos, pajaritas y bastones. La princesa ugandesa Elizabeth of Toro fue la primera modelo africana de renombre internacional, gracias a su aparición en la portada de Harper's Bazaar en 1969; siguió su estela la somalí Iman, que se casó con el cantante inglés David Bowie. La moda africana llegó a influir en la europea en los años 1960, como en Yves Saint Laurent, creador del traje de safari, así como de prendas con estampados africanos y versiones europeas de túnicas, chilabas, caftanes y turbantes.

## Oceanía
En diversas de las islas y archipiélagos que jalonan el Océano Pacífico, como Polinesia, Melanesia o Nueva Guinea, las prendas textiles se elaboraban principalmente con un tejido de corteza vegetal llamado tapa, que podía ser fino y maleable o bien duro y basto, según el grosor o la calidad de la madera. Con este material se confeccionaban distintas prendas, que cubrían por lo general la zona del vientre, dejando el resto del cuerpo desnudo, en consonancia con el clima cálido de esas latitudes. También usaban otros materiales como plumas, conchas o huesos, principalmente para adornos.

## Edad Moderna

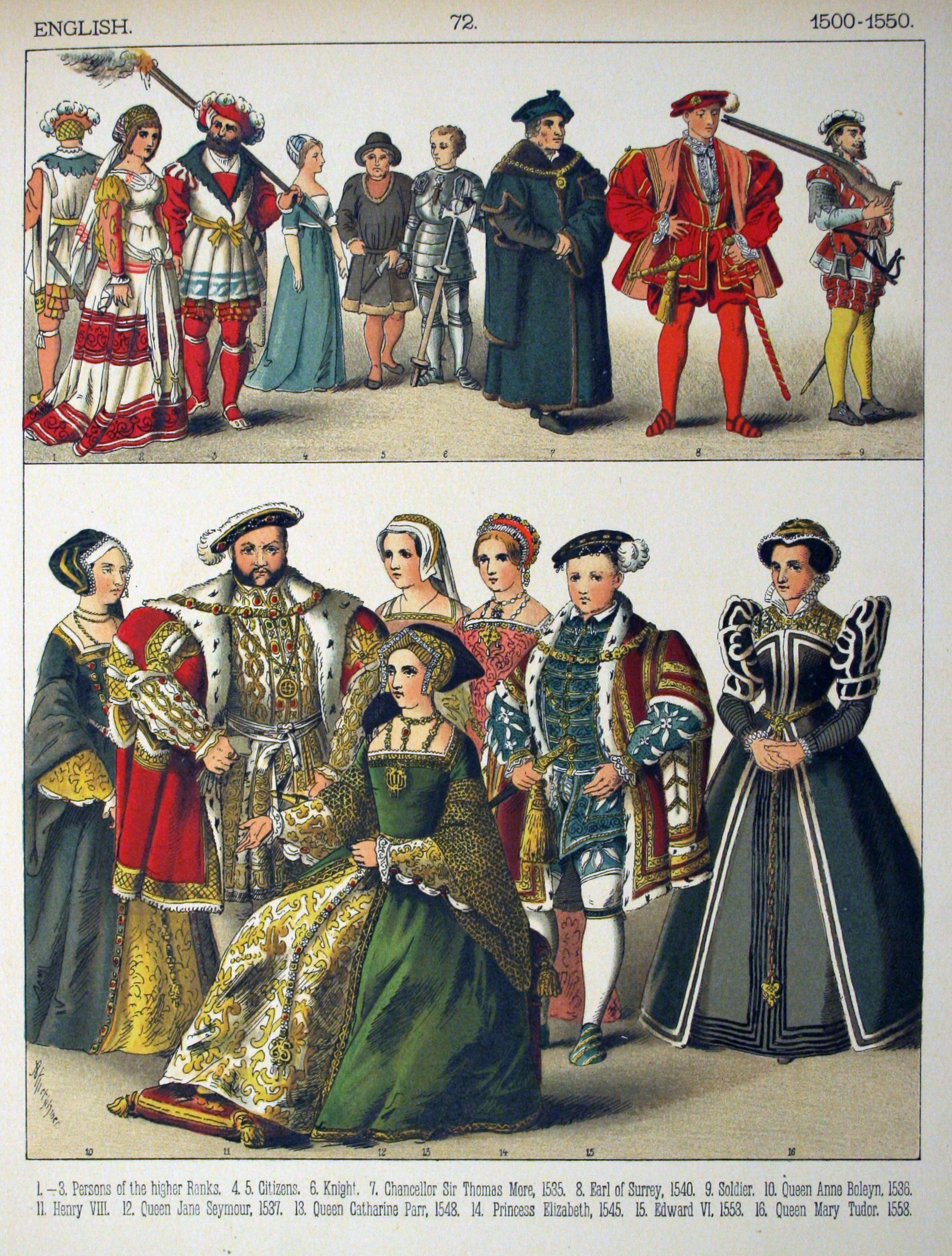
Indumentaria inglesa del

La Edad Moderna supuso cambios radicales a nivel político, económico, social y cultural: la consolidación de los estados centralizados supuso la instauración del absolutismo; los nuevos descubrimientos geográficos —especialmente el continente americano— abrieron una época de expansión territorial y comercial, y supusieron el inicio del colonialismo; la invención de la imprenta conllevó una mayor difusión de la cultura, que se abrió a todo tipo de público; la religión perdió la preponderancia que tenía en la época medieval, a lo que coadyuvó el surgimiento del protestantismo; a la vez, el humanismo surgió como nueva tendencia cultural, dando paso a una concepción más científica del hombre y del universo.

### sigloXVI
En el Renacimiento se introdujeron nuevos géneros y la costura adquirió un alto grado de profesionalización. En la Italia renacentista aparecieron los trajes más ricos y espectaculares de la Historia, de vivos colores y formas imaginativas y originales, que otorgaban gran relevancia a las mangas, a los pliegues y a las caídas de tela de forma vertical, con finos bordados y rica pasamanería.

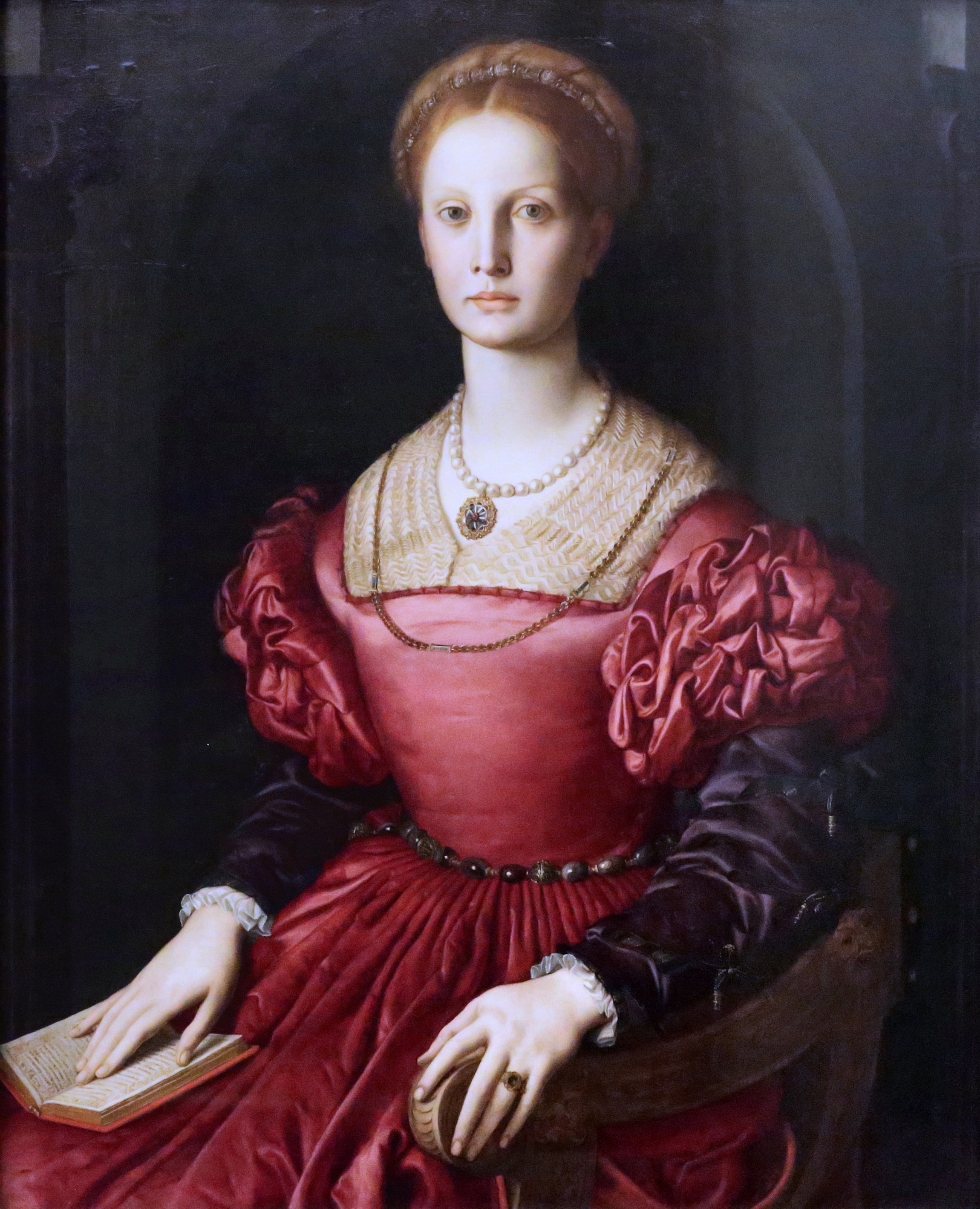
Lucrezia Panciatichi (1540), de Bronzino, Galería Uffizi, Florencia

El humanismo comportó un nuevo ideal del ser humano y la naturaleza, que se reflejó en una nueva forma de vestir, con trajes más acotados al cuerpo, más cómodos y manejables. Ello se denotó por primera vez en Florencia a finales del siglo XV, donde surgió la primera innovación de relevancia: las mujeres dejaron de llevar vestidos largos, que se sustituyeron por dos piezas, falda y corpiño, que podían ser independientes una de otra en cuanto a material y color. El corpiño solía ser estrecho y escotado, y la falda fruncida; este conjunto se complementaba con sombreros, guantes, redes para el pelo, abanicos y joyas. Los hombres llevaban el jubón más corto, de cuello alto, pantalones anchos y fruncidos, además de un gabán guarnecido de piel y abierto por delante. En el centro de Europa se pusieron de moda los trajes acuchillados, con aberturas en las articulaciones para permitir los movimientos, en un conjunto de pantalones abombados y jubón con faldones hasta las rodillas, generalmente abierto en su parte delantera para mostrar la camisa, que solía ser fruncida o bordada en oro. Este traje fue típico de los lansquenetes (mercenarios alemanes), que lo difundieron por toda Europa.

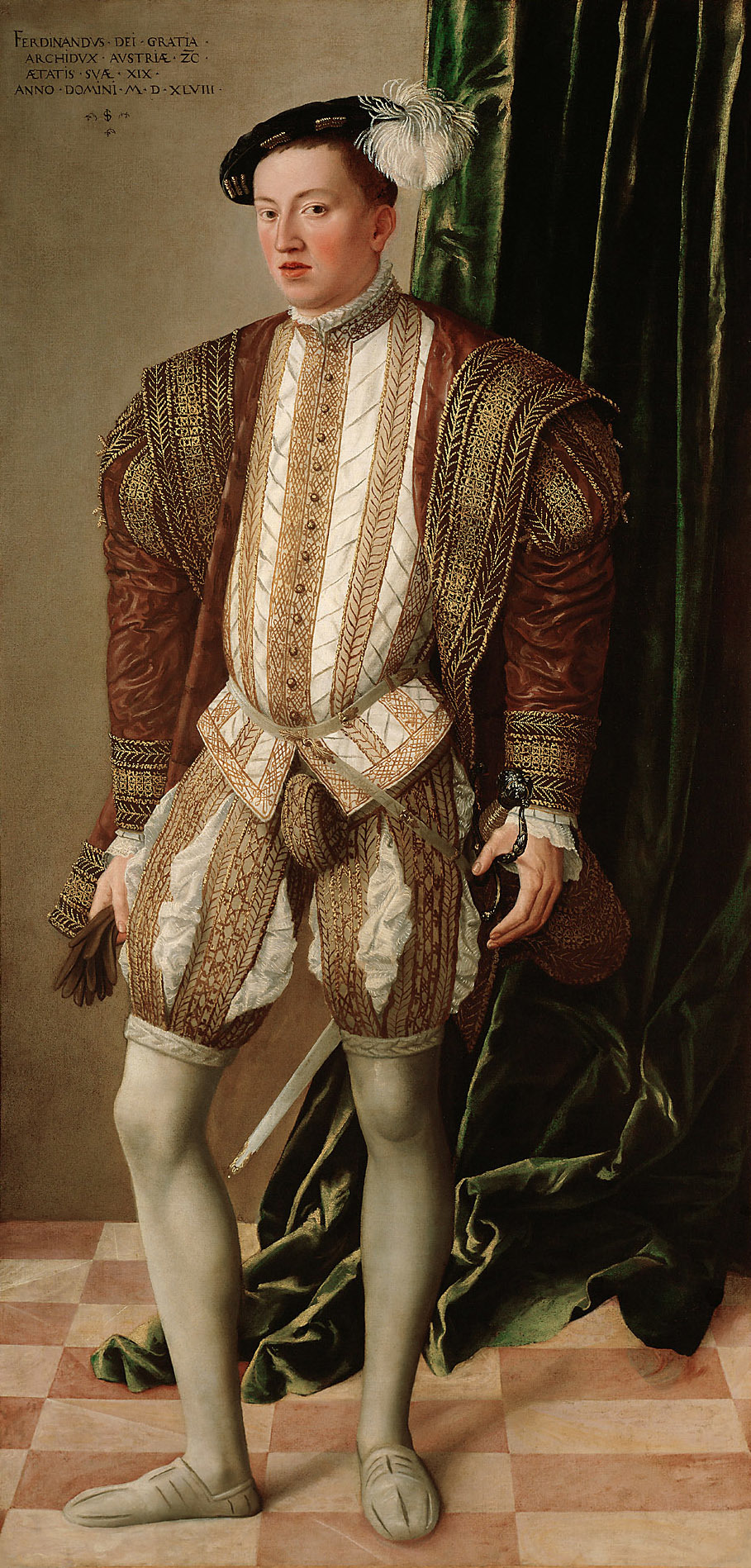
Retrato de Fernando II de Austria (1548), de Jacob Seisenegger, Kunsthistorisches Museum, Viena. Lleva jubón y calzones acuchillados; nótese la prominente bragueta de armar

Hacia 1570 los jubones se volvieron más acolchados, con rellenos de harapos de algodón, crin de caballo y borra, mientras que los calzones se llevaron más abombados, como los gregüescos de origen español, que estaban acolchados hasta mitad del muslo. En este siglo la bragueta de armar (coldpiece) pasó de ser una tela de forma triangular a una vistosa bolsa acolchada que exageraba el tamaño de los genitales, como signo de virilidad. En ocasiones estaba ornada con piedras preciosas; también se usaba como monedero. Desapareció a finales de siglo.
En el atuendo femenino apareció el corsé, que ceñía la cintura, así como un tipo de enaguas con aros llamado verdugado, del que existían varios tipos: el español estaba formado por unas enaguas armadas con ballenas, que se acampanaba hacia abajo; el francés o «de rueda» tenía forma de rueda en la cintura, desde donde caía verticalmente hacia abajo; el italiano se levantaba por detrás con un cojín.

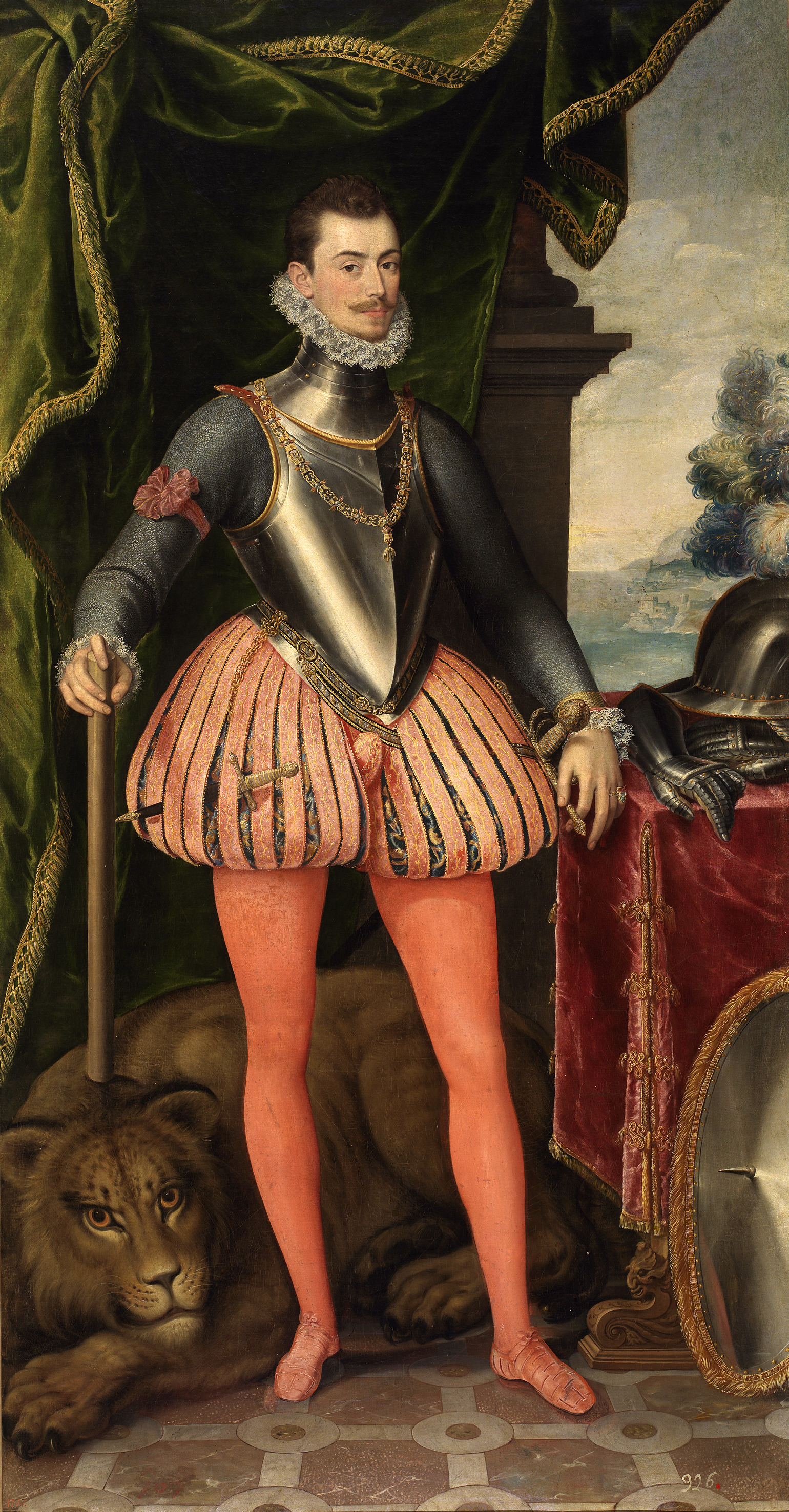
Don Juan de Austria con calzones gregüescos (c. 1580), de Juan Pantoja de la Cruz, Monasterio del Escorial

En España, la llegada de los Austrias comportó una nueva moda de origen germánico, que se denotó sobre todo en los trajes acuchillados. Sin embargo, el ortodoxo reinado de Felipe II impuso una moda más rígida y severa, de colores oscuros y trazados sobrios. Por contra, las clases altas compensaban la sobriedad del traje con una gran riqueza en complementos y accesorios. Los hombres llevaban un jubón apodado «vientre de pato», por ser abombado y terminado en vértice; era acolchado, ceñido y abotonado en el centro, rígido mediante ballenas y con hombros resaltados con rodetes de guata. Encima llevaban la ropilla, una vestidura corta y estrecha, de cuello alto. Los pantalones eran abombados y llegaban hasta la rodilla, y llevaban calzas de punto o malla de seda. Los sombreros eran de seda, de alas anchas. En esta época estuvo de moda un tipo de alzacuellos llamado golilla. Las mujeres llevaban un corpiño de cintura estrecha y dos faldas, interior y exterior, de forma cónica gracias al verdugado. También llevaban golillas y hombros con rodetes de guata, así como capas, chales, guantes y abanicos. Otra prenda de moda fue el herreruelo, una capa de origen árabe adornada de piel o terciopelo. En El cortesano, Baldassare Castiglione dejó constancia del influjo de la moda española en toda Europa, señalando que el negro, el color por antonomasia de la monarquía hispánica, era el más atractivo y el «paradigma de la moda del momento». En 1589 se publicó el primer libro dedicado a la costura, el Libro de Geometría, Pratica y Traça, de Juan de Alcega.
En esta centuria adquirieron gran relevancia los adornos para el cuello, como la gorguera, un tipo de pañuelo fino que cubría el escote y el cuello, de color blanco transparente. Hacia 1550, las gorgueras empezaron a atarse con cordones de borlas, cuyos volantes y fruncidos dieron lugar a la lechuguilla, elaborada generalmente con reticella, un encaje de lino de origen veneciano, de color blanco, lo que servía de contraste al negro habitual del traje; era usado tanto por hombres como mujeres. Estos cuellos se mantenían rígidos gracias al almidón, descubierto en 1560.
El calzado estuvo dominado por zapatos y botas. Los primeros solían ser de piel, seda o terciopelo, con suela de piel o corcho. Tenían forma redondeada y solían ser planos; tan solo a finales de siglo empezó a surgir tímidamente un tipo de tacón. Las botas, que hasta entonces se usaban para montar a caballo, empezaron a usarse de forma cotidiana. Por lo general llegaban hasta el muslo y solían tener la parte superior dada la vuelta.
Para el pelo, en esta época surgió el «garvín», una cofia de fina red para recoger el cabello, que podía estar confeccionada, entre mujeres ricas, con seda, oro y perlas incrustadas. El sombrero típico de la época fue una gorra de terciopelo oscuro, decorada con encaje de hilos de oro y plata, herretes y plumas de colores. Más adelante se llevó el copotain, un sombrero de copa alta y cónica, elaborado con piel de castor, cuero o lana afelpada.
En esta época se extendió el uso del abanico, un complemento importado de Oriente. Solía realizarse con madera de sándalo, marfil, nácar o carey, y las varillas con plumas, pieles, papel, seda y encaje. Por lo general, se decoraban con escenas bíblicas o mitológicas, o bien con flores, pájaros o animales. También se generalizaron las sombrillas y parasoles, unos complementos a la vez funcionales —para protegerse del sol o la lluvia— y de moda. Se solían realizar con tejidos finos, a veces con encajes, con mangos de madera, marfil u otros materiales.

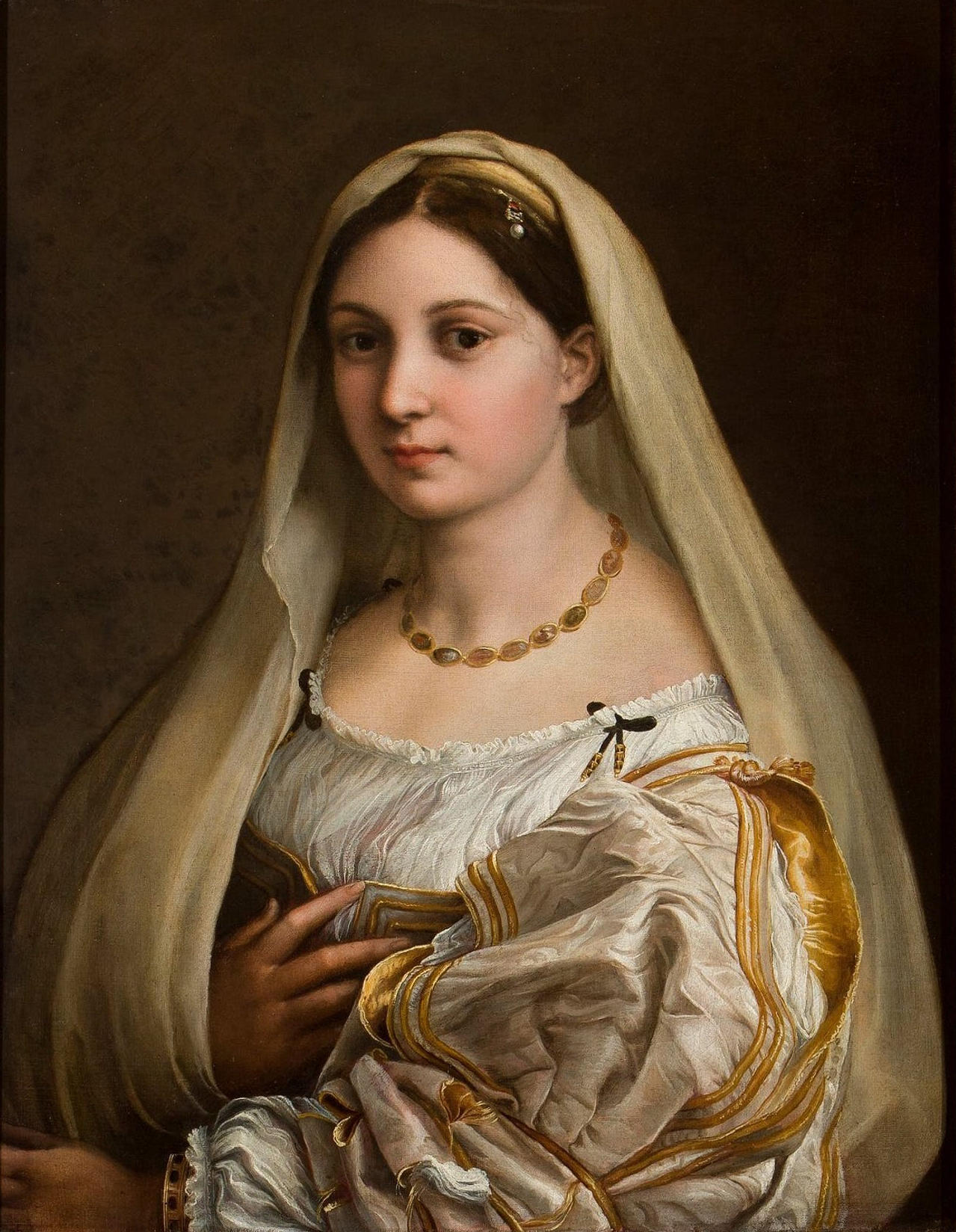
La velada (1514-1516), de Rafael Sanzio, Palacio Pitti, Florencia
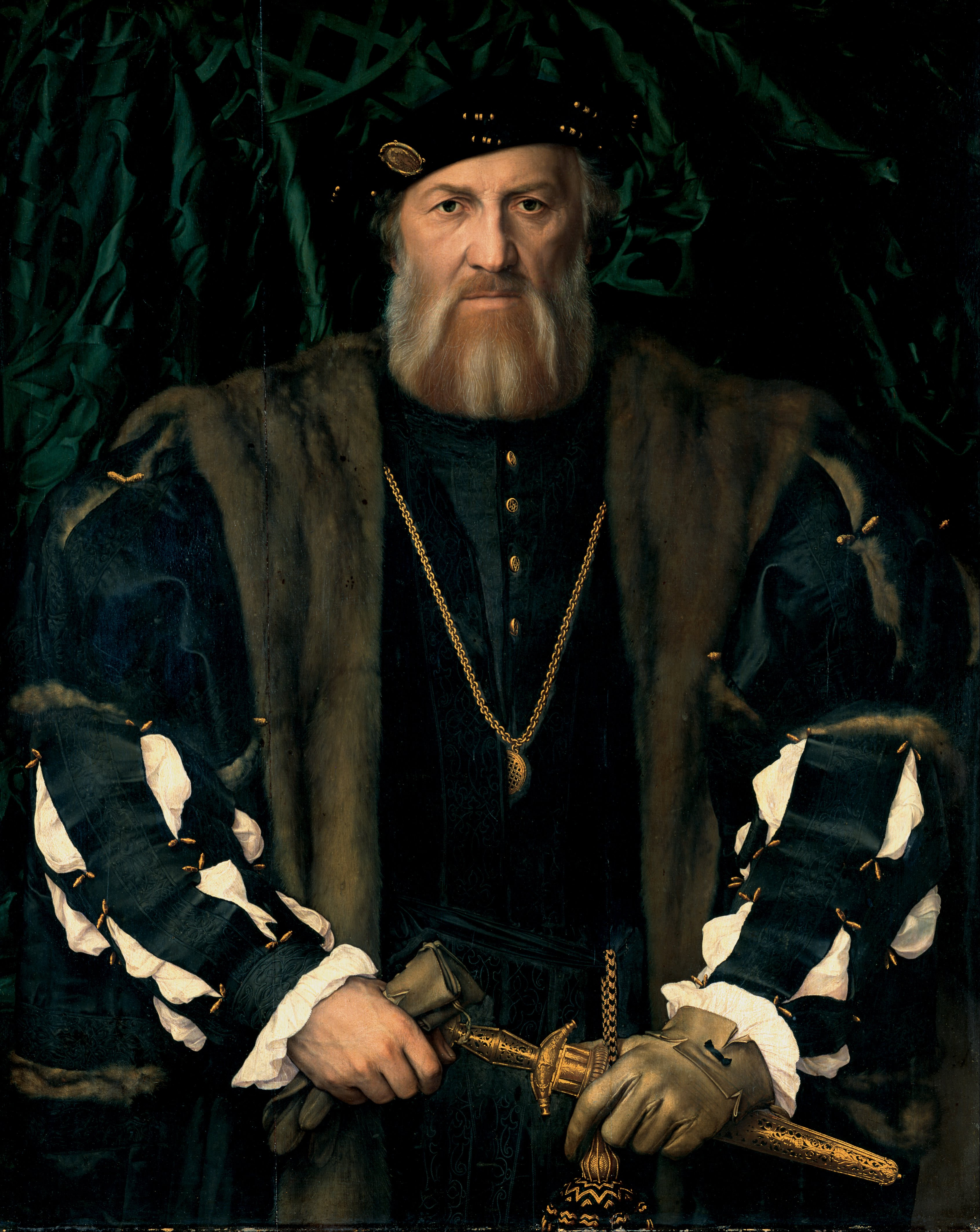
Retrato de Charles de Solier, señor de Morette, por Hans Holbein el Joven (1535), Gemäldegalerie Alte Meister, Dresde
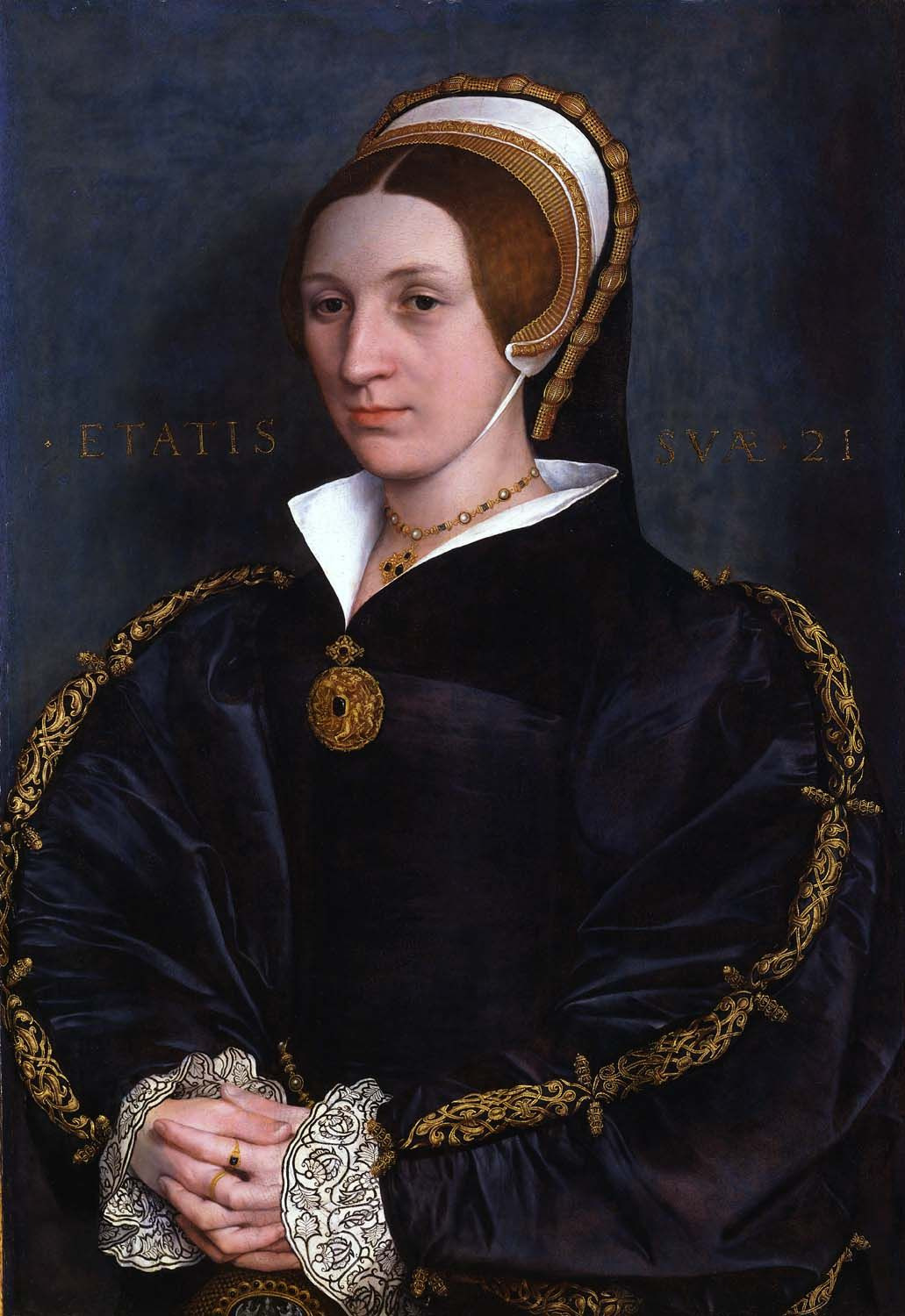
Elizabeth Seymour, retrato de Hans Holbein el Joven (c. 1540), Museo de Arte de Toledo, Toledo (Ohio)
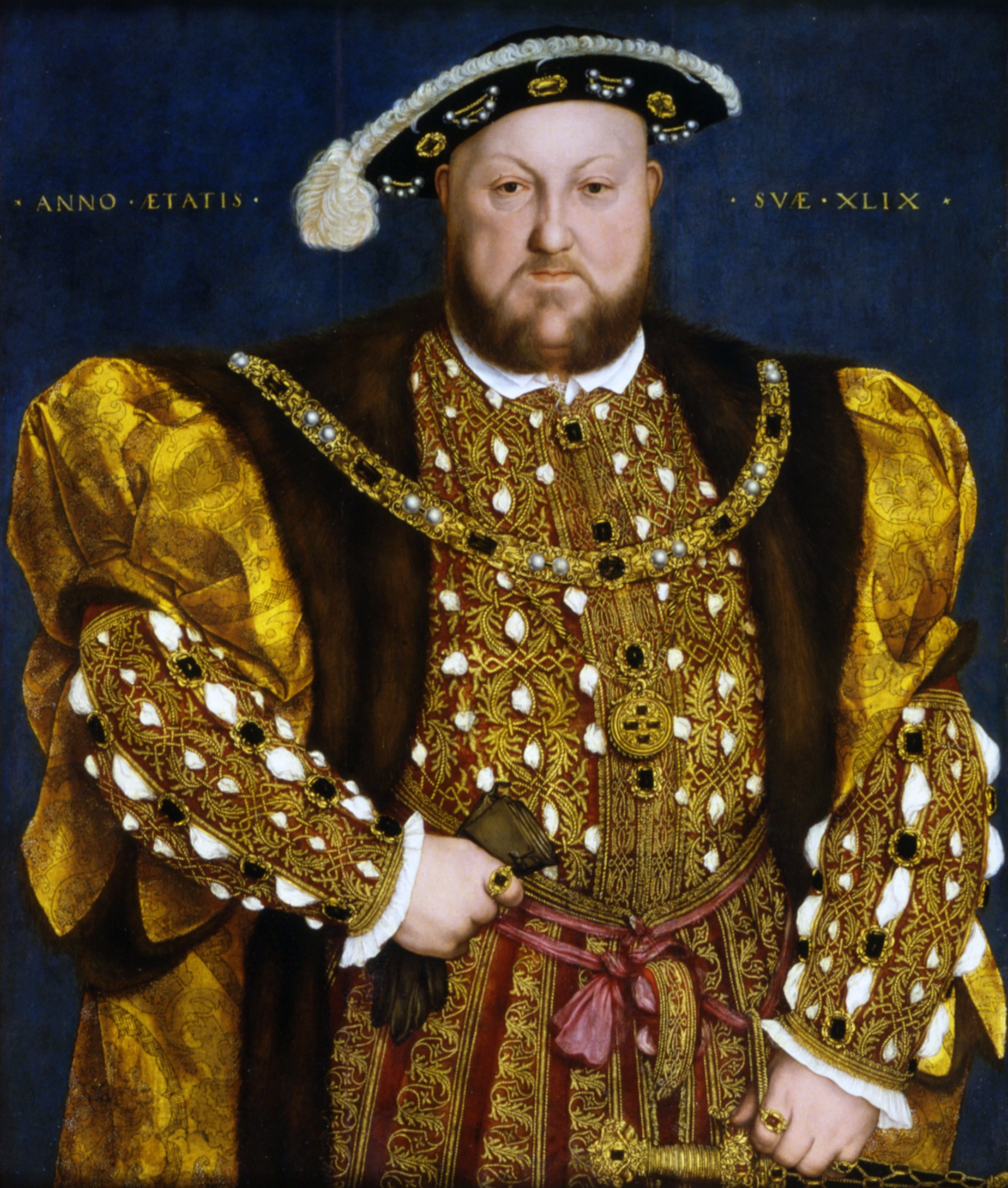
Enrique VIII de Inglaterra, por Hans Holbein el Joven (c. 1540), Galería Nacional de Arte Antiguo, Roma
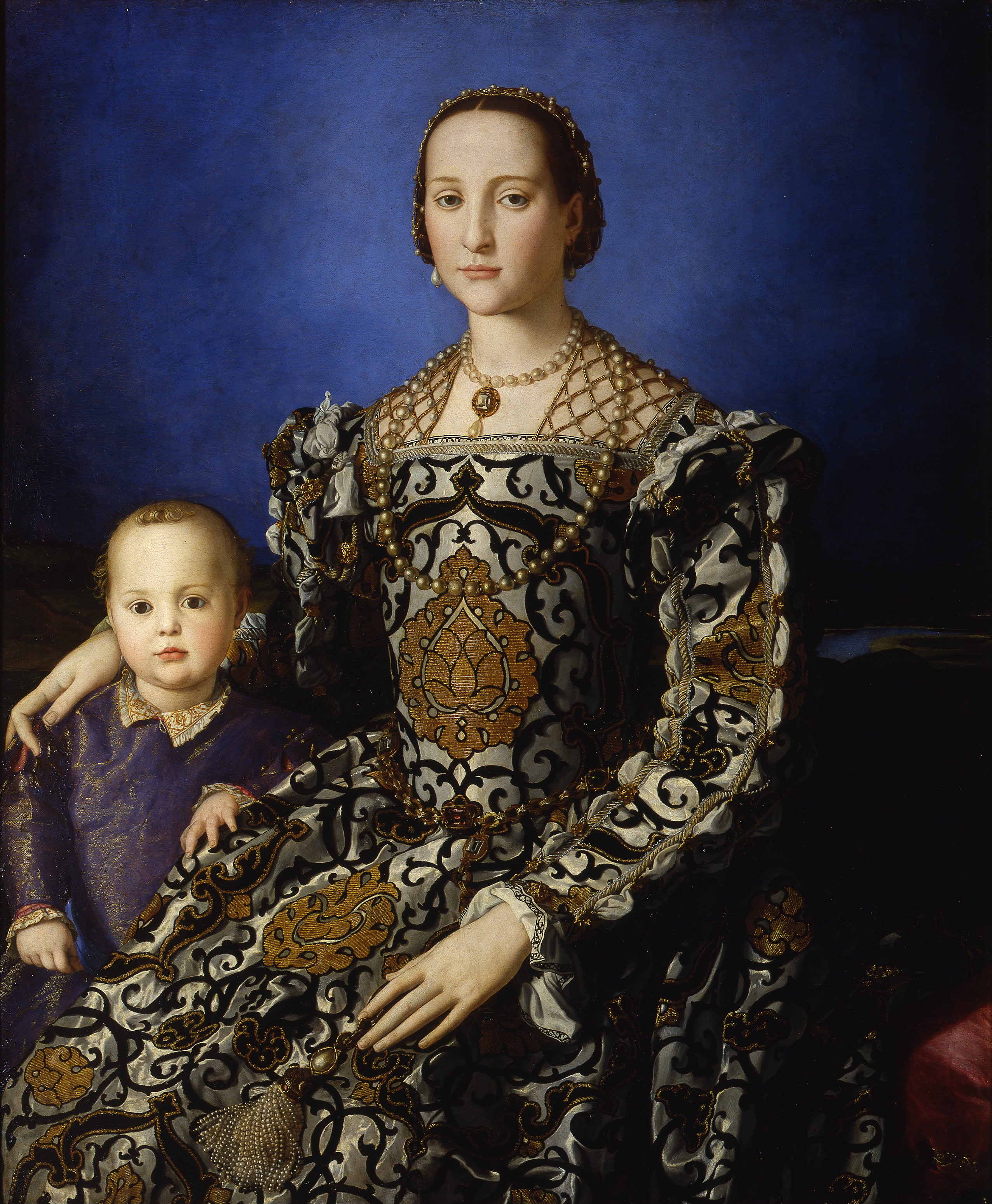
Leonor de Toledo con su hijo Juan de Médici, de Bronzino (1545), Galería Uffizi, Florencia
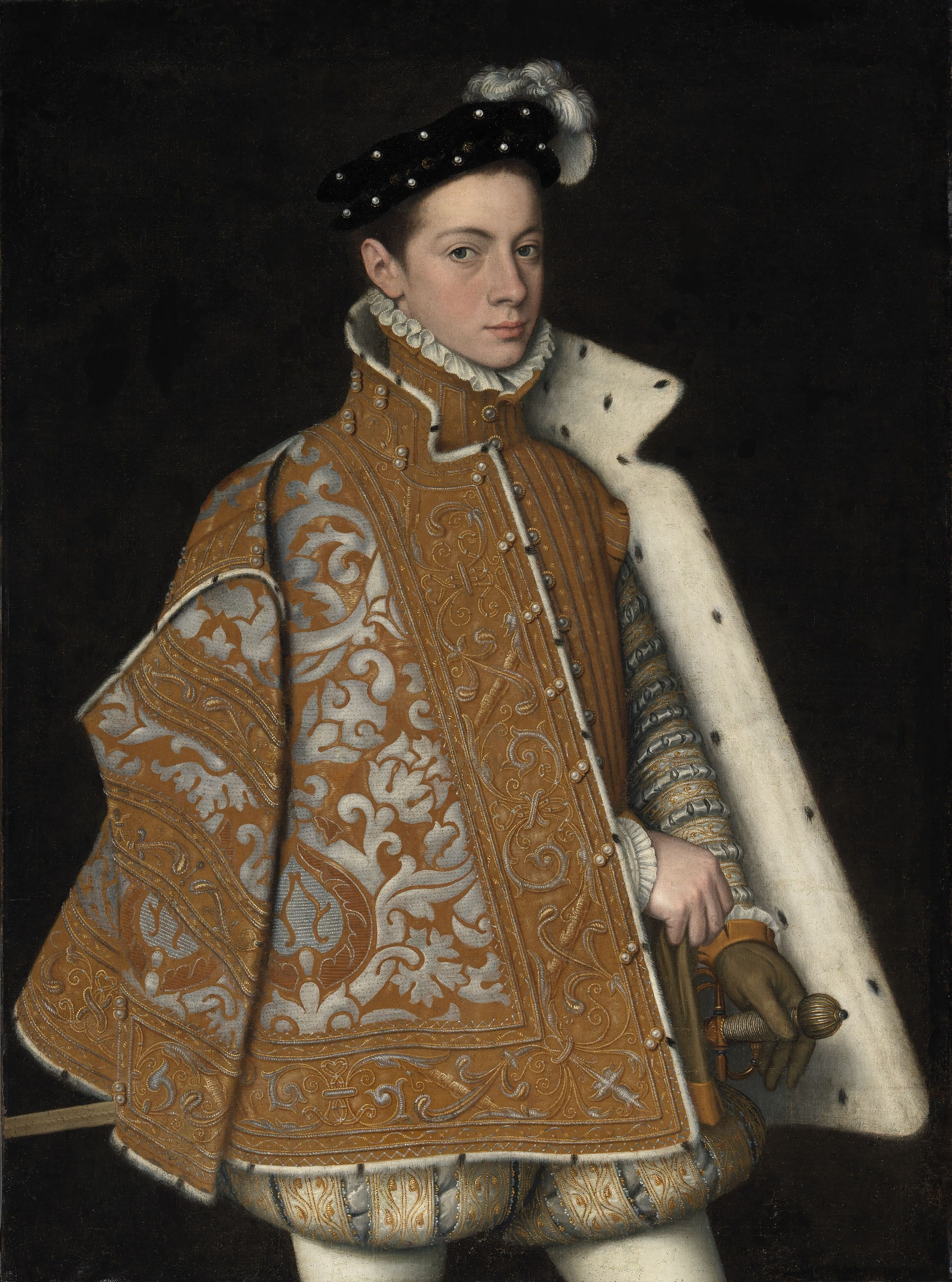
Alejandro Farnesio, atribuido a Sofonisba Anguissola (c. 1560), Galería Nacional de Irlanda, Dublín
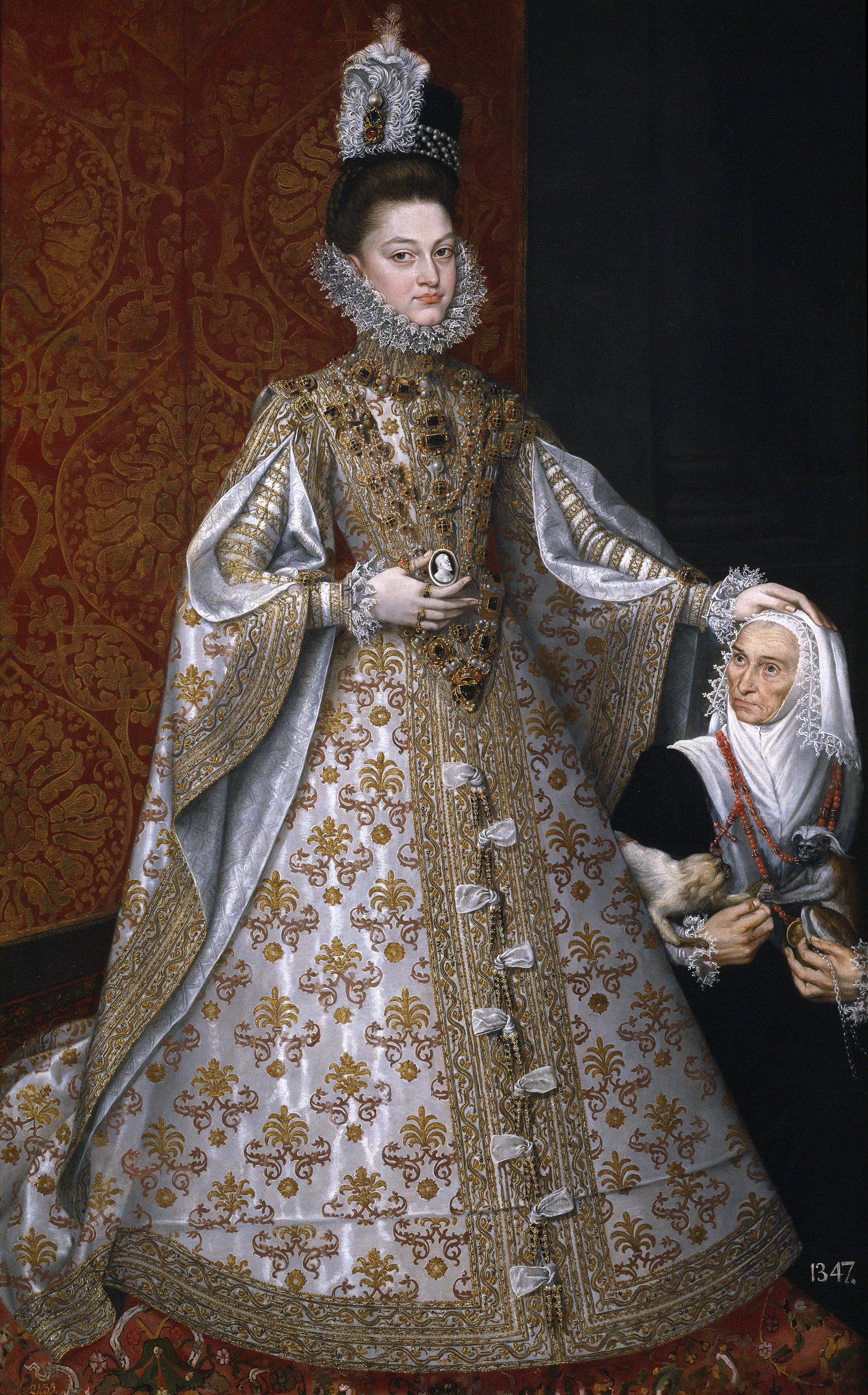
Retrato de La infanta Isabel Clara Eugenia y Magdalena Ruiz, de Alonso Sánchez Coello (c. 1585), Museo del Prado, Madrid
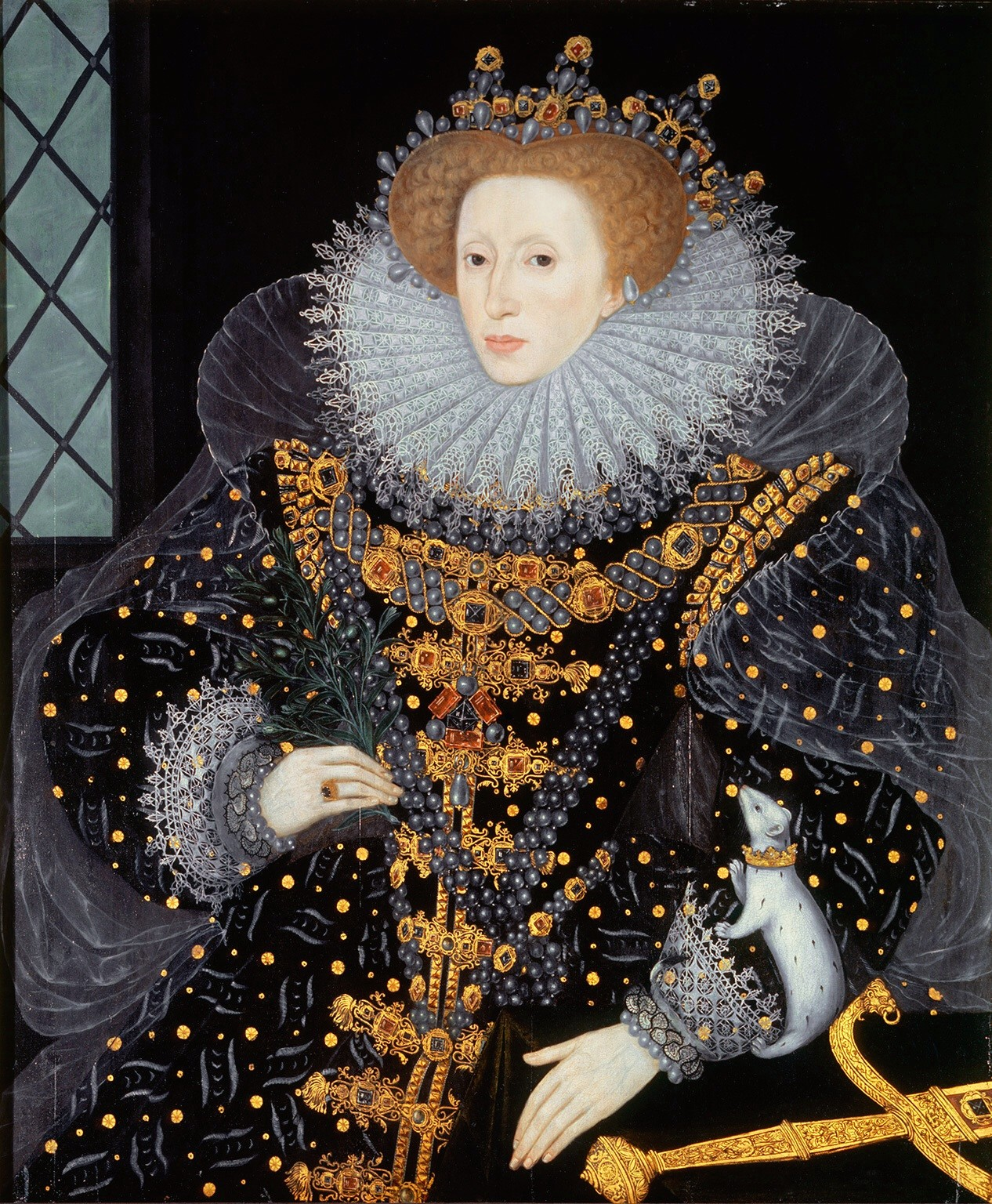
Isabel I de Inglaterra, por William Segar (c. 1585), Hatfield House

### sigloXVII

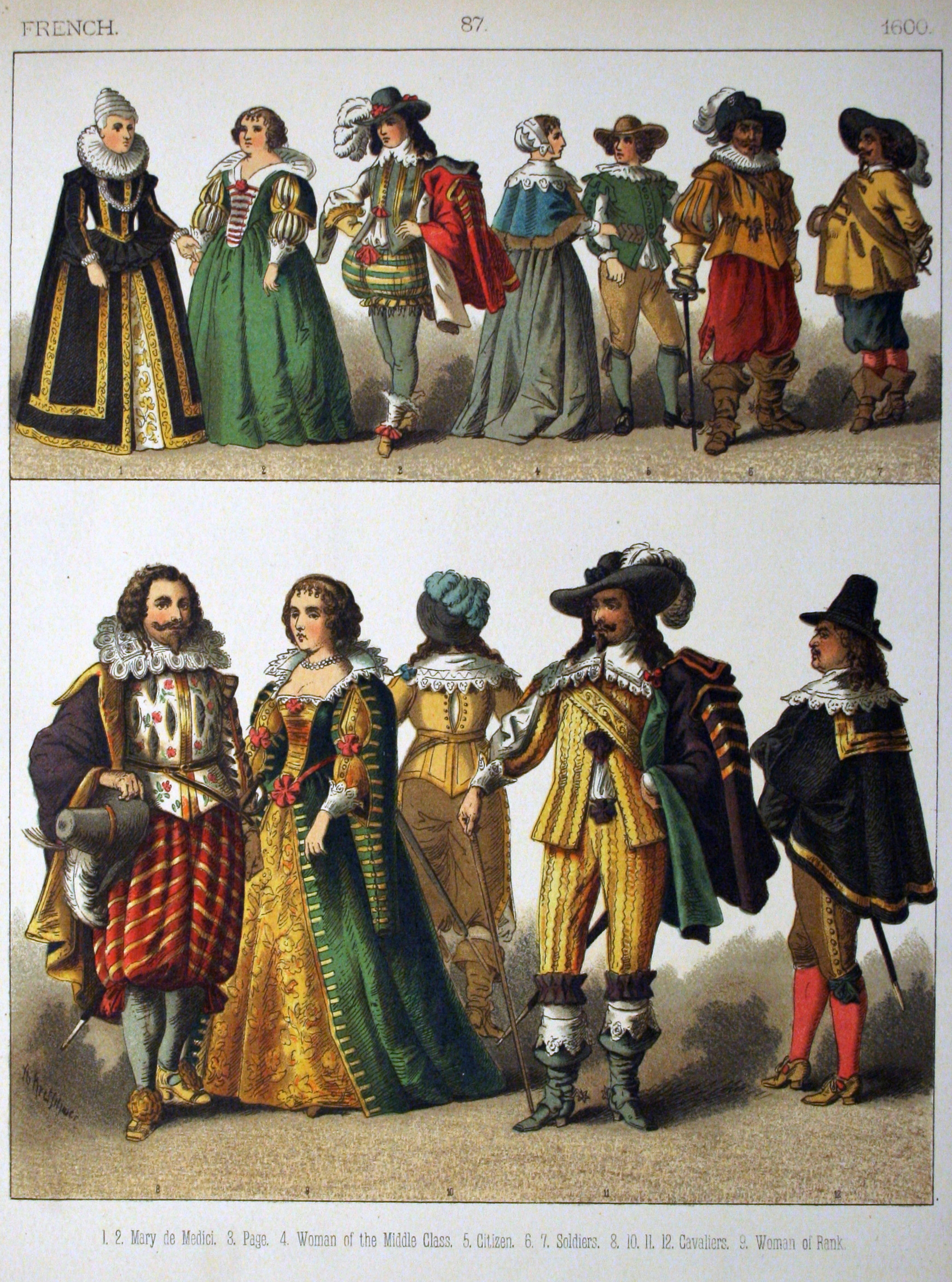
Indumentaria francesa del

En el siglo XVII predominaron las formas sobrias, austeras, por influencia religiosa. El material más utilizado fue el paño, así como la seda solo al alcance de las clases elevadas. El jubón se transformó en chaqueta, con el cuello de volantes de encaje almidonados, y el calzón se alargó y quedó por debajo de unas altas botas. Apareció la casaca, una larga chaqueta ajustada con forma acampanada en su parte inferior. Hacia 1660 surgió el rhingrave, un faldellín de seda que se colocaba sobre el calzón, que se extendió por toda Europa a excepción de Italia y España. En los vestidos femeninos se pusieron de moda los amplios escotes, se redujeron los verdugados y las faldas presentaban mayores vuelos y drapeados.
En esta centuria destacó el esplendor de la corte de Versalles, durante el largo reinado de Luis XIV. Francia marcó las tendencias de moda, que fueron imitadas en toda Europa. Los sastres franceses (couturiers) gozaron de gran prestigio y lo último en moda (dernier cri) se propagaba con rapidez por el continente: cada mes llegaban a Londres dos maniquíes con los últimos modelos de la Rue Saint-Honoré, llamados «Pandora mayor y menor», por la primera mujer en la mitología griega. Surgieron así los primeros modelos de uso internacional, alejados ya de las tradiciones nacionales. Destacó especialmente la moda femenina, a la que se aplicaron todos los derroches en telas y adornos, buscando siempre la pompa y la suntuosidad. Para ello se estrechó el talle a través del corsé y se almidonaron las diferentes partes del vestido. Para compensar la compresión del talle, se llevaban amplios escotes y mangas cortas. La falda era acampanada y se adornaba con cintas, volantes, encajes y bordados, para lo que se empleaban damascos rojos y negros, y brocados de oro y plata. El traje masculino consistía en una casaca larga (justacorps), un jubón abierto con una camisa de randas, calzas con puños de encaje en las pantorrillas, medias y zapatos de hebillas, así como sombreros con plumas. Hacia 1680, las casacas llegaban hasta la rodilla y llevaban chalecos de brocado, calzas cortas y medias.

Luis XIV en traje real, de Hyacinthe Rigaud (1701), Museo del Louvre, París

El reinado de Luis XIV supuso una época de gran esplendor y fastuosidad en la vestimenta: para las celebraciones de la corte, las mujeres debían llevar un vestido de ceremonia (grand habit), compuesto por un bustier (grand corps o corps de robe), una falda (jupe) y una cola (bas de robe o queue). El corpiño era de ballenas, escotado y de pecho aplastado, con mangas caídas y abullonadas, con adornos de encajes y ribetes. Para dar forma a la falda se usaba un verdugado de varillas de metal o aros de ballena o sauce, así como paño almidonado para el acolchado. En el peinado, la duquesa de Fontanges inició una moda de complejas construcciones basadas en un soporte de alambre llamado commode sobre el que se enrollaba el pelo, adornado con lazos de cinta, llamado fontange. Los hombres empezaron a llevar unas pelucas largas y rizadas (perruque à crinière).
En esta centuria se inició el mercado de la moda tal como se entiende actualmente, con la aparición de las primeras revistas de moda (Le Mercure Galant, 1672), los primeros comerciantes de moda (marchandes de mode) y las primeras boutiques que ponían a la venta los artículos en función de los estilos y las temporadas, lo que se produjo por primera vez en París en los años 1670. En ello influyó el patrocinio estatal de la moda textil promovido por el ministro de Economía de Luis XIV, Jean-Baptiste Colbert. Hijo de un mercero, Colbert era consciente del poder seductor de productos de lujo como la seda, el encaje y el tapiz, cuyas industrias impulsó. Los modistas consiguieron el estatus de gremio en 1675.

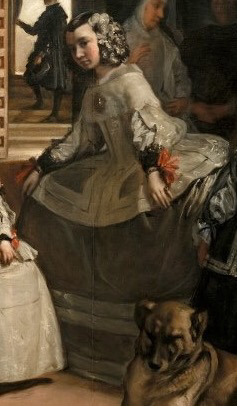
Isabel de Velasco, detalle de Las Meninas de Diego Velázquez (1656), Museo del Prado, Madrid. Lleva un vestido verdugado tipo rueda, con un corpiño con volante circular sobre la falda y mangas abullonadas

En contraste, en los Países Bajos surgió entre la burguesía una moda más austera, que se expandió por el norte de Europa, especialmente en ámbitos protestantes. Los hombres llevaban un jubón holgado y pantalones bombachos, y sustituyeron la gorguera por un cuello de encaje superpuesto; llevaban además capa, sombreros de ala ancha, zapatos o botas tulipán, guantes y espada. Hacia mediados de siglo se denotó la influencia francesa, aunque reinterpretada de forma más sobria: se sustituyó el jubón por una levita con faldones y el pantalón se hizo más ancho y adornado con lazos, cintas y encajes. El vestido femenino se basó por un tiempo en los corpiños en pico, que fueron sustituidos por los levitones o por el vlieger, un abrigo largo, sin talle, abierto por delante, con cuello en abanico. En la cabeza llevaban una cofia, en forma de diadema o en alas.
España perdió en esta centuria la influencia que ejerció durante los reinados de Carlos I y Felipe II el siglo anterior, si bien a nivel interno continuó con la misma tipología de prendas, ajena a la nueva influencia francesa que se hacía sentir en el continente. Durante el reinado de Felipe III lo más significativo fue el aumento de tamaño de los cuellos o lechuguillas, así como una mayor riqueza en joyas y tejidos, que dejaba atrás la austeridad de los primeros Austrias. Sin embargo, Felipe IV impulsó un retorno a la sobriedad, que estipuló en sus Capítulos de Reformación, publicados en 1623, donde, entre otras medidas, prohibía los cuellos tipo gorguera, sustituidos por la «valona», un cuello de lienzo apoyado sobre una armadura de cartón llamada «golilla». El traje masculino habitual era jubón, ropilla, calzones y herreruelo. En cambio, el traje femenino se complicó, especialmente las faldas, que adquirieron un gran volumen gracias a la adición de un armazón de alambre llamado guardainfantes. Los mantos se hicieron más ligeros, elaborados de encaje, y dieron lugar a la mantilla.

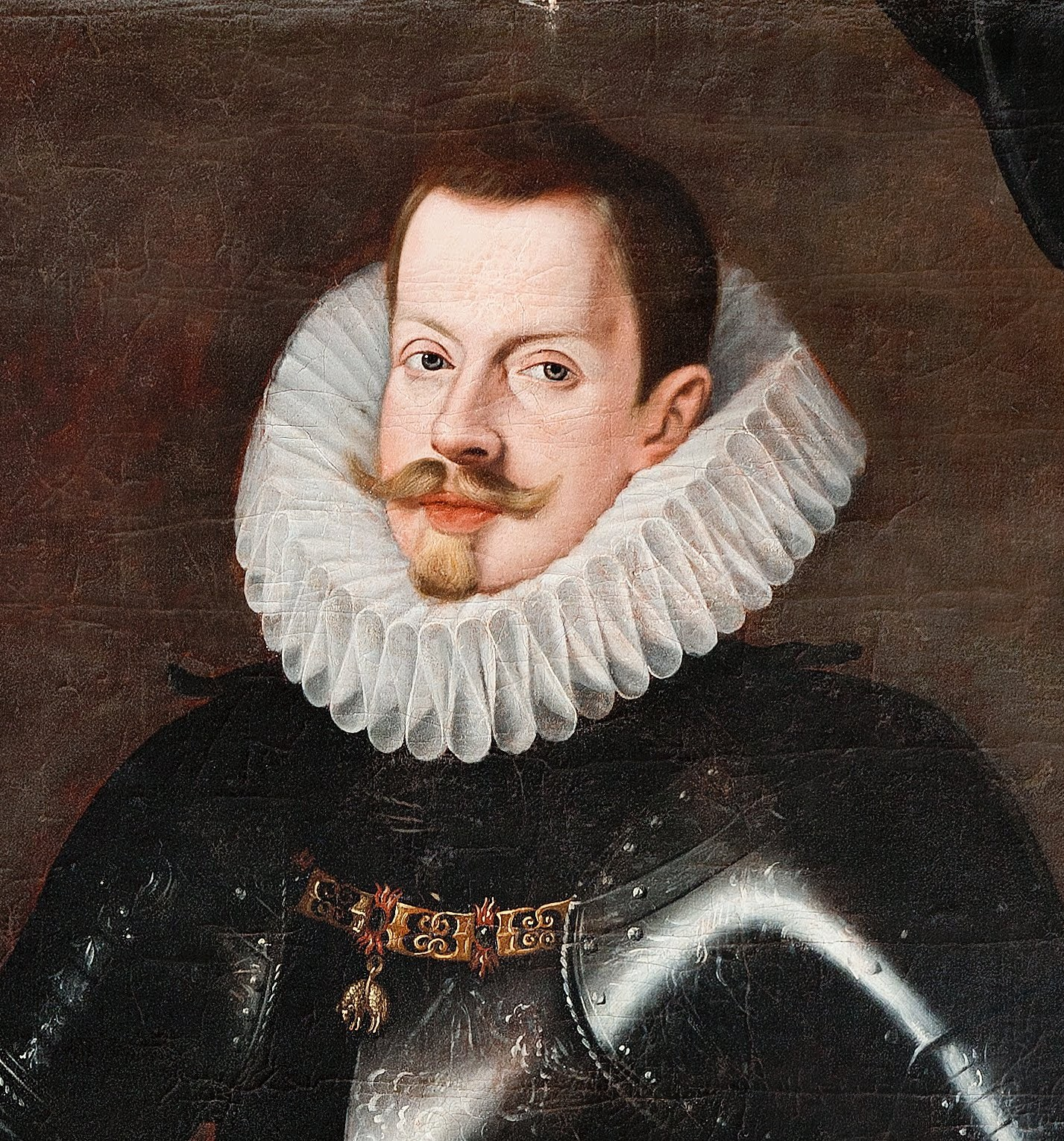
Felipe III de España luciendo una gran lechuguilla, lienzo atribuido a Andrés López Polanco (c. 1617)

En Inglaterra, Carlos I propició en su corte un estilo más austero, de colores sombríos, con preferencia por el negro. Se abandonaron los cuellos de lechuguilla, así como los adornos excesivos en jubón y calzones, aunque las telas eran suntuosas, con encajes y almidonados de lino blanco que servían de contrapunto al negro, así como unos lazos en forma de roseta en ciertas partes de las prendas. También se colocaban florituras en botas, capas y sombreros; estos últimos se adornaban con plumas y se llevaban ladeados. En vestuario femenino, se abandonó también el verdugado y se llevaban corpiños cubiertos con un plastrón y vestidos abiertos por delante y recogidos para mostrar la falda interior. Los cuellos eran de batista, ribeteados de encaje. Llevaban guantes largos de seda o cabritilla, así como capas con capucha o cofias de batista. Estuvieron de moda los peinados con moño y tirabuzones laterales. Durante el conflicto parlamentario propiciado por Oliver Cromwell, los puritanos favorecieron un estilo más severo, de influencia neerlandesa, con sustitución de la seda por la lana y de los cuellos de encaje por otros más sencillos de lino. Durante la Restauración, Carlos II introdujo un cambio radical al descartar el jubón y optar por el chaleco, una prenda que sería el origen del traje masculino; se abrochaba con botones en la parte central delantera y se llevaba con un abrigo hasta las rodillas.
En esta época estuvieron de moda los manguitos de piel para las manos, acolchados y de forma tubular, que llevaban tanto hombres como mujeres. Solían tener pequeños bolsillos para dinero, pañuelos u otros objetos. Otro nuevo elemento de moda fueron las máscaras, que servían tanto para mantener el anonimato como para proteger el rostro de los elementos. Se elaboraban de seda o terciopelo. Las máscaras propiamente dichas protegían todo el rostro, con aberturas para ojos y boca, mientras que los antifaces cubrían la parte superior, hasta la nariz, dejando la boca libre. Las damas las usaban sobre todo para ir al teatro sin ser reconocidas, ya que en aquella época estaba mal visto que las damas de la alta sociedad acudiesen a representaciones teatrales. Posteriormente empezaron a celebrarse bailes de máscaras, donde surgió la modalidad de que la máscara se sujetase con un palito sin colocarla directamente sobre el rostro.
En este siglo apareció la corbata (cravatte), introducida por mercenarios croatas —de ahí el nombre— al servicio de Francia en la Guerra de los Treinta Años. Consistía inicialmente en una banda de lino que se enrollaba al cuello, aunque más adelante se fue adornando con tiras de encaje y muselina que se anudaban en múltiples variantes.
En el calzado, en esta centuria se llevaban zapatos de cuero de color negro o marrón, con diversos motivos ornamentales: hacia 1630 se decoraban con unas grandes escarapelas; hacia 1670, se ataban con grandes lazos, que sobresalían por los laterales del zapato; y, hacia 1690, se usaban unas lengüetas altas, dobladas sobre sí mismas. También se usaban botas, generalmente de caña ancha, que proporcionaba forma de cesta en su parte superior.

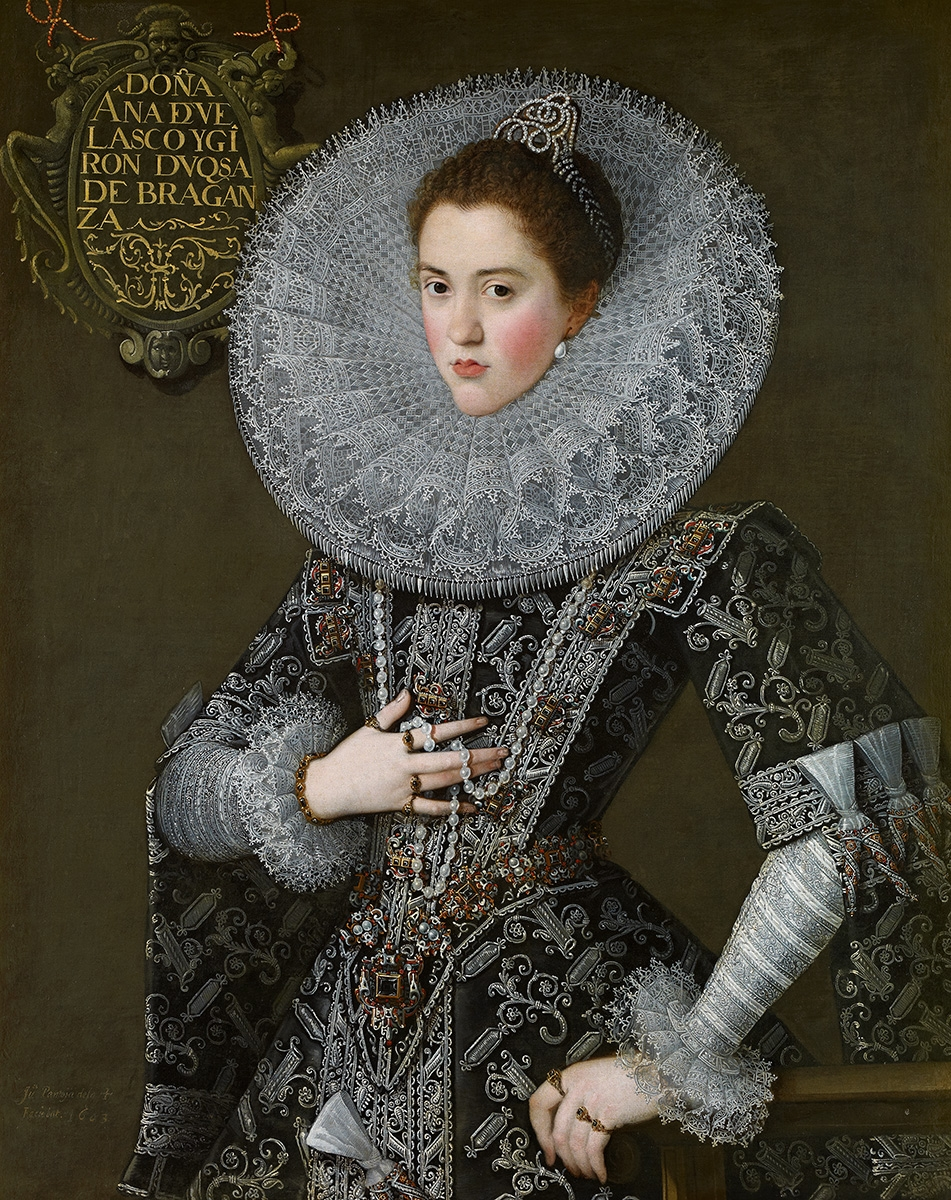
Doña Ana de Velasco y Girón, de Juan Pantoja de la Cruz (1603), colección Alicia Koplowitz
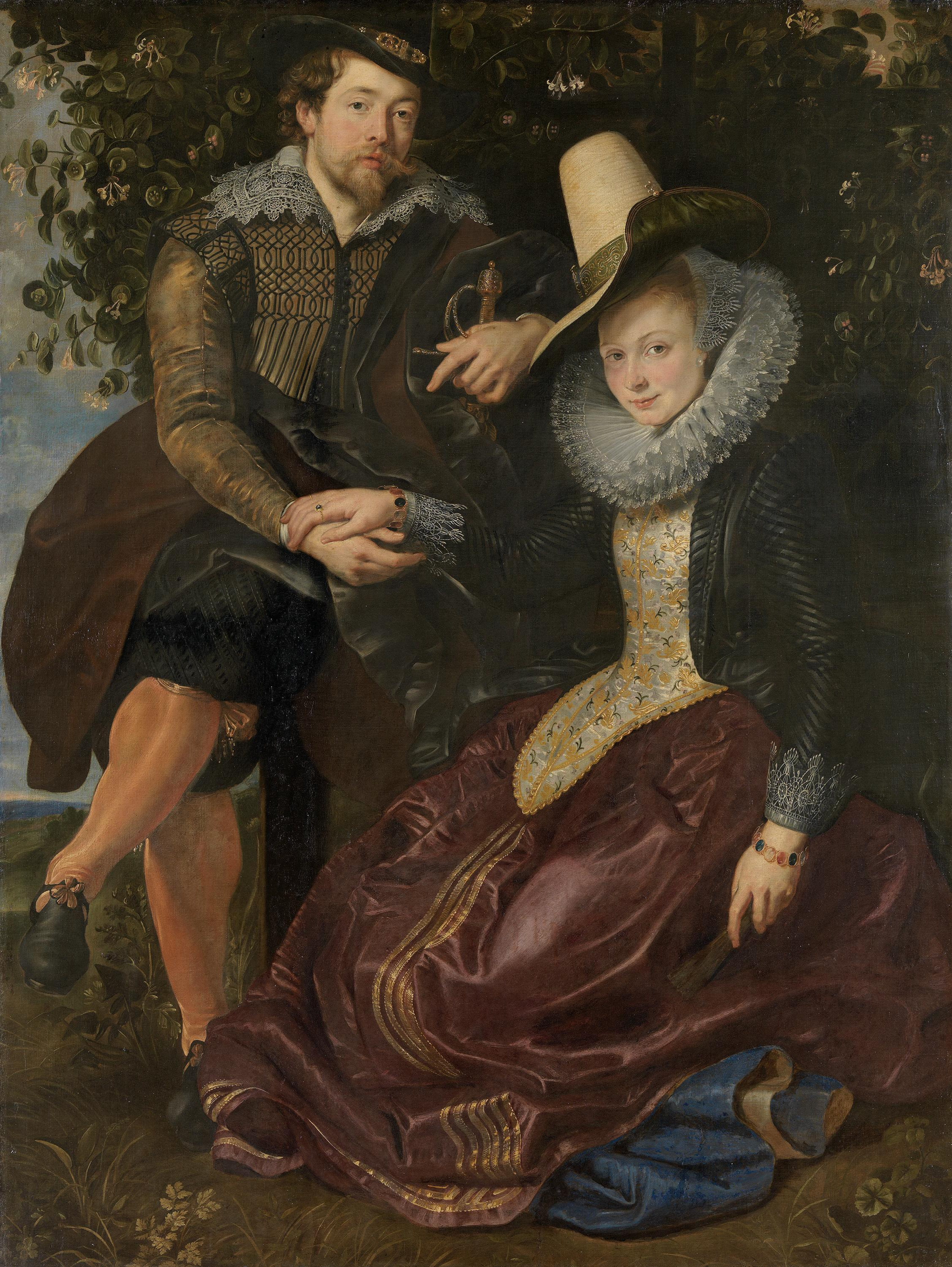
Autorretrato con su esposa Isabel Brant (1610), de Peter Paul Rubens, Pinacoteca Antigua de Múnich
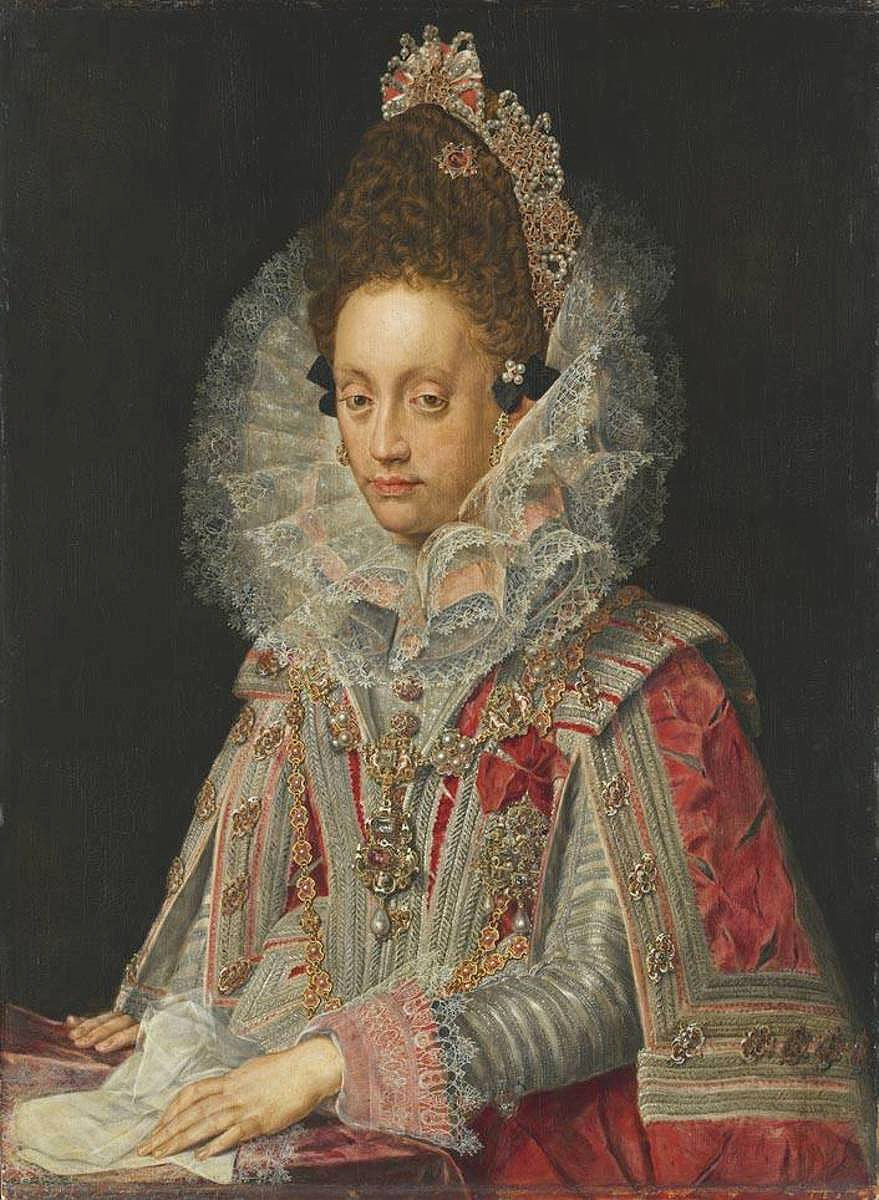
Magdalena de Baviera, de Peter Candid (c. 1613), Colecciones de Pinturas del Estado de Baviera, Múnich
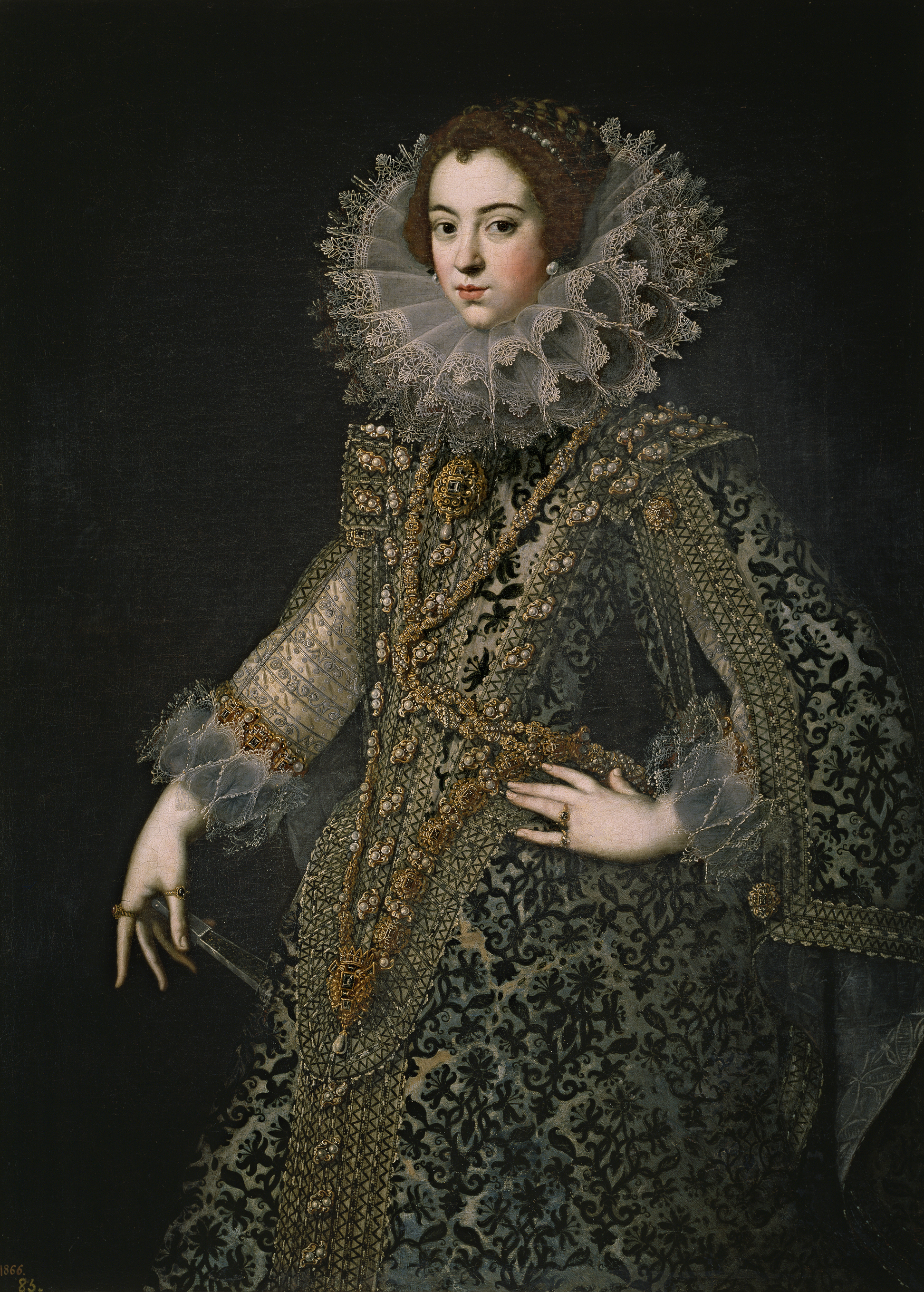
La reina Isabel de Borbón (c. 1620), anónimo, Museo del Prado, Madrid
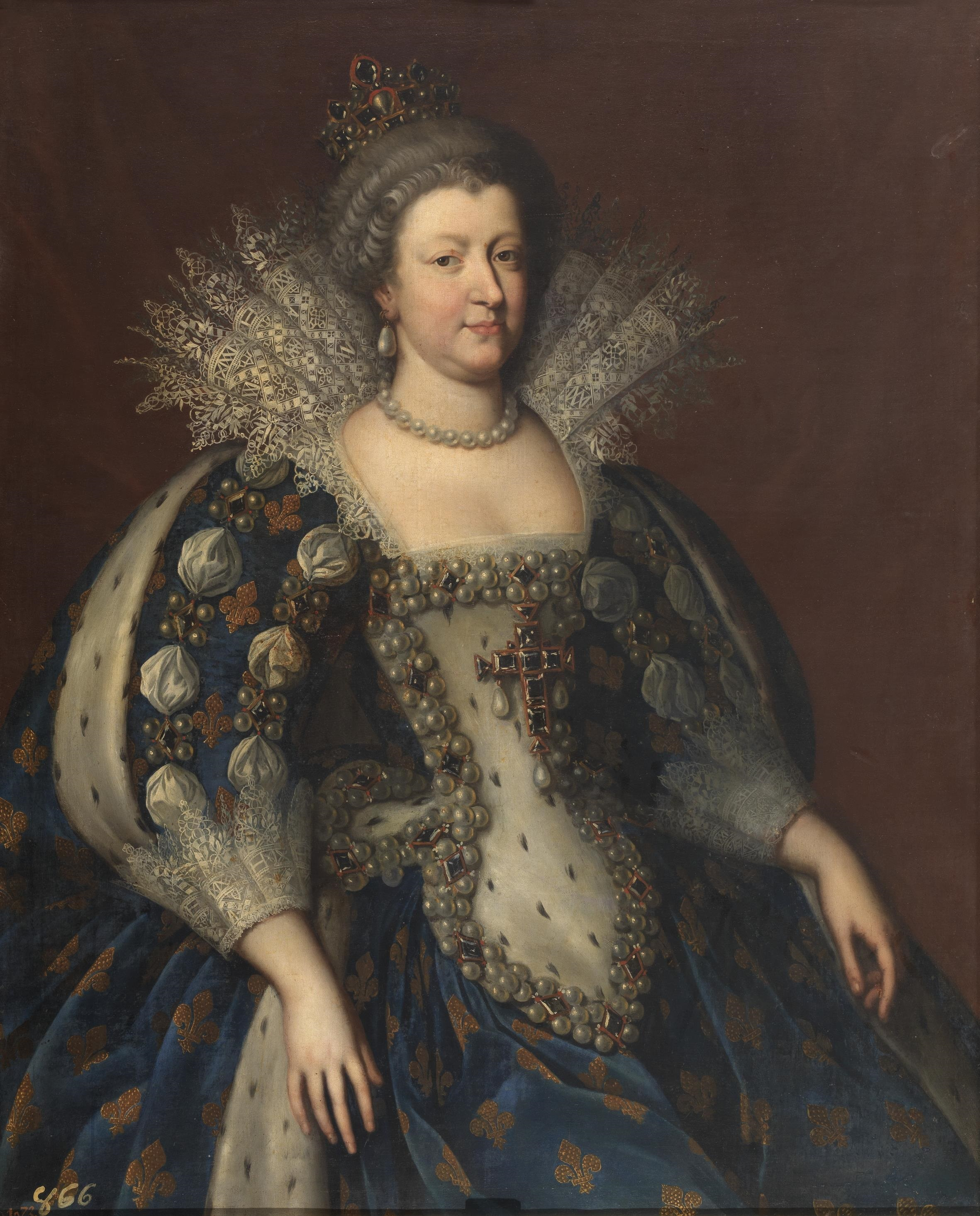
María de Médici, reina de Francia (1655), de Charles y Henri Beaubrun, Museo del Prado, Madrid
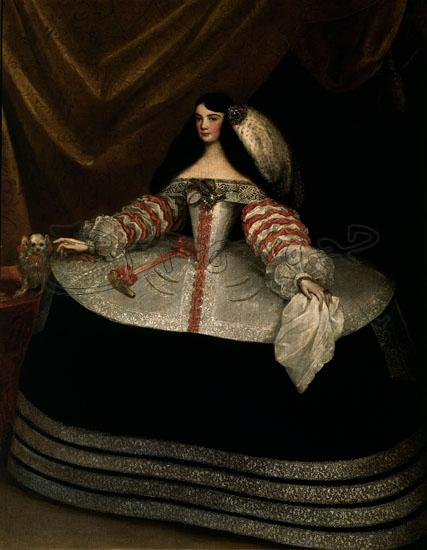
Retrato de Doña Inés de Zúñiga y Velasco (c. 1660), de Juan Carreño de Miranda, Museo Lázaro Galdiano, Madrid
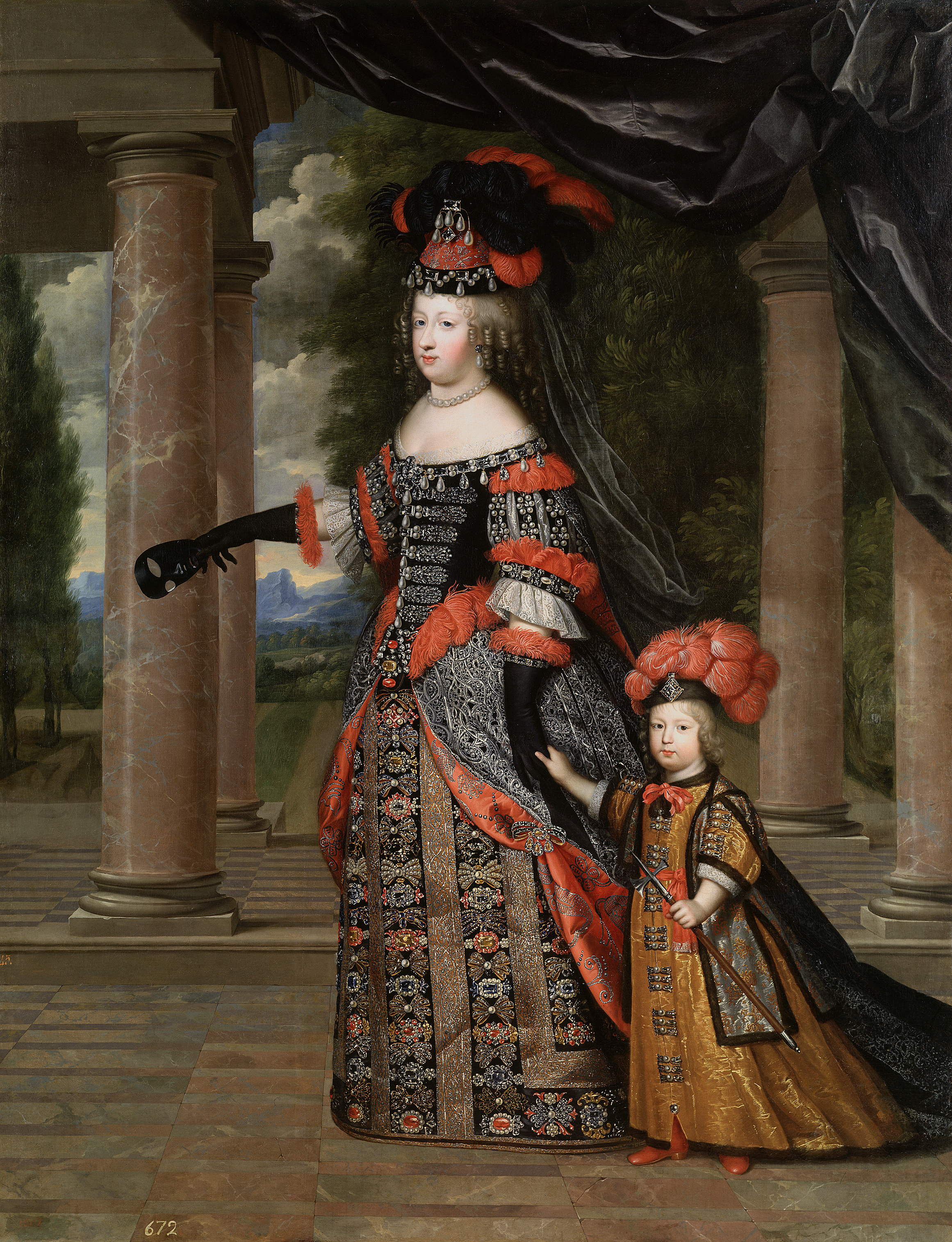
Retrato de María Teresa de Austria y su hijo en traje polaco (1664), de Charles Beaubrun, Museo del Prado, Madrid
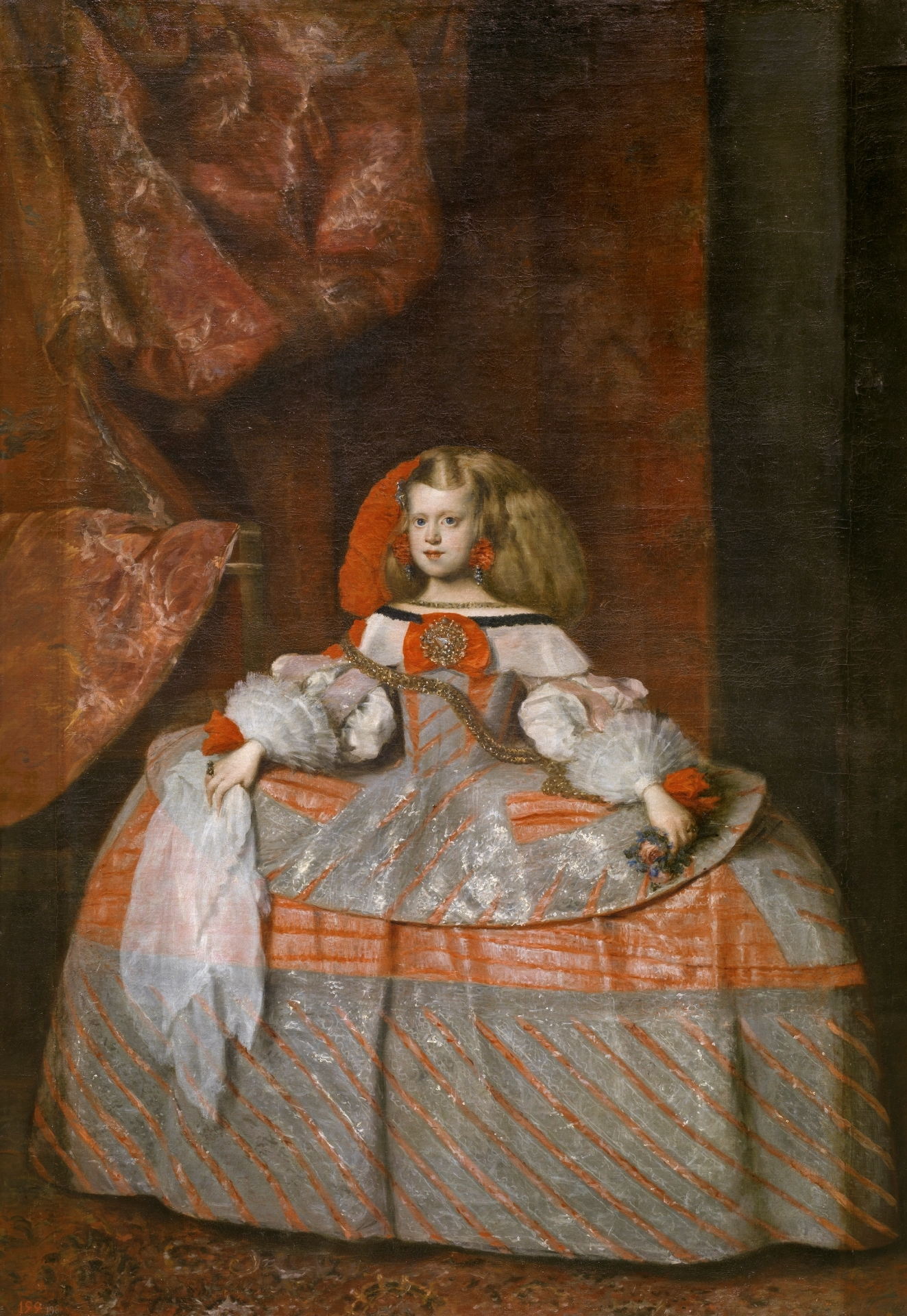
La infanta doña Margarita de Austria, de Juan Bautista Martínez del Mazo (c. 1665), Museo del Prado, Madrid
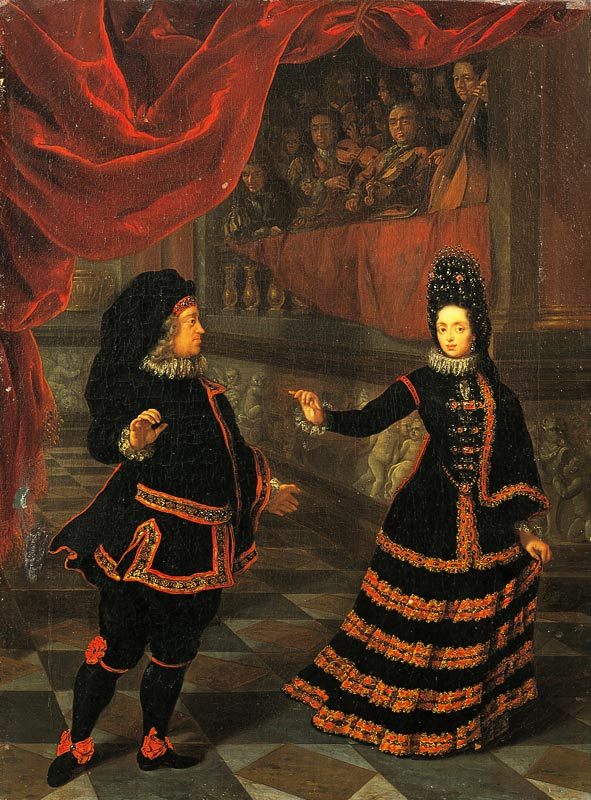
Los electores del Palatinado bailando en traje español, por Jan Frans van Douven (1695), Palacio Pitti, Florencia

### sigloXVIII

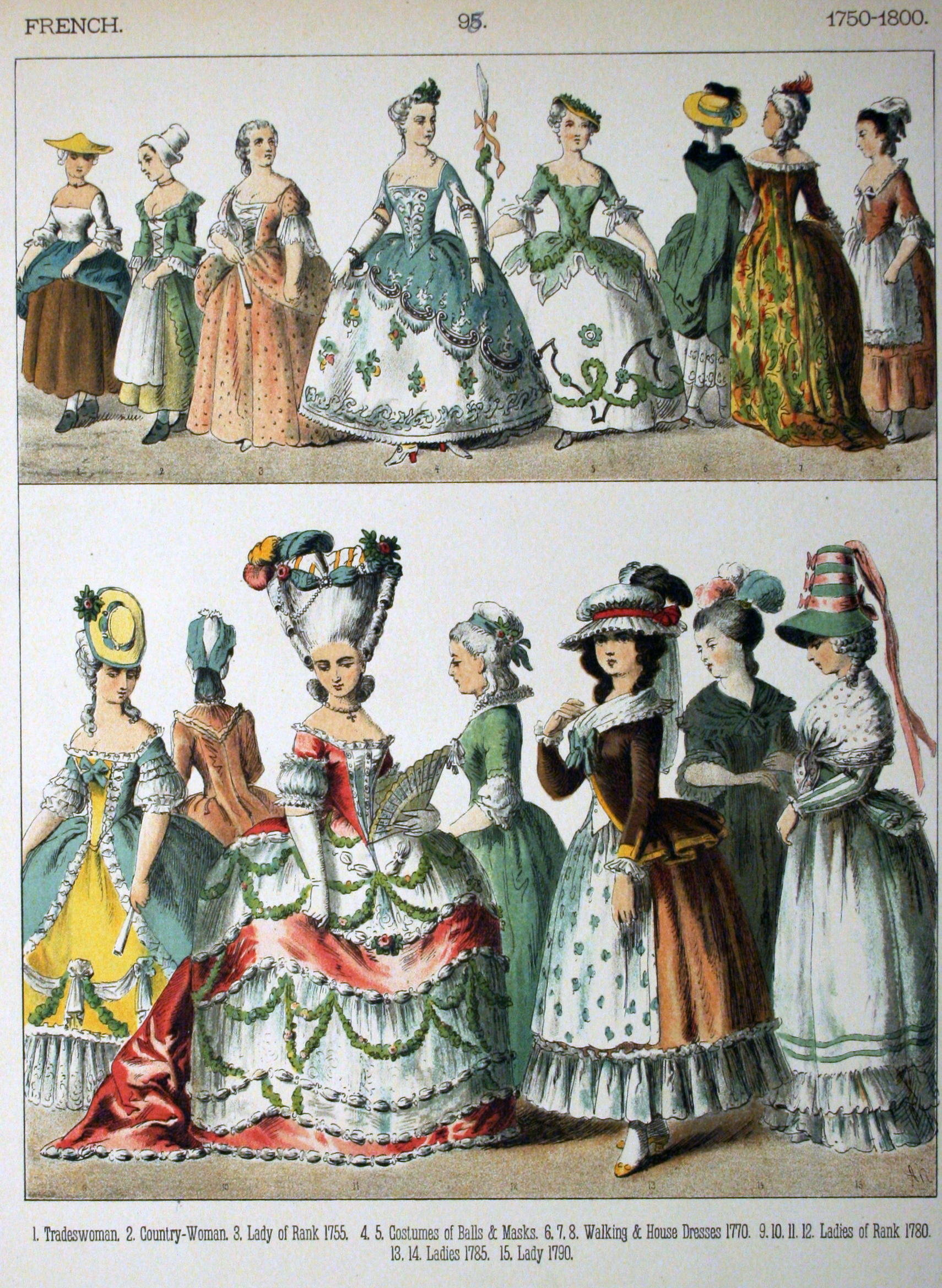
Moda femenina de la segunda mitad del, ilustración de Costumes of All Nations (1882)

Durante esta centuria, París siguió dictando los cánones de la moda, aunque, debido a lo costoso de sus productos, en otros países de Europa surgieron diversos revivals de modas del pasado, mientras que entre los hombres aumentó la costumbre de vestir uniforme militar en la corte. En la mujer volvió un tipo de verdugado llamado tontillo (panier en francés), con un armazón de cinco aros, sobre el que iban unas enaguas con volantes y fruncidos. El vestido incluía el corpiño, que en esta época se llevaba con cintura de avispa, y la falda, abierta por delante. Se llevaban amplios escotes y mangas cortas con cintas, encajes, volantes y encañonados. Hacia mediados de siglo, los tontillos llegaron a su máxima amplitud, de tal forma que dificultaban los movimientos; surgieron entonces las considérations, unas almohadillas para las caderas. En vestidos de gala, se añadía un négligé, que caía en pliegues sobre el tontillo. La tela preferida era la seda, así como brocados y damascos, con colores vistosos y dibujos de flores, a los que se añadían numerosos adornos, como cintas, volantes, galones, encajes y puntillas de plata, joyas y perlas. Los hombres llevaban levita larga de seda o terciopelo, almilla sin mangas, pantalón corto y ceñido, medias blancas y zapatos de hebillas, con profusión de chorreras y encajes. En este período hubo gran profusión de complementos: además de los habituales, fueron corrientes los relojes, las tabaqueras, las bomboneras, los neceseres y los frascos de perfume.

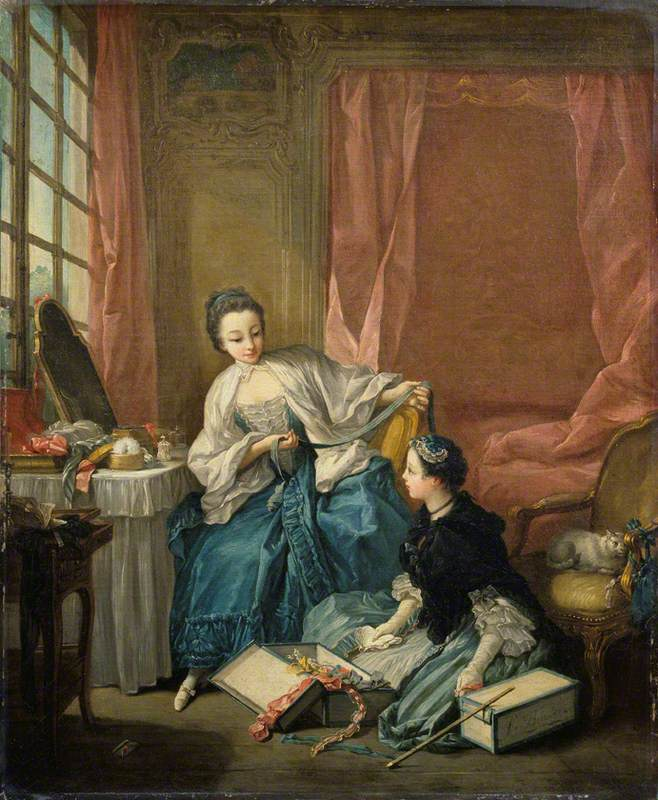
En la modista (1746), de François Boucher, Colección Wallace, Londres

En esta época se llevaban vestidos más cómodos e informales, llegando en ocasiones a inspirarse en la ropa interior para confeccionar prendas exteriores, como el vestido volante (robe volante o robe Watteau), que se ataba por delante y mostraba la camisa interior, mientras que por detrás llevaba una semicapa de los hombros a los pies de la misma tela que el vestido, generalmente con pliegues a la caja. También se puso de moda el redingote (de riding coat, «chaqueta de montar»), un vestido-abrigo que se llevaba para actividades al aire libre, como montar a caballo.
Las dos principales tipologías de la época fueron el vestido a la francesa (robe à la française) y el vestido a la inglesa (robe à l'anglaise). El primero tenía forma plana por delante y por detrás, pero era ancho de caderas, gracias a un tontillo redondeado o a un tipo de enaguas rígidas llamadas «jansenistas», que daban forma de campana a la falda. Incluía un corsé con ballenas y una pieza para el estómago (pièce d'estomac), que proporcionaban una forma del tronco como cono invertido. Las mangas eran hasta el codo, estilo pagoda, ensanchadas en los puños con engageantes, unos volantes de encaje o muselina. El vestido a la inglesa era más informal y proporcionaba mayor movilidad. La falda se remangaba en la cadera, con cintura en forma de V y espalda larga y plana, sin tontillo, con mangas rectas y ceñidas.
En España, la llegada de los Borbones favoreció la adopción de la moda francesa en la corte, si bien muchos nobles se resistieron al cambio; a los que adoptaron los usos franceses se les llamaba «petimetres» o «currutacos». En ropa femenina, el panier francés fue llamado «tontillo», un armazón de hierro y madera que sucedió al verdugado y al guardainfantes. En contraste, las clases populares —y, en ocasiones, las aristocráticas— se apegaron a los trajes regionales españoles y surgió el fenómeno del majismo, que retrató magistralmente el pintor Francisco de Goya. Fue un intento de crear una moda nacional alejada de los dictámenes de la moda francesa. En el hombre («castizo» o Manolo) consistía en chaqueta, chaleco corto, calzón, capa y tricornio o montera, mientras que en la mujer (la «maja») se llevaba un jubón de raso y una basquiña con enaguas, adornada con azabaches y red de madroños, complementada con toquilla, chal o mantón, y peineta para el cabello. El apego del pueblo a sus prendas tradicionales provocó en 1766 el motín de Esquilache, ante el intento de Carlos III de recortar las capas y reducir el tamaño de los sombreros castizos.
En Inglaterra, en la segunda mitad del siglo comenzó a evolucionar la moda masculina, en la que empezaron a adquirir supremacía los sastres ingleses, quienes daban más importancia al corte de la prenda, trabajando el paño de lana para moldear la figura, que a los ornamentos o las telas ostentosas. Aquí, la alta sociedad tenía predilección por la vida campestre, por lo que buscaban una indumentaria que fuese cómoda para el campo a la vez que elegante. Por ello, se confeccionaban prendas con lana y estambre, con un prototipo de «traje de campo» formado por abrigo, chaleco, calzas de montar, botas y sombrero de copa alta y ala estrecha. Llevaban pantaloons, un cruce entre las calzas y los pantalones, que era más cómodo para montar a caballo. Así, los hombres empezaron a llevar trajes que resaltaban la figura, con una silueta de hombros anchos, torso delgado y piernas largas, inspirada en la estatuaria griega.

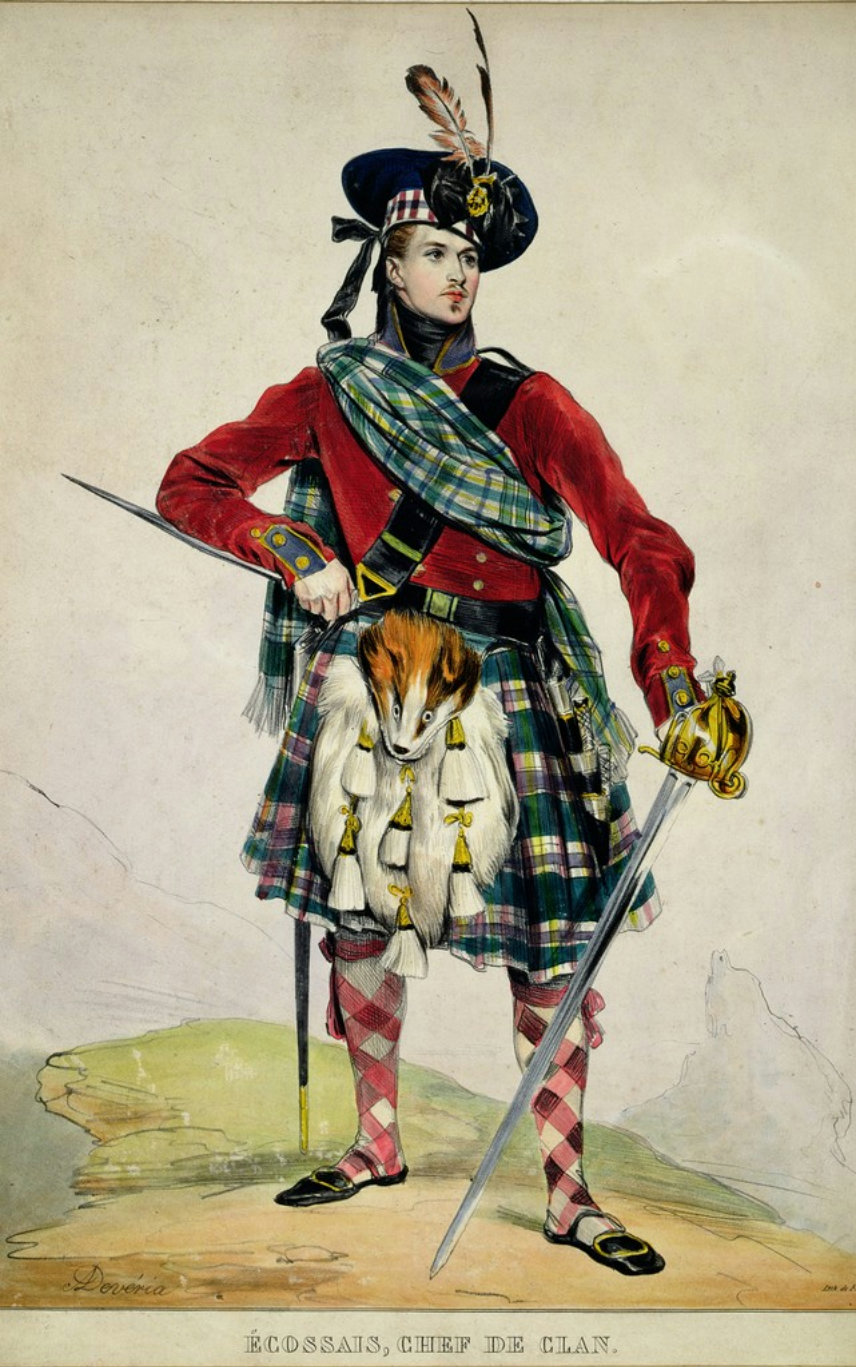
Jefe de clan escocés, de Eugène Devéria

En Escocia surgió un movimiento de revitalización de la indumentaria tradicional escocesa, favorecido por la literatura romántica y por la oposición a las leyes británicas que intentaron prohibir esta indumentaria por el apoyo de la población a los Estuardo frente a la nueva dinastía de Hannover. Según la tradición, los antiguos escoceses llevaban una falda llamada kilt, elaborada con tartán, un paño de lana de cuadros de colores, cuyos dibujos hacían referencia a los distintos clanes escoceses. Esta falda se complementaba con el plaid, un manto igualmente de tartán que se abrochaba sobre un hombro. El conjunto solía complementarse con una escarcela y una gorra balmoral. Desde entonces, el uso se extendió entre la sociedad, especialmente para ceremonias civiles y festividades, e incluso se incorporó como uniforme a los militares escoceses.

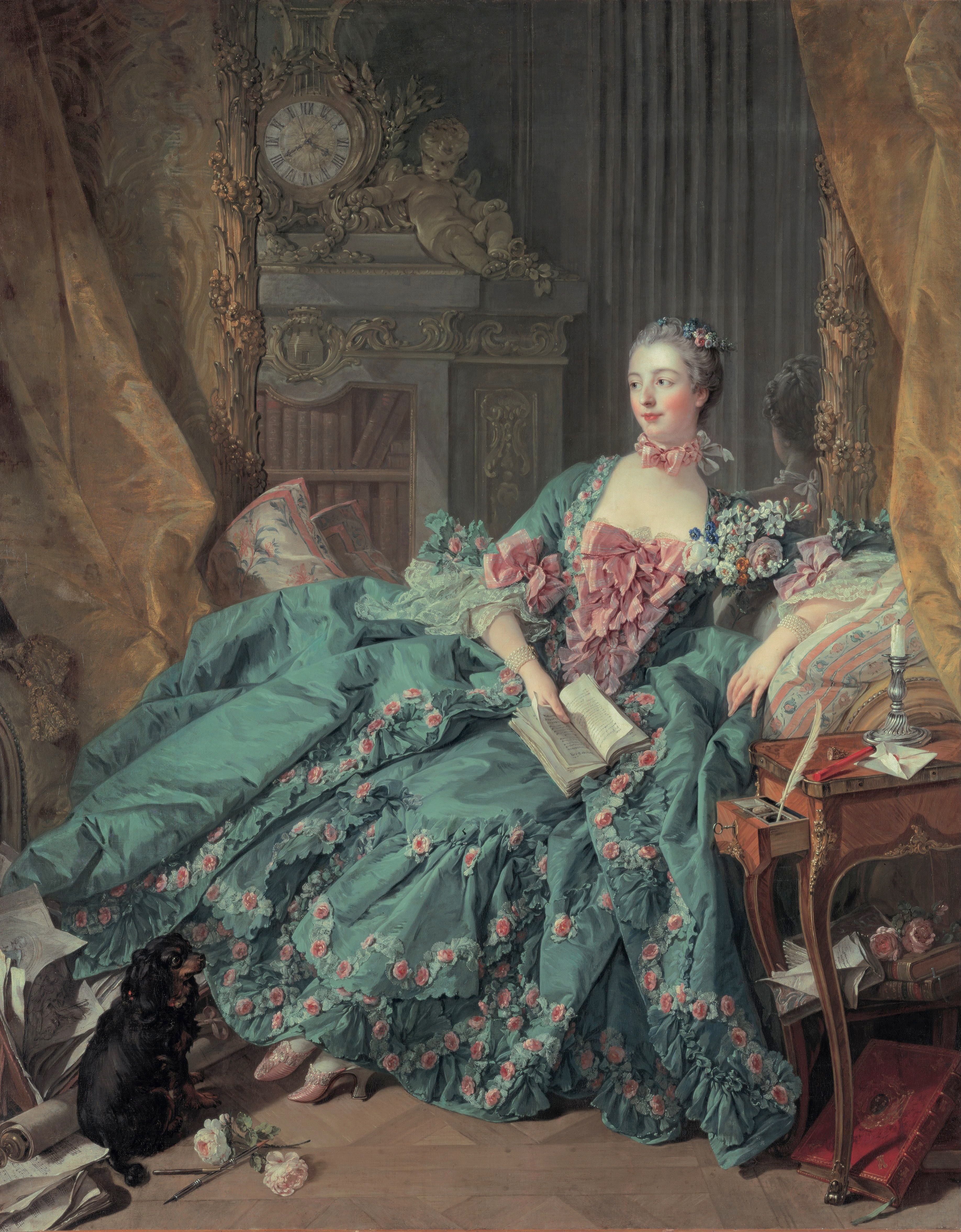
Madame de Pompadour (1756), de François Boucher, Pinacoteca Antigua de Múnich

En el rococó, desarrollado en la parte central del siglo, la moda se volvió más exuberante, encaminada sobre todo a resaltar la elegancia. Los principales modelos fueron el vestido a la francesa para la corte y el vestido sack-back y el Mantua para el ámbito doméstico e informal, mientras que en vestuario masculino continuó el uso de casaca, chaleco entallado y calzas. Sin embargo, en esta etapa adquirieron preeminencia los adornos y accesorios, especialmente encajes y bordados, así como abanicos, flores, plumas y perlas. Las prendas se decoraban con profusión de lazos y volantes, con adornos sobre todo en los bordes de los vestidos (à la platitude) y alrededor de las caderas (en pouf). Se llevaban las sedas y las telas de chintz bordadas y estampadas, con predominio del diseño cartouche, una concha en la que se insertaba otro dibujo, natural o arquitectónico. Los zapatos de mujer se decoraban también con ribetes, con hebillas de plata cubiertas en ocasiones de joyas; se llevaba un tipo de tacón curvo llamado Luis XV. Los zapatos de hombre también tenían algo de tacón y estaban profusamente decorados. Por otro lado, durante el reinado de Luis XV estuvieron de moda los colores pastel, así como un cierto gusto por la asimetría. Estuvieron de moda los motivos orientales, que propiciaron la moda de la chinoiserie. En la fase final de esta etapa surgió el vestido a la polonesa (robe à la polonaise), un vestido tipo Mantua abierto por delante, sobre una falda ancha sin miriñaque, con pliegues en la parte posterior de la cintura; la falda exterior se remangaba en tres secciones sujetas a las caderas con botones y cordones de seda. Para el frío se usaban chaquetas Brunswick, de tres cuartos con capucha. Hacia 1780 se puso de moda entre las mujeres unos sombreros planos de paja de aire pastoril, adornados con lazos, flores y plumas. En el peinado, la reina María Antonieta puso de moda el peinado à la reine, cardado hacia atrás y con tirabuzones, adornado con lazos y plumas de avestruz.
Hacia 1770, la moda rococó fue perdiendo empuje: el miriñaque se volvió más corto y se puso de moda la lévite, un négligé largo y holgado, que servía tanto para el hogar como para la calle y para viaje. Se llevaba un jubón con media manga y una falda fruncida, en colores diferentes. Para tapar el escote se usaba el fichu, un pañuelo de seda o batista cuyos extremos se ataban a la espalda. Los peinados adquirieron altura y se usaban cofias o sombreros anchos. En la década de 1780 fue la moda inglesa la que empezó a triunfar en el continente, una moda cómoda y sencilla de origen rural: los hombres llevaban un frac cortado en ángulo recto y abrochado, con un chaleco corto y pantalones que se introducían en unas altas botas. Como telas se usaban paños o gamuza, de color pardo o azul para el frac y gris o amarillo para el pantalón. La cabeza se cubría con un sombrero redondo de fieltro, ya sin peluca. Las mujeres llevaban vestidos más sencillos, sin corsé ni miriñaque, con faldas fruncidas y enaguas interiores, y una blusa llamada caraco, con mangas, solapas y un escote ancho, generalmente tapado por el fichu. Las telas eran de indiana o algodón. Llevaban grandes sombreros con cintas o plumas.

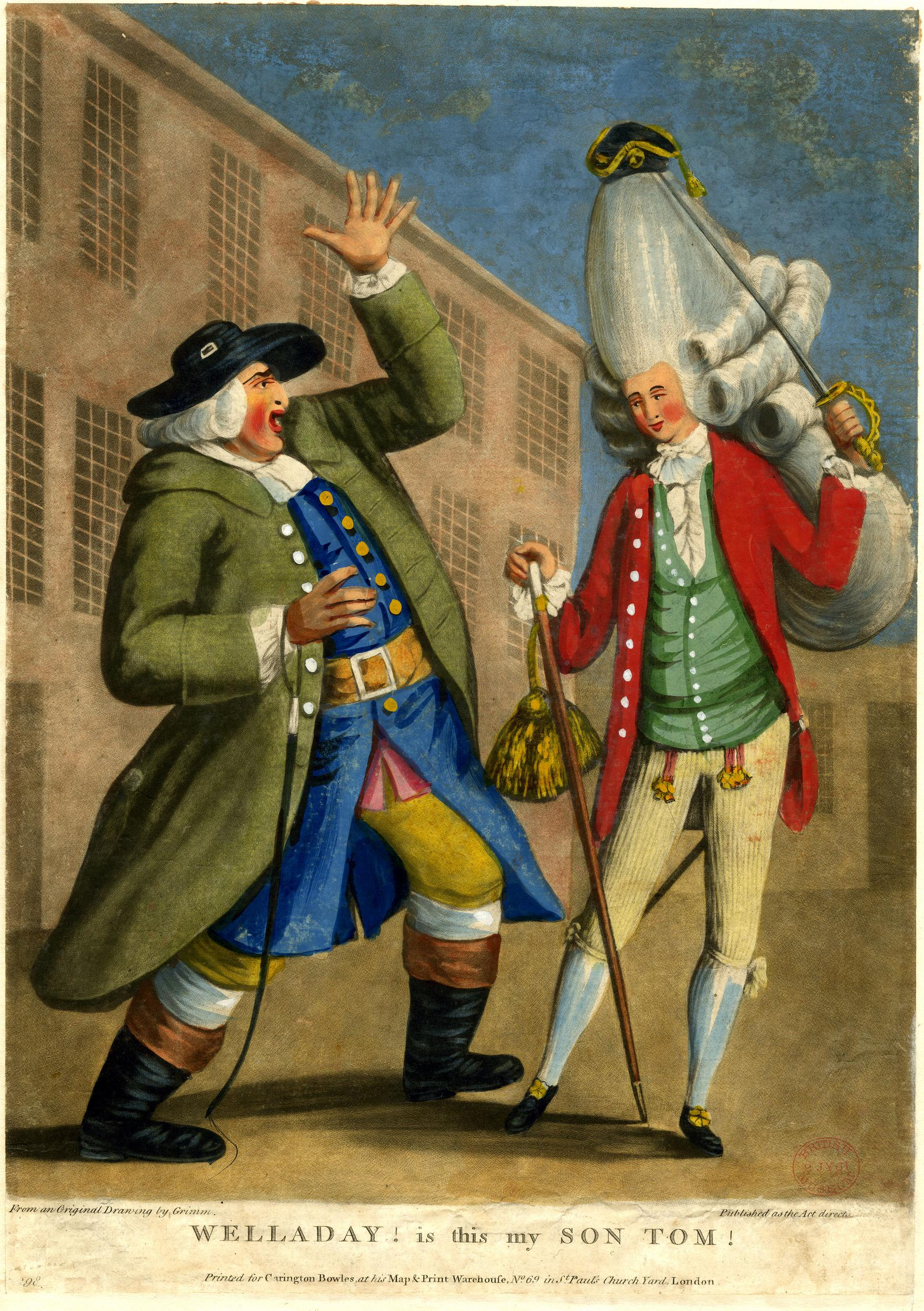
¡Buenos días! ¿Es este mi hijo Tom?, grabado satírico que representa a un terrateniente que visita la ciudad y se espanta al encontrar a su hijo convertido en un macaroni (1774).

En el abandono de la artificiosidad del rococó en aras de un mayor naturalismo, en que se valoraba la comodidad y la sencillez antes que la estética, influyó la filosofía de Jean-Jacques Rousseau, así como los nuevos valores democráticos que se desarrollaron con la independencia de los Estados Unidos. Aliada de los rebeldes, en Francia se vivió una oleada de simpatía por la causa estadounidense, que influyó en la moda, como en el uso de vestidos de algodón en tono «gris americano» o en el peinado llamado à la philadelphie.
Entre 1770 y 1780 surgió en moda masculina un tipo de personaje exageradamente procupado por la elegancia, un prototipo de lo que sería el dandi que vino en llamarse macaroni. Se dio sobre todo en Inglaterra, asociado a la costumbre del grand tour, el viaje que todo caballero de alta sociedad realizaba por Europa para completar su formación. Llevaban trajes ostentosos, con exceso de detalles, ornamentos y accesorios, así como pelucas extravagantes.

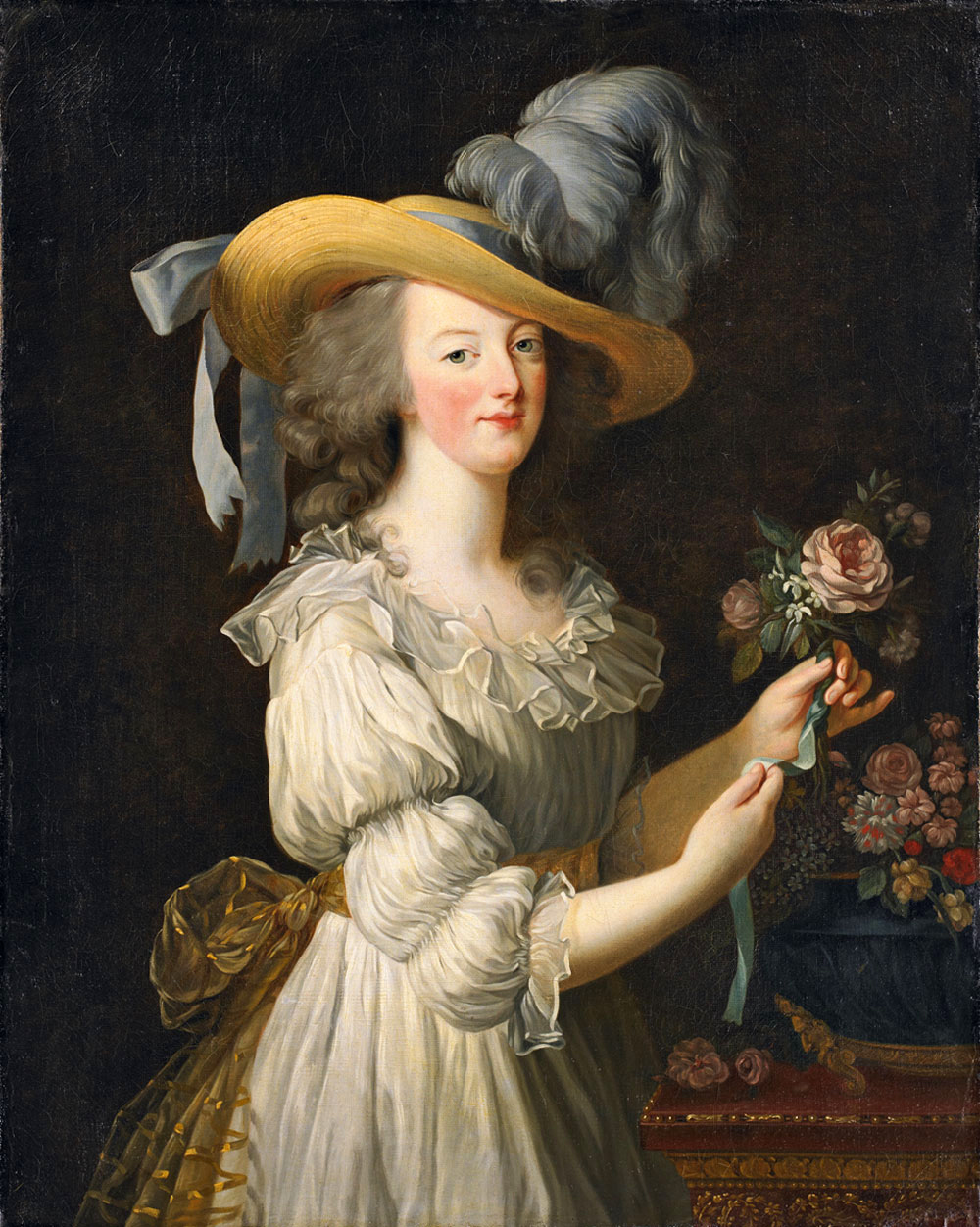
María Antonieta vistiendo la polémica robe chemise diseñada por Rose Bertin, retrato de Marie-Louise-Élisabeth Vigée-Lebrun (1783)

En esta centuria, las mujeres usaban todo tipo de tocados y sombreros, como turbantes, gorros, bonetes, sombreros de paja, tocas, redes y capuchas. Entre los hombres estuvieron de moda los bicornios y tricornios. En el peinado, estuvieron de moda las pelucas largas y rizadas, generalmente empolvadas de blanco con harina de arroz. En las primeras décadas del siglo se llevó la peluca in-folio, compuesta de una masa de rizos que caía hasta los hombros o, en ocasiones, más largas. Más adelante surgió una versión simplificada, la «peluca de campaña», más cómoda de llevar, formada por tres mechones, dos laterales y uno posterior, que se ataban con un lazo. Otra más simple aún fue la «peluca Ramillies», con el pelo echado hacia atrás y atado en una coleta con un lazo. Las pelucas eran de cabello humano o de cabra, de crin de caballo o de fibras vegetales. Por otro lado, en ocasiones las cintas de las pelucas se ataban en torno al cuello en forma de lazo, lo que dio origen a la corbata de lazo o pajarita.
En esta época alcanzó fama una de las primeras modistas de renombre, Rose Bertin, que contaba entre su selecta clientela con la reina María Antonieta, quien la consideraba su «ministra de la moda». Adaptaba sus creaciones a los gustos y necesidades de sus clientes, siempre atenta a los vaivenes del gusto de la época, y dio importancia a los accesorios, que cada vez tenían más demanda, como pañuelos, mantones, plumas, flores artificiales y otros. Bertin diseñó el vestido camisa (robe chemise) con el que posó la reina para un cuadro de Marie-Louise-Élisabeth Vigée-Lebrun (1783), una batista de muselina casi transparente que, pese al escándalo inicial, fue enseguida imitado por todas las damas de la corte.
También aparecieron las primeras publicaciones sobre moda, encargadas de difundir las últimas novedades por toda Europa, como la francesa Le Journal des Dames et de la Mode, editada por Pierre la Mésange desde 1797, y la inglesa The Gallery of Fashion, surgida en 1794 por iniciativa de Nicolaus von Heideloff. Se inició así también la moda en los colores, en los tonos preferidos en cada momento, con preferencia por los colores rebuscados y de fantasía, como por ejemplo, a principios del siglo XVIII, «llama del Vesubio», «humo de Londres», «español enfermo», «ratón huidizo», etc.
En este siglo se produjeron numerosos adelantos en el terreno industrial: en 1733, John Kay patentó la lanzadera volante; en 1764, James Hargreaves inventó la hiladora Jenny, que patentó en 1770; en 1769, Richard Arkwright patentó su hiladora hidráulica, que mecanizó el hilado del algodón. Estos avances en industria textil propiciaron la llamada Revolución Industrial en el siglo XIX.

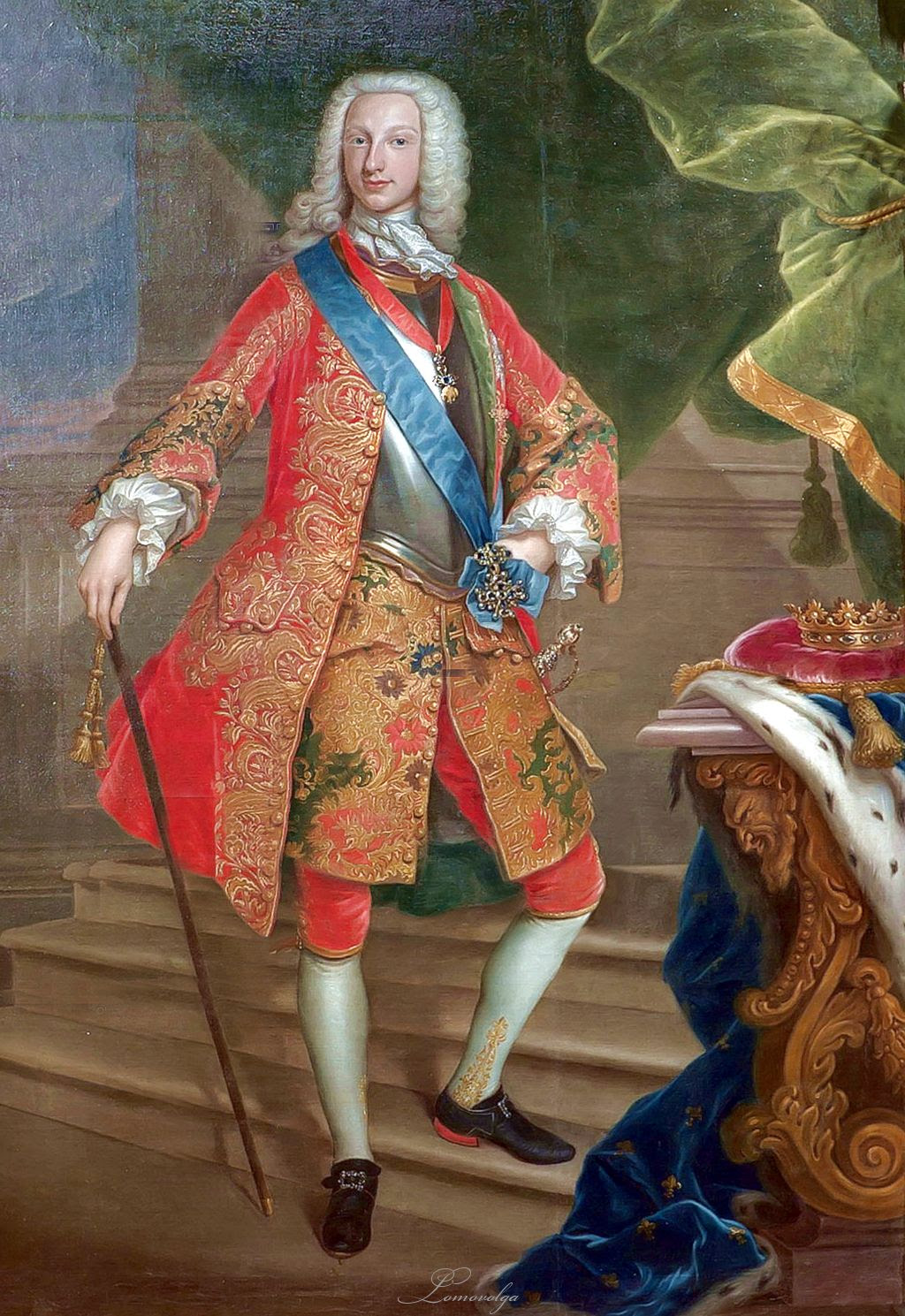
Carlos de Borbón, duque de Parma, de Giovanni Maria delle Piane (1732), Palacio Real de La Granja de San Ildefonso
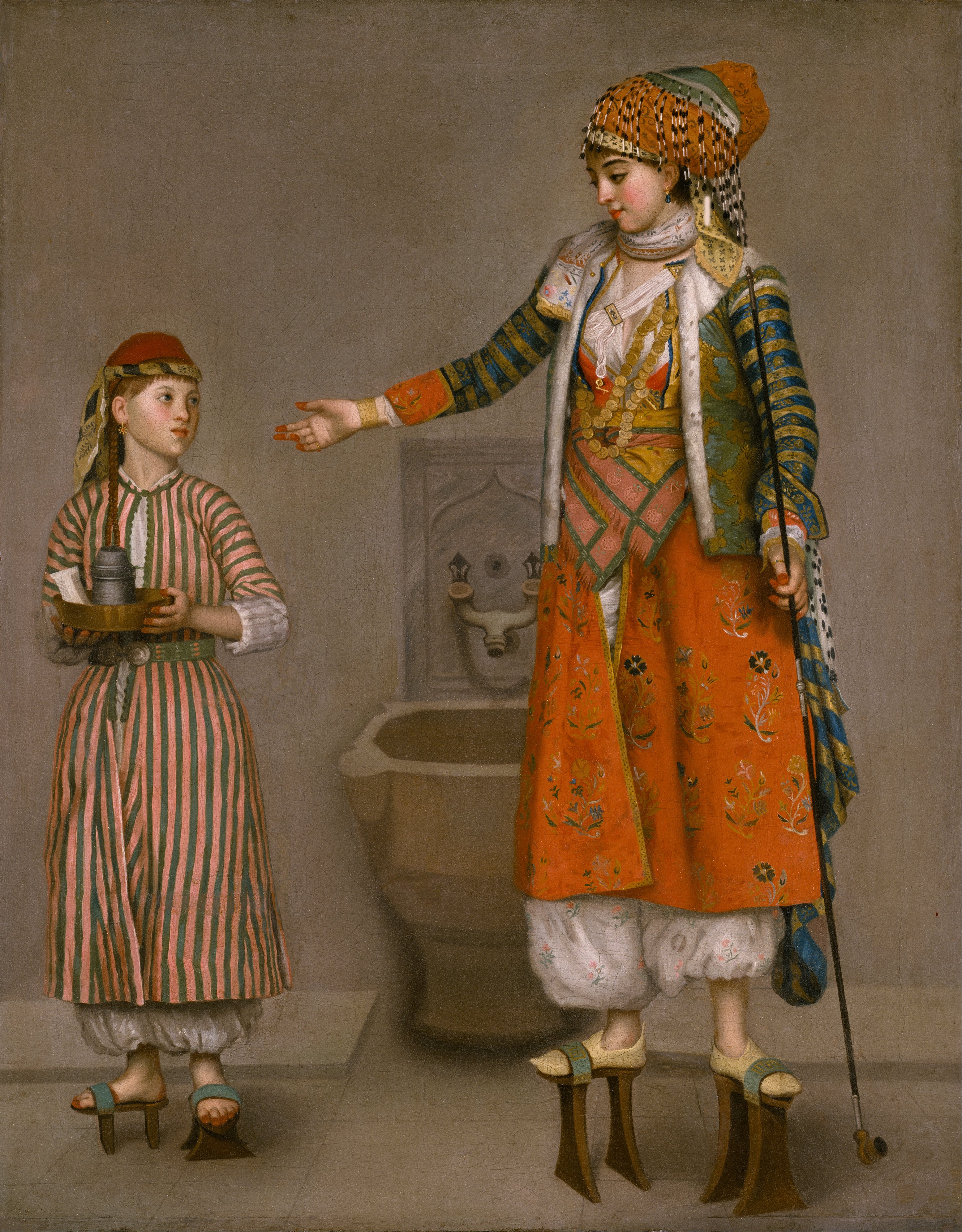
Dama francesa vestida a la turca, de Jean-Étienne Liotard (1750), Museo de arte Nelson-Atkins, Kansas City (Misuri)
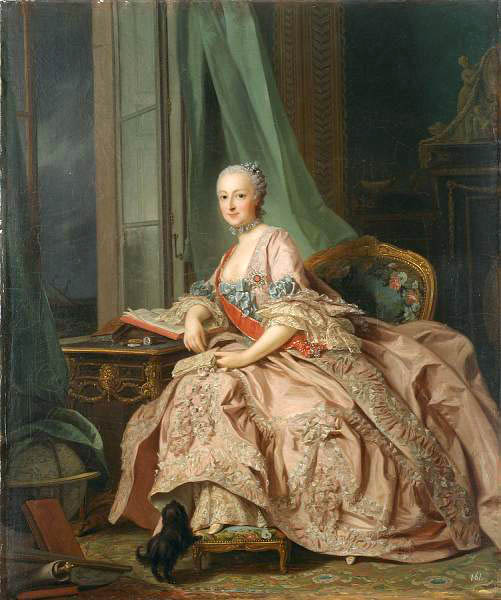
Anastasia Trubetskaya, de Aleksandr Roslin (1757), National Gallery of Victoria, Melbourne
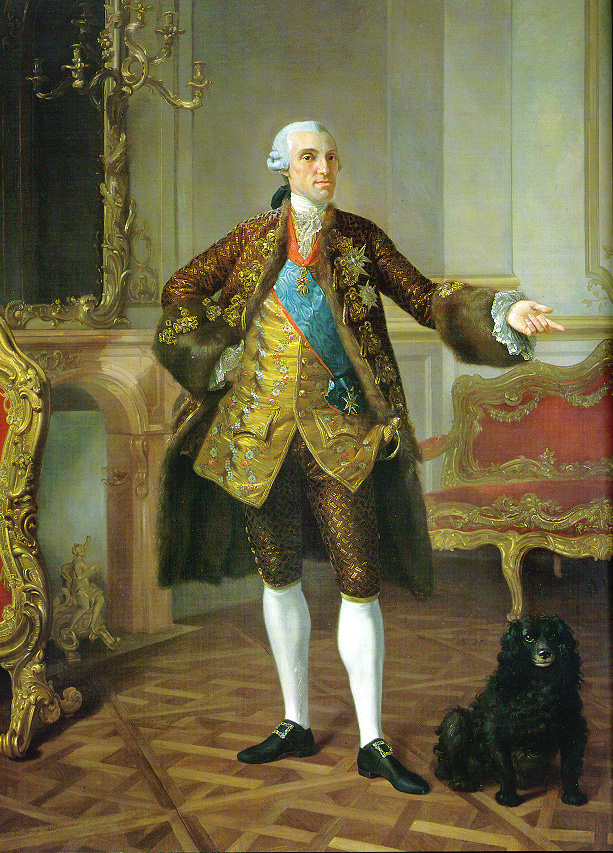
Felipe de Borbón y Farnesio, de Laurent Pécheux (1765), Galería Nacional de Parma
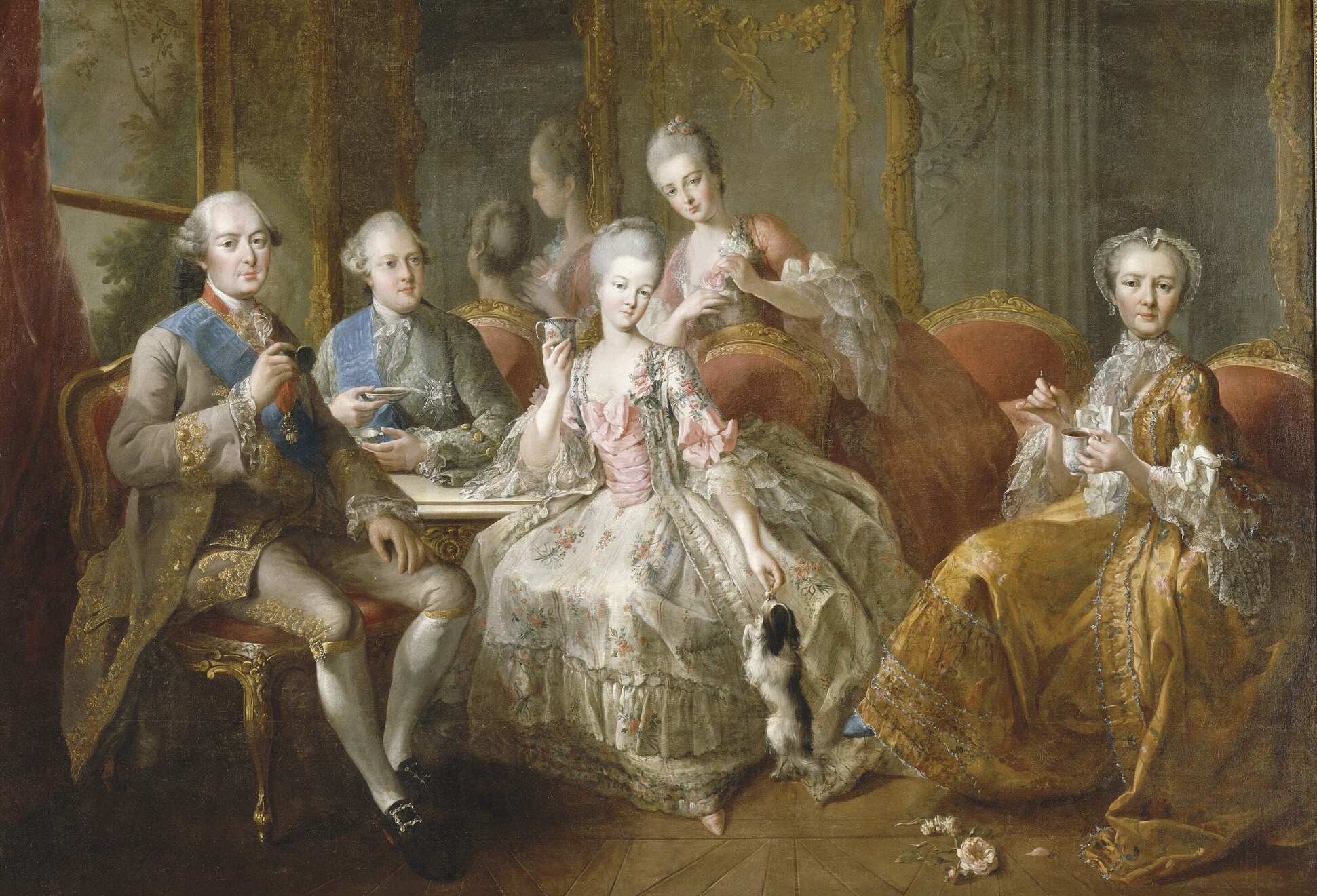
La familia del duque de Penthièvre, de Jean-Baptiste Charpentier el Viejo (1768), Palacio de Versalles
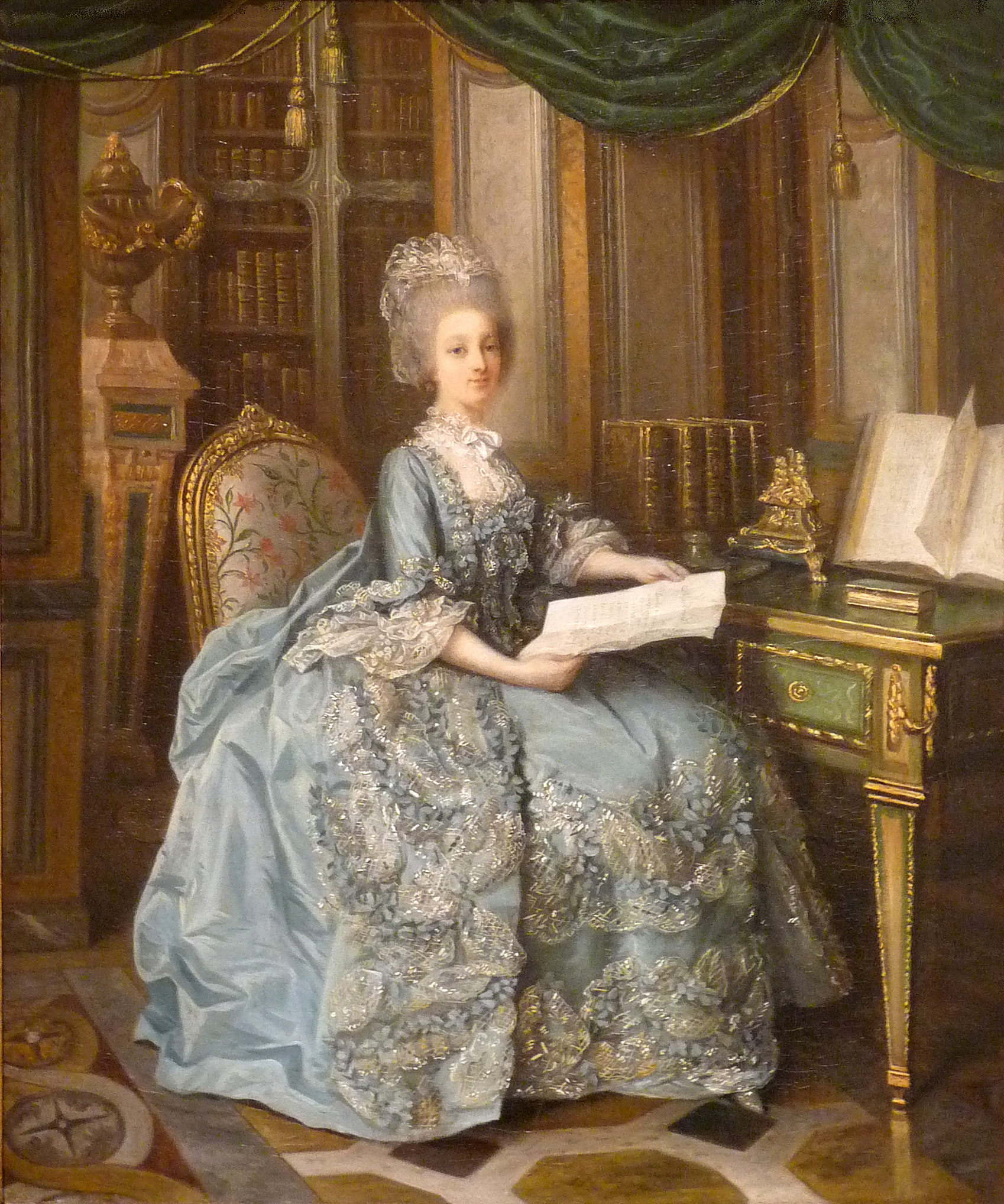
La pequeña reina, de Lié Louis Périn (1770), Museo de Bellas Artes de Reims
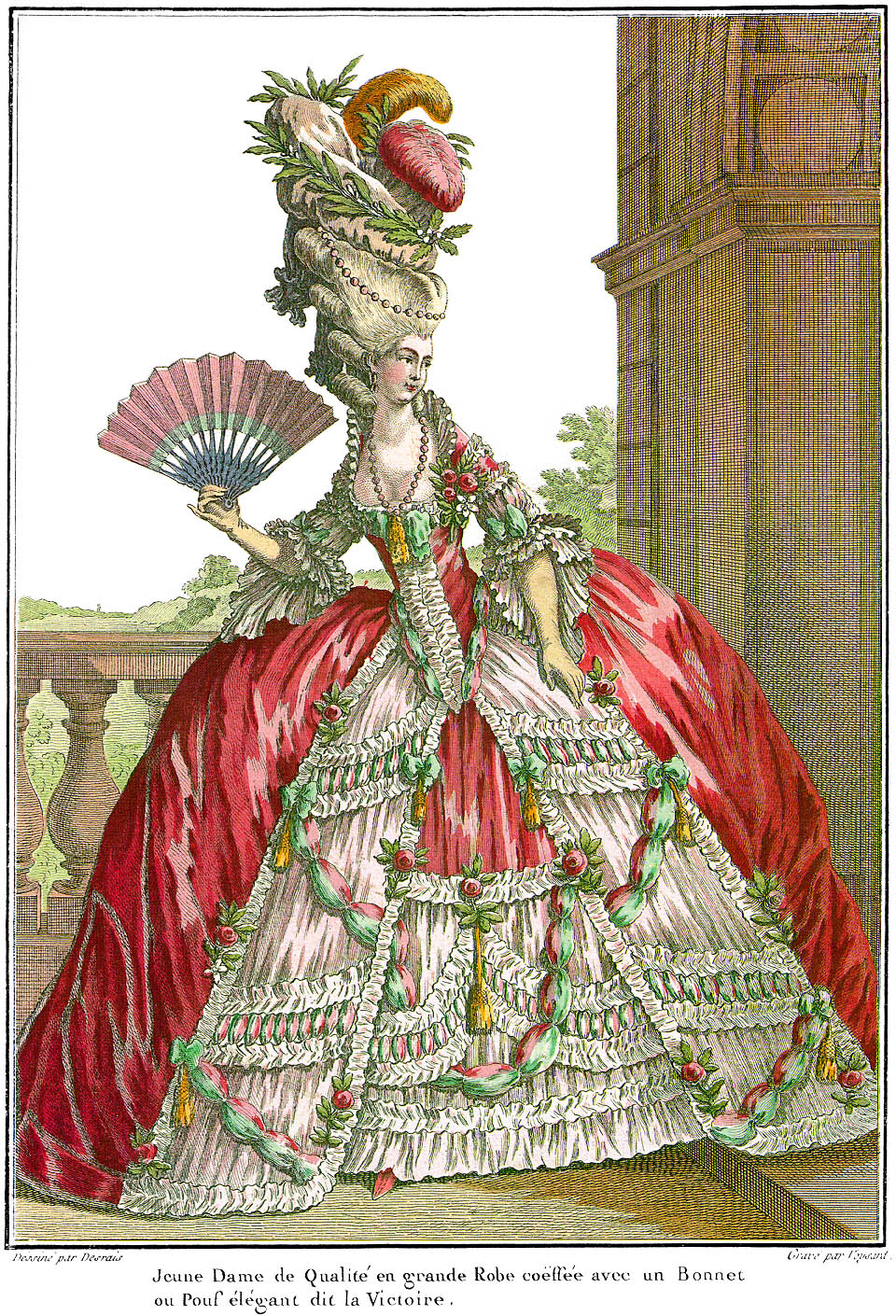
Ilustración de una joven dama en la revista Galerie des Modes (1778)
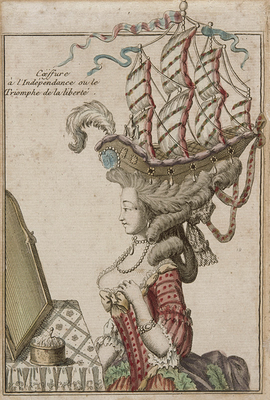
Tocado denominado Coiffure à l'indépendance ou Le triomphe de la liberté (1778)
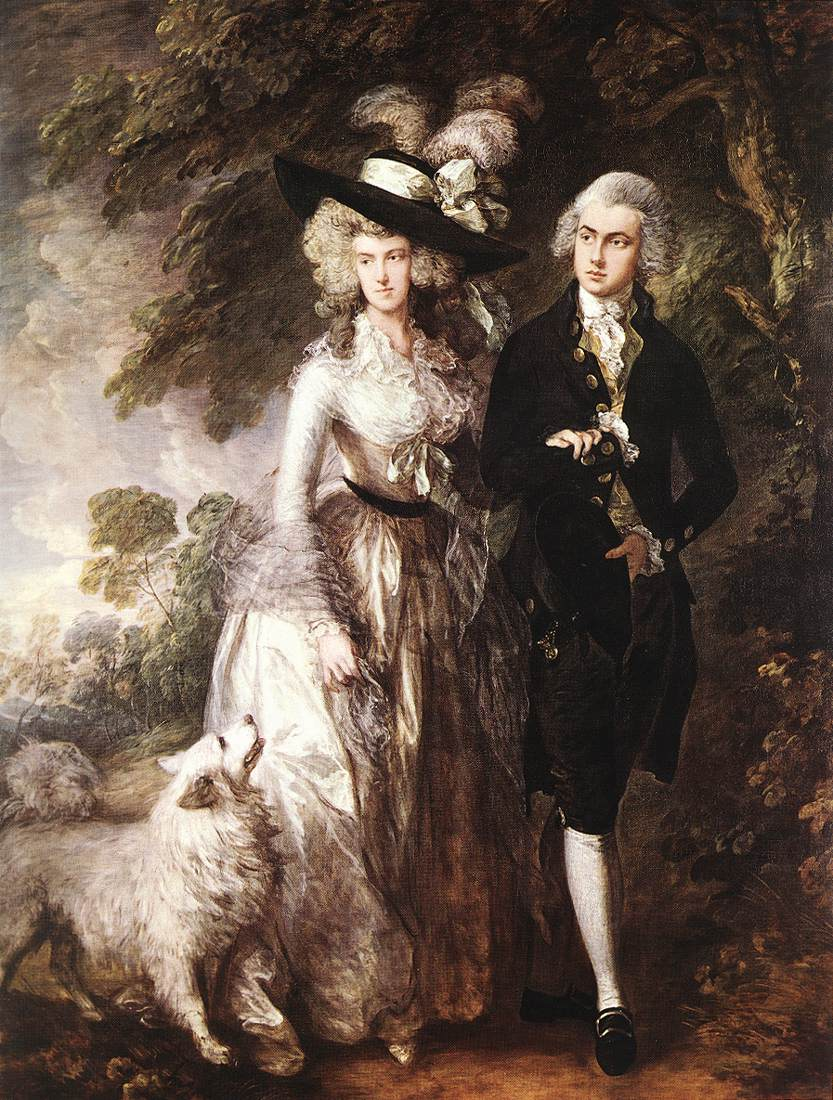
El Sr. y la Sra. William Hallett (El paseo matutino), de Thomas Gainsborough (1785), National Gallery de Londres

## Edad Contemporánea

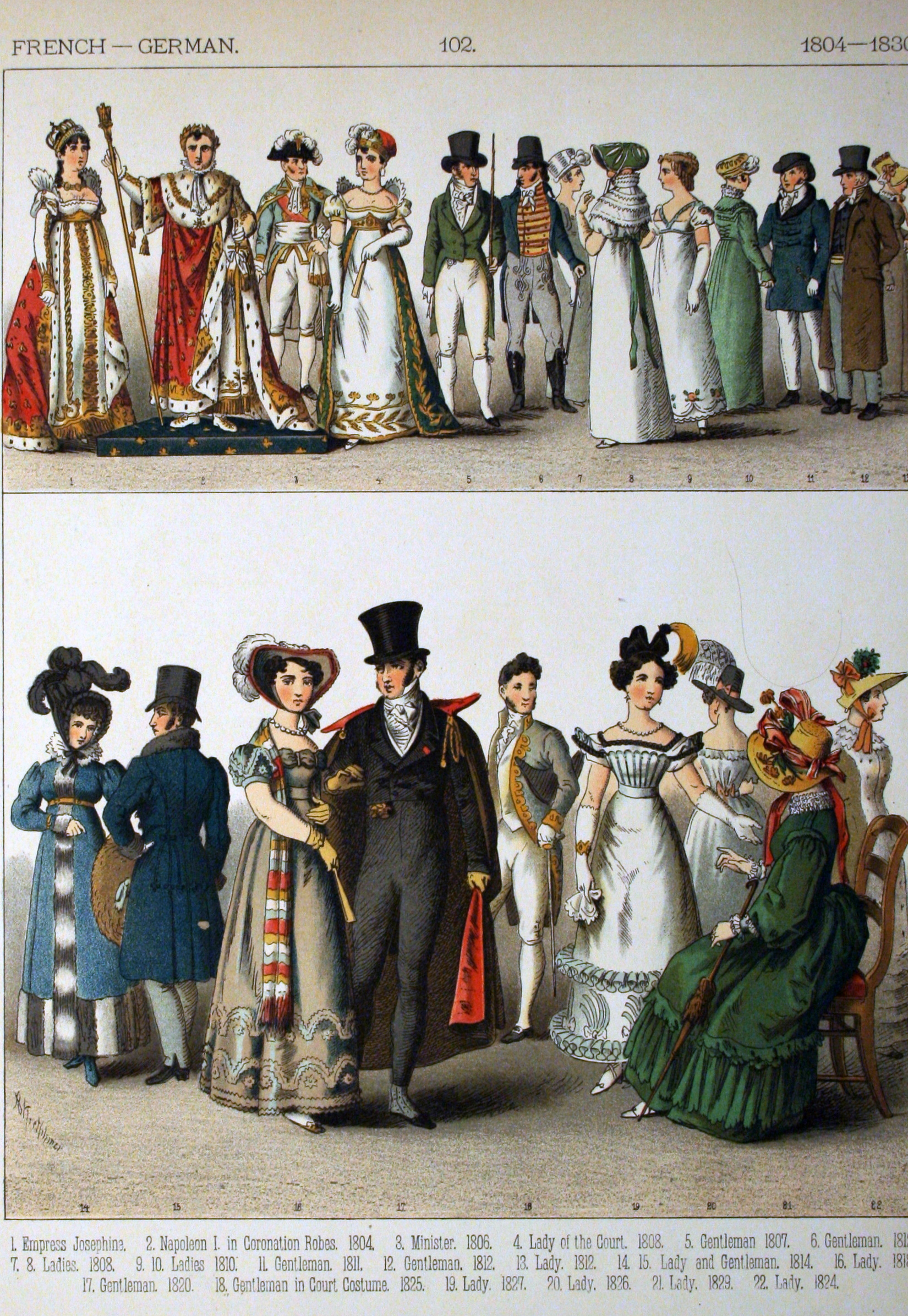
Indumentaria del, ilustración de Costumes of All Nations (1882)

Entre finales del siglo XVIII y principios del xix se sentaron las bases de la sociedad contemporánea, marcada en el terreno político por el fin del absolutismo y la instauración de gobiernos democráticos —impulso iniciado con la Revolución francesa— y, en lo económico, por la Revolución Industrial y el afianzamiento del capitalismo, que tendría respuesta en el marxismo y la lucha de clases.

### sigloXIX

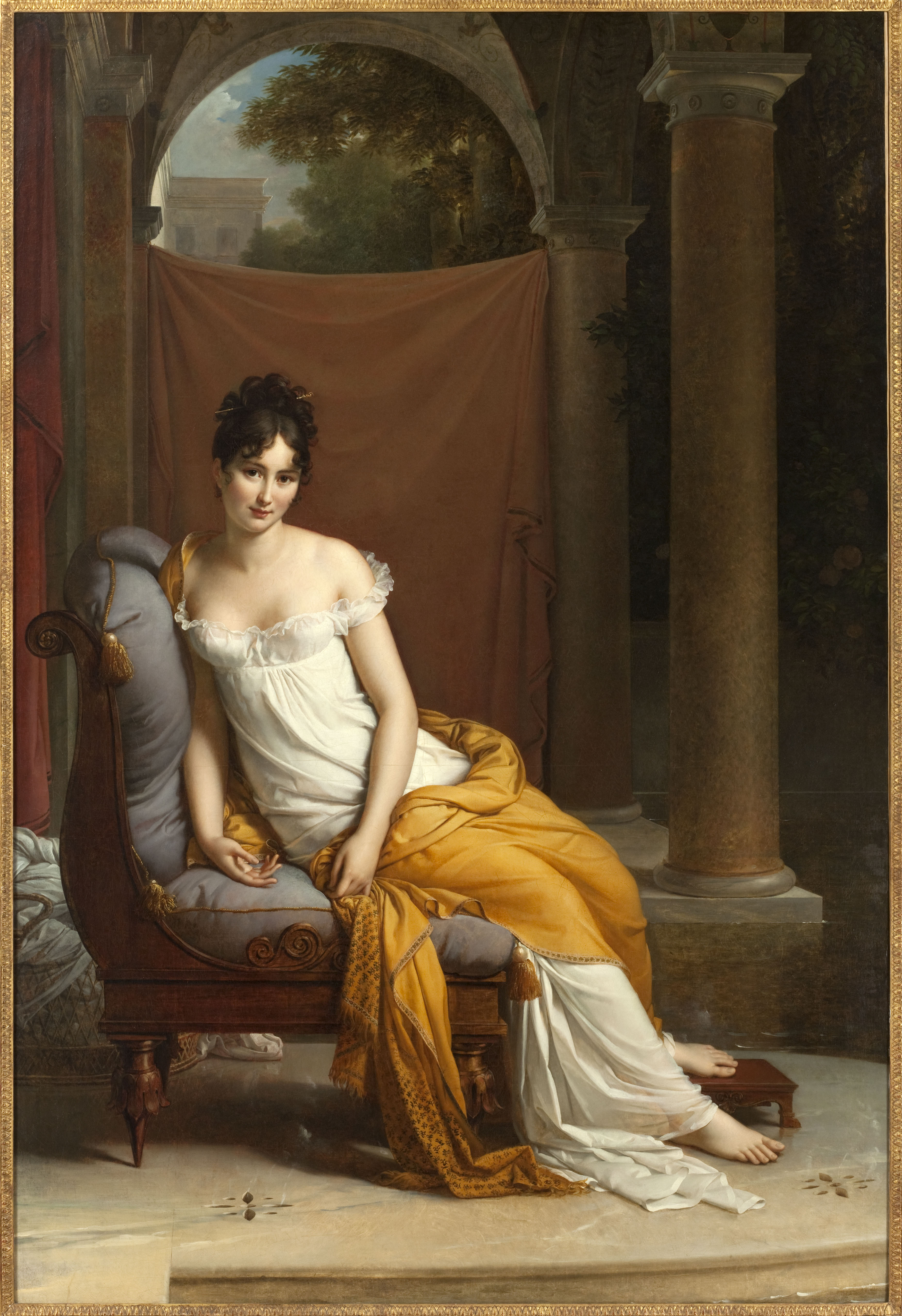
Retrato de Juliette Récamier sentada (1802), por François Gérard, Museo Carnavalet, París

En el siglo XIX, el auge de la burguesía propició la llegada de nuevos roles en la moda, con una mayor acentuación de las diferencias entre sexos: la vestimenta masculina se volvió más austera, con trajes entallados, sin adornos, con preferencia por tonos oscuros; para la mujer, excepto en el período neoclásico, se impuso el uso del corsé y de pesadas faldas con enaguas o crinolina, lo que dificultaba sus movimientos, un símbolo de su escasa libertad a nivel social.
En este siglo se afianzó la figura del modista como creador de tendencias, así como la modelo para el pase de ropas. En la segunda mitad del siglo apareció el concepto de alta costura (haute couture), iniciado por Charles Frederick Worth. Por otro lado, la práctica del deporte llevó a la confección de prendas diseñadas específicamente para estas actividades: traje de baño, chándal y otros.
En la era de la Revolución Industrial, la industria textil avanzó a pasos agigantados: la tecnología del vapor permitió la creación del telar mecánico para tejidos simples, que propició la confección de telas como el tafetán. En 1846, Elias Howe patentó la primera máquina de coser de cadeneta, mejorada en 1851 por Isaac Merritt Singer. En 1856, William Perkin introdujo los tintes de anilina, que ofrecieron una mayor variedad de colores. Por otro lado, en la década de los 1850, William y Ellen Curtis Demorest establecieron la técnica de los patrones de papel para la confección, que empezaron a ser comercializados en 1863 por Ebenezer Butterick. Revistas como la estadounidense Godey's Lady's Book vendían patrones y láminas de moda para ser confeccionadas en casa. Los métodos mecanizados y la producción en serie permitieron la adquisición de prendas de moda a un mayor porcentaje de población, lo que fomentó el consumo y propició la costumbre de salir de compras como una actividad de ocio. Por otro lado, el auge de la industria textil comportó un aumento de los productos y por tanto una democratización de los precios, lo que impulsó la venta al por menor y la ampliación del mercado de consumo.
En esta centuria, los accesorios fueron evolucionando de simples artículos utilitarios a objetos de diseño que complementaban el vestido. Uno de los principales fue el bolso: si durante la Edad Moderna se llevaban unos zurrones para llevar algunas pocas pertenencias, sin diferenciación por sexos, en el siglo XIX aparecieron unos bolsos de pequeñas dimensiones en forma de redecilla, cerrados con una cinta. A mediados de siglo aparecieron los primeros bolsos similares a los actuales, ideados inicialmente dentro de un conjunto de maletas de viaje. El principal artífice de la expansión y prestigio de estos productos fue Louis Vuitton, que inauguró su primera tienda en París en 1854. Otra prestigiosa marca fue la creada por Thierry Hermès, un fabricante de guarniciones para caballo y sillas de montar que se pasó a la confección de bolsos y accesorios de cuero. Su principal creación fue un bolso con forma de trapecio —conocido hoy día como bolso Kelly—, lanzado en 1892.
También en esta época se fueron incrementando las publicaciones dedicadas a la moda, como la revista Harper's Bazaar, aparecida en 1867; Vogue, iniciada en 1883; o Vanity Fair, lanzada en 1913. En 1834 aparecieron en París los primeros almacenes dedicados a la confección: La Belle Jardinière. En 1849, Charles Henry Harrod abrió en Londres los almacenes Harrods, el primer gran establecimiento comercial dedicado a la moda. En 1852 abrió en París los almacenes Le Bon Marché y, ese mismo año, Lord & Taylor en Nueva York.

#### Neoclasicismo

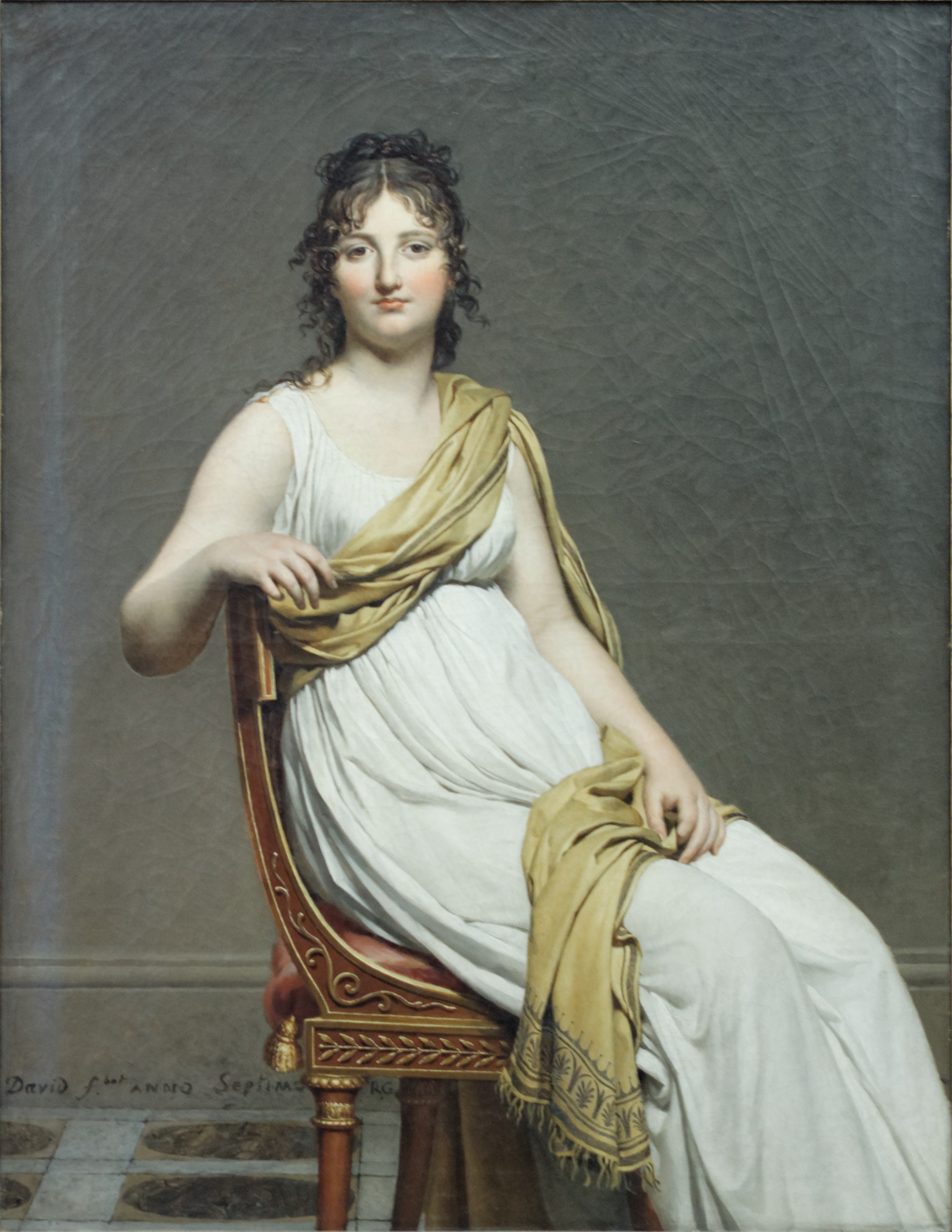
Retrato de madame de Verninac, de Jacques-Louis David (1799), Museo del Louvre, París

La Revolución francesa supuso un cambio radical en la moda, al igual que en todos los aspectos de la sociedad. La indumentaria se volvió más austera, con influencia de la sobria moda inglesa, mientras que en vestimenta femenina surgió la «moda griega», una serie de vestidos inspirados en la Antigua Grecia, aunque reinterpretados de forma moderna. Durante el Directorio surgió una nueva moda femenina, con falda y corpiño de una sola pieza, en un vestido de alta cintura sin mangas y con un gran escote (decolleté), con un viso o una prenda de punto del color de la piel. Se usaban telas finas, como muselina, batista o percal, mientras que en el calzado estuvieron de moda las sandalias, por lo que fue una moda poco práctica que llegó a provocar casos de tuberculosis. El cabello también se llevaba corto, à la Titus. En moda masculina se pusieron de moda los pantalones largos (sans-culottes), así como un tipo de casaca llamada carmagnole. Entre los revolucionarios se pusieron de moda el gorro frigio, la escarapela tricolor y los zuecos.

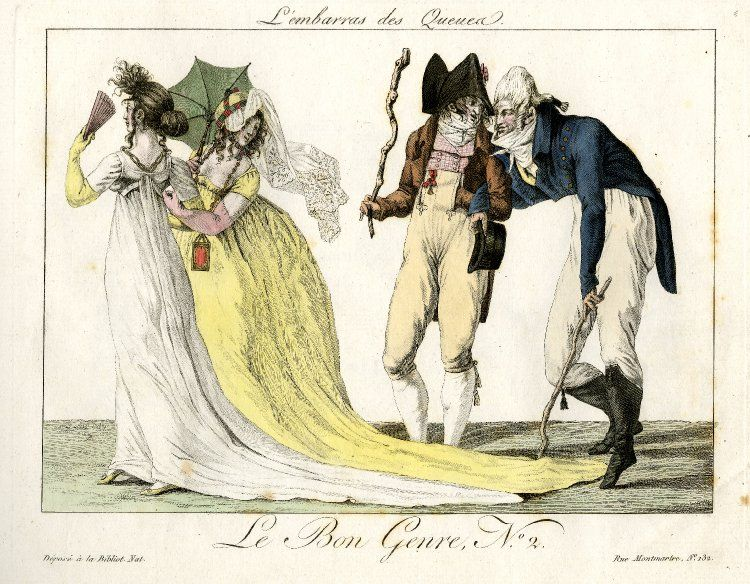
L'embarras des queues, grabado de Le Bon Genre, n.º 2 (1801). En la imagen, ejemplos de incroyables y merveilleuses

La revolución favoreció un curioso fenómeno entre los detractores del proceso modernizador en Francia, nostálgicos de un pasado perdido que rememoraban con añoranza. Surgieron así unos tipos denominados incroyables y merveilleuses (para hombre y mujer, respectivamente), caracterizados por una forma de vestir ampulosa y extravagante. Su referente era el vizconde de Barras, miembro del Directorio y destacado por su afectación en el vestir. Su vestuario se inspiraba en la indumentaria aristocrática prerrevolucionaria, incluidas las pelucas empolvadas, así como diversos objetos de afectación, como los impertinentes, unas gafas con mango. Algunos llevaban el pelo corto por detrás (à la victime), en imitación de los guillotinados durante el Terror revolucionario. Las mujeres en cambio adoptaron el vestido camisa de moda, aunque con colas más largas.
Durante el Imperio napoleónico, la moda siguió la misma inspiración, pero con telas más recias contra el frío y un mayor lujo y suntuosidad. Las faldas eran más cortas, con los pies a la vista, y llevaban una chaquetilla en torno a la cintura. Los hombres usaban frac, un chaleco (gilet) con una bufanda anudada al cuello y pantalón largo; en 1805 se introdujo una casaca corta sin faldones. El nuevo sombrero de moda entre los hombres era el de copa, que estuvo de moda casi todo el siglo XIX.

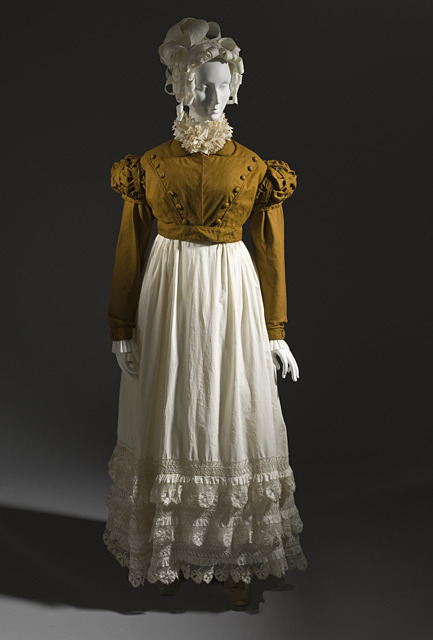
Ejemplo de chaqueta Spencer y vestido camisa, Francia (c. 1815)

En paralelo al movimiento cultural del Neoclasicismo, la indumentaria se inspiró en modelos clásicos grecorromanos. En moda femenina se llevó el vestido camisa (o vestido Imperio), unos vestidos rectos de muselina o algodón blancos que ya habían sido popularizados por la reina María Antonieta en Versalles. Se llevaban con la cintura alta y con el cuello redondo o cruzado, así como lazos o bordados de punto griego bajo el busto. Los vestidos de día tenían las mangas largas, mientras que los de noche las tenían cortas y se complementaban con guantes largos, también blancos. Para abrigarse se usaban mantones de cachemira o boleros con cierres de pasamanería. También fue popular la chaqueta Spencer, inicialmente masculina pero adoptada luego por las mujeres.
En el calzado, se llevaban sandalias tipo gladiador o souliers, unos zapatos salón de punta redonda y tacón bajo. Como estos vestidos no permitían bolsillos, empezaron a llevarse un tipo de bolsos pequeños con cordones, llamados ridículos, balantines o indispensables, unos precursores del bolso moderno. Los peinados eran de inspiración griega, con un moño alto y pequeños rizos sobre la frente, complementados con tiaras de piedras preciosas.
Las campañas napoleónicas difundieron la moda francesa por toda Europa, con diversas peculiaridades, como la moda egipcia, que se difundió tras la campaña en Egipto de Napoleón. De igual manera, la Guerra de Independencia española difundió la moda castiza en el resto del continente, como el uso de la capa española, la mantilla, la peineta y el abanico.
El modista más relevante de la época napoleónica fue Louis Hippolyte Leroy, que fue el principal proveedor de la emperatriz Josefina. Popularizó el color rosa, incorporó al vestido Imperio un escote balcón e inventó las mangas globo.

#### Romanticismo

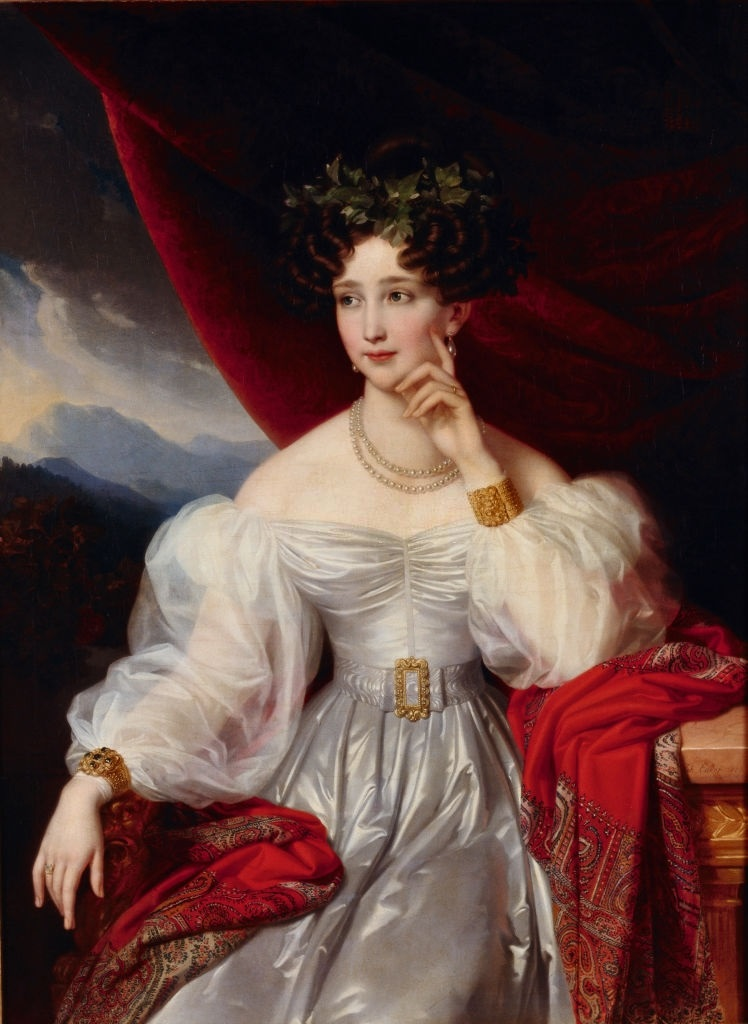
Retrato de la archiduquesa Sofía de Baviera (1830), por Joseph Karl Stieler

Tras la derrota de Napoleón y la restauración de la monarquía en Francia, Europa vivió un nuevo período en el que predominó el conservadurismo, lo que se reflejó en la moda, que puso sus ojos en la indumentaria de períodos históricos como el gótico, el Renacimiento, el rococó y la Restauración inglesa. Se acentuó la diferencia entre sexos, con una ropa masculina de inspiración militar y una indumentaria femenina que evocaba su fragilidad. La moda masculina fue en la primera mitad de siglo bastante uniforme: frac, chaqueta, pantalones bombachos, botines y sombrero de copa, además de bastón y guantes. Las prendas eran generalmente de tonos vivos, lo cual cambió en la segunda mitad con tonos más oscuros.

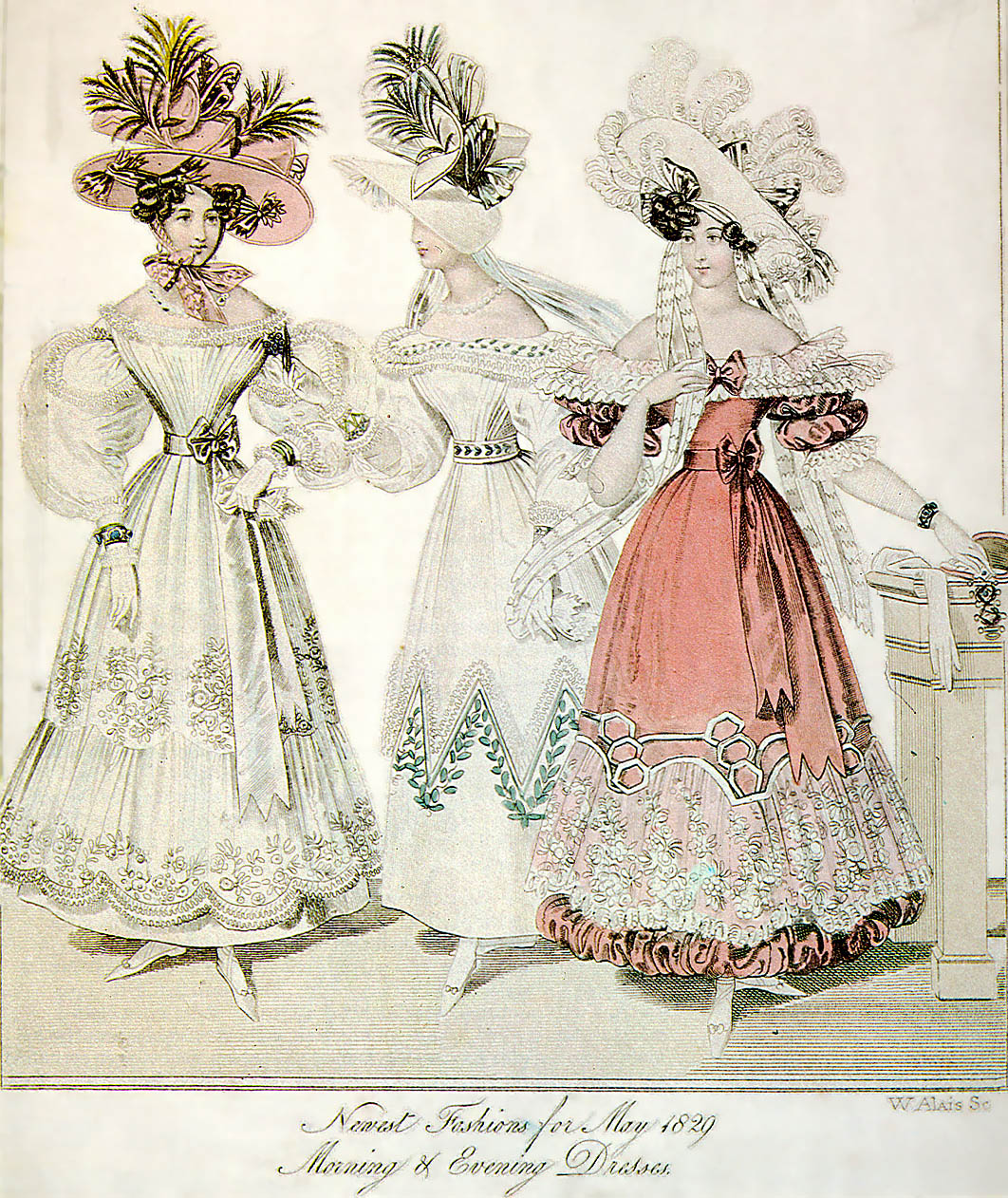
Las nuevas modas para mayo de 1829, vestidos de mañana y noche, ilustración de World of Fashion (1829)

En el ámbito femenino, hacia 1820 las faldas se hicieron más largas y amplias, con telas vistosas y costuras invisibles. El vestido ceñía el busto y el talle, y el cuello y las mangas eran abombados. Las faldas tenían forma de campana, con un ligero acortamiento a la altura del tobillo, lo que permitía ver las medias, decoradas con vistosos motivos ornamentales, así como los zapatos, de seda bordada y adornados con lazos o rosetas. Los vestidos eran también muy adornados, así como los sombreros, que llevaban lazos, plumas y flores. Surgió la línea A, con una hechura de forma acampanada, de cintura estrecha y vientre ancho. Para dar forma de campana, se llevaban varias enaguas bajo la falda y se acolchaban con un pequeño polisón en su parte posterior. Para el talle de cintura se usaba de nuevo el corsé, con ballenas de madera o marfil en la parte delantera y encaje en la trasera. Hacia 1840 se fue estrechando aún más la cintura con refuerzo de ballenas. Los corpiños se cosían a la falda creando un vestido de una pieza, que se abrochaba por detrás. Los materiales más usados eran la seda, la organza y el tartán. Los escotes eran en pico o en barco, con hombros al aire y mangas cortas para la noche y largas para el día. Las mangas eran voluminosas, tipo gigot d'agneau («pierna de cordero», también llamada «manga jamón»), a veces acuchilladas. Los hombros se tapaban en ocasiones con encajes o cuellos de lino, llamados esclavinas o cuellos capa. También se cubrían con mantones de encaje o cachemira, o sobretodos como mantos, mantelets, paletones o capas Tudor. Como accesorios se usaban manguitos, guantes, cinturones con hebillas, bolsos «ridículos», abanicos, parasoles y sombreros poke, de ala alta y atados a la barbilla. En el cabello estuvo de moda el peinado à la chinoise, con moños altos con rizos por los lados. También llevaban gran profusión de joyas, como broches, brazaletes, guardapelos, camafeos y cadenas de oro con pequeños frascos de perfume. Por influencia de la literatura romántica, estaba de moda el aspecto melancólico, lo que se tradujo en una tez pálida y un cierto aspecto enfermizo y delicado en la mujer, y misterioso y taciturno en el hombre.

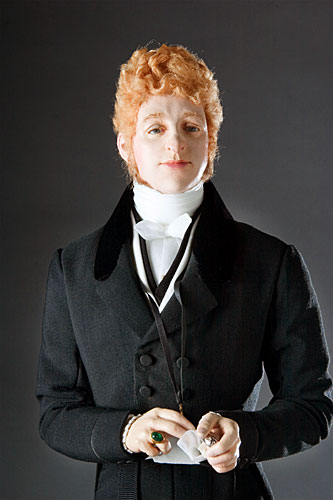
Beau Brummell

En esta época surgió el fenómeno del dandismo, en el que el culto a la belleza se llevaba al propio cuerpo: los dandis vestían ropa elegante, se preocupaban de forma excesiva de su imagen personal, les interesaba la moda y procuraban estar a la última en las novedades del vestir; les gustaban los complementos, tales como sombreros, guantes y bastones. Por lo general, eran personajes urbanos, de origen burgués —aunque en ocasiones renunciasen a esta distinción—, a menudo con profesiones liberales y aficionados a las novedades tecnológicas. En cuanto a carácter, solían ser altaneros y polémicos, y gustaban de ser admirados y hasta ser considerados como celebridades.

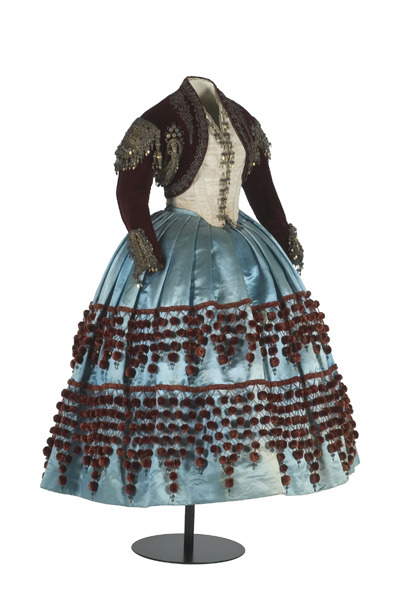
Traje de maja (1858), Museo del Traje (Madrid)

El prototipo del dandi fue George Brummell, más conocido como Beau («bello») Brummell, que influyó con su forma de vestir en la moda masculina de principios del siglo XIX. Era amigo del príncipe de Gales —futuro Jorge IV—, quien le nombró «Ministro Presidente del Buen Gusto». Entre cosas, propició el abandono del calzón hasta la rodilla por el pantalón largo, así como el uso del frac y la corbata. Vestía siempre de forma impecable, con trajes de un corte excelente y corbatas diligentemente anudadas. Brummell fue el primero en almidonar el pañuelo del cuello, de los que usaba dos versiones: una corbata doblada que daba la vuelta al cuello y se anudaba por delante o una tela almidonada llamada stock que se abrochaba por detrás. También popularizó los cuellos de camisa altos, con unos extremos llamados winkers que podían llegar hasta los ojos. También fue pionero en el cuidado extremo de la higiene personal, al bañarse, afeitarse y lavarse los dientes todos los días. Otro factor que puso de moda fue el peinado à la Brutus, rizado y adelantado en mechones sobre la frente.
En esta época estuvo de boga en Europa la moda inspirada en España, en los trajes castizos, de majas y toreros, especialmente las capas españolas para hombres y las mantillas, peinetas y abanicos para mujeres. Lo español resultaba pintoresco, como se aprecia en la literatura de Byron, Gautier o Victor Hugo, y se llegó incluso a resucitar vestigios de la moda española del siglo XVI como la lechuguilla, si bien una variante más modesta. También fue por influjo español que las faldas se cubriesen de encajes y volantes, sobre todo en la tercera década del siglo. Esta tendencia se dio también en el peinado, con unos peinados «a la española» inspirados en las majas.
En Latinoamérica, los procesos independentistas fomentaron la formación de nuevas identidades culturales, que incluían la vestimenta como signo de identidad nacional. En Argentina, los gauchos desarrollaron un tipo de vestimenta práctico pensado para montar a caballo, compuesto por unos pantalones holgados (bombachas) y una manta (chiripá) que se colocaba entre las piernas, atada a la cintura. En 1837 se fundó en Buenos Aires la revista La Moda, inspirada en la francesa La Mode. Una prenda típica de toda Sudamérica —de origen andino— es el poncho, un tipo de abrigo formado por una tela rectangular con un agujero en el centro para la cabeza. En Perú surgió el tipo femenino de la tapada limeña, que llevaban una saya, un tipo de falda de seda grande y larga, y un manto que les cubría la cabeza dejando tan solo un ojo a la vista. En México, se puso de moda entre las mujeres el vestido de china poblana, inspirado en el sari indio, compuesto por una camisa blanca, una falda llamada castor, trabajada con lentejuelas y camarones que formaban dibujos geométricos y florales, unos porabajos blancos, una banda para la cintura y un rebozo, una prenda parecida al chal. En este país surgió el tipo del charro, como se denominaba a los jinetes de los estados del centro-oeste, vestidos con un traje generalmente negro decorado con bordados y costuras en hilos de oro y plata, o bien unas aplicaciones de ante denominadas grecas, compuesto por una chaqueta tipo bolero, un moño de tela al cuello, pantalón decorado con botones de alpaca, oro o plata, botas y sombrero de charro, de copa alta y ala ancha; también puede llevar un mantón (sarape) al hombro.

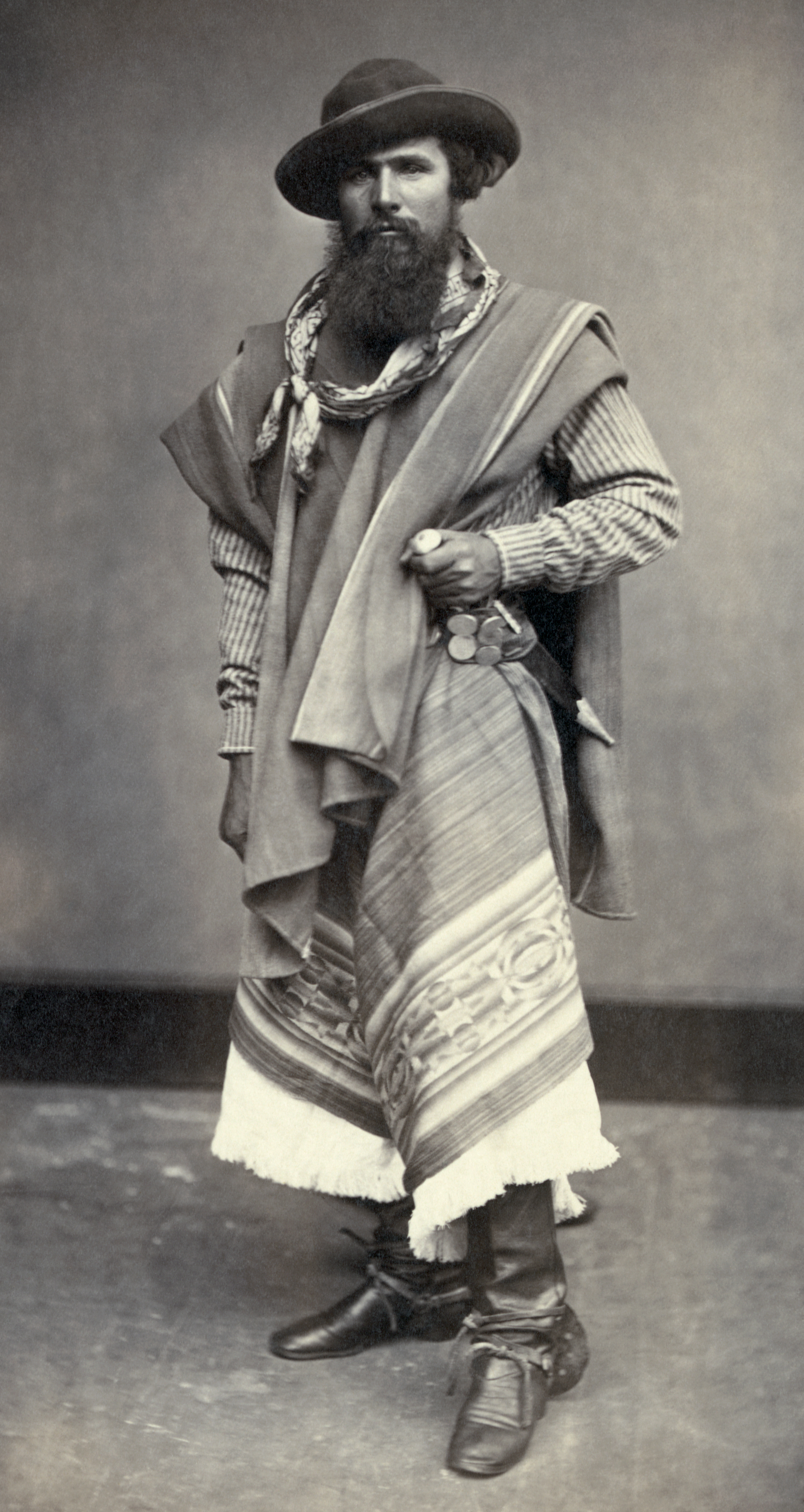
Gaucho
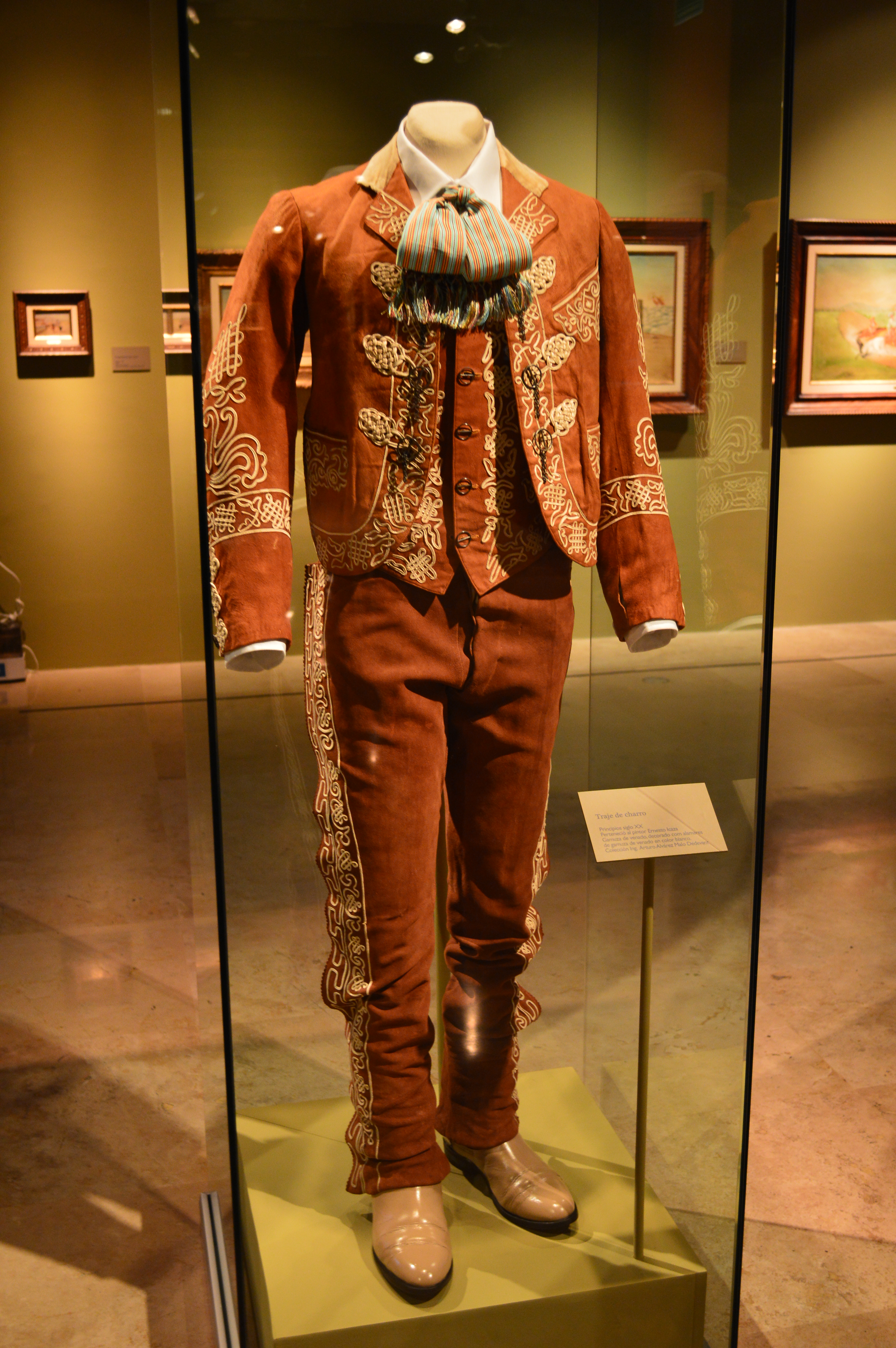
Charro
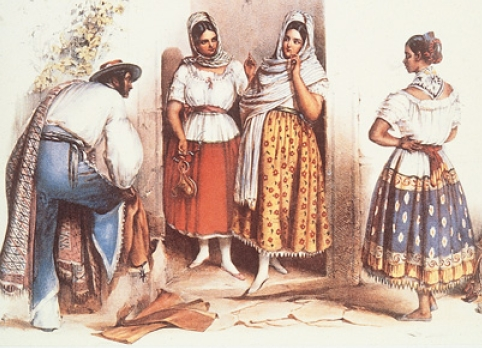
Poblanas
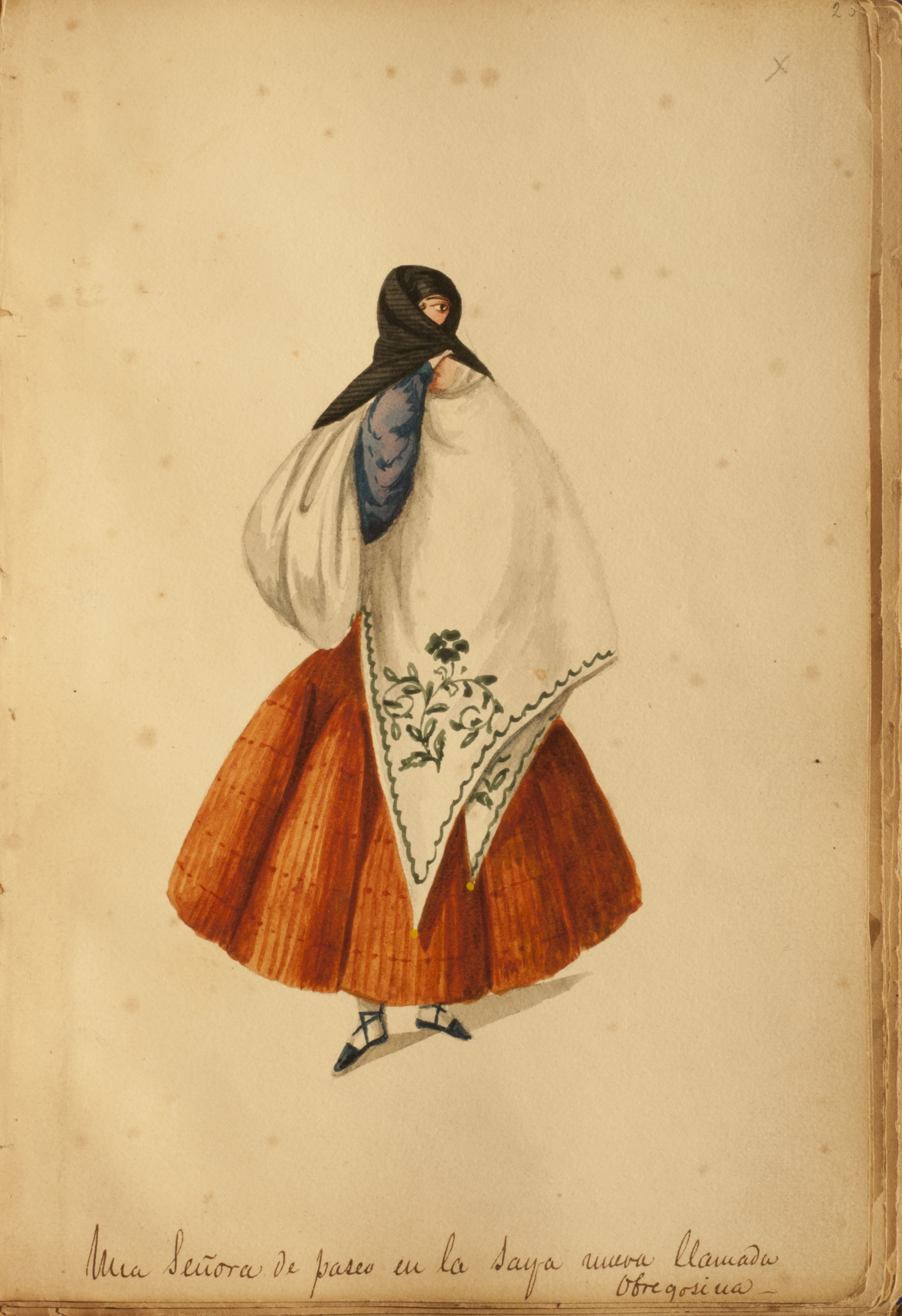
Tapada limeña

#### Época victoriana y alta costura

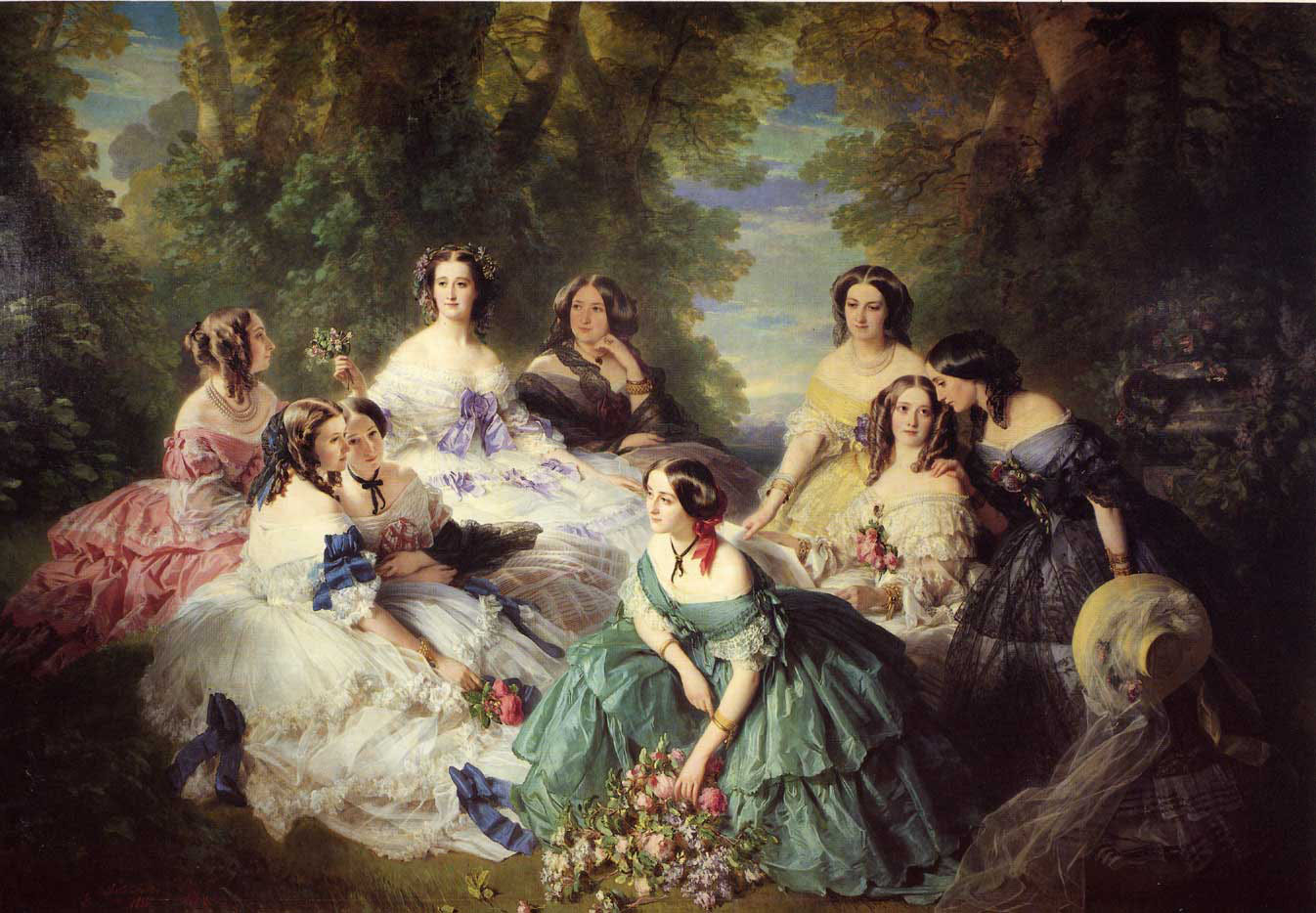
La emperatriz Eugenia con sus damas de honor, de Franz Xaver Winterhalter (1855), Musée du Second Empire, Compiègne

Desde mediados de siglo se apreció un cambio en las tendencias artísticas. La aparición del estilo neogótico en las artes influyó en un retorno a formas medievales en el vestido: hombros caídos, mangas largas y ceñidas —tipo pagoda—, uso de telas pesadas. El cuerpo del vestido acababa en punta, unido a la falda por un fruncido, con pliegues alternos. La amplitud de la falda se conseguía con enaguas armadas con crin, hasta que en 1856 surgió la crinolina, una nueva versión del miriñaque, formada por aros de acero forrados de tela, sujetos a la cintura con cintas. La falda era acampanada, decorada con volantes, guirnaldas, plisados y festones; entre los adornos más populares se encontraba el motivo de clave griega. A medida que la crinolina aumentaba —llegó a su máxima amplitud hacia 1859—, se añadían a la falda godets para ganar anchura en la parte inferior y que quedase ajustada a la cintura, lo que dio lugar a la llamada «línea princesa». El uso de crinolina no permitía llevar abrigos, por lo que se complementaban con chales o capas. Durante el Segundo Imperio, Eugenia de Montijo, esposa de Napoleón III, introdujo la moda de la superposición de faldas, sostenidas por aros de hierro, con volantes y pliegues en cuello y mangas.

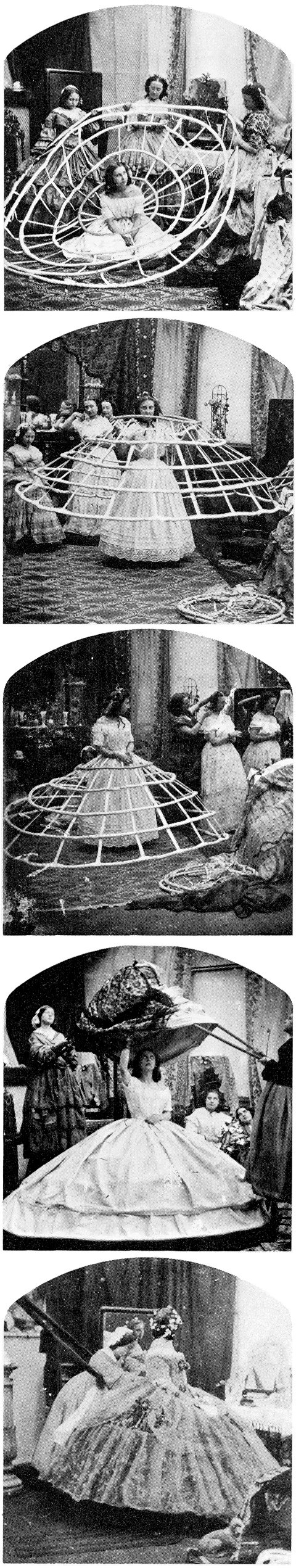
Secuencia de colocación de una crinolina (c. 1860)

Hacia 1870, las faldas se llevaron aplanadas por delante y abultadas por detrás, para lo que se sustituyó el miriñaque por el polisón, que se sujetaba con un cojín encima de la enagua. Estas faldas creaban amplios pliegues y drapeados, que junto a la decoración de borlas y flecos recordaban a las cortinas domésticas, por lo que fue denominada «moda tapicera». La cintura se estrechó aún más, con un corpiño en forma de V. En los años 1880, el polisón se ensanchó, para lo que se utilizaba un armazón de alambre flexible; a mediados de esa década volvió a la versión anterior, con el uso del cojín. En la última década el polisón desapareció y se llevaron faldas de línea fina elaboradas en seda o crepé de China. Las blusas y las enaguas eran de encaje, elaboradas con profusión de adornos.

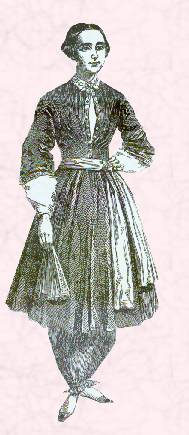
Amelia Bloomer con su propuesta de «vestido racional»

En la época victoriana era frecuente entre las mujeres cambiarse de vestido varias veces al día: por la mañana llevaban un vestido informal llamado peignoir, mientras que en el ámbito doméstico otro apodado pelisse robe; por la tarde, un redingote para salir a pasear o un vestido acampanado para recepciones; por la noche, vestidos más vistosos y escotados. Los escotes solían ser con forma de corazón y, en ocasiones, se usaba un cuello capa, un volante de encaje que cubría hombros y pecho. Los vestidos de día solían ser de lana, tarlatana u organdí, mientras que los nocturnos eran de seda, terciopelo, tafetán o moiré. También estuvieron de moda el tartán y el plaid, gracias al amor por Escocia que profesaba la reina Victoria. Sobre los vestidos se llevaban mantos o mantones y se usaba un tipo de sombrero llamado coal-scuttle, en forma de cubo. Los peinados solían ser con raya en medio y moño con trenzas o tirabuzones laterales.
Durante esta época surgió la costumbre de que las novias vistiesen de blanco, que se convirtió en un rito social. Si bien desde la Edad Media existía esta opción, no estaba del todo estipulada, ya que existían otras opciones. Sin embargo, la elección de la reina Victoria del color blanco para su vestido de novia sentó tradición y, desde entonces, fue el color mayoritariamente elegido para los esponsales.
La aparatosidad de las prendas femeninas de la época fue criticada por algunas activistas pioneras del feminismo, como Amelia Bloomer, que intentó racionalizar el traje femenino de mediados del siglo XIX con un conjunto de corpiño, falda hasta la rodilla y pantalones hasta los tobillos. Aunque popularizado por Bloomer, el diseño del traje fue obra de Elizabeth Smith Miller. Sin embargo, su propuesta no fue bien recibida y fue objeto de burla y alboroto, aunque entrado el siglo XX su diseño de falda-pantalón fue adoptado para montar en bicicleta.
A finales de siglo la moda cambió nuevamente: se llevaban vestidos de sisa alta y mangas ceñidas que alargaban el torso; las mangas tenían la copa fruncida para formar picos altos, que hacia 1894 se acolcharon enormemente. Por otro lado, surgió el «traje sastre», formado por dos piezas, pensado inicialmente para la práctica deportiva, por lo que en principio se realizaba en tweed impermeable, aunque posteriormente se empezó a elaborar en otros materiales. Estos trajes permitían mayor movilidad de movimientos y fueron adoptados por el creciente movimiento sufragista como reivindicación de una mayor libertad para la mujer.

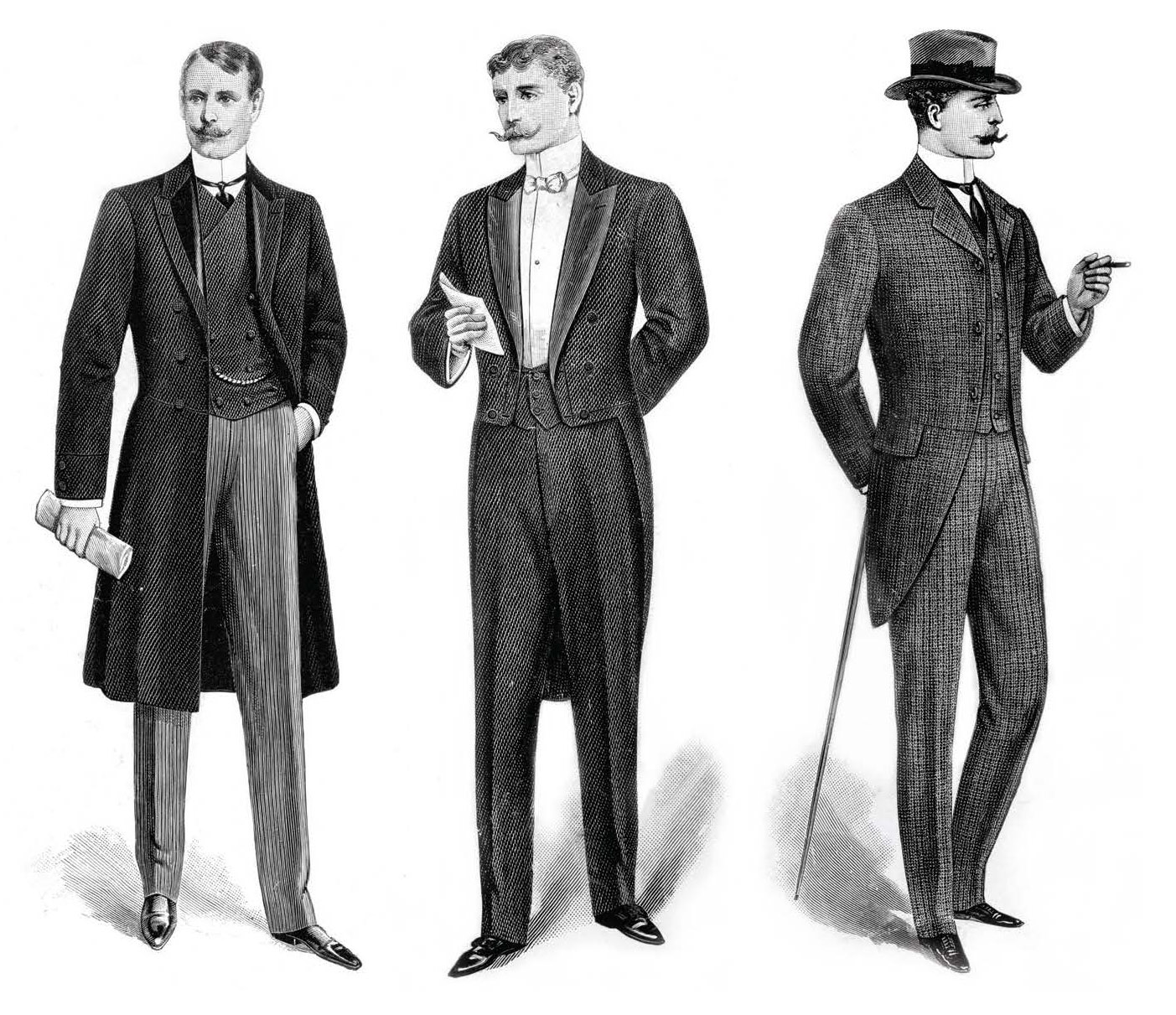
Indumentaria masculina del : de izquierda a derecha, levita, frac y chaqué. Ilustración de la revista The Tailor and Cutter: A Trade Journal and Index of Fashion

En moda masculina, en la segunda mitad de siglo el frac pasó a usarse por la tarde-noche, mientras que de día se usaba el redingote. Apareció la «americana», usada sobre todo inicialmente por la juventud. También surgieron nuevos tipos de abrigos, como el chesterfield, un abrigo hasta las rodillas, rematado con un galón y puños y cuello de seda. Otra variedad de abrigo era el gladstone, un abrigo corto cruzado con capa sobre los hombros. Existían también varios tipos de capas, como el inverness, el ulster y el albert. En el Reino Unido aparecieron los blazers, un tipo de chaqueta de origen marino. Entre los sombreros, predominaban los de tipo hongo, la chistera y el canotier.
En esta época, la sastrería inglesa alcanzó el predominio en la moda masculina. La mayoría de sastres de renombre se encontraba en torno a la calle Savile Row, en el centro de Londres. Uno de los sastres más famosos fue Henry Poole, que fue nombrado en 1858 sastre de Napoleón III. Gracias a los nuevos paños industriales y la aplicación de vapor con la plancha podían aplicar a sus prendas unas formas plenamente adaptadas a la fisonomía del cliente, medidas escrupulosamente con cinta métrica. La nueva prenda masculina fue la levita, adaptada de los uniformes de época napoleónica. Podía ser recta o cruzada, generalmente con un largo hasta las rodillas. Se llevaba con camisa y chaleco, y con pantalones de la misma tela u otra diferente para contrastar. Desde 1840, se usaba una bragueta con un botón en el centro, a diferencia de los anteriores pantaloons con abertura solapada. Paradójicamente, la influencia inglesa en la moda masculina, dominada por la sobriedad y la discreción, en la que se impuso una línea que devendría en clasicismo, comportó que desde el siglo XIX el protagonismo de la moda en cuanto a novedades y evolución continuada —así como cierta veleidad siempre pareja al concepto de moda— pasase a la moda femenina, de tal forma que se llegase a considerar la moda «el arte de lo femenino».

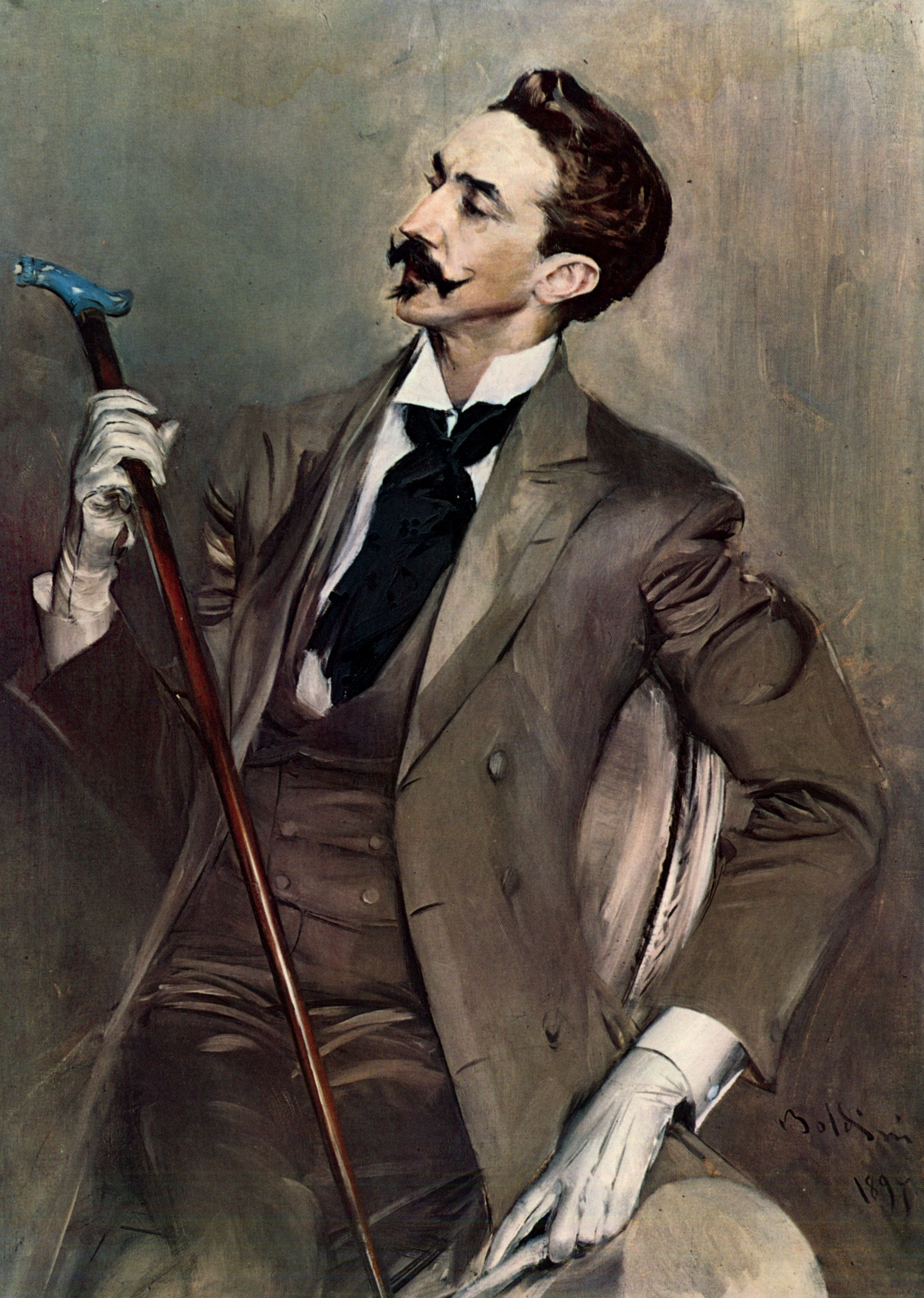
Retrato del conde Robert de Montesquiou, de Giovanni Boldini (1897), Museo de Orsay, París

Desde 1850 se afianzó el «traje de calle» de tres piezas, popularizado por el príncipe de Gales, Eduardo —futuro Eduardo VII—. Hasta entonces, era corriente cambiarse cuatro veces al día: un traje de mañana, otro para cazar y montar a caballo, otro para la tarde y otro de etiqueta para la noche. Eduardo recomendó a sus amistades usar un solo traje de día —el tweed de caza— y el de etiqueta para la noche. Con el traje de calle empezó a llevarse la corbata moderna, en lugar de la anterior de múltiples lazos. Eduardo también popularizó la chaqueta Norfolk —una chaqueta recta de caza, con dos pliegues de tabla verticales delante y uno detrás— y el sombrero Homburg —con una corona en canalón y ala estrecha y ondulada—, así como las rayas del pantalón a los lados en lugar de en el centro. En 1860, Eduardo pidió al sastre Poole un nuevo tipo de traje de etiqueta para reuniones informales, con una chaqueta más corta que otorgase mayor movilidad; nació así el esmoquin, llamado tuxedo en Estados Unidos. Era inicialmente un tipo de chaqueta para veladas en que se fumaba tabaco (de ahí el nombre inglés de smoking jacket), que posteriormente quedó como un conjunto de chaqueta, camisa, pantalones, pajarita, chaleco y fajín, usado como traje de noche o para eventos especiales. Debido al creciente interés por la moda masculina, en 1866 empezó a publicarse la revista The Tailor and Cutter: A Trade Journal and Index of Fashion.

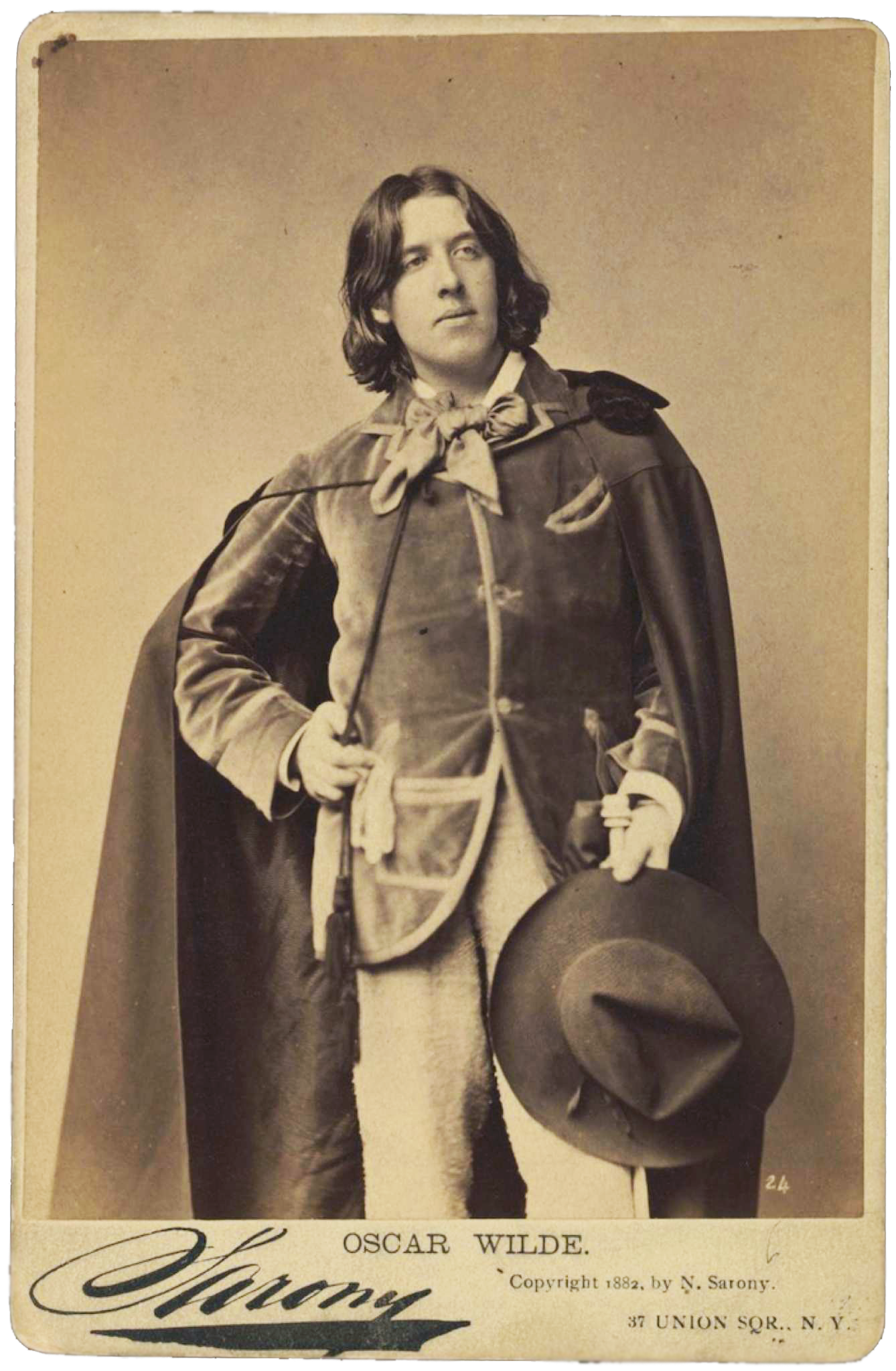
Retrato de Oscar Wilde en «ropa de esteta»

A mediados de siglo, en relación con el movimiento artístico del prerrafaelismo, surgió una nueva corriente que propugnaba una línea de vestidos más sencilla para la mujer, sin las ataduras de los corsés y las crinolinas. Esta nueva indumentaria, denominada «artística», se inspiró preferentemente en la Edad Media y se concretó en unos vestidos largos y sueltos, con fruncidos naturales, con un corpiño entallado pero sin corsé y cintura alta, en paralelo a unos peinados de melenas largas y sueltas. Esta indumentaria se llevó en círculos cerrados en ambientes literarios y artísticos, sobre todo entre 1860 y 1870. Luego pasó de moda, hasta que hacia 1880 fue reinterpretada por el movimiento Arts & Crafts en una nueva línea apodada «estética», que corrió paralela al movimiento cultural conocido como esteticismo, vinculado a su vez al simbolismo artístico. Su principal teórico fue William Morris, quien defendía un método de confección artesanal frente a la nueva industria textil y propugnaba el uso de telas tejidas con telares manuales. También defendía la sencillez decorativa, reducida a bordados manuales de motivos populares, entre los que estuvieron de moda los girasoles, las azucenas y las plumas de pavo real. Los colores en boga eran los neutros, como crema, oro, mostaza, verde salvia y tonos apagados de rojo y azul; estuvo especialmente de moda la combinación verde-amarillo, conocida como greenery yallery. Este movimiento denotó igualmente la influencia oriental, lo que se tradujo en el uso de kimonos o vestidos derivados de esta prenda japonesa. El escritor Oscar Wilde realizó una serie de conferencias en 1882 vestido con un traje de esteta, compuesto por un esmoquin morado forrado con satén de color lavanda, calzones de satén y medias negras, así como pañuelos largos en lugar de corbatas y sombreros wide-awake de ala ancha.

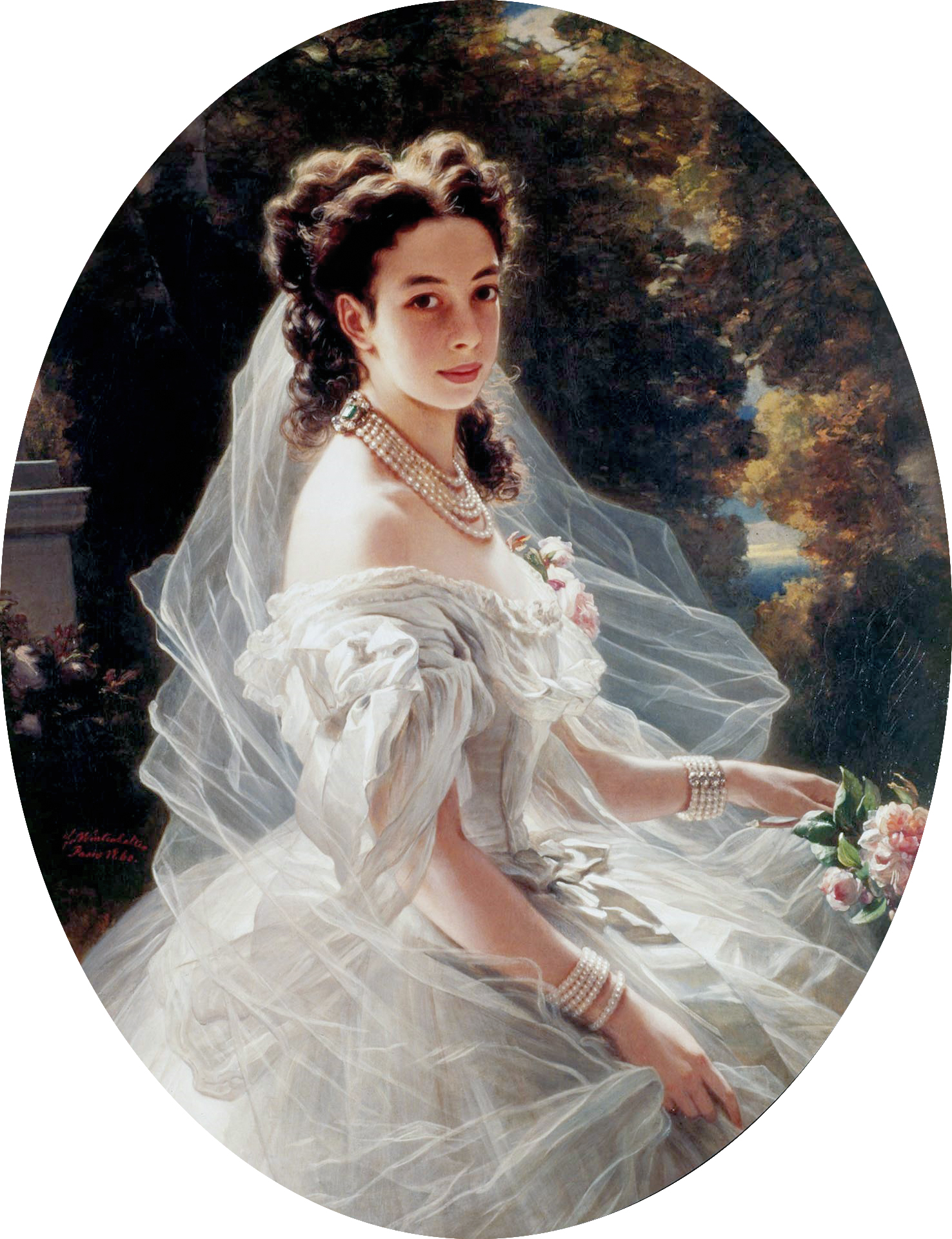
La princesa Paulina de Metternich, en cuyo honor se bautizó el vestido «línea princesa», cuadro de Franz Xaver Winterhalter (1860)

En la segunda mitad del siglo nació la alta costura, cuyo concepto se atribuye al diseñador inglés Charles Frederick Worth. Instalado en París en 1845, trabajó en varias tiendas de ropa y telas, hasta que en 1858 abrió su propia empresa en la rue de la Paix. Hábil propagandista, consiguió relacionar la moda con la idea de arte y al modista con el rol de artista, al tiempo que su habilidad para los negocios le llevó a ampliar su taller hasta alcanzar los 1200 empleados en 1871. Por otro lado, en 1860 fue nombrado modista de la emperatriz Eugenia de Montijo. Pronto se convirtió en el modista de la clase alta europea e incluso trasladó su talento a los Estados Unidos, donde vistió igualmente a las mujeres adineradas, como Consuelo Vanderbilt y Caroline Astor. Inició su andadura con los vestidos de crinolina y, hacia 1870, introdujo la «línea princesa», llamada así por una de sus clientas, la princesa Metternich. Fue pionero también en el uso de faldas y corpiños intercambiables. Worth fue de los primeros en firmar sus prendas con etiquetas con su nombre y convirtió su tienda en una pasarela donde las maniquíes exponían los vestidos ante las clientas. En 1868 fomentó la creación de la Cámara Sindical de la Confección y la Costura para Damas y Señoritas, que en 1910 fue renombrada como Cámara Sindical de la Alta Costura Parisina.
En este período surgieron los vaqueros (también llamados «tejanos» o jeans en inglés), unos pantalones de tejido fuerte (algodón o denim) pensados inicialmente para el trabajo. Aunque de origen europeo —los solían usar los estibadores en Francia e Italia—, se popularizaron en el oeste norteamericano, gracias a la labor del comerciante Levi Strauss. Otra prenda que surgió en esta época fue el impermeable (también llamado mackintosh), que evolucionó paulatinamente desde un tejido de lana impermeable patentado en 1823 por Charles Mackintosh, al que añadió goma vulcanizada en 1829 Charles Goodyear, hasta el gabán impermeable inodoro —las versiones anteriores olían mucho a goma— registrado en 1851 por Joseph Mandlesburg.
A finales de siglo se pusieron de moda los jerséis (o suéter, del inglés sweater), un género de punto originario de la isla de Jersey —de ahí su nombre—, usado inicialmente para atuendos deportivos. Popularizó esta prenda la actriz Lillie Langtry, amante del príncipe de Gales —futuro Eduardo VII—, originaria de esa isla. En el siglo XX se elaboraban ya estas prendas con lana, algodón, nailon, rayón y fibras sintéticas.
En la segunda mitad del siglo empezó a extenderse el uso del cinturón, un complemento de origen militar —servía para llevar armas— que se extendió a las prendas de ropa para ceñir el talle. Al principio se realizaba con el mismo tejido que el vestido o falda, aunque posteriormente se confeccionaron de cuero, piel, plástico, metal y otros materiales. Con el estilo Art Nouveau se incorporó una hebilla de corte ornamental.
En el calzado, desde 1870 se inició el uso de zapatillas para el deporte y la playa, elaboradas de materiales ligeros (lona, piel) y dotadas de suela de goma.
En Hispanoamérica, en la segunda mitad de siglo comenzó a llegar con mayor facilidad la moda europea. Tal es el caso de México, donde el emperador Maximiliano y su esposa Carlota introdujeron la moda europea de aquellos años. También empezaron a distribuirse numerosas revistas de moda del continente europeo. En 1891 abrió El Palacio de Hierro en Ciudad de México, un establecimiento que ofrecía las principales novedades en moda. En Argentina, se establecieron en la segunda mitad de siglo numerosos sastres y modistos españoles y franceses, al tiempo que fueron llegando los nuevos adelantos tecnológicos surgidos en Inglaterra con la Revolución Industrial. Entre mediados de siglo y comienzos del siglo XX surgieron diversas tendencias adaptadas de estilos anteriores europeos, como el directorio, el burgués y el neorrococó.

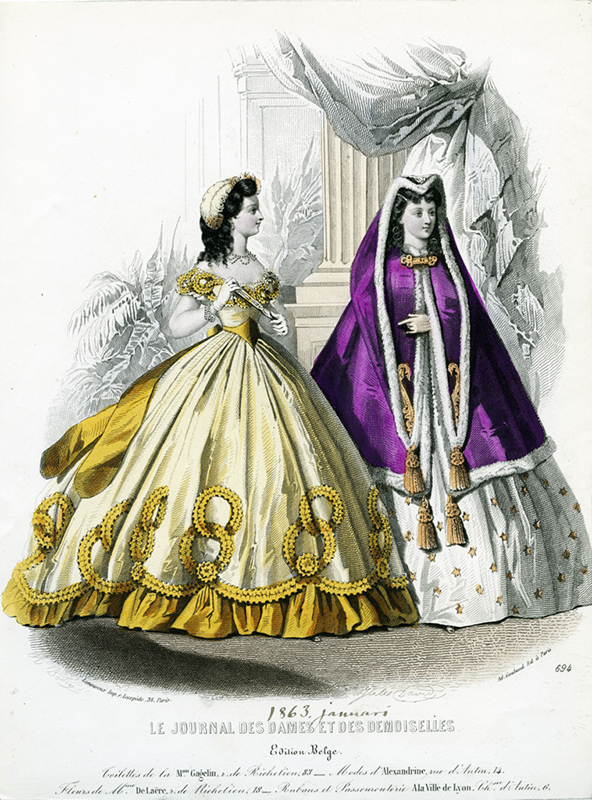
Ilustración de Le Journal des dames et des demoiselles (1863)
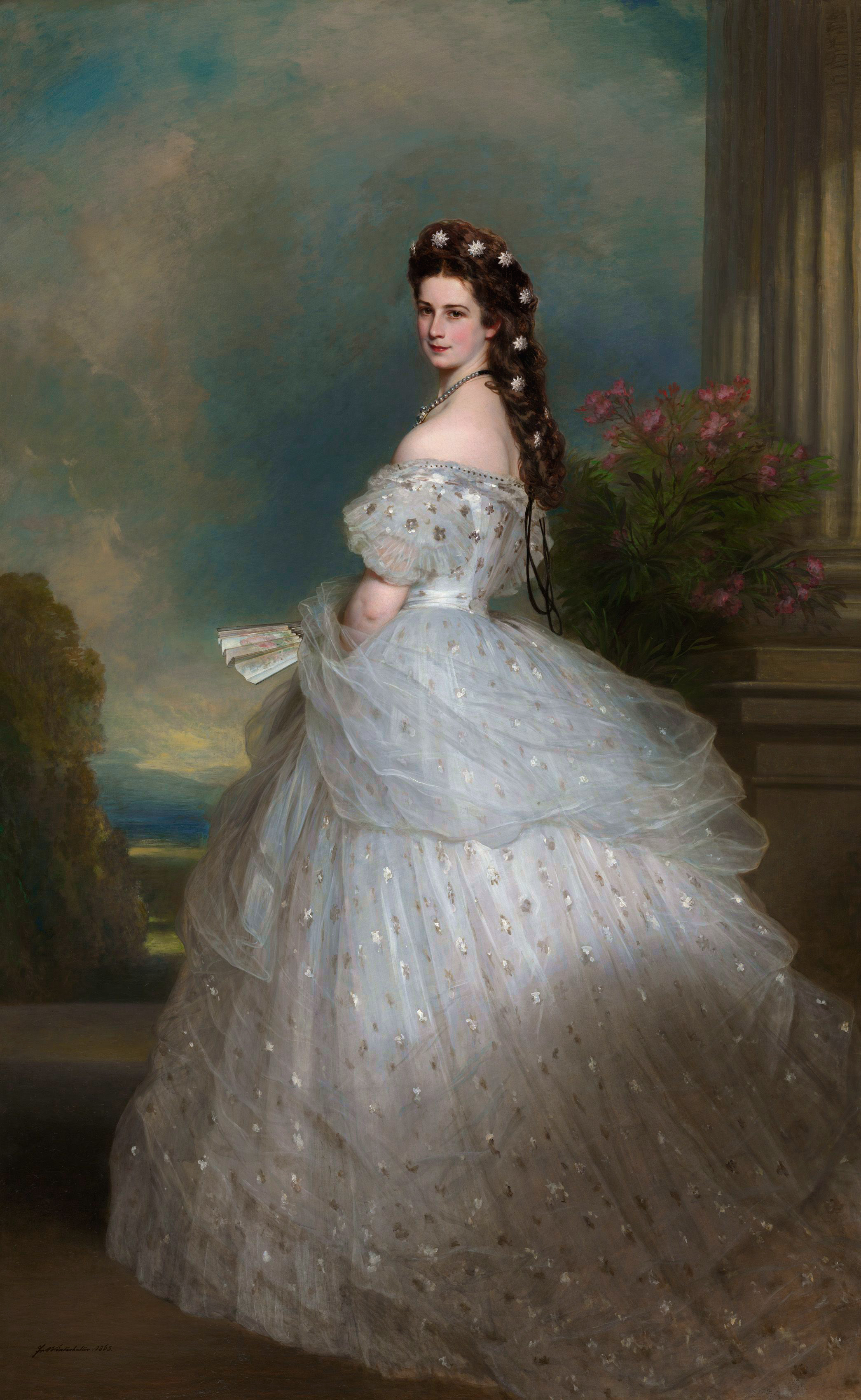
Isabel de Baviera, de Franz Xaver Winterhalter (1864), Palacio Imperial de Hofburg, Viena
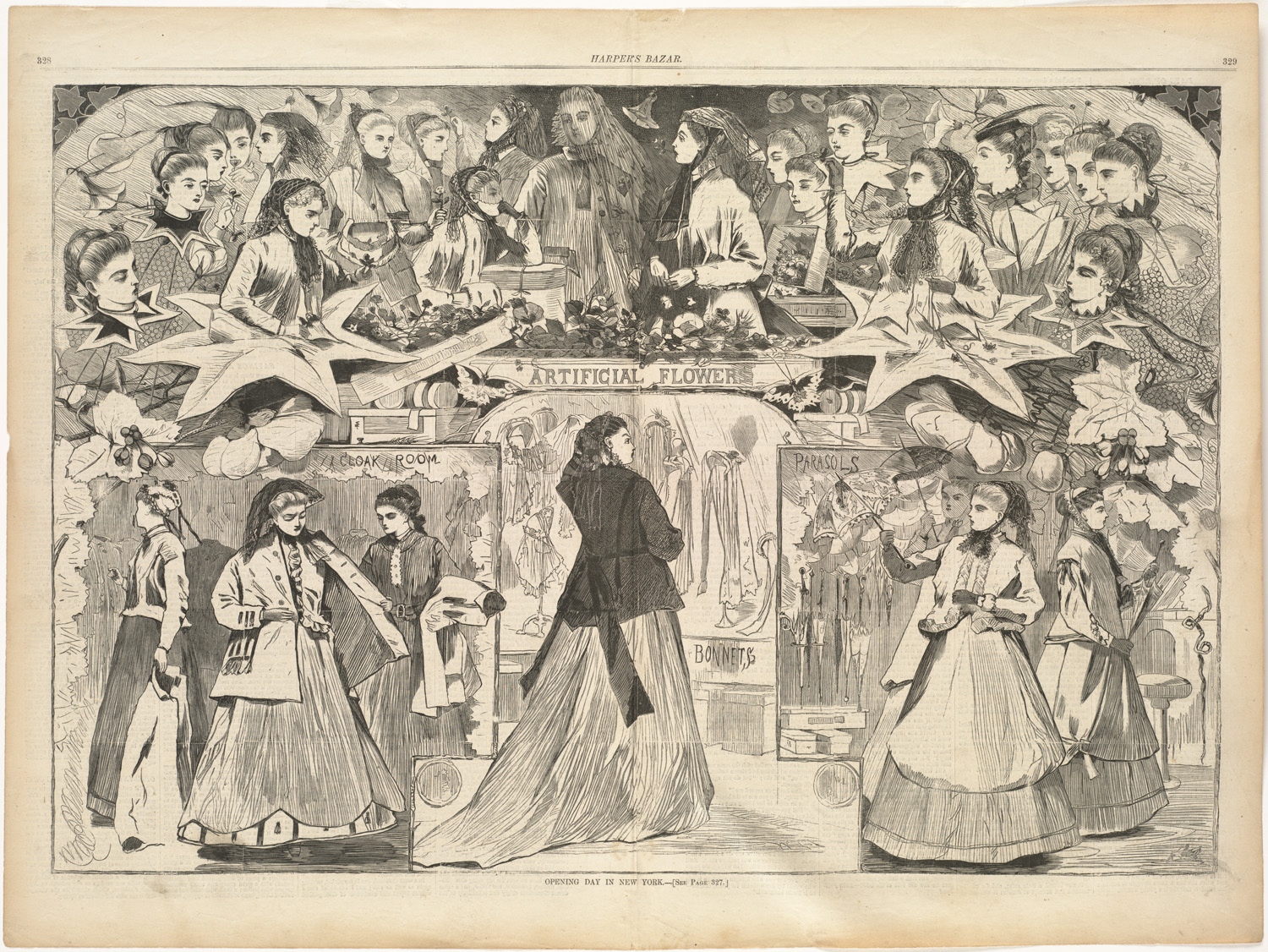
Ilustración de Harper's Bazaar (1868)
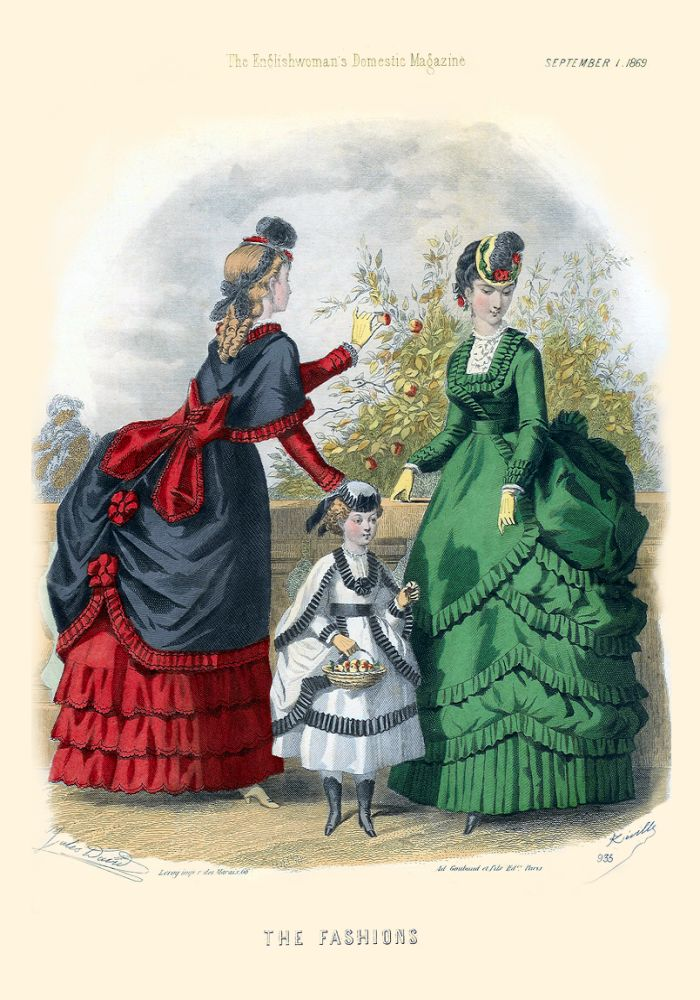
Ilustración de The Englishwoman's Domestic Magazine (1869)
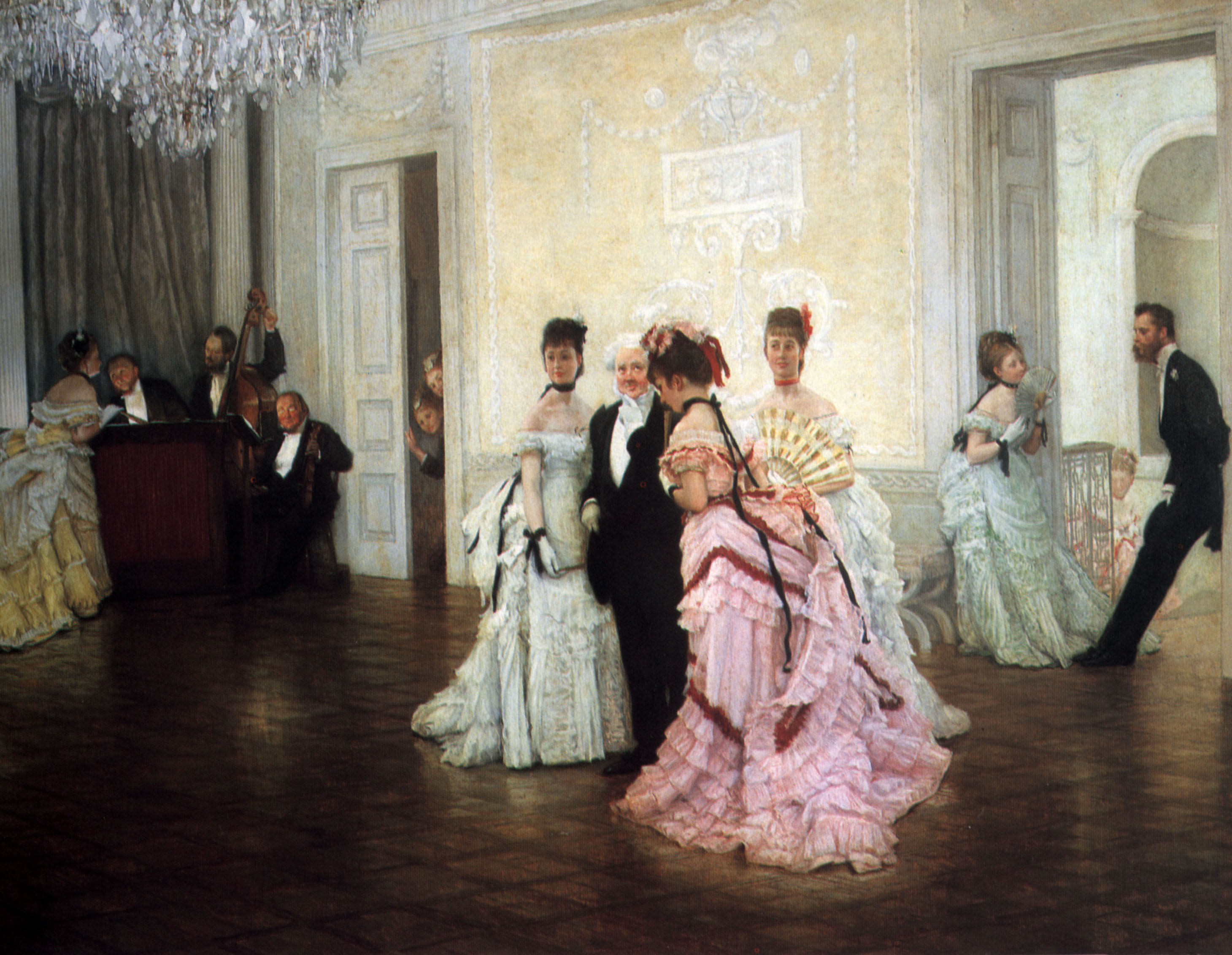
Demasiado temprano, de James Tissot (1873), Guildhall Art Gallery, Londres
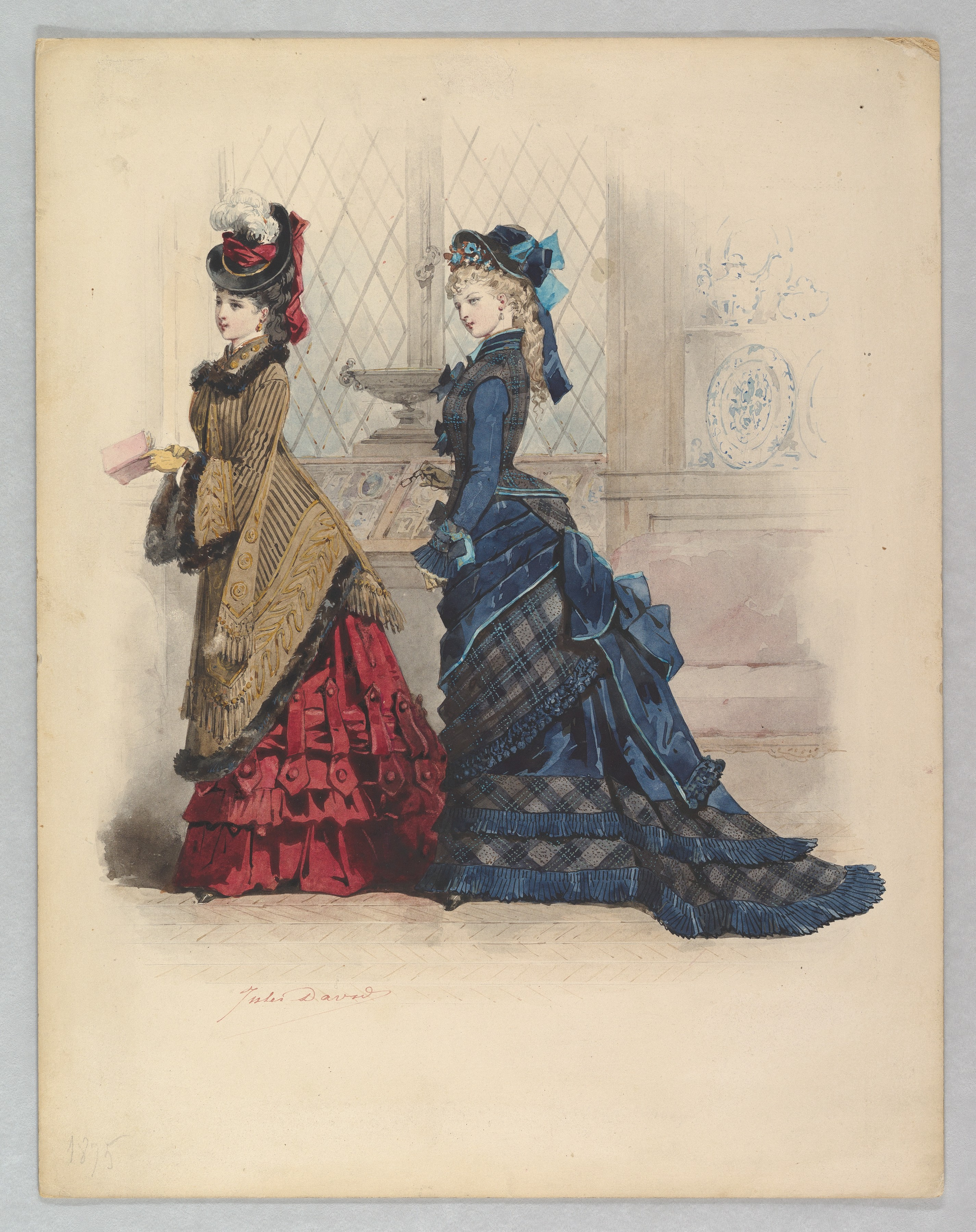
Dos mujeres en vestido de diario, acuarela de Jules David (1875)
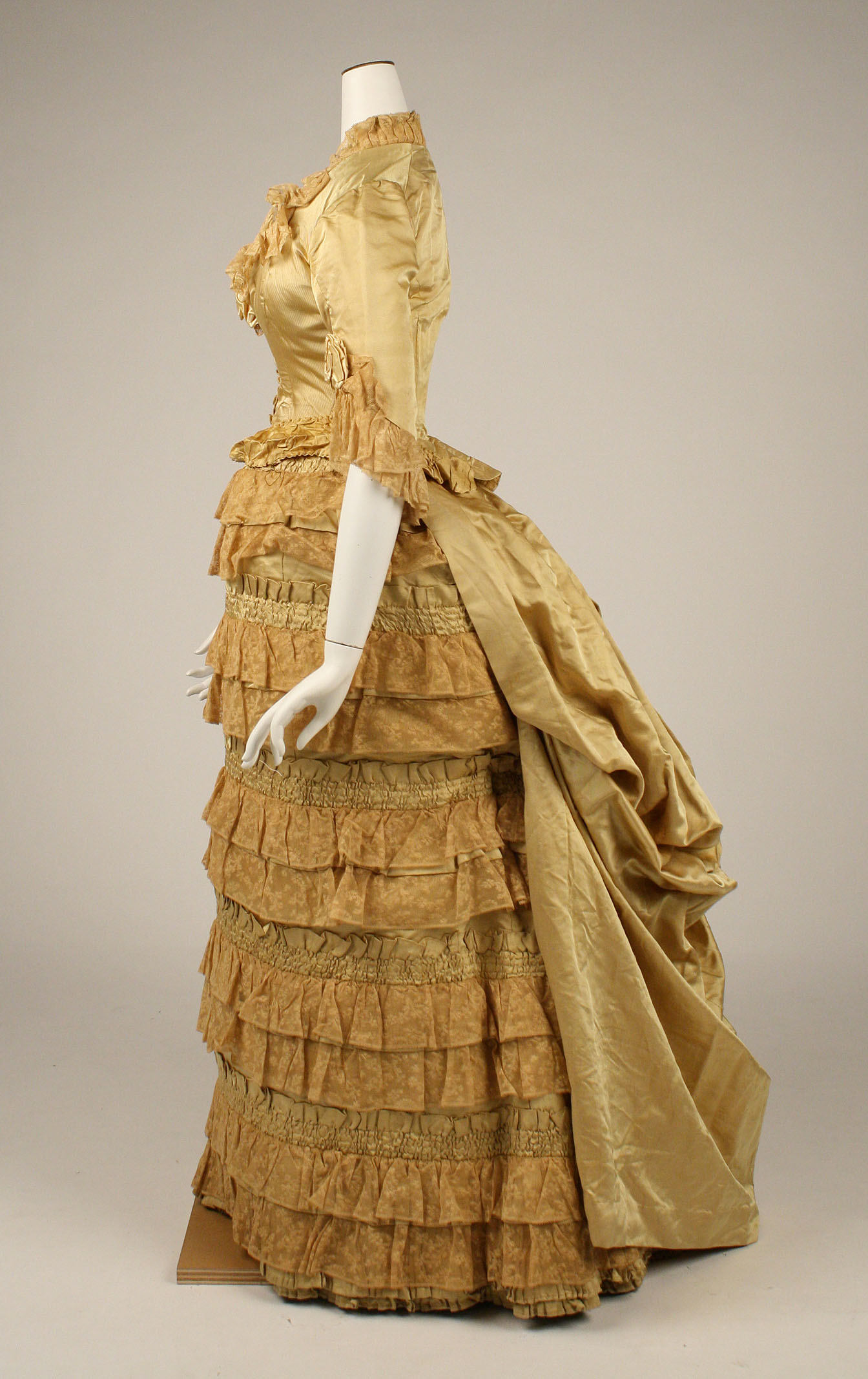
Vestido con polisón (años 1880)
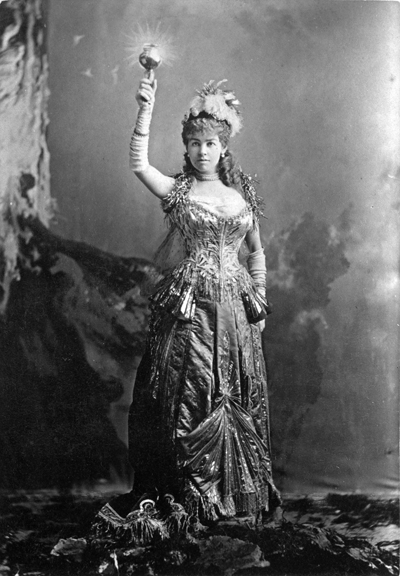
Alice Claypoole Vanderbilt con disfraz de «Luz Eléctrica» diseñado por Worth (1883)
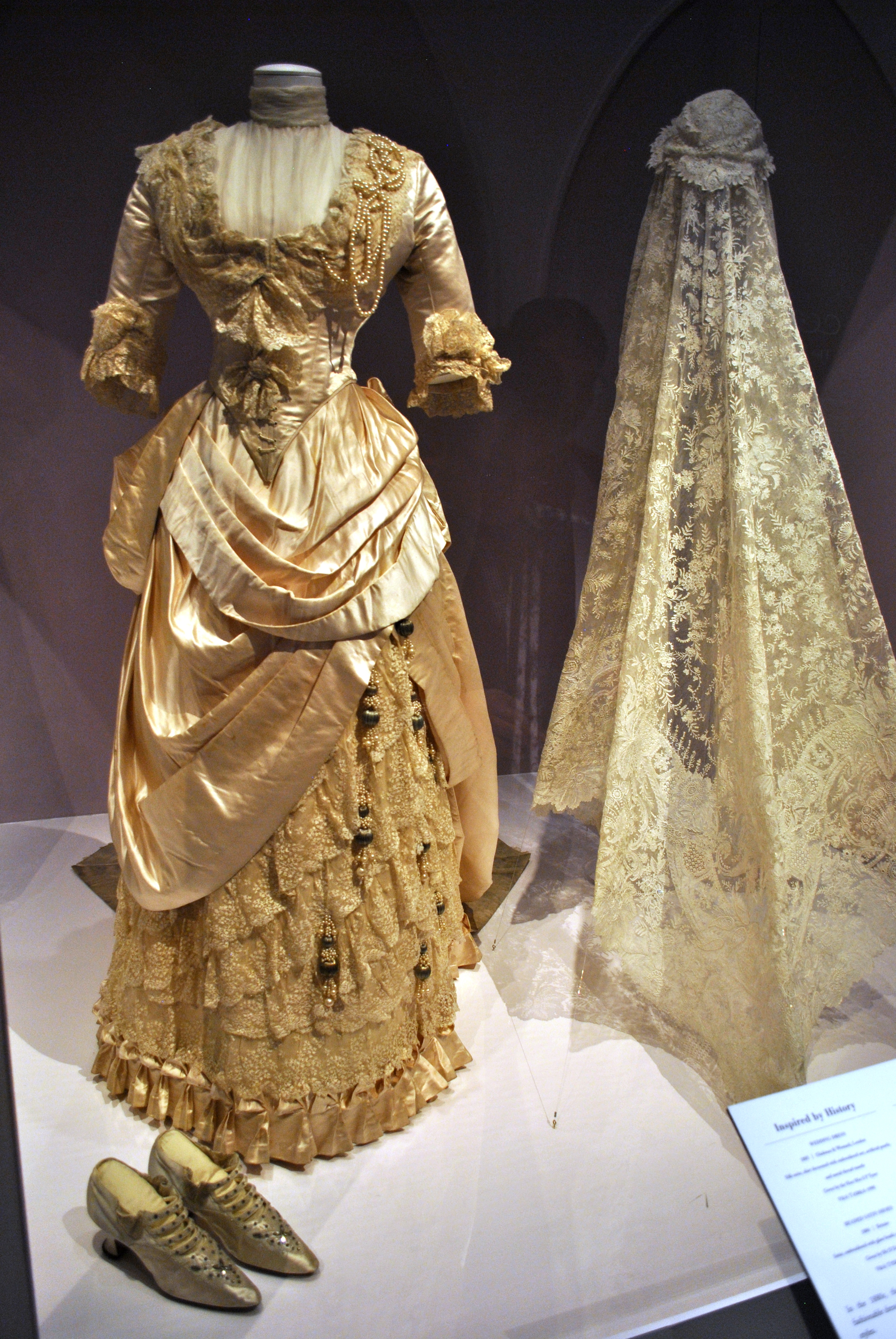
Vestido de novia (1885)
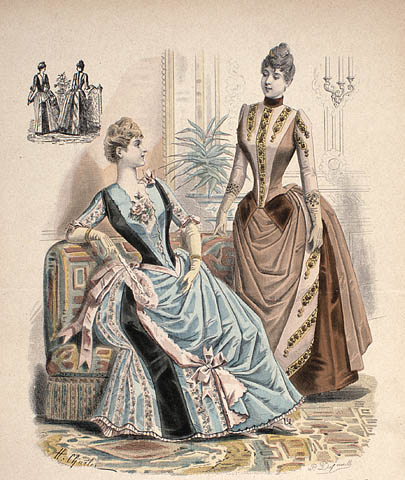
Le conseiller des familles (1888)
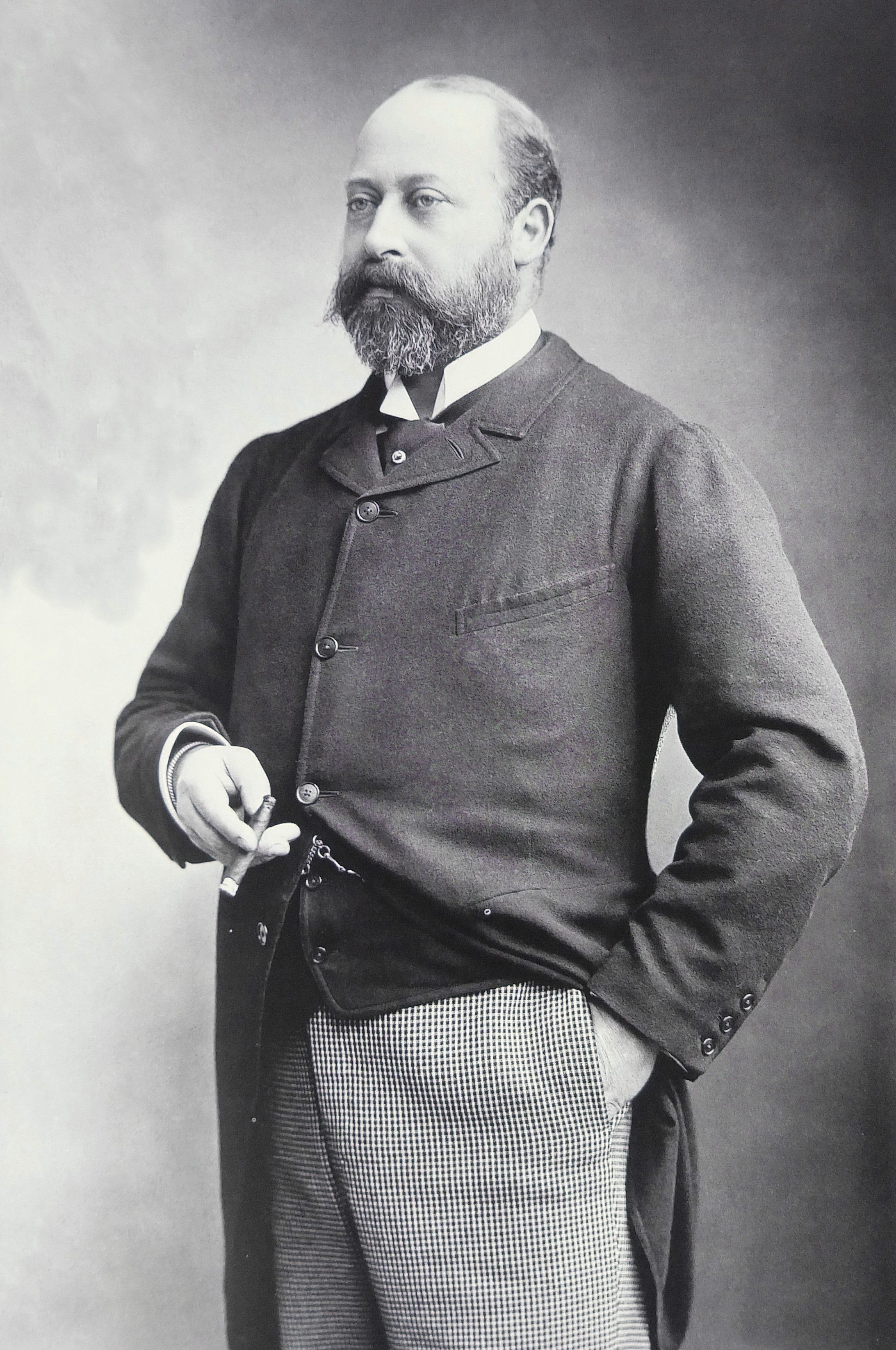
Eduardo VII del Reino Unido (1894)

### sigloXX

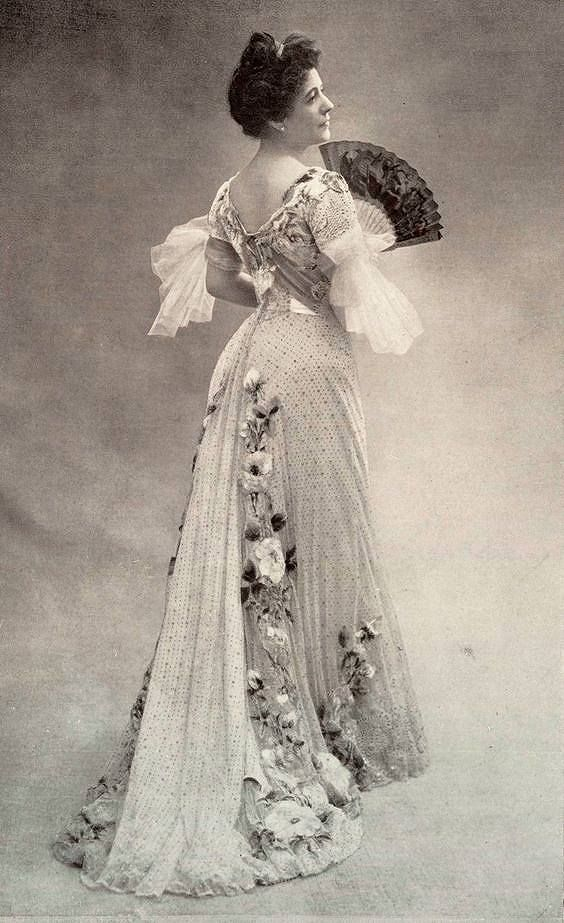
La actriz Rosa Bruck con un vestido de Jacques Doucet, fotografía de Paul Nadar (1901)

El siglo XX fue el de la moda por antonomasia, la era de los diseñadores, en la que la alta costura llegó a su cénit al tiempo que la moda se hacía más asequible a todos los estamentos sociales. La moda se globalizó y dejó de ser una seña de identidad nacional, al menos en los países occidentales, donde la rapidez de las comunicaciones ayudó a la difusión de los nuevos diseños por todo el mundo. El modista o diseñador adquirió un nuevo estatus de prestigio, de artista creador del que se valoraba más su ingenio e inventiva que su conocimiento del oficio, gracias especialmente a la labor de Charles Frederick Worth, el padre de la alta costura que fue el primero en firmar sus diseños como si fuesen obras de arte.

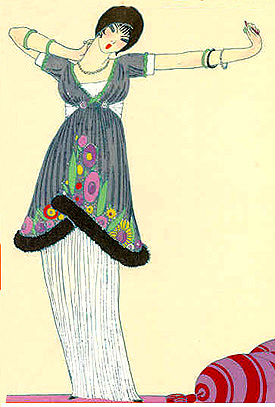
Vestido de Paul Poiret de 1912, ilustración de Paul Iribe publicada en Gazette du Bon Ton

En esta centuria la moda masculina continuó siendo de ascendencia inglesa, mientras que la femenina estuvo marcada por la costura francesa. En general, la indumentaria se fue simplificando y cobró mayor relevancia el carácter práctico y utilitario de las prendas, así como su aspecto deportivo y urbano. En moda femenina, las faldas se acortaron y apareció la minifalda; también empezaron a usar pantalones como los hombres y surgió la moda «unisex». Hacia mediados de siglo los dictámenes de la moda pasaron a Estados Unidos, que impuso un tipo de moda juvenil, práctica y deportiva, ejemplificada en el blue-jean o pantalón vaquero. En los años 1960 apareció la moda hippy, de signo anticonvencional y antitecnicista, con un retorno a la tradición y a las prendas naturales. En los últimos años cobró un gran auge el prêt-à-porter, el diseño de moda a precios económicos y al alcance de cualquier estamento social, por su producción en serie. En las últimas décadas también proliferaron los movimientos alternativos, la moda de las llamadas tribus urbanas, que buscaban diferenciarse del resto de la población sobre la base de unos gustos comunes en música, ropa y elementos estéticos alternativos.
El mercado de la moda vivió cambios sustanciales, gracias especialmente al incremento de la producción textil y la democratización de los precios. Surgió el sistema de presentación de colecciones gracias a las pasarelas, entre las que destacaron las de París, Londres, Nueva York, Roma y Milán. Los medios de comunicación de masas difundieron la moda de forma más rápida y con alcance universal. Así, cobraron un gran auge las revistas de moda, cuyos editores ganaron gran relevancia a la hora de imponer criterios de moda, entre cuyos nombres cabría citar a Condé Nast, Carmel Snow, Diana Vreeland y Edna Woolman Chase. De igual manera, la fotografía ayudó a difundir las modas y crear tendencia, gracias a la labor de fotógrafos como Edward Steichen, Horst P. Horst, Richard Avedon, Irving Penn, David Bailey, Helmut Newton, Mario Testino y otros.
En este siglo aumentó considerablemente la consideración otorgada a los accesorios y la mayoría de grandes casas de alta costura incluyeron estos productos en sus diseños de marca, especialmente zapatos y bolsos. Coco Chanel llegó a decir que «el accesorio es lo que hace o deshace a la mujer».
Por otro lado, en esta centuria aparecieron nuevas fibras de origen sintético o artificial, como el rayón (1912), el nailon (1938), el poliéster (1941), o la fibra acrílica (1947). Otra innovación fue el cierre por cremallera, un sistema de dientes mecánicos que se superponen patentado en 1913 por Gideon Sundbäck.

#### Belle Époque

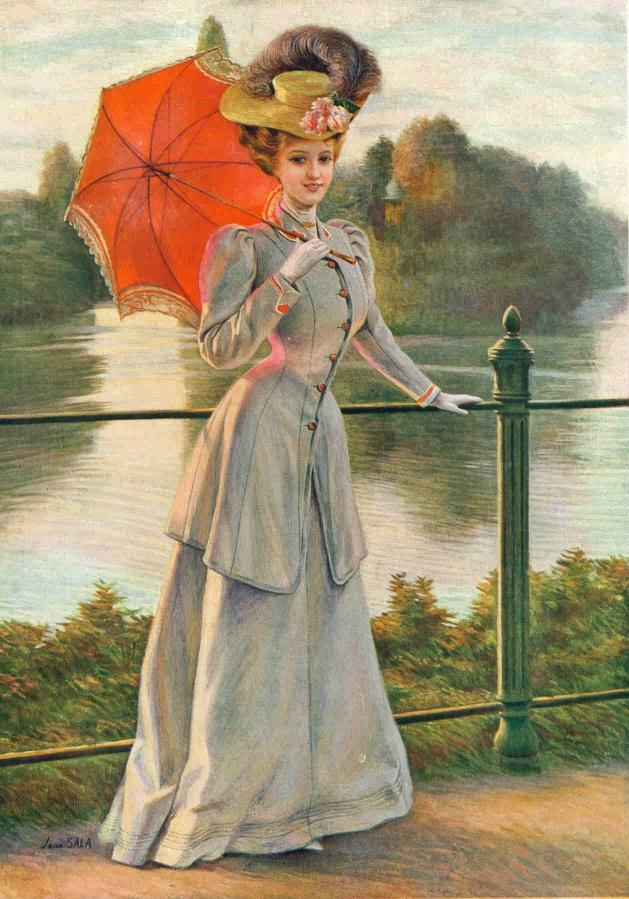
Placa de moda francesa publicada en 1905, impresa por Draeger Frères

La transición entre los siglos xix y xx fue conocida como Belle Époque o, en Reino Unido, como «época eduardiana», que coincidió en arte con el estilo Art Nouveau, caracterizado por un decorativismo exagerado. Esta época se significó por el lujo y la ostentación, por el hedonismo y la despreocupación, en lo que fue el canto del cisne de la alta sociedad. A principios de siglo, se llevó en moda femenina la silueta en forma de S, con el cuerpo rígido, el busto hacia delante y las caderas hacia atrás. La silueta de la mujer era alargada, de tronco ceñido, para lo que se usaba el «corsé saludable» o swan bill, un corsé abdominal con forma de S que ceñía sin constreñir el estómago, ideado por Inès Gaches-Sarraute. Comenzaba por debajo del busto, al que otorgaba la forma llamada «pecho de paloma», y desplazaba las caderas hacia atrás, acentuando las nalgas, lo que a la larga provocaba problemas musculoesqueléticos. Por ello, en los primeros años del siglo el corsé fue desplazado por el uso de sujetadores y enaguas. Aun así, hacia 1908, el surgimiento de las faldas tubo (hobble skirt), unas faldas rectas y estrechas inspiradas en el estilo Imperio, conllevó el uso de corsés tipo faja, lo que redujo de nuevo la movilidad de la mujer. La falda era acampanada, ajustada en las caderas y con una pequeña cola. Las mangas, ahuecadas, fueron apodadas «mangas jamón». Los vestidos se complementaban con múltiples adornos, como encajes, cintas y lazos, boas y plumas de avestruz. Entre los tejidos predominaron el lino, la lana, la muselina, el tul y el chiffon, con preferencia por los tonos pastel, especialmente azul, malva y rosa. Los zapatos eran puntiagudos y con tacones barrocos. Entre los complementos, destacaban las medias de seda, guantes, sombrillas y abanicos. Entre las joyas, predominaban las perlas.

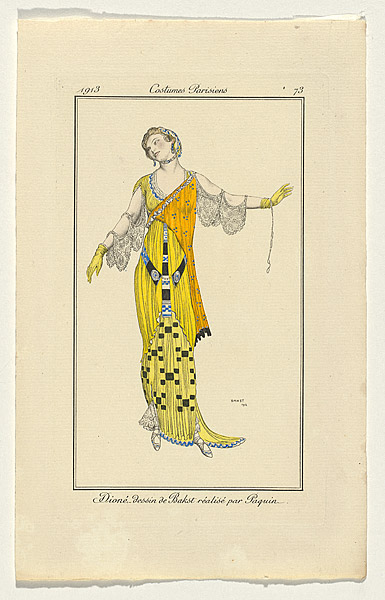
Vestido Dione diseñado por Léon Bakst y producido por Jeanne Paquin (1913)

A mediados de la primera década ya se fueron introduciendo cambios: en 1906, Paul Poiret eliminó el corsé de la vestimenta femenina, con vestidos más funcionales que permitían mayor movilidad. Fue el introductor de una novedad comercial: el escaparatismo, la exhibición de modelos en los escaparates de las tiendas. También fomentó el uso de la fotografía para difundir sus creaciones, que poco a poco fue sustituyendo a las ilustraciones. Por otro lado, fue el primero en elaborar su propio perfume, Rosine, que comercializó junto con sus prendas. A partir de ahí toda casa de alta costura se vio impelida a lanzar sus propias líneas de perfumes y cosméticos.
En la década de 1910 la moda recibió una fuerte influencia de Oriente, gracias sobre todo a los Ballets Rusos de Serguéi Diáguilev y a su principal diseñador de vestuario, Léon Bakst. Este artista combinaba decorados y vestuario en un todo integrado, con diseños dinámicos y exuberantes que destacaban por sus atrevidos estampados de inspiración preferentemente oriental, aunque también bebía de otras fuentes, como la Grecia clásica, África y el folklore ruso. El orientalismo también inspiró a otros diseñadores, como Paul Poiret, revitalizador del estilo Imperio —llamado entonces Neoimperio— y creador del «estilo sultana», del que fue punta de lanza sus jupes-coulottes («pantalones harén»), su «túnica pantalla» y el uso del turbante; o el español Mariano Fortuny, que adaptó el caftán a la moda europea y creó el vestido Delphos, de inspiración griega.

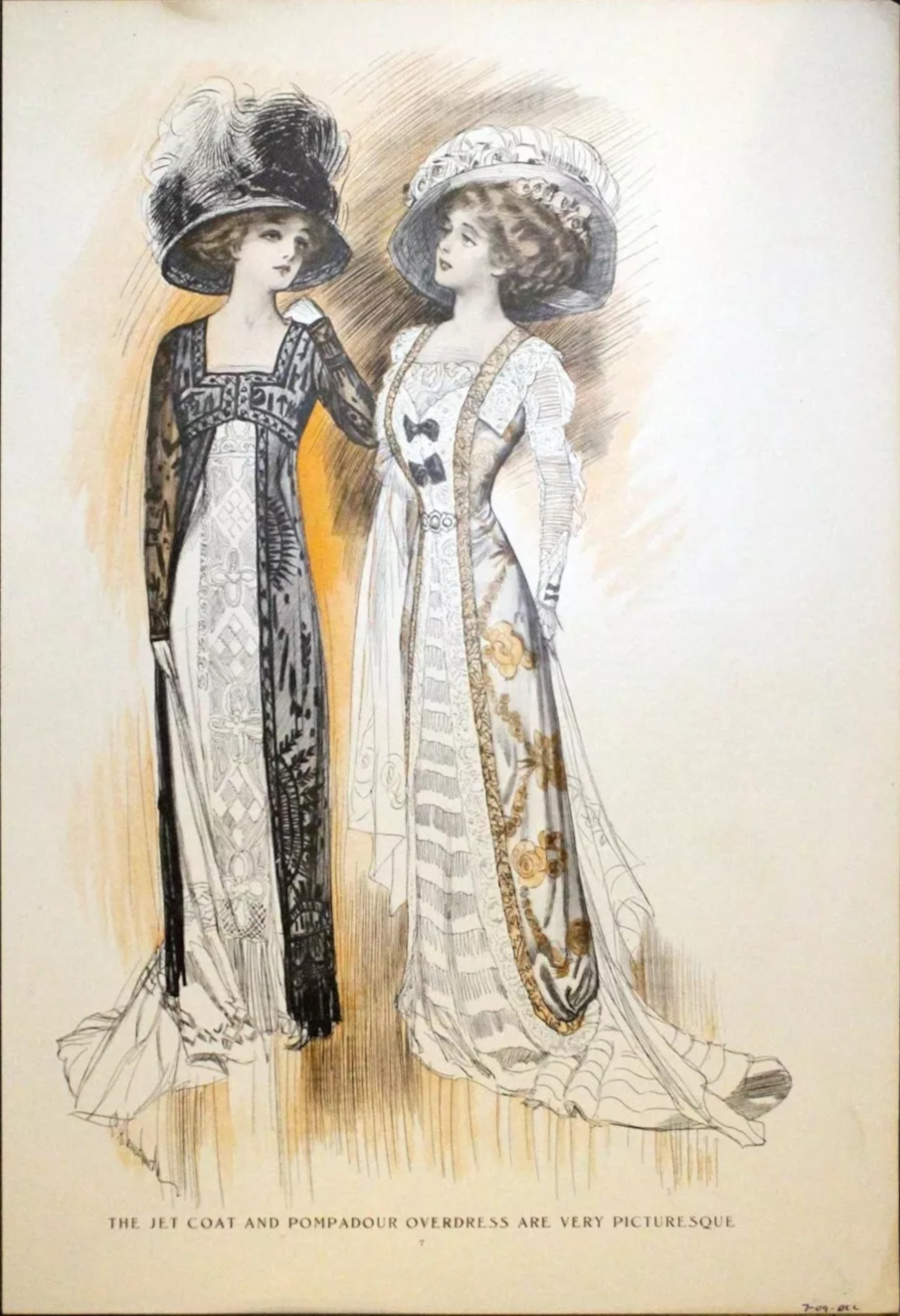
Diseño de moda de 1909

En la antesala de la Primera Guerra Mundial se generalizaron los «trajes sastre», formados por falda, blusa y chaqueta. Se valoraba cada vez más la funcionalidad, el uso de una vestimenta que, sin renunciar a la elegancia, fuese práctica. El traje sastre representó la irrupción de un tipo de mujer más moderna, abocada cada vez más a actividades de ocio y deporte, así como progresivamente al mundo laboral. La falda del traje sastre era más corta, hasta el tobillo, lo que otorgaba mayor movilidad. El material más usado para este conjunto era la sarga para el invierno y el lino para el verano, materiales más ligeros que resultaban igualmente más cómodos. Estuvo de moda entonces el escote con forma de V, en vez de los altos cuellos que se llevaban hasta entonces, así como el uso de una túnica hasta la rodilla superpuesta a la falda, que llegaba hasta el tobillo.
En aras de esta mayor funcionalidad, en los primeros años 1910 se abandonó el corsé con forma de S, sustituido por otro más corto que se compaginaba con las «combinaciones», unos conjuntos de camisola y calzones confeccionados de punto. Como alternativa a las medias negras surgieron las de color piel, que daban la sensación de llevar las piernas desnudas. Por otro lado, en 1913 Mary Phelps Jacob inventó el sujetador sin ballenas.

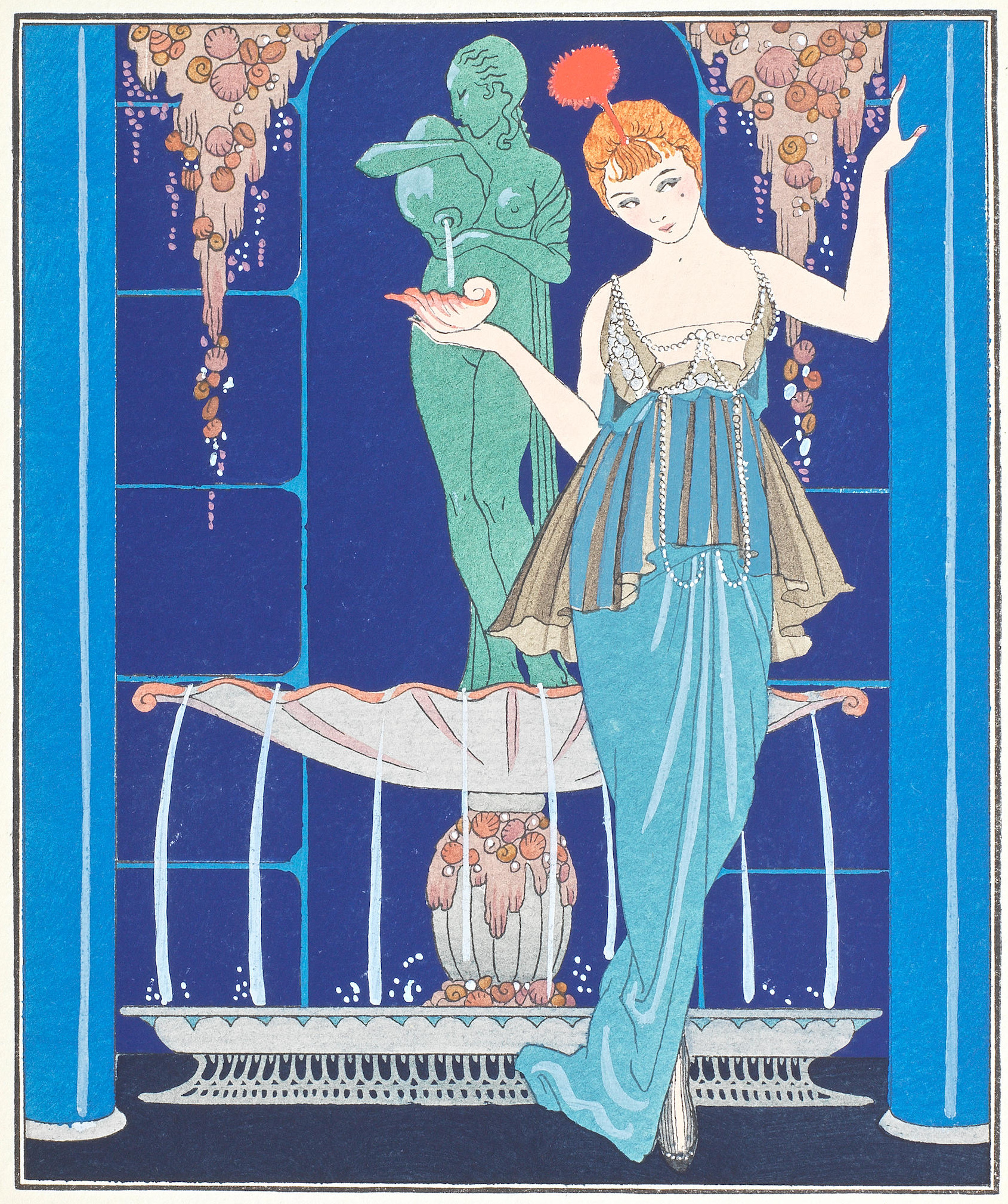
Ilustración de George Barbier para Gazette du Bon Ton (1914)

Además de Paul Poiret, en estos años destacaron modistas como Jacques Doucet, Lucy Duff-Gordon y Jeanne Paquin. Doucet se inició en la sombrerería hasta que se pasó al mundo de la moda, encaminando su negocio más a la clase media que a la aristocracia. Además de modisto era artista y mecenas y, en sus diseños, se inspiró en buena medida en la pintura impresionista, con preferencia por colores pastel y el uso de telas diáfanas. Para sus vestidos de noche seguía preferentemente la línea Imperio, con añadidos de encajes y fajines de cinta. Entre sus clientas se encontraban Sarah Bernhardt, Liane de Pougy y la Bella Otero.
Lucy Duff-Gordon fue la principal modista británica de la época. En 1894 abrió su firma, Maison Lucile, en Londres, de la que tuvo sucursales en París, Chicago y Nueva York. Hábil para el marketing, sabía vislumbrar las necesidades de sus clientas, a las que atendía en todos los aspectos, desde los vestidos hasta los complementos, perfumes y cosméticos. También tenía una línea de lencería de tono romántico. Solía decir que «vestía el alma y no tan solo el armazón físico». Se le atribuye la invención de los desfiles de moda, a los que acudían desde personas de la nobleza hasta celebridades como Mata-Hari, Mary Pickford o Lillie Langtry, la amante de Eduardo VII. Fue también diseñadora de teatro para producciones del West End londinense y del Broadway neoyorquino. Igualmente, escribía columnas sobre moda en Good Housekeeping y Harper's Bazaar.

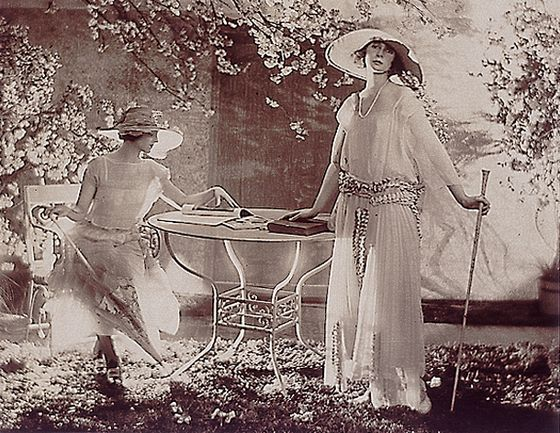
Fotografía de Adolf de Meyer, uno de los primeros fotógrafos de moda de renombre

Jeanne Paquin abrió su boutique en la parisina calle de la Paix en 1891. Se la considera la artífice del negocio de alta costura moderna, ya que supo promocionar como nadie sus creaciones: entre otros métodos de difusión, enviaba modelos vestidas con sus diseños a la ópera, las carreras u otros eventos sociales, a fin de que fuesen admiradas y llamasen la atención de posibles clientas. Como otros diseñadores de su tiempo, se inspiró en la moda del siglo XVIII y combinó la seda con pieles y encajes. Amplió su negocio con sucursales en Londres, Nueva York, Madrid y Buenos Aires. Fue la primera mujer modista en recibir la Legión de Honor.

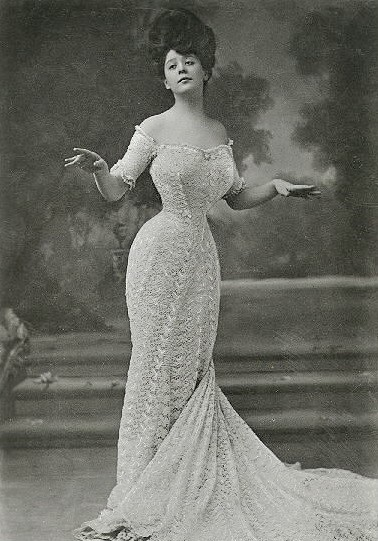
Camille Clifford, prototipo de la Gibson girl

En esta época comenzó a despuntar la moda estadounidense, que empezó a buscar arquetipos propios alejados de las directrices europeas. Un ejemplo producido en las décadas de transición con el siglo XX fue la llamada «chica Gibson» (Gibson girl), llamada así por la serie de ilustraciones que realizó Charles Dana Gibson para la revista Life, que representaba a una mujer joven, moderna, independiente, segura, de gustos sencillos, pero que no renuncia a su femineidad; una mujer activa, que practica deportes y actividades al aire libre, como ciclismo, equitación, tenis, croquet y natación, para lo que necesita una vestimenta práctica y cómoda. La nueva afición por el deporte conllevó la aparición de nuevas prendas más cómodas, como la falda-pantalón o las camisas shirtwaist, así como unos zapatos más sencillos y resistentes, como el zapato de tacón bajo Luis XVI o el tacón cubano.
En esta época se asoció cada vez más el ir de compras al ocio, a una actividad lúdica y agradable. El comerciante Harry Gordon Selfridge fue pionero en sus almacenes —primero en Chicago y luego en Londres— en organizar desfiles amenizados con música, así como en incorporar a sus locales aseos y restaurantes para prolongar la estancia de los clientes.
Cabe señalar también el auge a principios de siglo de la ilustración de moda para revistas, que destacó por una mayor artisticidad, frente a las anteriores composiciones rígidas y estereotipadas que se realizaban hasta entonces. En 1908, Paul Poiret encargó al artista Paul Iribe un álbum de sus diseños, titulado Les Robes de Paul Poiret, donde presentó unas imágenes sencillas pero fluidas y dinámicas, de colores vivos, que supusieron el punto de partida de una nueva forma de entender la ilustración de modas. En 1912 apareció la revista Gazette du Bon Ton, donde participaron numerosos artistas del momento, con imágenes modernas y atrevidas que marcaron la pauta del nuevo arte de la moda. Al año siguiente Condé Nast lanzó la revista Vanity Fair, que combinaba moda, cultura, política y otros aspectos de la sociedad. En 1920 surgió la versión francesa de Vogue, que apostó decididamente por el arte de vanguardia, con la colaboración de artistas como Georges Lepape y Eduardo García Benito. Mientras, la revista Harper's Bazaar, adquirida en 1912 por el magnate William Randolph Hearst, apostó más por la fotografía, contando por ejemplo con la notable labor de Adolf de Meyer, uno de los primeros fotógrafos de moda de renombre.

#### Período de entreguerras

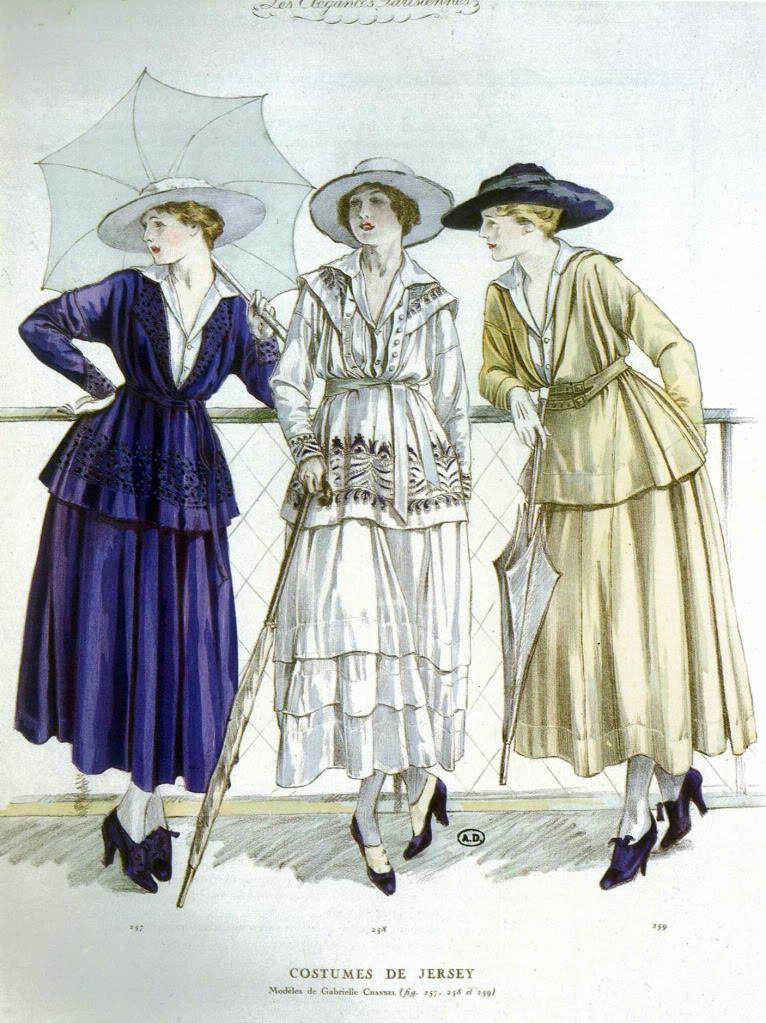
Algunos de los primeros diseños de Coco Chanel, publicados en 1917 por Les Elegances parisiennes

Durante la Primera Guerra Mundial la confección sufrió restricciones, debido a la escasez de material y a las carencias motivadas por la conflagración. La mayoría de casas de alta costura cerraron. Las mujeres optaron mayoritariamente por los trajes sastre y un estilo austero de inspiración militar. Sin embargo, tras el conflicto surgió la voluntad de dejar atrás los años de privaciones y volver a disfrutar de la vida, retomando en cierta medida los años festivos de la Belle Époque. Por otra parte, la mayor libertad de la que habían gozado las mujeres durante la guerra quiso ser perpetuada tras el fin de la contienda, ya que no quisieron renunciar a los adelantos conseguidos: la femme ornée de los años anteriores a la guerra se convirtió en la femme liberée. Así, en los años 1920 se impuso una estética andrógina de formas planas y rectilíneas, con vestidos cortos de cortes rectos, con cierta inspiración en el cubismo y el art déco, los estilos artísticos del momento.
El nombre de referencia en la moda del momento fue Gabrielle Chanel, más conocida como Coco Chanel. Esta modista supo vislumbrar los cauces por los que se movía la moda de su época, los nuevos anhelos e ideales de la mujer de su tiempo, y reflejarlos en nuevos diseños que aunaban comodidad y practicidad con estética y elegancia. Su principal lema fue «la libertad de movimientos al poder», para lo que diseñó una línea funcional que sin embargo no perdía su femineidad. Otra de sus señas fue la utilización del punto para la confección de vestidos y prendas de vestir, hasta entonces reservada a la ropa interior. Uno de sus diseños más representativos fue la traducción del traje masculino a la mujer, compuesto por una chaqueta sin cuello, ribeteada y con bolsillos plastrón, un jersey y una falda con bolsillos en los costados. Otra fue el pantalón femenino, que adaptó a numerosos modelos, incluso en versiones deportivas o en pijama. De 1922 data su petite robe noir («vestidito negro»), un vestido de cóctel de color negro en crepé de China que, en distintas combinaciones según los accesorios, servía para distintas horas del día. Chanel también popularizó el uso de bisutería, especialmente los collares de falsas perlas en varias vueltas, que fueron uno de sus sellos distintivos. Igualmente, incursionó en el terreno de la perfumería: en 1921 lanzó su Chanel n.º 5, uno de los perfumes de más éxito de la historia; fue el primer perfume con el nombre de su diseñador.

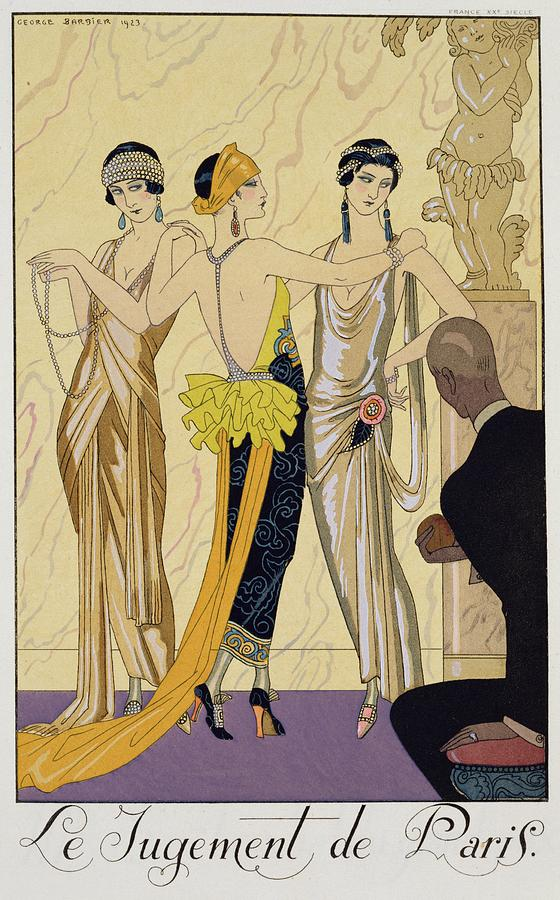
El juicio de Paris, de George Barbier (1923)

Otros modistas del momento fueron Jean Patou y Jeanne Lanvin. El primero creó una línea de estilo deportivo, no exento de lujo. Introdujo el concepto del «desvestido público», unos vestidos sin mangas con las piernas descubiertas, utilizados sobre todo para la práctica del tenis. En 1928 lanzó Huile de Chaldée, el primer aceite bronceador. Patou, bajo el monograma JP, fue el primero en potenciar las posibilidades de una marca como reclamo para los clientes. Lanvin se inició en la sombrerería, hasta abrir su casa de costura en París. Inspirada en el siglo XVIII, fue famosa por sus adornos y bordados, con preferencia por una variedad del color azul marino que fue llamado «azul Lanvin». En 1927 lanzó el perfume Arpège.
A mediados de los años 1920 las faldas empezaron a acortarse y, hacia 1927, llegaron a su mínima longitud para la época, justo por encima de las rodillas. Fueron los años en que surgió la moda del pelo corto (bob cut), con un arquetipo de mujer liberada y cercana al rol masculino, denominada flapper en inglés o garçonne en francés. Para la noche, en plena era del jazz, el tango y el charlestón, se pusieron de moda los vestidos con flecos y lentejuelas. Los hombres abandonaron la levita por la americana y se pusieron de moda los jerséis con dibujos. En el peinado, se llevó el pelo planchado, al estilo de Rodolfo Valentino.
A finales de los años 1920 las faldas volvieron a alargarse, con vestidos con cintura y hombros anchos. Surgió una nueva versión del traje sastre, el «sastre deportivo», dirigido a las mujeres que trabajaban. Sin embargo, la masculinización de la mujer no acababa del todo de estar bien vista: en 1931, el alcalde de París invitó a la actriz Marlene Dietrich a dejar la ciudad por ir vestida de hombre. En los años 1930 triunfó el esmoquin entre los hombres, mientras que entre las mujeres se llevaron los vestidos de noche con largos escotes en la espalda. También estuvieron de moda la americana cruzada, la trinchera y los pantalones anchos, así como, entre los accesorios, los pañuelos de seda de Hermès y los bolsos «estilo sobre».

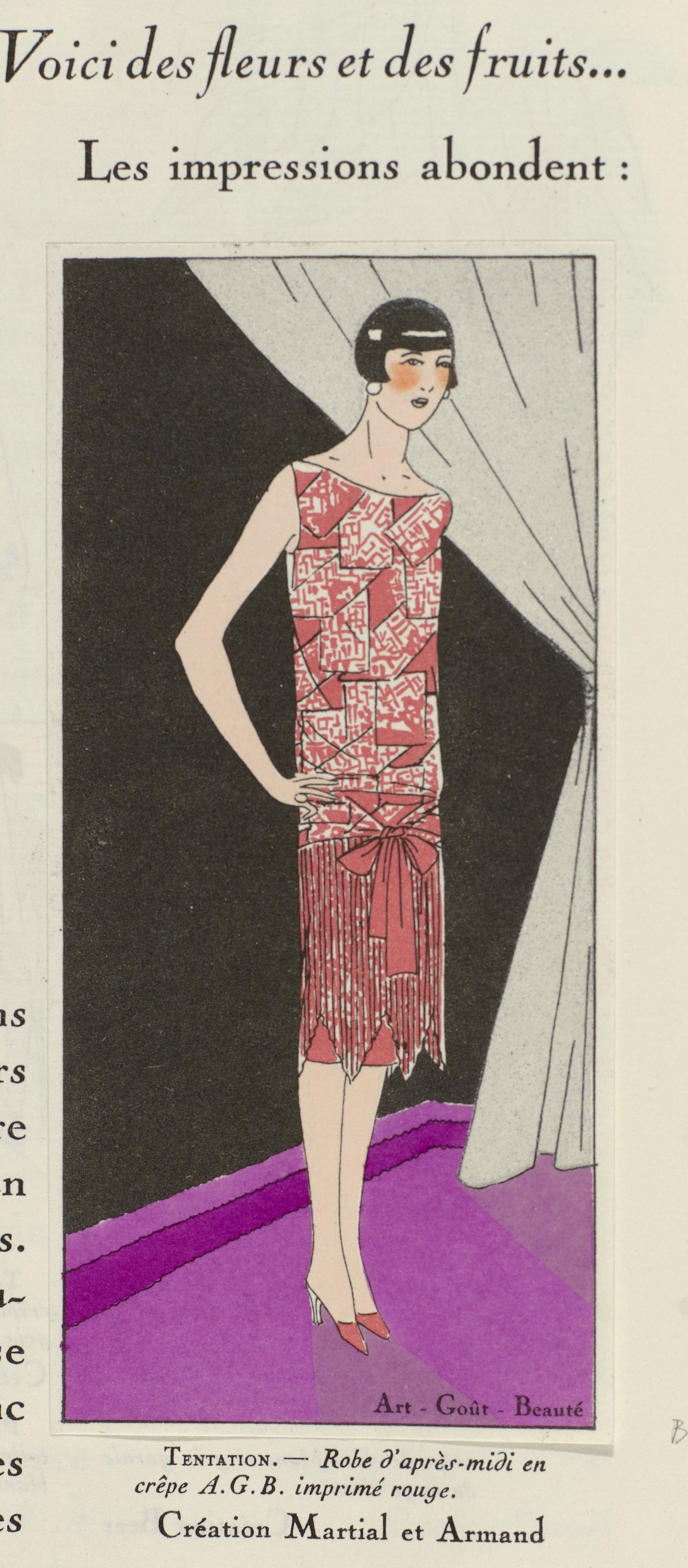
Prototipo femenino de los años 1920: vestido camisero y peinado bob, ilustración de la revista Art, Goût, Beauté (1926)

En estos años el estilo dominante fue el art déco, que se afianzó en la Exposición Internacional de Artes Decorativas e Industrias Modernas de 1925, celebrada en París. La principal premisa de este estilo fue la modernidad, la asunción de un nuevo estilo de vida que llevaría aparejado una nueva imagen para el hombre y la mujer. Fue un estilo eminentemente decorativo, con influencia del arte africano, la xilografía japonesa y el antiguo Egipto, que produjo unos diseños basados en formas geométricas, zigzags, espirales, formas escalonadas y trapezoidales. La emancipación de la mujer comportó una nueva silueta más libre y práctica, con libertad de movimiento, para lo que se afianzó el vestido camisero, un vestido recto y suelto, con una caída natural de la cintura a la cadera, altura hasta las rodillas y cuellos redondos o de pico, realizados en punto o rayón. Los complementos para estos vestidos solían ser sombreros cloché y zapatos Mary Jane, unos zapatos cerrados de piel negra con tacón Luis XV. Para la noche, los vestidos eran más largos, de inspiración clásica, con rosetas en las caderas y colas y polisones en los bajos, con escotes pronunciados, tanto delante como sobre todo detrás, donde el escote solía llegar hasta la cintura, mostrando la espalda; se solía combinar con una cinta para el pelo adornada con plumas o rosetas, así como estolas o boas de plumas para el cuello y numerosos objetos de bisutería. Otra tipología fue la robe de style, un vestido de cuerpo tubular y falda de campana, que se llevaba como traje elegante para el día o informal por la noche. En cuanto a ropa interior, en estos años se llevaba un conjunto de camisola y bragas denominado camiknickers. En la vertiente masculina, el traje con americana recta solía ser el más habitual, mientras que de noche seguía llevándose el esmoquin, pero con faja en vez de chaleco. En cuanto a ropa informal, estuvieron de moda el canotier, los blazers y los pantalones Oxford, unos pantalones de franela de pata muy ancha.

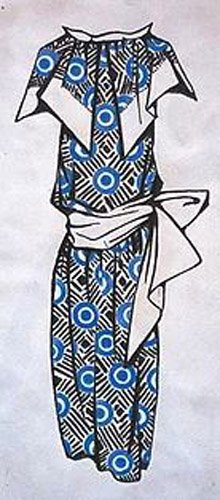
Vestido diseñado por Liubov Popova (1923-1924)

En este período la moda sufrió una fuerte influencia del arte de vanguardia. Uno de los contactos más estrechos entre arte y moda fue con el constructivismo ruso: la Revolución rusa propició la intervención estatal en el terreno de la cultura, con la vista puesta en la objetividad y la utilidad. La moda constructivista buscó una línea de prendas sencillas y utilitarias, con una estrecha relación entre diseño y tecnología. Se crearon diversos institutos de diseño, como el INKhUK (Instituto de Cultura Artística). Varios artistas constructivistas diseñaron indumentaria, como Vladímir Tatlin, Liubov Popova y Varvara Stepánova. Crearon diseños de inspiración suprematista y cubofuturista, basados en formas geométricas básicas, que fueron trasladados a la industria de estampación textil, cuya primera fábrica fue creada en Moscú en 1923. Popova y Stepánova también escribieron artículos de moda en la revista LEF.
Otro de los estilos que influyó en la moda fue el surrealismo, un movimiento basado en el afloramiento del subconsciente, en el mundo de los sueños, de la fantasía, la irrealidad. Su vinculación a la moda se produjo sobre todo de la mano de Elsa Schiaparelli, una modista italiana afincada en París, muy relacionada con el mundo del arte: para ella, el diseño de moda era una actividad artística. Se hizo famosa por sus prendas de punto con trampantojos, unos dibujos incorporados a la tela que parecían objetos externos, ya fuesen textiles, como lazos, cinturones, bufandas o pajaritas, como de diversa índole, como tatuajes o esqueletos. Colaboró en varias ocasiones con Salvador Dalí, que diseñó algunos dibujos para sus prendas, como un vestido de organza de seda con una langosta y ramos de perejil dibujados (1937). Schiaparelli también diseñó bolsos con formas de objetos diversos, como pianos y teléfonos. También diseñó el mad-cap, un sombrero de punto que podía adquirir diversas formas, y tuvo una línea de ropa deportiva. Creó también bisutería y perfumería, como su icónico Shocking, característico por su color rosa fucsia y su botella inspirada en la silueta de Mae West.

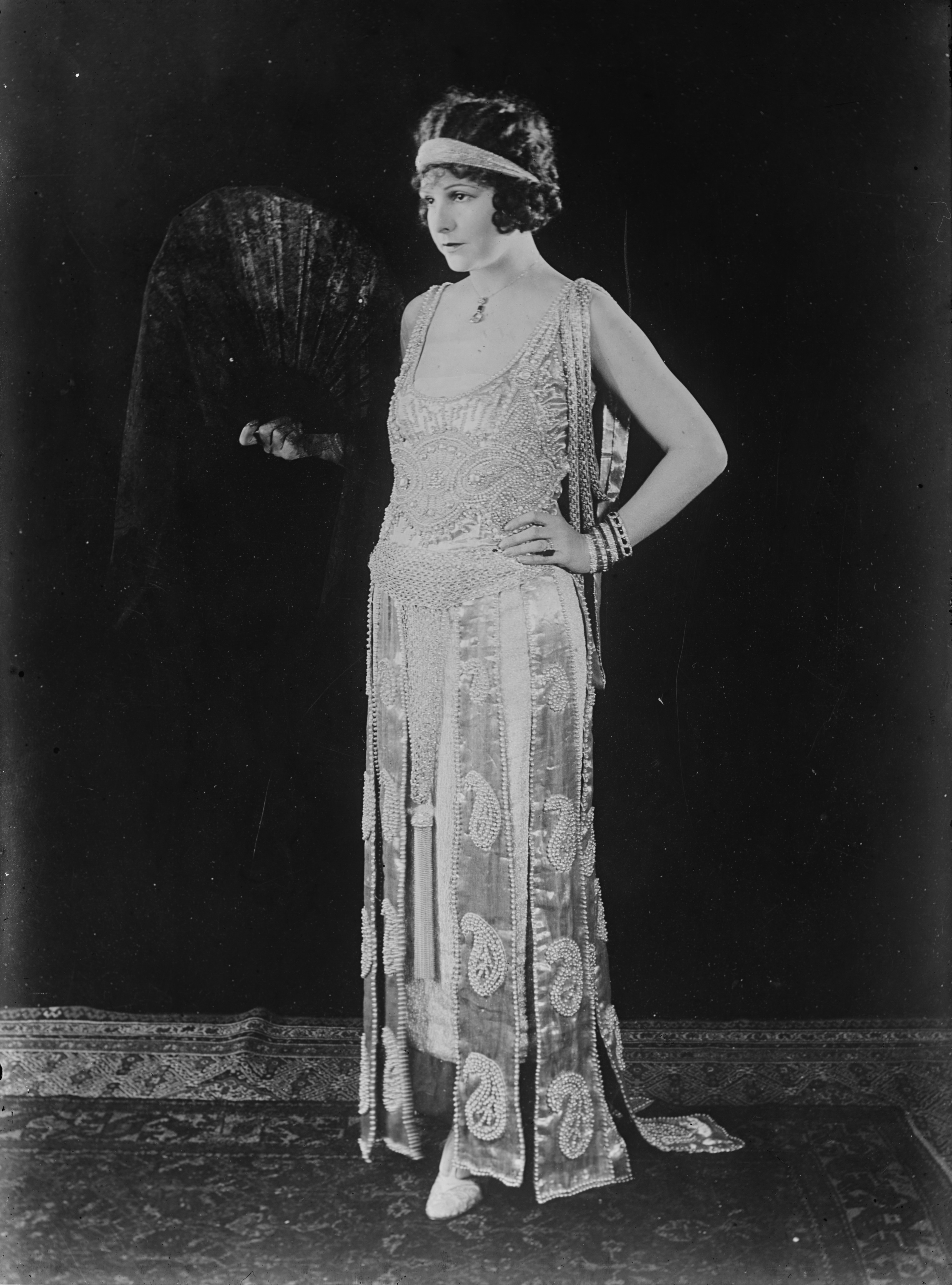
La actriz Norma Talmadge, prototipo del estilo flapper

El diseño de vanguardia fue cultivado también por Sonia Delaunay, cercana como su marido Robert al arte abstracto y al orfismo, una variante del cubismo. Fue creadora del «vestido simultáneo» y de diversos diseños de todo tipo de objetos y complementos, a los que aplicó los principios de la abstracción. Serguéi Diáguilev le encargó el vestuario para su ballet Cléopâtre.
En los años 1930 la silueta femenina cambió de nuevo drásticamente. Se pasó de la forma tubular del vestido camisero a prendas más curvilíneas, gracias a los experimentos en corte y estructura de la diseñadora Madeleine Vionnet. En lugar de trabajar con patrones, Vionnet realizaba sus diseños sobre maniquíes articulados, sobre los que drapeaba la tela y la sujetaba con alfileres antes de cortarla dándole forma. Se la considera la inventora del corte al bies (en diagonal), con cuya técnica realizaba prendas entalladas pero fluidas. Se inspiró en prendas de la antigüedad clásica, como el quitón griego, así como de la indumentaria oriental, especialmente el kimono japonés.
A finales de los años 1930 se produjo un revival de la moda de época victoriana, que vino en denominarse «estilo neovictoriano». Debido a la crisis económica iniciada con el crack de 1929, hubo una reacción inversa hacia el escapismo, la huida de la realidad, que se tradujo en una preferencia por la fantasía que derivó en la nostalgia por el pasado y en las tendencias románticas. Se resucitó el talle estrecho y las faldas amplias y voluminosas, que recordaban la hechura del pionero de la alta costura, Charles Worth. A ello coadyuvó el cine de Hollywood, con películas como Little Women (1933) y Lo que el viento se llevó (1939). Otra influencia provino del guardarropa diseñado por Norman Hartnell para la visita de la reina Isabel del Reino Unido a París en 1938, inspirado en los cuadros románticos de Franz Xaver Winterhalter.

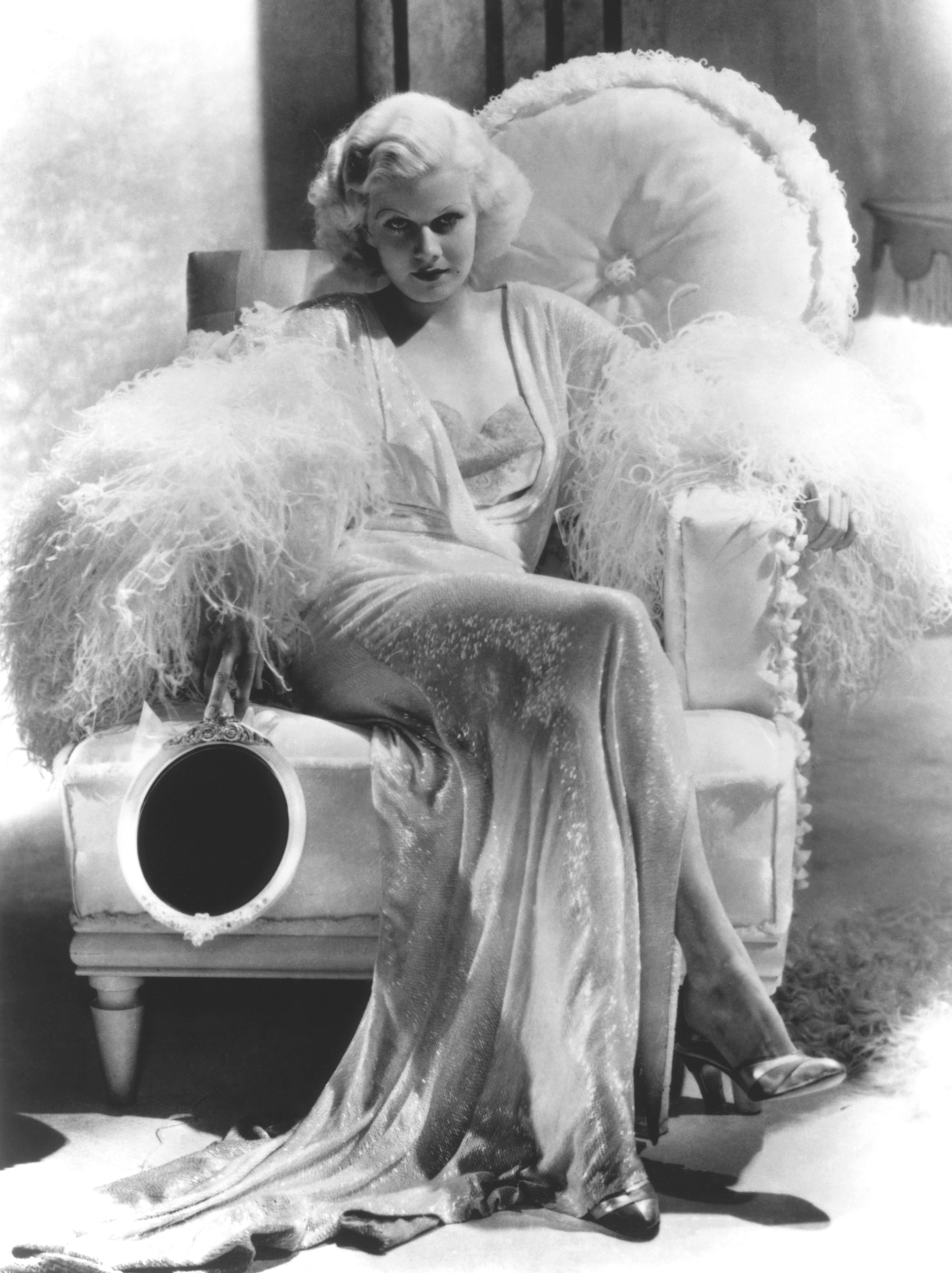
Jean Harlow con un vestido de noche y boa de marabú diseñado por Adrian, en una foto promocional de Cena a las ocho (1933) y publicada como portada de la revista Time en 1935

Los 1930 fueron los años dorados del cine de Hollywood, que se convirtió en un gran escaparate para la moda, gracias al glamour de actrices como Mae West, Carole Lombard, Joan Crawford, Claudette Colbert y Jean Harlow. Las productoras de cine tenían sus propios diseñadores de moda, que crearon tendencia con sus diseños, entre los que destacaron Adrian y Travis Banton; en ocasiones contrataron a famosas modistas europeas, como Coco Chanel y Elsa Schiaparelli. El influjo del glamur hollywoodiense se trasladó a otros terrenos, como el de la cosmética, sobre todo gracias a la labor de Max Factor. En esa época, surgieron en Estados Unidos las prendas de moda de confección, unas prendas estandarizadas que, frente a las hechas a medida, permitían abaratar los costes, un concepto lanzado en 1928 por Hattie Carnegie. Estas prendas podían pedirse por correo o teléfono, lo que permitió el alcance de la moda a un público mayor. Siguieron su estela diseñadoras como Bonnie Cashin y Claire McCardell. Esta última trasladó la funcionalidad de la ropa deportiva a la alta costura. Creó el vestido popover, pensado para la mujer de clase media, que se ponía sobre la ropa para protegerla mientras se realizaban tareas domésticas. También nació el concepto de piezas de guardarropa intercambiables, piezas separadas que permitían numerosas combinaciones entre ellas. Estos años también vieron el surgimiento de la moda afroamericana, con una primera seña de identidad: el traje zoot, un traje holgado pero estrecho en la cintura y los bajos. Aparecieron las primeras modistas de raza negra, como Anne Cole Lowe y Zelda Wynn Valdes.
En estas décadas la ropa deportiva evidenció un notable auge, especialmente en actividades como la natación, el tenis, la hípica, el golf y el esquí, para las que se desarrollaron prendas específicas. Numerosos modistos diseñaron este tipo de prendas, como Jean Patou, que ideó un vestido sin mangas con falda plisada hasta la rodilla para la tenista Suzanne Langlen. Otro tenista, René Lacoste, popularizó el polo, una camisa de piqué de algodón de manga corta y cuello plano, que comercializó con su famoso emblema del cocodrilo en la pechera. El duque de Windsor popularizó los jerséis policromados (o jerséis jazz) para la práctica del golf. Para las actividades acuáticas, Elsa Schiaparelli diseñó unos bañadores de punto ceñidos al cuerpo, decorados con rayas verticales u horizontales. También surgieron los pijamas de playa, como los creados por Coco Chanel con pantalones de campana inspirados en los de los marineros. En 1925, la incorporación del látex permitió confeccionar bañadores más elásticos y adaptados al cuerpo.
En este período surgieron las bermudas, unos pantalones hasta la rodilla llamados así por las islas homónimas, un lugar frecuente de veraneo durante los años 1930 y 1940, en el que estaba prohibido que las mujeres llevasen las piernas descubiertas. Desde entonces fue una prenda habitual para los períodos de calor, usada por ambos sexos.

#### Glamur y vanguardismo (1945-1970)

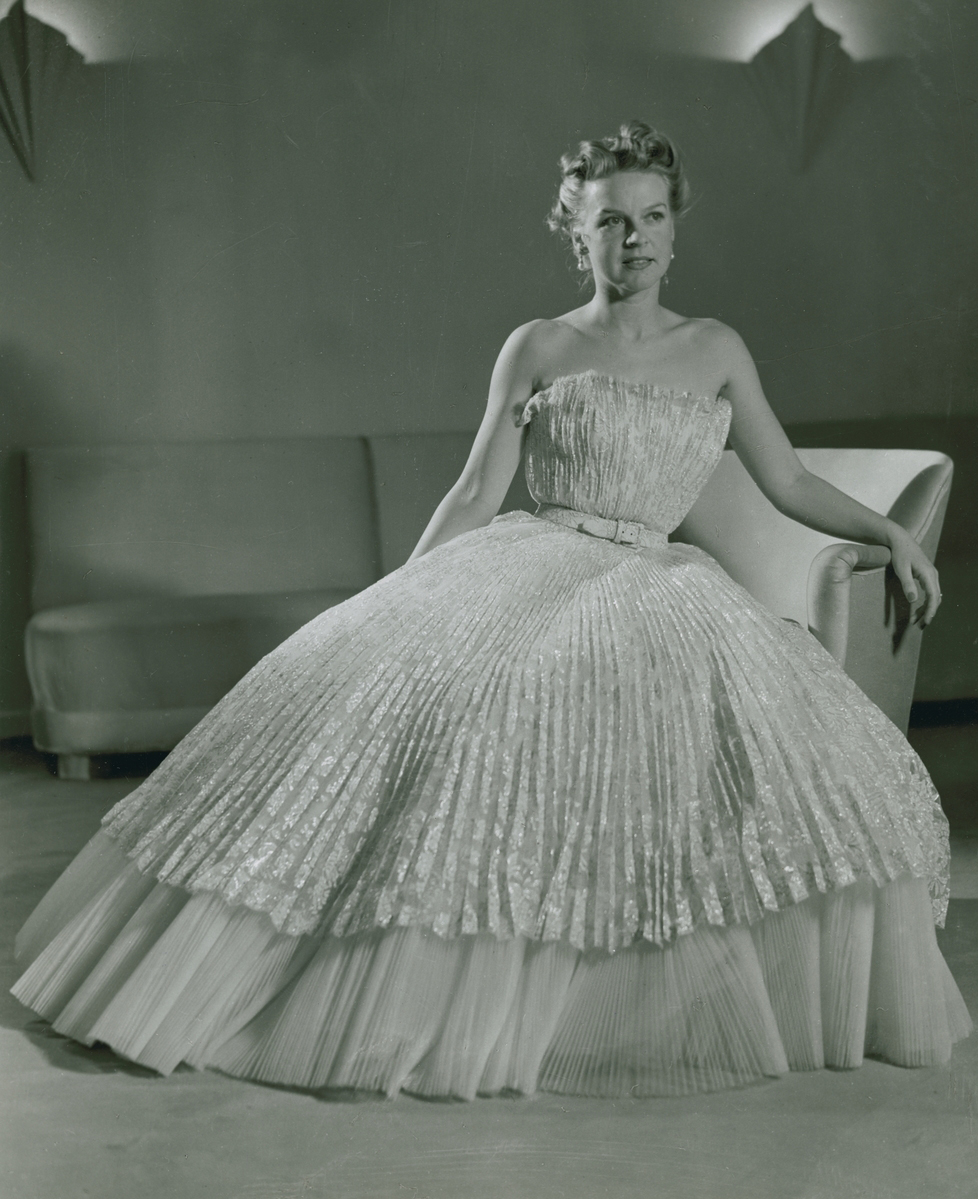
Vestido de noche diseñado por Christian Dior

En el transcurso de la Segunda Guerra Mundial la moda fue preferentemente utilitaria, debido a la escasez de recursos. En Reino Unido, la Cámara de Comercio promovió el Plan de Utilidad (Utility Scheme) —vigente hasta 1952—, que regulaba todos los aspectos de la producción textil, desde el diseño y la fabricación hasta los precios y la cantidad de ropa disponible para el público. Se instauró una línea austera, práctica y simple, de cortes sencillos, chaquetas cuadradas y faldas rectas o tableadas, con hombros anchos y cinturas estrechas. En indumentaria masculina, se prescindía de prendas y detalles superfluos, como chalecos, tirantes, solapas y bajos vueltos en los pantalones. Otra recomendación de la época era el remiendo y el reciclaje de prendas antiguas. Algunos diseñadores británicos de alta costura se enmarcaron en esta línea, como Norman Hartnell, Hardy Amies y Digby Morton.
La nueva contienda trastocó otra vez la industria de la moda, pero tras su finalización hubo un interés general por impulsar de nuevo el sector. En 1945 se organizó en el Museo de Artes Decorativas de París una exposición titulada El teatro de la moda, que fue financiada por los principales modistas de la época. Dos años después, surgió uno de los grandes hitos de la historia de la moda: el New Look de Christian Dior. En contraposición a la moda de entreguerras, diseñó una línea romántica, basada en una figura de cintura de avispa y pecho redondeado, con chaquetas entalladas y faldas amplias con cancán o enaguas almidonadas, zapatos con tacones de aguja y sombreros con velos en la cara. También inauguró una nueva forma de presentar las colecciones, con pases rápidos y más espectaculares, en los que se presentaban las prendas con nombres más imaginativos. A sus pasarelas solían acudir celebridades como Grace Kelly, Lauren Bacall, la princesa Soraya o la duquesa de Windsor.

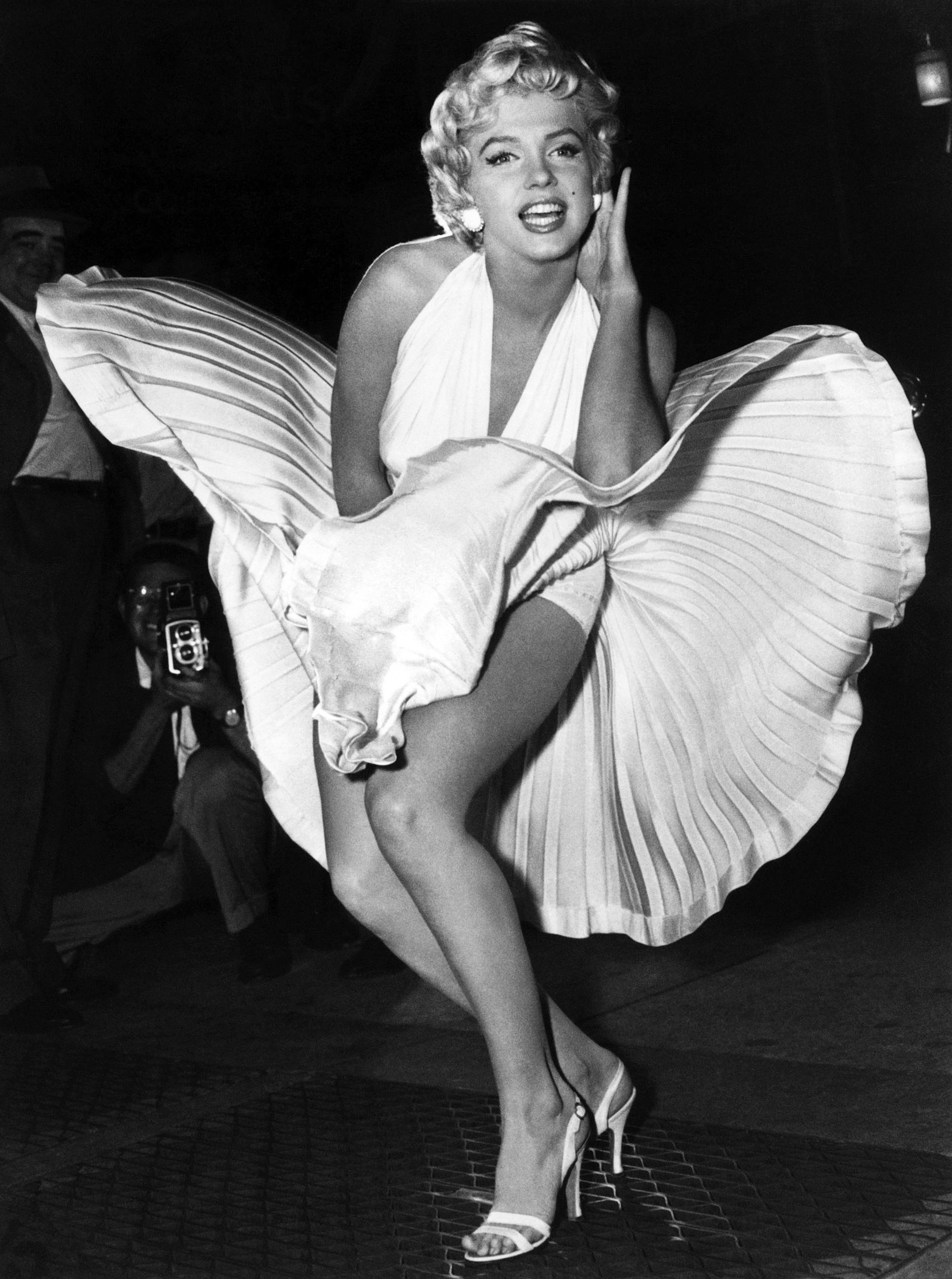
Vestido blanco de Marilyn Monroe (1955)

La vertiente masculina del New Look fue el llamado «estilo neoeduardiano», que buscaba recuperar la elegancia de los trajes de la Belle Époque. El impulso para esta moda surgió de Savile Row, el centro sartorial de Londres, donde se inició una línea de chaquetas largas y ajustadas, pantalones igualmente ajustados, abrigos de cuellos altos y forrados de terciopelo, sombreros tipo bombín, corbatas de Charvet, guantes de cuero y bastones con empuñadura de plata. A mediados de los años 1950 este estilo fue adoptado por los jóvenes rebeldes llamados Teddy boys.
En 1947, el modisto francés Jacques Heim y el ingeniero suizo Louis Réard inventaron el bikini, llamado así por unas pruebas nucleares que se estaban realizando en el atolón Bikini, en el Océano Pacífico. Era un traje de baño compuesto por un sujetador y una braguita ceñidos, que pese a causar un escándalo inicial enseguida se popularizó, sobre todo gracias a celebridades como Brigitte Bardot.

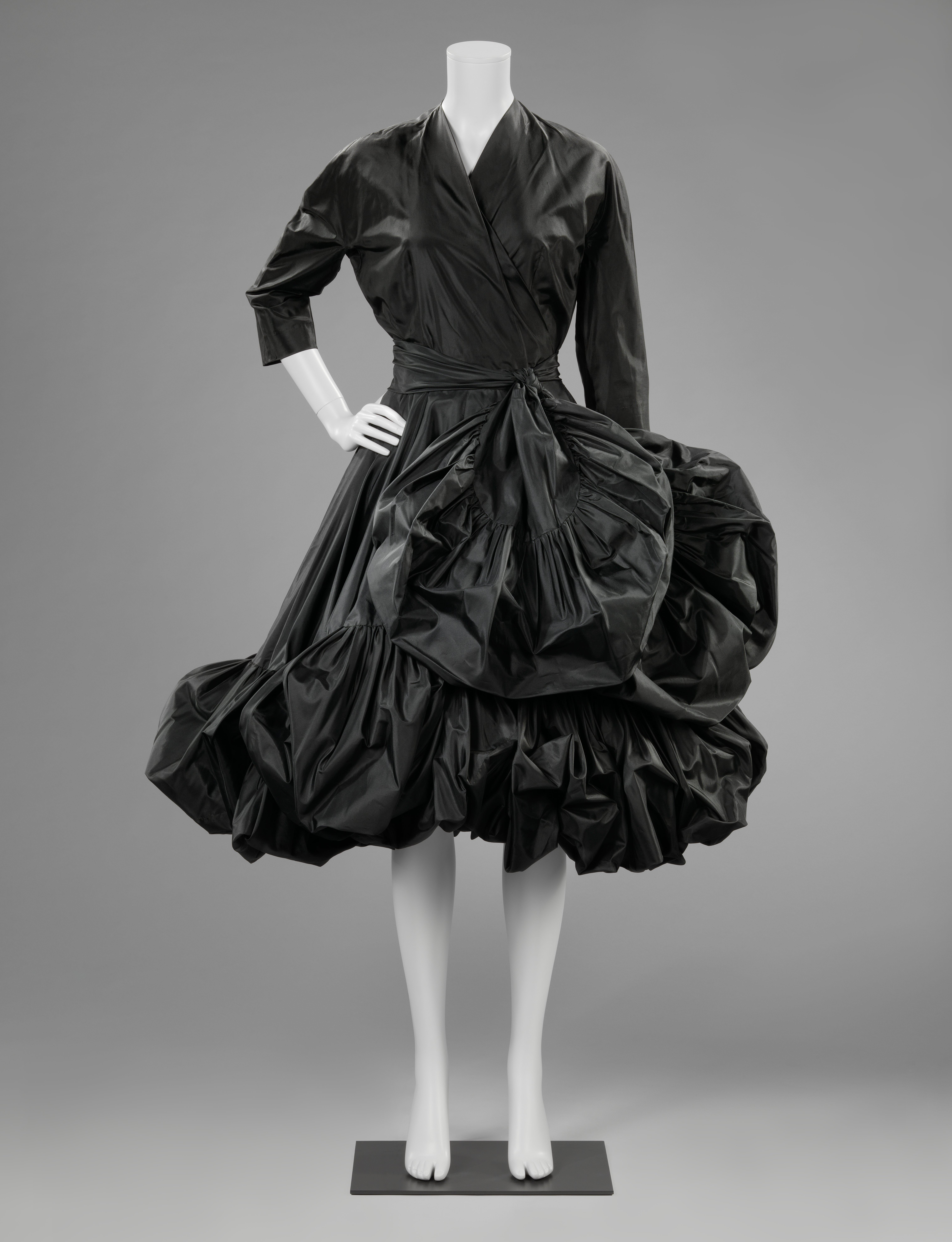
Vestido de cóctel de tafetán negro diseñado por Cristóbal Balenciaga (1951)

En los años 1950 se llevaron las líneas suaves y ondulantes, así como nuevas prendas que destacaban por su funcionalidad, como los vestidos camiseros, las faldas plisadas y los twin-set, unos conjuntos de chaqueta cárdigan y jersey a ras de cuello. Entre los modistas del momento destacaron Jacques Fath, Hubert de Givenchy y Pierre Balmain, así como el español Cristóbal Balenciaga, que fue un referente hasta su retirada en 1968, con treinta años de trayectoria en que probó todos los estilos, donde demostró su intuición y afán de innovación, así como gusto por los golpes de efecto. Considerado el mejor modisto de la historia, Balenciaga inició su carrera en San Sebastián adaptando la moda francesa al gusto español, hasta que en 1937, a causa de la Guerra Civil, se instaló en París, donde gozó de gran éxito, especialmente en los años 1950, cuando presentó sus famosas túnicas, sus sastres libres, sus trajes saco y sus vestidos de noche con forma de calabaza. En los 1960 lanzó sus impermeables de plástico y sus vestidos con talle estilo Imperio. Vistió a muchas celebridades, como Marlene Dietrich, Greta Garbo, Grace Kelly, Ava Gardner, Audrey Hepburn, Jackie Kennedy o Fabiola de Bélgica, para la que diseñó el traje de novia. En honor a su obra tiene dedicado el Museo Balenciaga de Guetaria, el primero dedicado únicamente a un modista.
Pierre Balmain abrió su casa de alta costura en 1945. Creó una línea sencilla y elegante, de la que destacaron sus conjuntos de vestido y chaqueta y sus vestidos de noche drapeados y plisados, con llamativos estampados y bordados de calidad, que fueron llevados por estrellas del cine como Ava Gardner y Katharine Hepburn. Entre las mujeres del Jet set a las que vestía, figuraba la reina Sirikit de Tailandia, así como la primera dama de Nicaragua, Hope Portocarrero.
Jacques Fath destacó tanto por sus diseños como por su visión para los negocios, ya que cerró varios contratos con grandes almacenes estadounidenses. Tenía un estilo glamuroso, con prendas que seguían las líneas del cuerpo. Hubert de Givenchy, que abrió su casa en 1952, desarrolló un estilo purista exento de ornamentos superfluos, que se plasmó en su chemise o vestido saco.

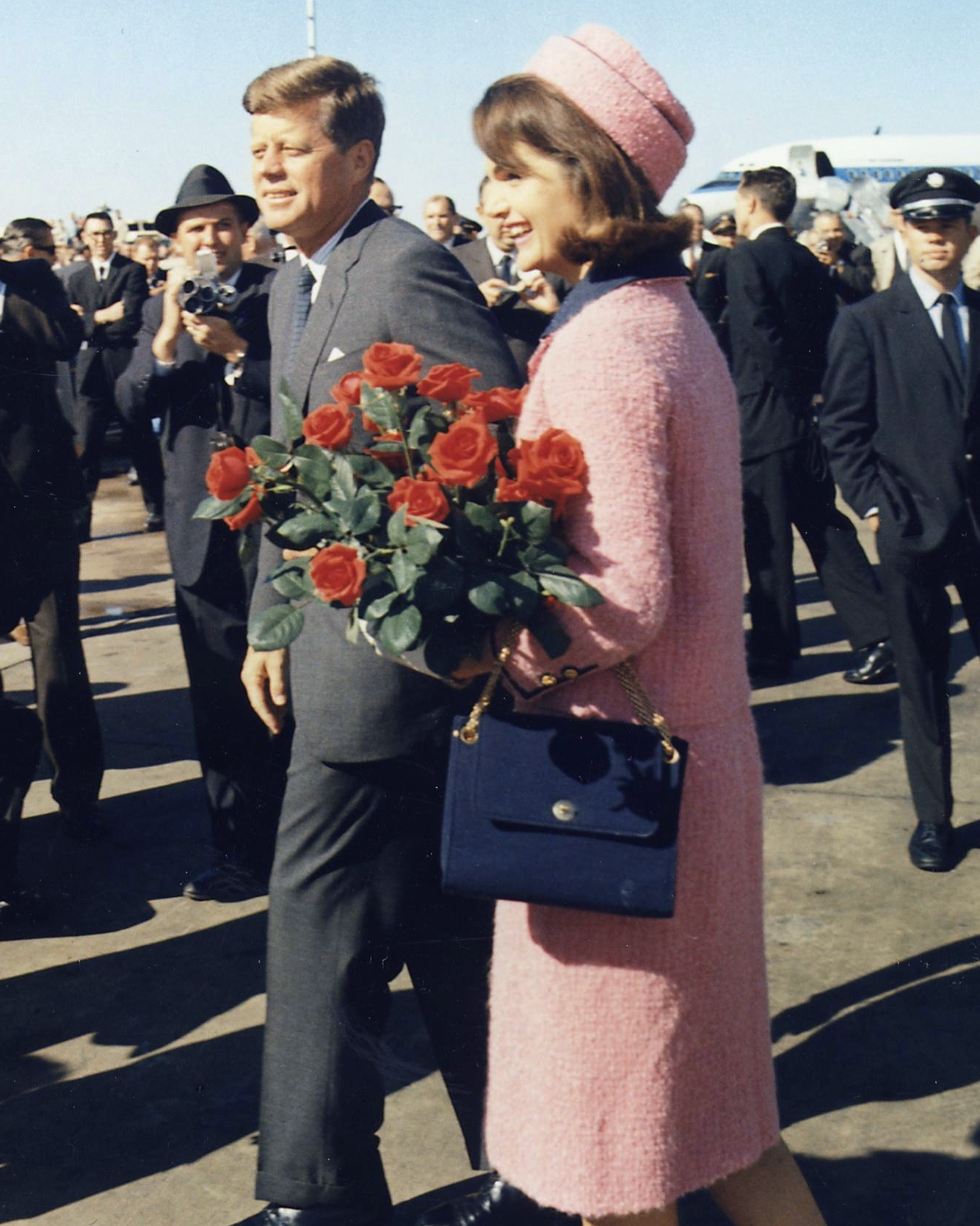
Traje rosa de Jacqueline Kennedy (1963)

En estos años comenzó uno de los fenómenos sociales más distintivos de la segunda mitad de siglo: la diferenciación de los jóvenes respecto a sus padres. La juventud buscaba una imagen propia y distintiva, un estilo que les correspondiese solo a ellos. El primer exponente fue el estilo preppy: inspirados en los uniformes de escuelas preparatorias —de ahí el término preppy— de los Estados Unidos, estos jóvenes llevaban blazers sin hombreras, camisas abotonadas de tela Oxford, chalecos de tartán, corbatas rep y pantalones de franela o pana ancha acanalada, así como mocasines o zapatos de piel negra o marrón. En un ámbito más informal, llevaban jerséis de críquet de punto trenzado, camisas polo de algodón y zapatos náuticos Top-Sider. En su vertiente femenina surgió el estilo bobbysoxer, caracterizado por el uso de jerséis o cardiganes con blusas de cuello Peter Pan, faldas escocesas por la rodilla y mocasines penny. Una vertiente de estos estilos universitarios fue el estilo Ivy League, en el que destacaban los jerséis Letterman, que se caracterizaban por llevar una letra bordada, que se complementaban con camisas de cuadros, pantalones chinos y chaquetas Harrington.
Otro movimiento de la juventud rebelde fue el beatnik, vinculado a la filosofía existencialista y al rechazo del materialismo y, por tanto, de la moda, aunque paradójicamente propició un nuevo estilo de vestir basado en jerséis grandes, pantalones pitillo, suéteres de cuello vuelto y trenkas. En Francia, este estilo fue denominado Rive Gauche y tuvo su musa en Juliette Gréco.

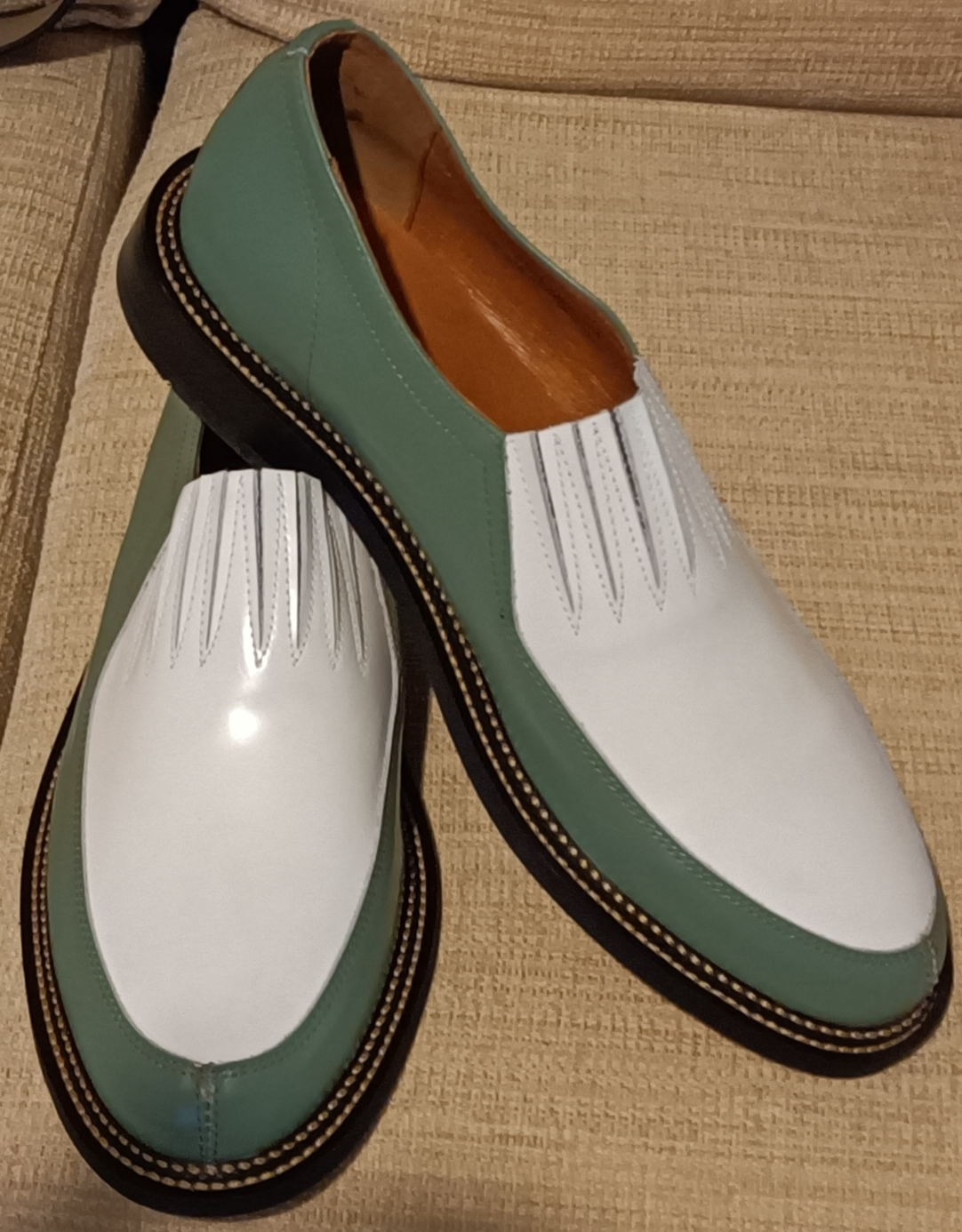
Zapatos Penahaus de estilo bebop durante los años 50

También en estos años empezaron a popularizarse entre la juventud los pantalones vaqueros, que se asociaron a la nueva música rock'n'roll —con la estrella Elvis Presley— y a una imagen de rebeldía juvenil, gracias a películas como The Wild One (1953), protagonizada por Marlon Brando, y Rebelde sin causa (1955), con James Dean. En Salvaje, Brando popularizó también la cazadora de cuero de motorista, concretamente una Schott Perfecto, que no ha dejado de venderse desde entonces.
En Estados Unidos surgió en esta época el estilo «escote de corazón», lanzado en 1950 por Helen Rose. Influida por el New Look de Dior, se pusieron de moda unos vestidos con corpiño en forma de corazón, talle recortado y falda ondulante. Este estilo fue popularizado por Hollywood, especialmente estrellas como Elizabeth Taylor y Grace Kelly. Este tipo de vestido se asoció con la elegancia y la sofisticación, y se convirtió en el arquetípico de las fiestas de graduación de las adolescentes estadounidenses, así como uno de los favoritos para vestidos nupciales. Se solía combinar con el bolso Kelly de Hermès, llamado así por Grace Kelly, que apareció con él en una portada de la revista Life. Por otro lado, el cine de Hollywood explotó en esta época una imagen de mujer con silueta de reloj de arena, en la que destacaba el busto, gracias a la aparición en 1949 del sujetador de cono, así como la utilización de la faja para el talle; sus mejores exponentes fueron Lana Turner, Jayne Mansfield y Marilyn Monroe.

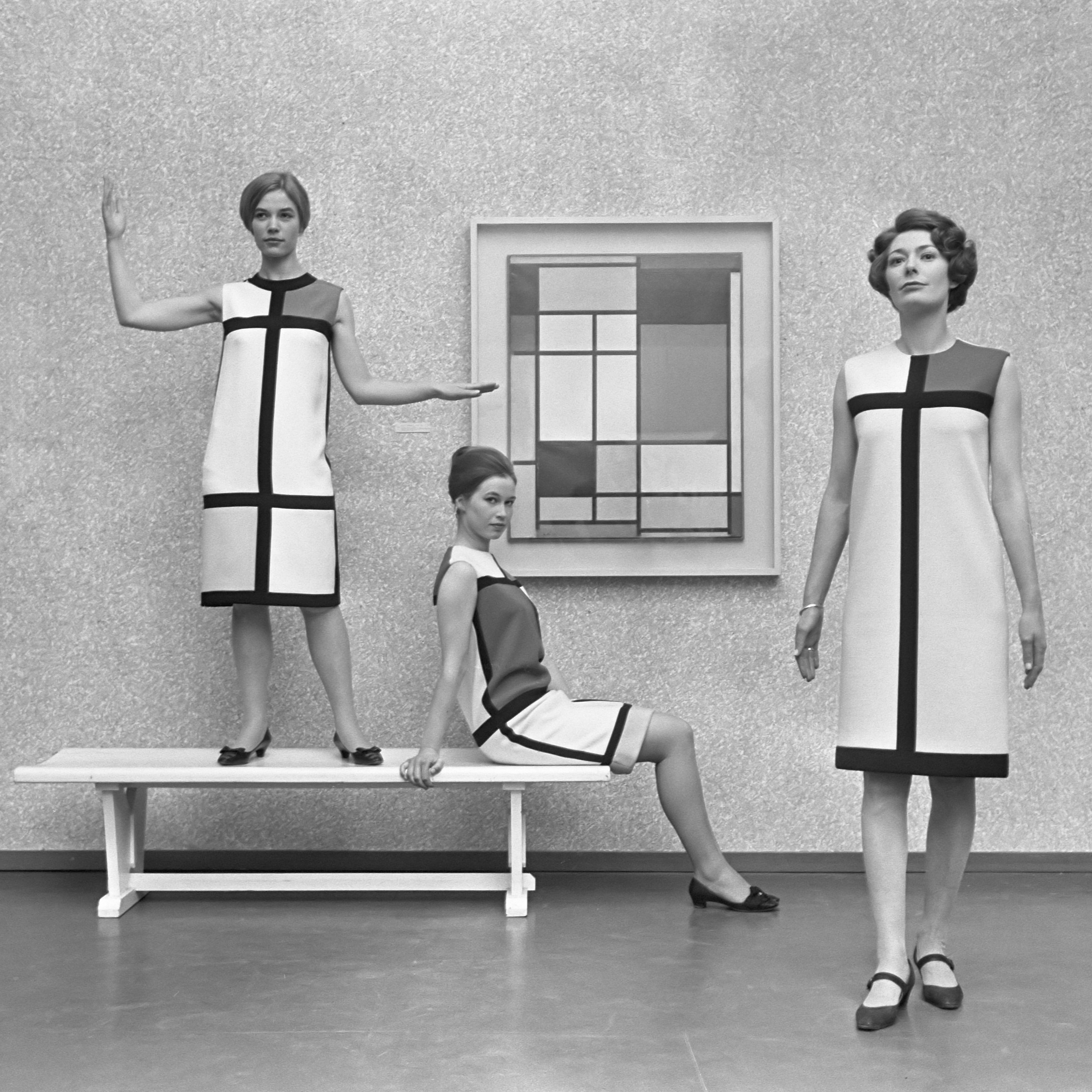
Colección de otoño de 1965 de Yves Saint Laurent, inspirada en la obra de Piet Mondrian

Los años 1960 vieron el auge del prêt-à-porter, la introducción de las fibras artificiales y un mayor afán por dirigirse cada vez más a un público más joven, así como una inspiración cada vez mayor en el arte de vanguardia. La moda se relacionó cada vez más con la cultura del momento, la música, la literatura, las artes visuales: fue la moda pop, que traslucía un sentimiento renovador, basado en la cultura popular, con exaltación de la juventud como valor positivo universal y una mayor preocupación por la creación de una moda de alcance masivo, dirigida a todos los públicos y a cualquier poder adquisitivo. Los modistas del momento fueron André Courrèges, Yves Saint Laurent y Pierre Cardin. El primero fue el artífice de la «moda futurista», basada en los nuevos materiales, como sus paillettes sintéticas, sus monos de charol, sus medias plateadas y sus trajes de rayas. Discípulo de Balenciaga, fue considerado un revolucionario de la moda y comparado al arquitecto Le Corbusier por sus formas. Saint Laurent alternó la alta costura con el prêt-à-porter. Entre sus innovaciones se encuentran el esmoquin femenino y sus vestidos inspirados en grandes genios de la pintura, como la línea de estilo neoplasticista inspirada en Piet Mondrian. Cardin fue el artífice de la revalorización de la moda masculina, tanto en alta costura como en prêt-à-porter, con prendas de estilo sport pensadas para el ocio y el deporte, que convivían con la línea clásica de traje y corbata. Fue el primero en lanzar una línea de prêt-à-porter de lujo para unos grandes almacenes, los Printemps. En Italia, Walter Albini adaptó el prêt-à-porter a la industria italiana y fue el pionero de los acuerdos entre diseñadores y firmas comerciales bajo la fórmula «Walter Albini para [...]». Influido por el art déco, el zodíaco y el ballet puso un contrapunto glamuroso a la corriente contracultural de la década.

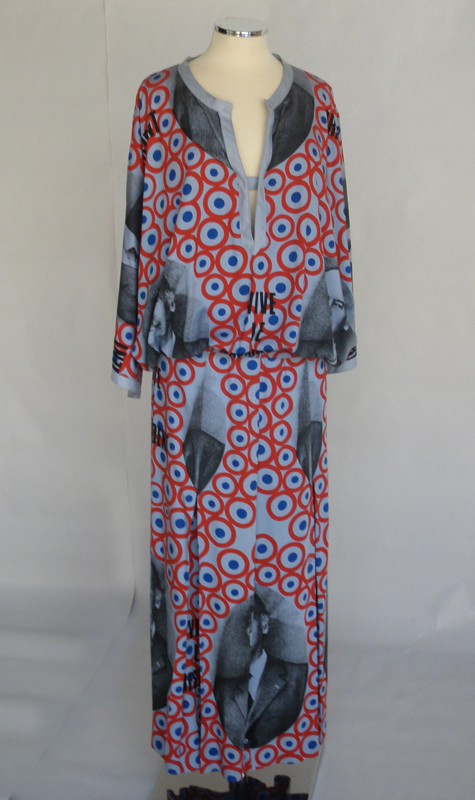
Vestido de Paco Rabanne (1973)

En esta década, caracterizada por la carrera espacial, surgió la moda futurista, que se basó en el uso de fibras sintéticas. Diseñadores como André Courrèges, Pierre Cardin y Paco Rabanne lanzaron una serie de prendas y complementos confeccionados con estos nuevos materiales, aunados a la utilización de piezas metálicas. Courrèges lanzó en 1964 su colección Moon Girl, formada por minivestidos de telas densamente tejidas, así como pantalones y túnicas, gorros parecidos a cascos de astronauta, botas acolchadas o calzado plano de charol. Cardin fue pionero de la ropa unisex con su colección Space Age, que incluía vestidos tubulares, tabardos y monos de punto. En sus siguientes colecciones incluyó minipichis, túnicas de colores brillantes y botas de PVC. También creó unas chaquetas en las que combinaba telas con metal y vinilo, con cuadros estilo op art. Rabanne también experimentó con nuevos materiales, como su vestido de placas de Rhodoid (plástico de acetato de celulosa) de 1966, elaborado con cortadores de metal, alicates y soplete. Otros materiales con los que trabajó fueron la fibra de vidrio, el cuero fluorescente, el papel, el metal martillado y el aluminio. Pionero en el reciclaje de materiales, fue considerado un iconoclasta de la moda. Continuó la estela de estos tres diseñadores el estadounidense Rudi Gernreich, que trabajó también con el vinilo y el plástico; en 1962 lanzó el monokini, un bañador sin la parte de arriba.

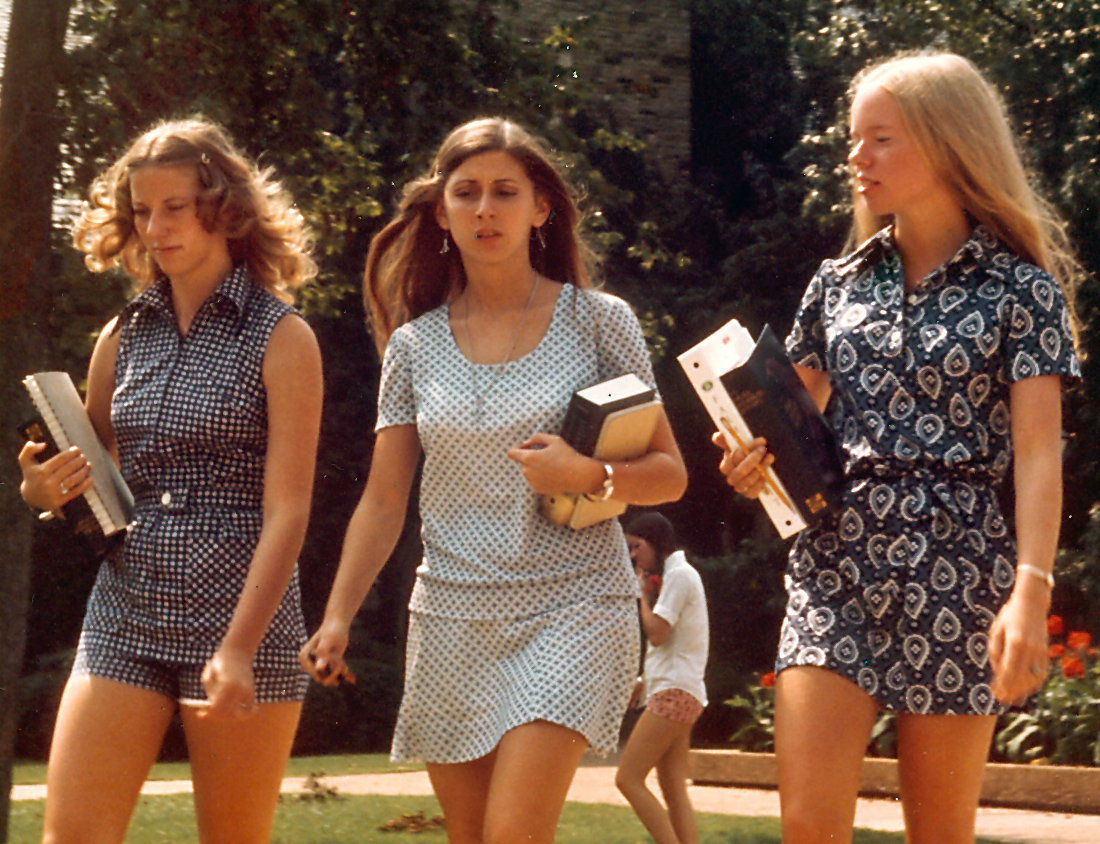
Jóvenes con minifalda (Estados Unidos, 1973)

Por entonces surgió en Estados Unidos un estilo más sencillo promovido por figuras como la actriz Audrey Hepburn o la primera dama Jacqueline Bouvier Kennedy. Hepburn, famosa por películas como Breakfast at Tiffany's (1961), popularizó la chemise o vestido saco diseñado por Givenchy. Jackie Kennedy también usó los diseños de Givenchy y promovió una silueta estilizada, con vestidos sin mangas, escote barco, chaquetas recortadas, guantes blancos, zapatos pump Pilgrim de tacón bajo y sombrero pastillero, así como bolsos Chanel 2.55 y Gucci con asa de bambú, que fue rebautizado Jackie en su honor. Paralelamente, surgió la moda hippy, un movimiento cultural protagonizado por la juventud estadounidense de naturaleza rebelde e inconformista, pacifista y ecologista, y con afán renovador de la sociedad de su tiempo, caracterizado por un aspecto descuidado, con pelo largo y prendas sencillas y cómodas, de materiales naturales. Los chicos vestían camisas o túnicas indias de algodón, y zamarras de piel de cordero de origen afgano; las chicas llevaban largas faldas de flores estampadas y chalecos de cuero o ganchillo, con profusión de collares y abalorios. Los hippies valoraban las fibras naturales y los trabajos artesanales, así como los estilos étnicos. Algunos diseñadores de alta costura se adentraron en la moda hippy, como Emilio Pucci, Zandra Rhodes, Bill Gibb y Ossie Clark. La moda hippy desapareció en los años 1970, pero sus formas siguen inspirando a numerosos diseñadores, principalmente en cuanto a faldas fluidas de gasa, chalecos de cuero, superposición de prendas y mezclas de tejidos y estampados.

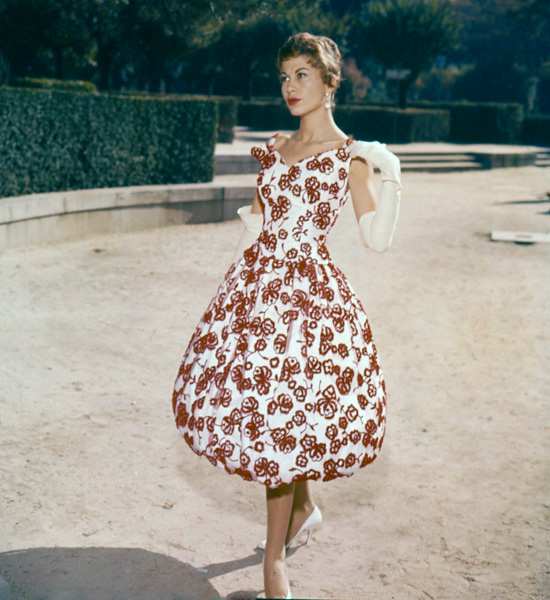
Vestido de Pedro Rodríguez (1954)

En estos años empezó a despuntar la moda inglesa, con un tono más vanguardista que la francesa, como los estampados geométricos inspirados en el op art o las prendas que imitaban los trajes de los astronautas. Una innovación fue la minifalda, ideada por Mary Quant, quien también introdujo el uso de leotardos en el vestir diario, una prenda usada hasta entonces para el deporte. El Reino Unido siempre había destacado en moda masculina, juvenil y deportiva, pero desde los años 1960 inició un auge en alta costura de diseño moderno y vanguardista. La moda inglesa gozó de amplia difusión gracias a fenómenos musicales como los Beatles y los Rolling Stones, que difundieron la moda pop. En el Londres de los 1960 se popularizaron las boutiques para la venta de ropa, hasta entonces centralizada especialmente en los grandes almacenes, enfocadas sobre todo a un público juvenil. El modisto John Stephen fue el principal proveedor de ropa para la corriente de los mods, caracterizada por el uso de parkas militares, trajes de corte italiano, camisas de cuello grande, corbatas anchas tipo kipper y botas Chelsea. También estuvo de moda esos años el uso de uniformes militares y las chaquetas con la bandera británica (la Union Jack). Por otro lado, Tommy Nutter modernizó el traje tradicional y lo adaptó a la nueva cultura urbana.
También empezó a sobresalir la moda estadounidense, basada en una potente industria que ya desde finales del siglo XIX se había ido abriendo camino en el sector de forma segura. Sobre la base de la costura entendida como un producto comercial, en este país surgió el concepto de ready to wear («listo para usar»), un antecedente del prêt-à-porter. En los años 1940, Claire McCardell creó el sello del american look, con un estilo natural y autóctono de tono deportivo que dio origen al concepto de lo «casual». El despunte definitivo se dio en los años 1960 y 1970 con Roy Halston Frowick, que destacó por sus prendas de punto, sus abrigos y chaquetas de formas cuadradas, sus elegantes sombreros y sus jerséis cuello de cisne. Ralph Lauren destacó en los 1960 con su life style, una línea de inspiración inglesa pero más refinada, mientras que en los 1990 triunfó con su sello american dream, aunando confort y elegancia, como en sus famosos polos. Fue el diseñador del vestuario de películas como El gran Gatsby (1974) y Annie Hall (1978), que tuvieron gran influencia en la moda. Cabe señalar como plataforma de difusión de la moda estadounidense la New York Fashion Week, la primera semana de la moda celebrada en el mundo, creada en 1943.

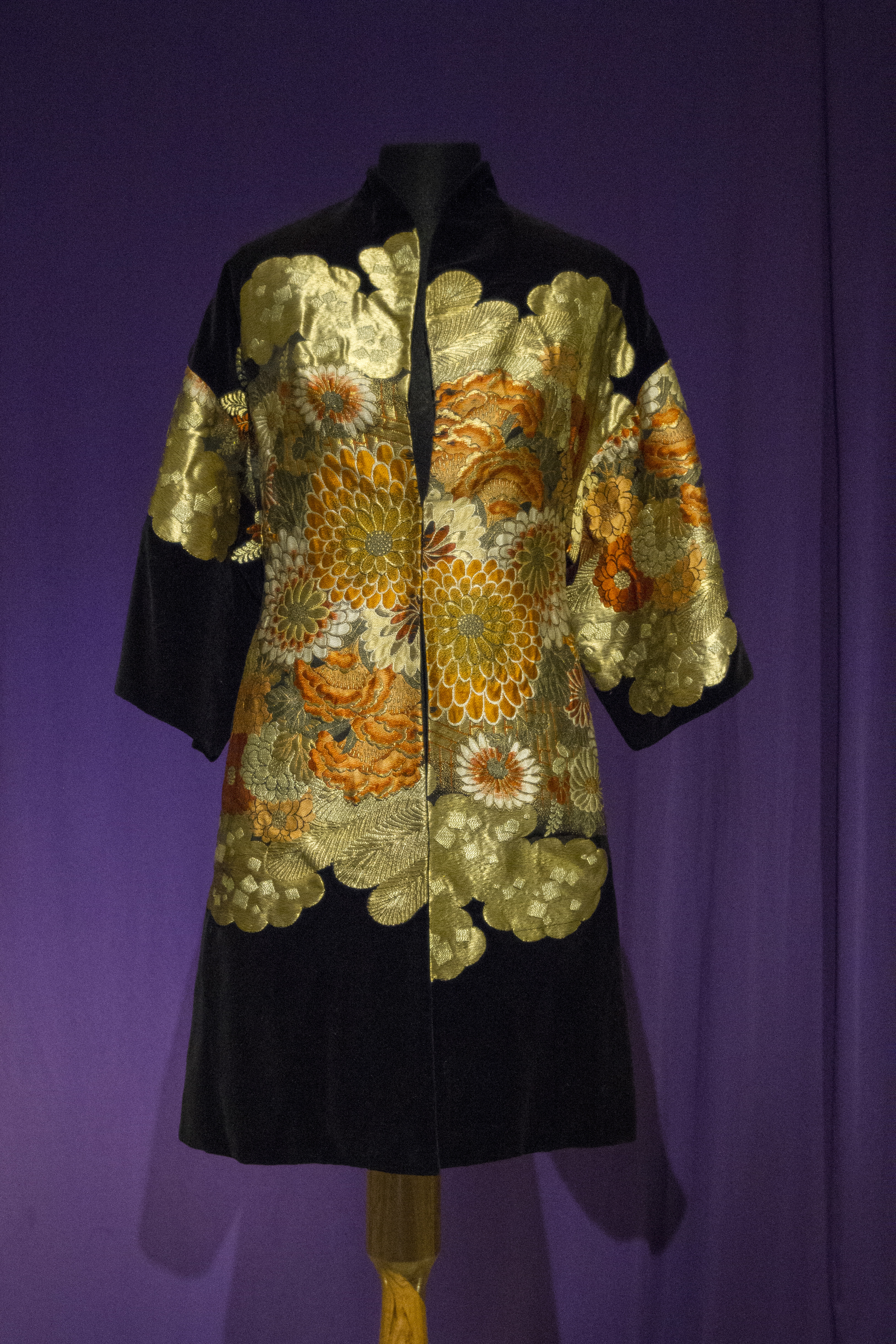
Chaqueta de Fridl Loos, pionera de la moda argentina

En España, además de la gran figura de Balenciaga, destacaron en los años 1950 y 1960 tres figuras que sentaron los cimientos de la alta costura española: Pedro Rodríguez, Manuel Pertegaz y Elio Berhanyer. El primero desarrolló un estilo depurado y de ricos materiales, que gozó de gran éxito en Estados Unidos, Japón y Filipinas. Introdujo en España el New Look de Christian Dior. Pertegaz cimentó su fama en España, sin necesidad de acudir nunca a París, aunque triunfó en otros países, sobre todo Estados Unidos. En su línea para mujer supo aunar femineidad y modernidad, con una gran relevancia otorgada a los accesorios. Berhanyer tenía un cierto aire arquitectónico, al igual que Courrèges, con sellos personales como sus contrastes bicolor, sus chaquetas cortas, sus adornos de flores y sus cinturones anchos.
También en Hispanoamérica se desarrolló notablemente el diseño local, cada vez más cercano a las tendencias de vanguardia. En México, surgieron ilustradores como Miguel Covarrubias, que trabajó para Vanity Fair, o Ernesto García Cabral, que ilustró magistralmente la moda de su tiempo. El inglés Henri de Châtillon trajo la moda europea de la época a México y supuso el punto de arranque de la alta costura local. El arranque del cine mexicano también aportó grandes iconos de la moda, como María Félix, y sentó las bases para un grupo de diseñadores como Armando Valdés Peza, Pedro Loredo, Ramón Valdiosera y Manuel Méndez. Valdiosera fue el primero en presentar una colección en Nueva York en 1947 y puso de moda el color bugambilia o «rosa mexicano». Entre las figuras más contemporáneas destaca Macario Jiménez. En Argentina, a comienzos de siglo la alta costura se importaba de Europa, en establecimientos como Casa Henriette, que pusieron al alcance de la población las principales novedades de la época. Revistas como El Hogar, Rosalinda o Para Ti también se hicieron eco de las principales novedades. En los años 1940, Eva Perón fue un icono de la moda argentina e introdujo en el país el New Look de Dior. Poco a poco fueron surgiendo diseñadores de talento, como Dalila Puzzovio, Mary Tapia, Fridl Loos y Medora Manero, quienes renovaron la moda argentina y la acercaron a la primera línea internacional.

#### La era del individualismo (1970-2000)

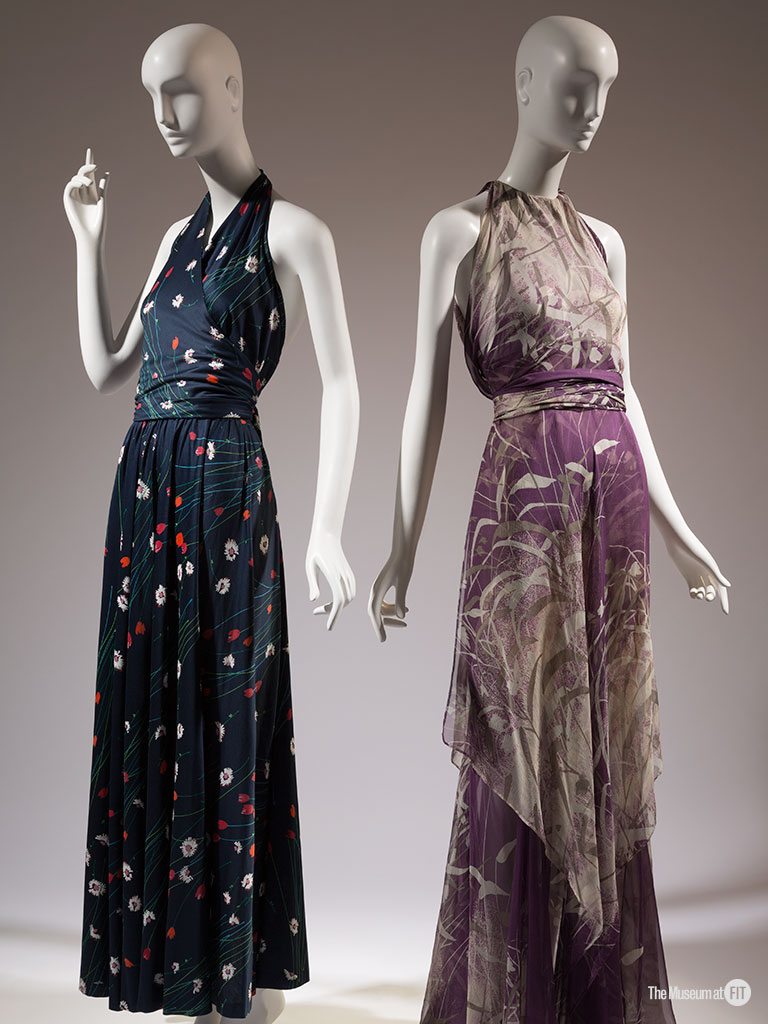
Izquierda: vestido de Roy Halston Frowick (1976). Derecha: vestido de Yves Saint Laurent (1971)

Las últimas décadas del siglo vieron una preferencia cada vez mayor por la individualización de la moda, iniciada en los años 1970, que Tom Wolfe definió como «la década del yo». Se buscaba un estilo personal alejado de los dictados de los grandes modistas, en el que se valoraba la imaginación y la novedad. La depresión económica derivada de la crisis del petróleo llevó a la moda a una búsqueda de prendas más baratas y funcionales. Por el día se llevaban prendas convencionales, de colores neutros, pero por la noche se desbordaba la fantasía, con colores estridentes y combinaciones extravagantes.
Los años 1970 se iniciaron con un cierto retorno a líneas más sencillas inspiradas en el pasado, como reacción a los estilos efímeros y eclécticos de la década anterior, lo que vino en denominarse «romanticismo nostálgico». Inspirado en las épocas victoriana y eduardiana, se tradujo en vestidos de algodón estampado y batas fruncidas de diseños florales. Una de sus máximos exponentes fue Laura Ashley, diseñadora de vestidos de algodón de un blanco puro o de motivos florales, con mangas ajamonadas, escotes modestos, talles altos, faldas largas y elementos ornamentales de encajes y volantes. En Estados Unidos, Ralph Lauren lanzó una colección en esta línea inspirada en la moda de los colonos del oeste norteamericano, que fue bautizada como estilo «casa de la pradera».
Estos años vieron un repunte de las prendas de punto, que se introdujeron en los circuitos de prêt-à-porter, no ya solo en los tradicionales jerséis, guantes y bufandas, sino en conjuntos completos de vestidos y complementos de punto. Una de las artífices de la nueva distinción de este género fue Sonia Rykiel, caracterizada por sus prendas de rayas sobre fondo negro, con sisas elevadas y mangas estrechas; también introdujo el uso de textos en las prendas de punto. Por otra parte, la empresa italiana Missoni introdujo los estampados en los géneros de punto. También en esta década surgió el concepto one stop, las prendas intercambiables de una sola firma, con las que se podía confeccionar un fondo de armario acudiendo a una única boutique, un concepto valorado por la moderna mujer trabajadora. Surgido en Estados Unidos, esta variedad de compras tuvo exponentes como Roy Halston Frowick y Calvin Klein. También en esa línea práctica, en 1973 Diane von Fürstenberg lanzó su «vestido envolvente», válido tanto para día —con un blazer— o la noche —con joyas y zapatos de tacones—.

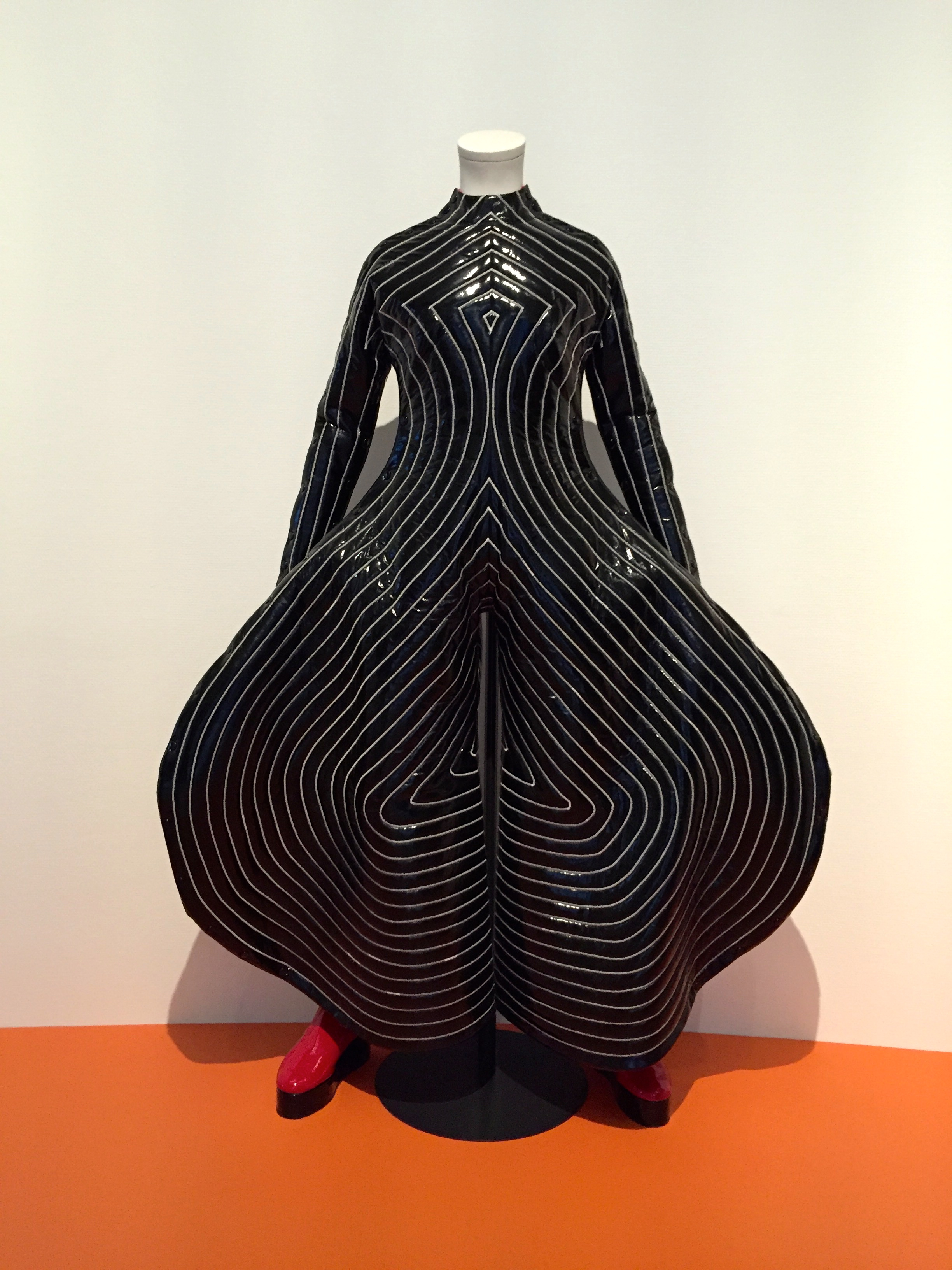
Traje diseñado por Kansai Yamamoto para la gira Ziggy Stardust de David Bowie (1972)

En la década de 1970 se dieron los estilos glam y disco. El primero se dio sobre todo en Reino Unido, protagonizado por cantantes como Elton John, David Bowie o Marc Bolan. Era un estilo extravagante y andrógino, con gusto por las lentejuelas, los leotardos ajustados, los monos estampados y las botas de plataforma, así como cortes de pelo tipo mullet y abundante uso de pintura corporal. El disco se dio en Estados Unidos, popularizado por películas como Saturday Night Fever (1977), protagonizada por John Travolta. Se llevaba la ropa ceñida, como los pantalones de elastano, las blusas de tubo con lentejuelas y los tops de lúrex con cuello halter. Ambos eran estilos que preconizaban la libertad sexual, una causa que perdió fuelle con la aparición del sida en 1981.
A estos estilos sucedió el punk, aparecido en Londres en 1976, un movimiento rebelde e inconformista que defendía la imagen autogestionada, la búsqueda de la propia personalidad a través de la indumentaria y el aspecto corporal. Vinculado a la música del mismo nombre, fue un estilo rupturista, transgresor, rebelde, con una estética que más que una moda era una «antimoda», basada en las prendas de cuero muy ajustadas, con preferencia por el color negro, y con mayor vistosidad en los peinados, en los que predominaron las crestas de vivos colores. Tuvo su epicentro en la boutique Sex (posteriormente Seditionaries), en King's Road (Londres), propiedad de Vivienne Westwood y Malcolm McLaren, donde se vendían prendas de inspiración fetichista. Promocionada por grupos musicales como Sex Pistols, este estilo caló en un sector de población juvenil descontento con la sociedad de su tiempo, para el que la imagen rompedora que llevaban era una forma de diferenciarse y de protestar frente a los valores burgueses, a través de prendas como los pantalones bondage, las camisas Anarchy, las camisetas destroy y los «jerséis del verdugo», que a menudo incluían imágenes provocativas, desde esvásticas y pornografía hasta retratos de Karl Marx. Otra inspiración para estas prendas fue la ropa militar y la del mundo motero, así como el tartán, en colores estridentes como el rosa fluorescente, el azul eléctrico y el amarillo dayglo, junto al rojo, blanco y negro.

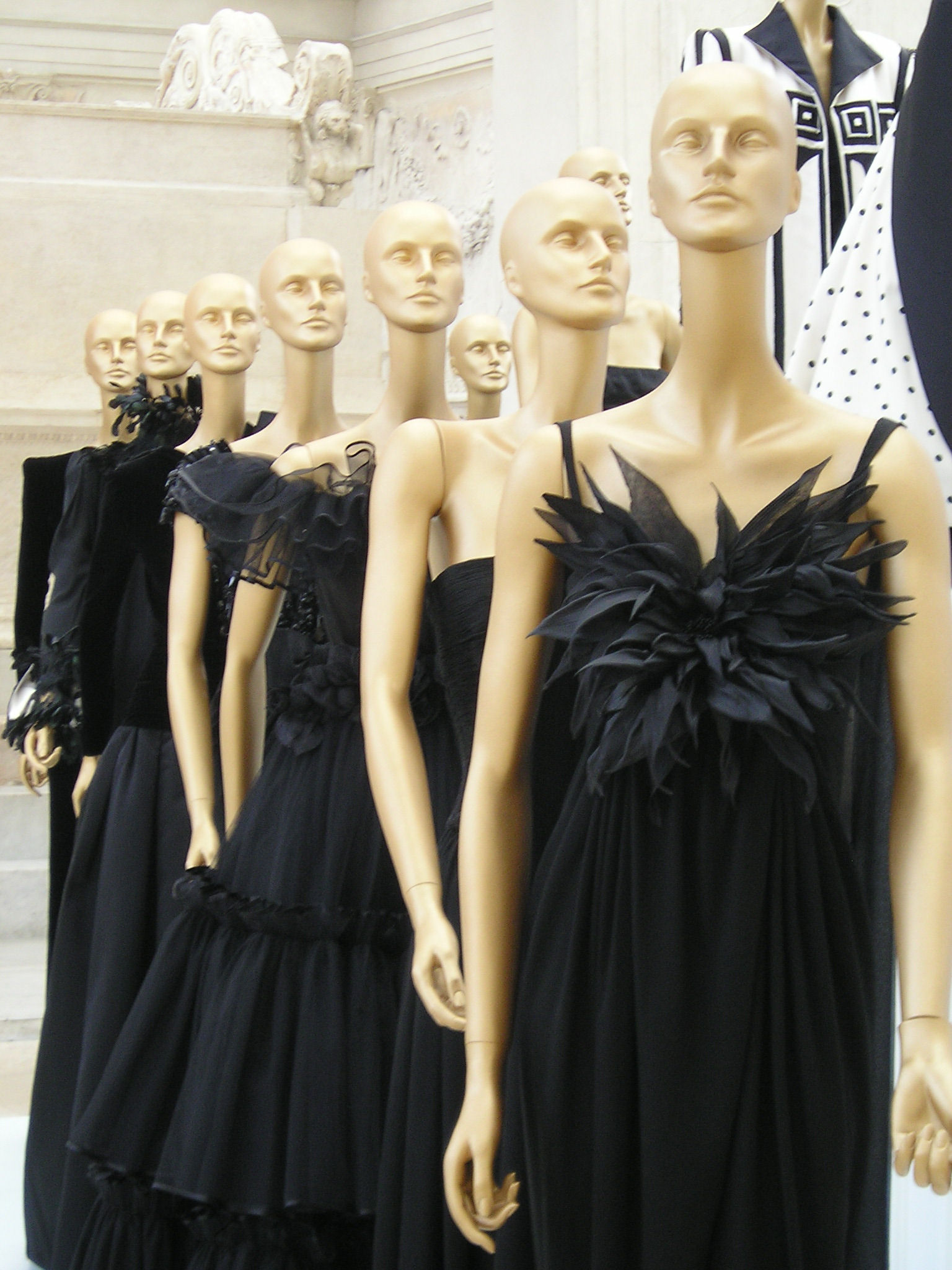
Colección de vestidos negros diseñados por Valentino

Entre los años 1970 y 1980 la moda masculina denotó una fuerte influencia de la ropa deportiva, aunada a una amalgama de influjos que iba desde la ropa clásica hasta el estilo pop, todo lo cual devino en un estilo apodado «casualismo». El look casual se basaba en el uso de marcas prestigiosas de ropa y una gran atención a los detalles, si bien con una gran heterogeneidad en la elección de prendas y un cierto componente elitista. Algunas de las prendas predilectas eran los tejanos Lois, las zapatillas Adidas o la ropa deportiva de Lacoste, Fila o Ellesse. Fueron iconos de este estilo el tenista Björn Borg, el golfista Arnold Palmer y el cantante David Bowie.
En estos años compenzó a despuntar la moda italiana con nombres como Valentino, Giorgio Armani y Gianfranco Ferré. El auge de la costura italiana se inició en los años 1950 gracias a una apuesta decidida de la industria local, que había empezado a destacar especialmente por su artesanía del cuero, que produjo zapatos y accesorios de gran calidad, con marcas como Gucci, Fendi y Ferragamo. En los años 1960 destacó también por sus prendas de punto, gracias sobre todo a Emilio Pucci. El boom de la alta costura italiana se dio en los 1970 con Valentino y Armani. El primero destacó por vestir a las mujeres más elegantes del mundo, una fama que se inició con el vestido de novia que diseñó para Jacqueline Kennedy en su boda con Aristóteles Onassis (1968). Armani basó su carrera en el lema «poner la moda al servicio del público y no el público al servicio de la moda». Buscaba la elegancia dentro de la sencillez, sin renunciar a la practicidad. Tanto en su línea masculina como femenina predominaba la comodidad, como en su «sastre flexible», que fue un éxito mundial. Gianfranco Ferré destacó por sus líneas de prêt-à-porter de formas definidas y colores brillantes, con un diseño intelectual que denotaba una gran preocupación por el detalle.

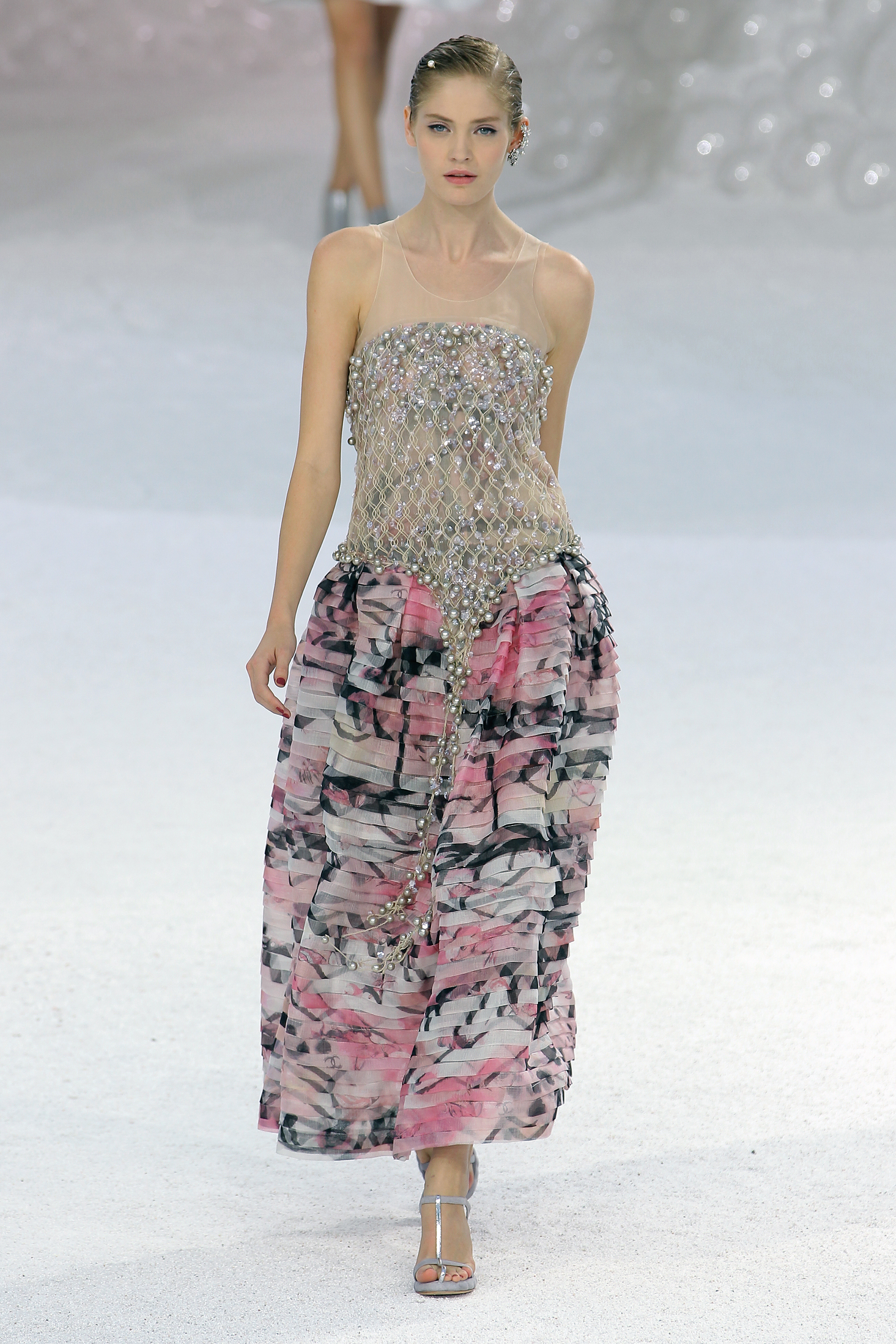
Vestido de Karl Lagerfeld

Los años 1980 fueron una época de contrastes, con la convivencia de estilos inconformistas como el punk con los nuevos movimientos clasicistas, como el de los yuppies. En esta década la alta costura vivió una cierta regeneración, gracias al trabajo de diseñadores como Emanuel Ungaro, Karl Lagerfeld y Christian Lacroix. El primero lanzó una colección de vestidos de noche con faldas acanaladas y drapeados diagonales, estampados con atrevidos colores, como fucsia, turquesa, lila, escarlata, púrpura, verde botella y amarillo canario. Lagerfeld, director artístico de Chanel, revitalizó la tradicional firma francesa con un estilo moderno, dirigido a un público más joven. Versionó numerosos productos típicos de Chanel, como su traje de dos piezas o su «vestidito negro», que modernizó en una versión de vinilo y punto liso de poliéster. Al tiempo, incorporó nuevos productos, como las chaquetas motorista, los tops, las mallas de rejilla, los pantalones de PVC y los shorts de tweed. En 1987 fundó su casa de costura Christian Lacroix, creador de la falda pouf o falda de globo, así como faldas estilo miriñaque y vestidos bustier que pusieron de moda de nuevo la silueta de reloj de arena. Lacroix fue creador de un estilo barroco y fantástico, con inspiración española, como sus creaciones basadas en los trajes de torero, en el tocado de la Dama de Elche o en los mantos de las vírgenes de las procesiones sevillanas. El italiano Franco Moschino, apodado el «chico malo de la moda», parodió en sus colecciones el mundo de la alta costura con un estilo irreverente, basado en prendas básicas resueltas con ingenio e imaginación. Otro enfant terrible fue Jean-Paul Gaultier, uno de los pioneros de la utilización de la ropa interior como ropa de calle, como su famoso corsé cónico diseñado para la cantante Madonna. También diseñó corsés y faldas para hombre. En 1987 se fusionaron Moët Hennessy y Louis Vuitton en la firma LVMH, el mayor emporio del mundo de moda de lujo.

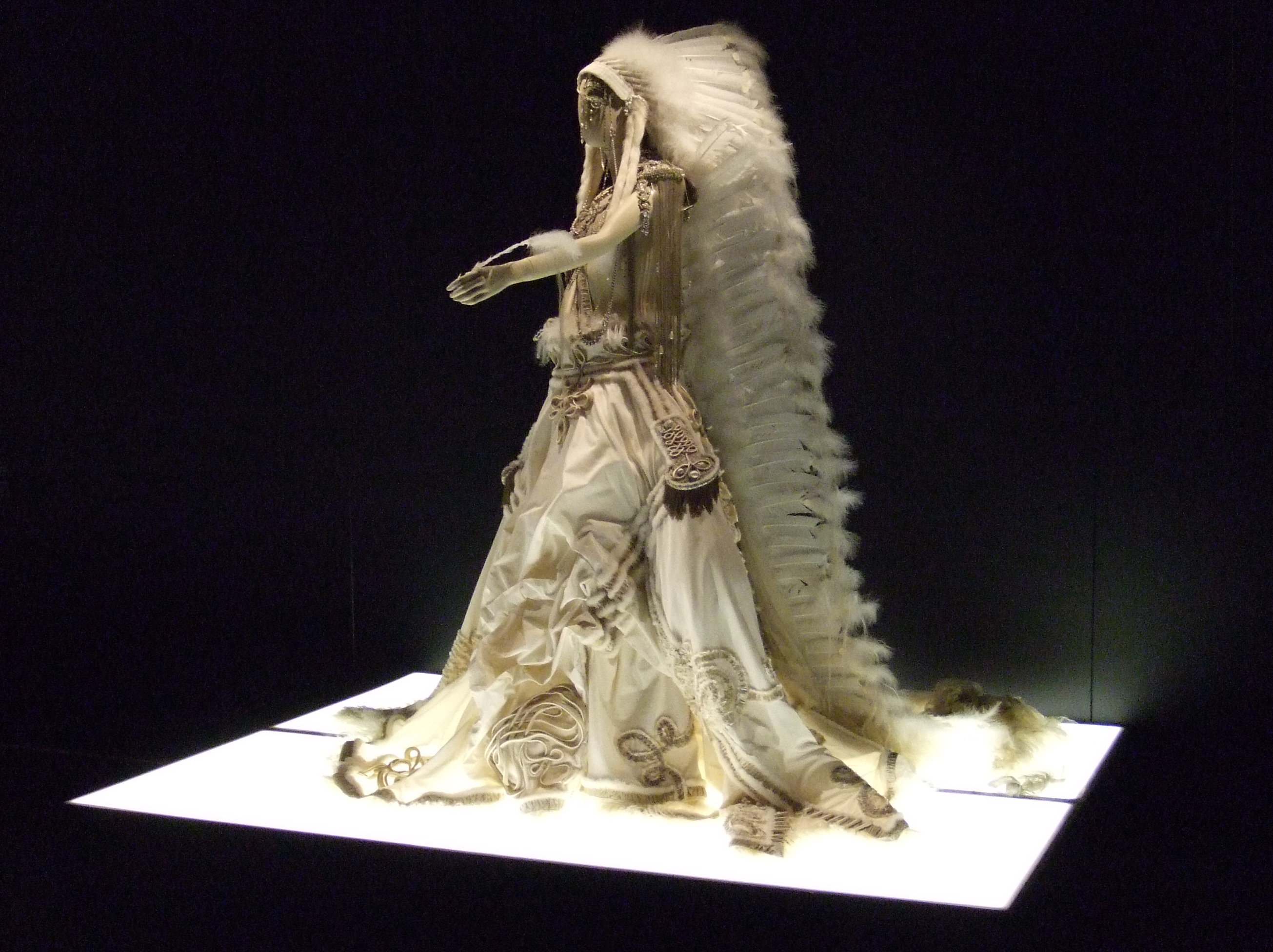
Vestido de novia de Jean-Paul Gaultier

Tras los excesos de la moda punk surgió el movimiento new romantic, que se inspiró en estilos del pasado, como la Revolución francesa o los piratas del Caribe, con un toque kitsch que fomentó una imagen algo pastiche. La indumentaria de este movimiento, conocida también como «diseño radical», fue promovida por cantantes y grupos musicales como Boy George, Duran Duran y Spandau Ballet, así como David Bowie, que se sumó al nuevo movimiento tras su paso por el glam. Una de sus primeros exponentes fue Vivienne Westwood, que abandonó el punk en 1981 con su línea Pirate, a la que siguieron diseñadores ya establecidos como Jean-Paul Gaultier e Issey Miyake. Se incorporó posteriormente John Galliano, que en 1984 lanzó su primera colección en este estilo, Les Incroyables, inspirada en la Revolución francesa. Por otro lado, Katherine Hamnett introdujo en 1979 el uso de pantalones vaqueros rotos, una tendencia que aún perdura. También destacó por el uso de tachones, pespuntes y cremalleras vistas, así como por sus camisetas con eslóganes.

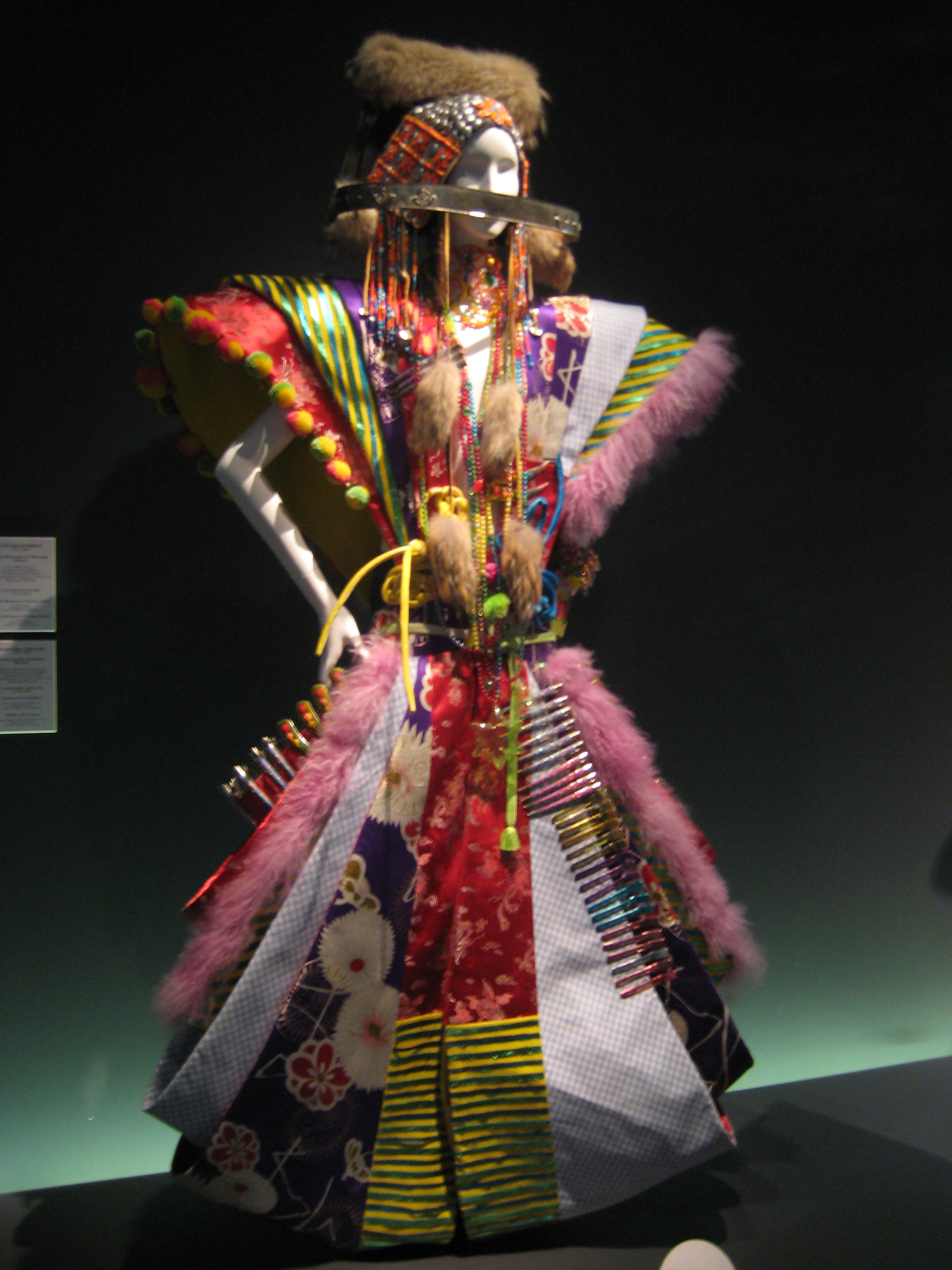
Vestido de John Galliano para Christian Dior

En los 1980 surgió una nueva imagen para la mujer trabajadora, una mujer de éxito que entraba en las directivas de las grandes empresas, basada en un prototipo de amazona glamurosa que emanaba tanto poder como cierta sexualidad implícita, lo que se plasmaba en vestidos de holgadas hombreras, peplo ensanchado en las caderas, minifalda, medias opacas negras y tacones de aguja, así como complementos como los pañuelos de Hermès y la bandolera dorada de Karl Lagerfeld. Representaron esta línea diseñadores como Donna Karan y Giorgio Armani. En su vertiente masculina, se denominó yuppies a los hombres de éxito, jóvenes ejecutivos que vestían trajes de Paul Smith y Hugo Boss, junto a complementos como mocasines de Gucci, relojes Rolex y agendas Filofax. Esta década fue exitosa para los diseñadores, que se encontraron con una etapa de despegue económico promovida por los gobiernos de Ronald Reagan y Margaret Thatcher. Los diseñadores se codeaban con la alta sociedad y se inició la costumbre de que regalasen sus vestidos a celebridades para que las luciesen en eventos sociales, lo que les proporcionaba una publicidad encubierta. La primera dama Nancy Reagan fue una gran promotora de la moda, especialmente de Adolfo, James Galanos, Bill Blass y Arnold Scaasi.
En Estados Unidos surgieron varias figuras de relevancia: Calvin Klein desarrolló un estilo sencillo y funcional, con la pretensión de crear prendas a la vez cómodas y sofisticadas, de «reducir las cosas a su máxima pureza». Fue el primer diseñador de alta costura que incluyó en su firma unos pantalones vaqueros. También destacó por sus campañas publicitarias, de tono algo provocativo. Donna Karan aunó confort y elegancia, con fusión de elementos masculinos y femeninos, con un estilo cosmopolita. Marc Jacobs alcanzó renombre como creador de la moda grunge, inspirada en la música rock. Óscar de la Renta desarrolló un sello más europeo, caracterizado por su exquisita elegancia, y destacó igual como diseñador que como hombre de negocios. Carolina Herrera aunó practicidad y sofisticación, con una línea de prendas elegantes de materiales lujosos.

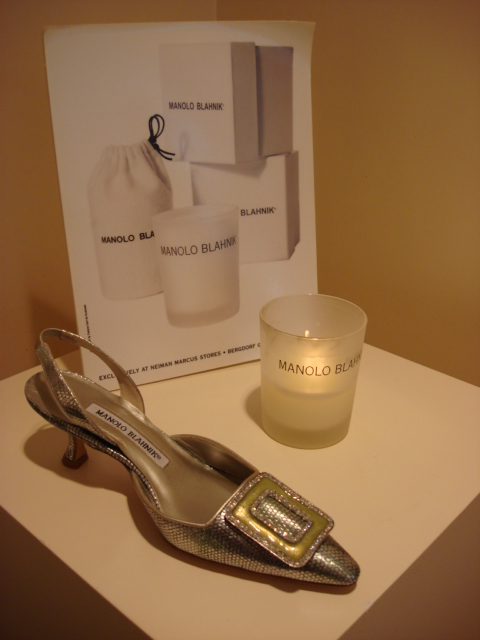
Zapato diseñado por Manolo Blahnik

En España, en los años 1980 el sector de la alta costura empezó a despuntar después de unos años en crisis, gracias a nombres como Adolfo Domínguez, Antonio Miró y Francis Montesinos. En 1985 nacieron las pasarelas Cibeles de Madrid y Gaudí de Barcelona, que sirvieron de escaparate para la proyección internacional de la moda española. Desde entonces destacaron nombres como Roberto Verino, Jesús del Pozo, Modesto Lomba, Ángel Schlesser, Victorio & Lucchino, etc. Los elementos más valorados de la moda española a nivel internacional son el calzado y la piel, así como la moda nupcial. Cabe citar a Manolo Blahnik en el terreno del calzado, cuya marca ha conseguido fama internacional gracias a una mezcla de imaginación y buen hacer artesanal.

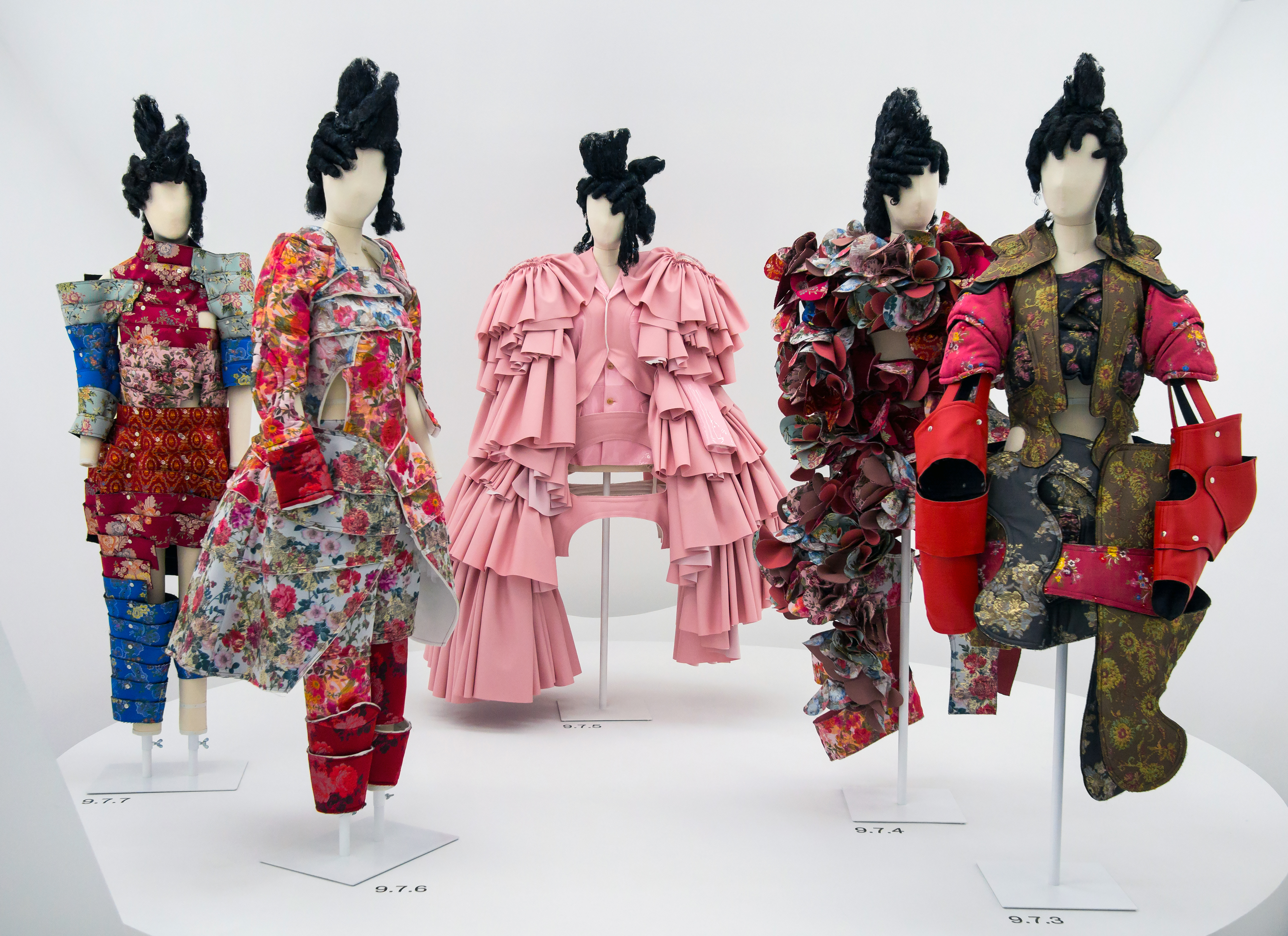
Diseños de Rei Kawakubo

También en los años 1980 empezó a despuntar la moda japonesa, gracias a nombres como Yōji Yamamoto y Rei Kawakubo. En 1982, estos dos diseñadores presentaron una colección prêt-à-porter en París con diseños de aspecto pobre y desaliñado, un estilo que fue bautizado como boro look («imagen de mendigo»), reflejo de un concepto japonés de la belleza de carácter subjetivo, en que hasta lo más pobre puede ser evocador de belleza. Esta colección causó un gran impacto, por ser la primera vez que se exponía una línea de diseño no occidental que sin embargo era susceptible de tener un alcance universal. La trayectoria de Yamamoto se ha basado en sus prendas de aspecto inacabado, así como en la utilización de materiales heterogéneos, como el fieltro o el neopreno, además de su preferencia por el color negro, por la que fue apodado «el poeta del negro». Kawakubo fundó la empresa Comme des Garçons, que diseñaba ropa, perfumes y muebles. Otro exponente de la moda nipona fue Kenzō Takada, establecido en París, que destacó por su uso del color y los estampados, con gusto por los elementos folclóricos. Adaptó los kimonos japoneses al mundo occidental y fue el creador de los pantalones de pata de elefante, los pulls cortos y los zapatos con plataforma. Otro referente fue Issey Miyake, también instalado en París, un diseñador original de estilo ecléctico e innovador, creador del twist de fibra sintética inarrugable. Estos creadores fueron pioneros en una visión posmoderna de la moda, en la que se diluían los límites entre Occidente y Oriente, entre lo moderno y lo antimoderno, la moda y la antimoda.
En estos años varios diseñadores explotaron la sexualidad femenina con un estilo glamuroso y algo retro, como Thierry Mugler, Claude Montana y Antony Price, que se inspiraron en estereotipos de mujeres fuertes y dominadoras, como las valquirias, las mujeres-soldado y las dominatrix del bondage y el sadomaso. Montana empleó con profusión el cuero y puso de moda las hombreras anchas, así como el uso de charreteras, cadenas, hebillas, tachuelas y cremalleras de inspiración sadomasoquista. Mugler también se inspiró en el fetichismo y empleó el cuero en conjuntos de alta costura, con siluetas que recordaban las superheroínas del cómic. Price promovió la imagen retrochic, perceptible en el vestuario del grupo Roxy Music que creó para varios de sus álbumes. Por otro lado, el diseñador Azzedine Alaïa lanzó su línea «ropa segunda piel», unas prendas que se ajustaban al cuerpo marcando claramente las formas femeninas, realizadas en elastano. Igualmente, Hervé Léger creó un vestido tipo vendaje, con bandas elásticas que moldeaban la figura. Fueron los años de difusión del fitness, una actividad deportiva que puso de moda las prendas de licra que se ajustaban al cuerpo. Calvin Klein se sumó a esta moda de ropa ceñida y la adaptó a los pantalones vaqueros, cuya campaña publicitaria de 1980 protagonizada por la actriz Brooke Shields tuvo un enorme éxito.
Entre los años 1980 y 1990 se desarrolló la cultura hip-hop, que como otros fenómenos musicales tuvo su traslación al mundo de la moda, en una nueva línea que fue denominada «estilo urbano». Fue un movimiento de origen afroamericano, circunscrito a sectores marginados socialmente, por lo que rechazaban la alta costura y las grandes firmas. En su lugar, optaron por la ropa deportiva, chándales y zapatillas Adidas o Nike, junto con sombreros Kangol. Esta cultura influyó en los llamados b-boys —bailarines de breakdance—, así como a los artistas callejeros del grafiti, que se caracterizaron por el uso de pantalones y camisetas holgados. Con el tiempo y el éxito, numerosos artistas hip-hop cobraron un creciente gusto por la extravagancia —abrigos de piel, zapatos de piel de cocodrilo— y el uso de abundantes joyas —conocido como bling-bling—, sobre todo cadenas de oro y diamantes. El peinado típico de esta cultura urbana fue el high-top fade, con los costados afeitados y el resto en punta.

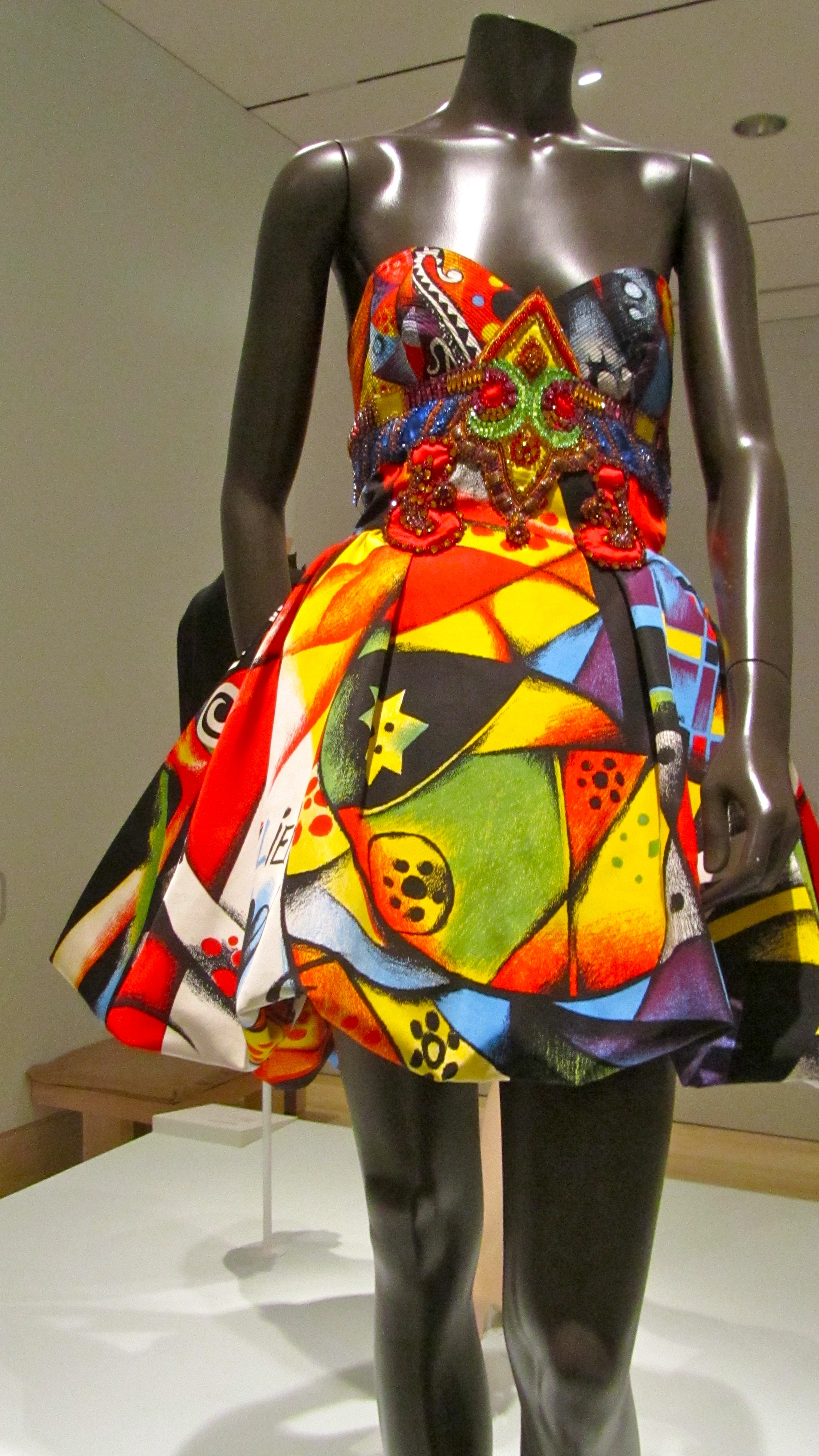
Vestido de noche de Gianni Versace

En los años 1990 predominó la diversificación, con mayor inspiración en la naturaleza, como en la corriente new age. Surgió el fenómeno de las top-models, modelos de pasarela que alcanzaron una gran celebridad, como las estrellas de cine, entre las que destacaron Claudia Schiffer, Naomi Campbell o Cindy Crawford. En general, la moda fue de corte más realista, como la tendencia llamada destroyer, representada por Martin Margiela y Ann Demeulemeester, creadores de la imagen de los denominados «nuevos pobres». Estos años vieron el retorno del glamour, más sensual y sofisticado, protagonizado por una serie de diseñadores italianos como Gianni Versace, Roberto Cavalli y Dolce & Gabbana (tándem formado por Domenico Dolce y Stefano Gabbana). Versace desarrolló un estilo de cierto glamour decadente, con vestidos voluptuosos de intenso cromatismo y ampulosa decoración de bordados, aplicaciones y abalorios, con gusto por los estampados y el uso de imágenes de iconos como James Dean y Marilyn Monroe, que denotaban la influencia de Andy Warhol. Sus colecciones desbordaban sexualidad, con inspiración en el mundo fetichista, especialmente en el uso de cuero negro, que trabajó como «segunda piel». También se inspiró en la cultura motera y en el punk, así como en el arte barroco, y denotó una preferencia especial por el color dorado. Dolce & Gabbana lanzaron su primera colección en 1985, con una línea austera pero sugerente inspirada en el cine neorrealista de los años 1950. Otra de sus inspiraciones fue la lencería, cuyas formas y ornatos adaptaron a sus vestidos, ceñidos y de amplios escotes, que acompañaban con complementos inspirados en la iconografía religiosa, una combinación atrevida e irreverente que fue uno de sus sellos distintivos. La sensualidad de su estilo se vio reforzada por sus campañas publicitarias realizadas por la fotógrafa Ellen von Unwerth, así como por su colaboración con la cantante Madonna. Cavalli mostró una especial predilección por los estampados animales, sobre todo de cebra, tigre, leopardo y guepardo.

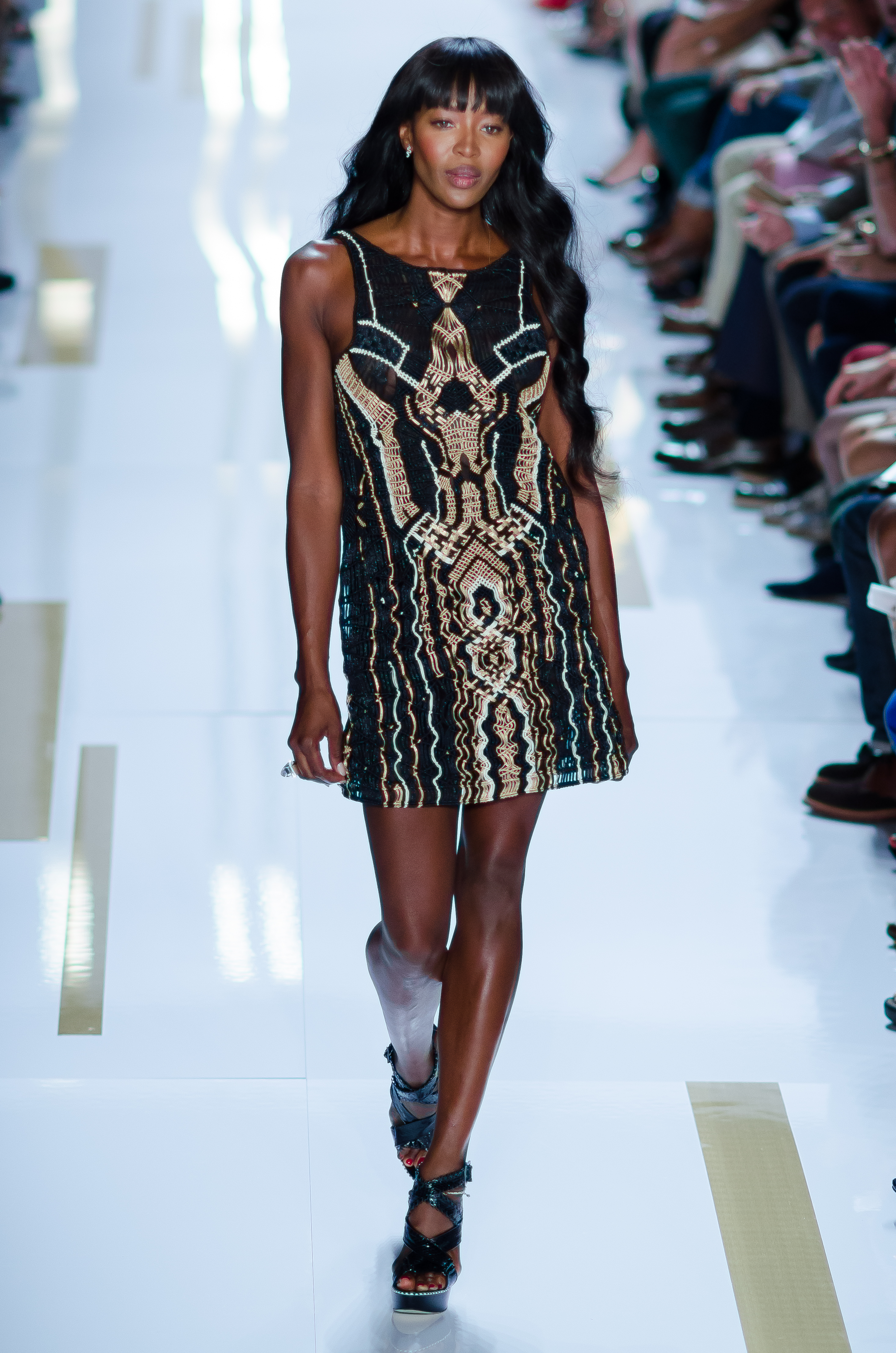
La top-model Naomi Campbell desfilando en una pasarela

En el Reino Unido surgió una nueva generación de jóvenes talentos del St. Martin's College Arts of Design de Londres, como Alexander McQueen, Stella McCartney y John Galliano. McQueen desarrolló un estilo inspirado en el arte y el cine, con referencias a otras culturas y un aire fantástico e irreal. Destacó también por sus pases, que convertía en auténticas performances. Fue su sucesora en la firma Sarah Burton, famosa por diseñar el vestido de novia de Kate Middleton. McCartney, hija del cantante de los Beatles Paul McCartney, destacó por su gusto exquisito y refinado, así como por su respeto al medio ambiente, ya que en su obra nunca utilizó pieles naturales. Galliano, desde su debut en la línea new romantic, desarrolló un estilo sensual, con gusto por la teatralidad. En 1996 fichó por Dior, de donde fue despedido en 2011 por unas declaraciones racistas.
En estos años surgió la moda minimalista, que fue adoptada por grandes marcas como Gucci, Prada y LVMH. Se llevaban prendas de corte sencillo y escasa ornamentación, con preferencia por el color blanco. Algunos de los diseñadores que destacaron en este estilo fueron Calvin Klein, Tom Ford, Marc Jacobs, Miuccia Prada, Jil Sander y Helmut Lang. Otra tendencia fue la llamada «antimoda», un estilo subversivo inspirado en las culturas grunge y post-punk que rechazaba el glamour en aras de una imagen alternativa, encarnada en la modelo británica Kate Moss, de complexión escuálida frente a las exuberantes top-models que triunfaban por entonces. El grunge defendía la ropa de segunda mano, prendas rasgadas y descoloridas y un cierto aire retro. Surgió la figura del straight-up, la persona real que lleva ropa real, que crea su propia imagen. Con el tiempo, el grunge se incorporó al circuito comercial y fue adoptado por diseñadores de renombre como Calvin Klein, Marc Jacobs y Anna Sui.
Otra vertiente surgida a finales de siglo fue la moda deconstruccionista, derivada de la filosofía homónima desarrollada por Jacques Derrida. En el campo de la moda, se centró en el concepto de elaboración de la prenda, que fue revisada para encontrar sus elementos básicos y definidores. Se buscaba una nueva forma de concebir las prendas que permitiese su comercialización sin tener un sello de «acabado», mostrando de forma abierta los elementos técnicos que generalmente permanecen ocultos, como las puntadas de remate, las pinzas, los forros y otros detalles que otorgaban una sensación de estar en proceso de confección. Otros aspectos eran la pérdida de las formas o el uso de materiales deteriorados o reciclados, que daban la sensación de ser prendas reparadas. También se incidió en la estética a través de la ruptura con los cánones tradicionales, como en el diseño de camisas con dos cuellos o con botones de distintos tamaños o dispuestos de forma irregular. Algunos de los diseñadores que experimentaron en este terreno fueron Issey Miyake, Rei Kawakubo, Alexander McQueen, Ann Demeulemeester, Martin Margiela y Hussein Chalayan.

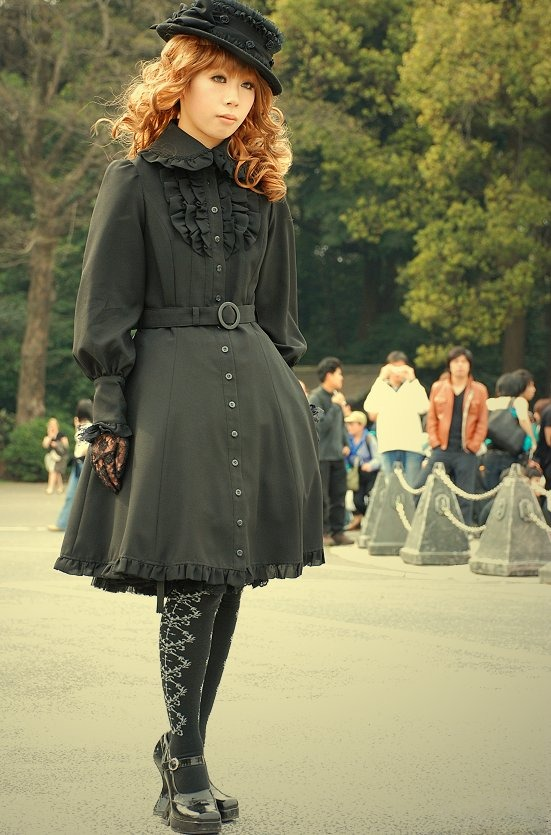
Black lolita japonesa

Otra tendencia surgida estos años fue la del posmodernismo, que frente al proyecto moderno de una cultura vanguardista e innovadora volvía la vista atrás hacia los valores del pasado, unido a un cierto eclecticismo estilístico y la hibridación cultural. La moda posmoderna es plural, fragmentaria, heterogénea, intertextual, de tal forma que sería más apropiado hablar de «modas» que de moda. En esta tendencia todo vale, las prendas pueden ser anchas o estrechas, largas o cortas, se acepta cualquier material, cualquier color. Es una moda democrática, sin jerarquías, que busca su inspiración tanto en la calle como en los talleres de los modistas, tanto en la cultura occidental como en las de otros continentes, aceptando de buen grado la era de la globalización. Se potencia el «bricolaje», la reutilización de elementos, estilos y símbolos, lo que se traduce a menudo en un cierto «pastiche», que sin embargo es aceptado de buen grado. Algunos diseñadores destacados en esta tendencia fueron Karl Lagerfeld, Franco Moschino y John Galliano.
En la transición de siglo surgió también un mayor interés por la moda ética y sostenible, con preocupación por el medio ambiente y el impacto que un rápido consumo de prendas puede causar en el ecosistema. Así, creció el empleo de materiales ecológicos y reciclados, y numerosas empresas empezaron a instaurar sistemas de producción basados en el desarrollo sostenible. También se empezó a valorar las condiciones laborales del personal encargado de la producción de prendas de moda, muchas veces en fábricas del tercer mundo que desarrollan su labor en condiciones pésimas. Igualmente, en estas últimas décadas se revalorizó la artesanía, los talleres de producción manual, si bien modernizados con el uso de nuevas tecnologías, como el diseño por ordenador o el corte por láser. Algunas de las firmas y diseñadores que despuntaron en este nuevo concepto más artesanal fueron Rodarte, Christopher Kane, Olivier Rousteing y Mary Katrantzou.
En Japón, surgió a principios de los años 1990 una nueva cultura urbana centrada en un sector de población juvenil y preferentemente femenino, que buscaba una nueva imagen alejada de los cánones tradicionales. Partiendo de unas premisas básicas de renovación y búsqueda de la identidad propia, surgieron diversas subculturas con elementos definitorios propios y diversos: la tendencia kogyaru se basaba en una estética derivada de las estudiantes de instituto, centrada en uniformes escolares, con el uso de faldas cortas de cuadros, pichis y blusas de cuello Peter Pan; la vertiente ganguro («rostro negro») se inspiró en la imagen de las jóvenes californianas de pelo rubio o pelirrojo y piel bronceada, con uso de faldas cortas de colores brillantes y zapatos de plataforma; los otaku desarrollaron una estética derivada del anime y manga; la corriente lolita defendía una imagen más recatada e ingenua, con influencia de la moda victoriana, y se dividió en varias ramas, como sweet lolita, classic lolita, punk lolita o gothic lolita.

### sigloXXI

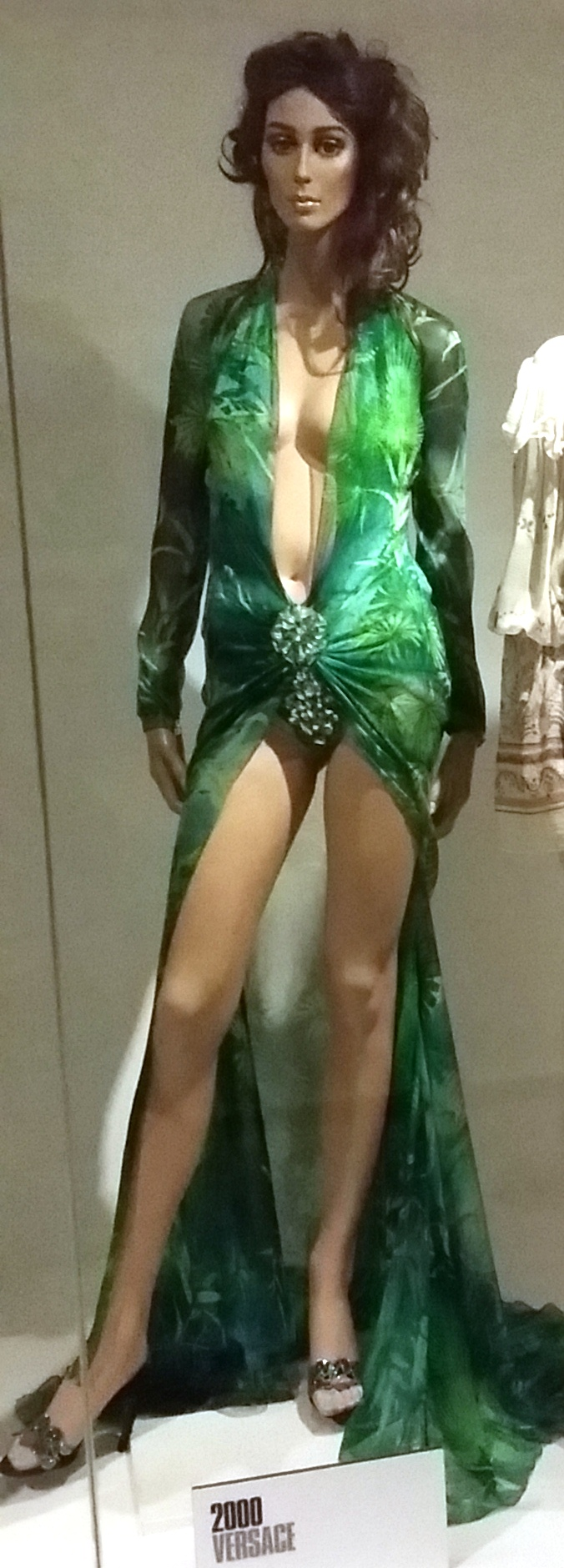
Vestido verde diseñado por Donatella Versace para Jennifer Lopez (2000)

En el nuevo milenio la moda siguió por las mismas sendas iniciadas a finales del siglo XX, con tendencia a la atomización y el individualismo, y la convivencia de corrientes a menudo confrontadas. Como otros factores culturales, la moda se vio inmersa en los fenómenos de la globalización y la multiculturalidad. Un nuevo fenómeno sería el gusto cada vez mayor por el revival (también llamado vintage o «moda retro»), por la recuperación y actualización de estilos del pasado, un fenómeno parejo a la corriente cultural de la posmodernidad. En esta nueva centuria se fueron fusionando conceptos antitéticos como creatividad y negocio, y surgieron cada vez más marcas que ofrecían productos de diseño a un precio asequible; un claro ejemplo es la marca española Zara, creada por Amancio Ortega. En esta etapa la libertad creativa fue total debido a la multiplicidad de tendencias, ya que predominó el concepto del «todo vale»: faldas largas y cortas, prendas anchas y ceñidas, tonos oscuros y alegres, todo se lleva al mismo tiempo y cualquier producto tiene su público. Ya no son los diseñadores los que crean las tendencias, sino que es el público el que elige lo que le apetece en todo momento.
En esta época, la alta costura cobró un nuevo auge gracias a la incorporación a grandes firmas de jóvenes diseñadores dispuestos a renovar las líneas tradicionales de estas marcas sin perder del todo el bagaje que atesoraban a lo largo de su trayectoria. Un punto de inflexión en ese sentido fue el fichaje de John Galliano por Dior en 1996, al que siguieron Alber Elbaz en Lanvin, Christophe Decarnin en Balmain, Sarah Burton en Alexander McQueen, Pierpaolo Piccioli y Maria Grazia Chiuri en Valentino, Stefano Pilati en Yves Saint Laurent, etc. De igual manera, se produjo una revalorización del prêt-à-porter, del que surgió una variedad de lujo a medio camino entre la prenda comercial y la alta costura, en ocasiones denominada «semialta costura». En este terreno incursionaron marcas como Burberry, Chloé o Céline, o diseñadores como Stella McCartney, Isabel Marant, Victoria Beckham o Phoebe Philo. Por otro lado, surgió el concepto de masstige —de mass production (producción en masa) y prestige (prestigio)—, productos considerados de lujo pero a precios asequibles, una línea desarrollada por diseñadores como Alexander Wang, Tory Burch, Philip Lim, Thakoon Panichgul y Olivier Theyskens.

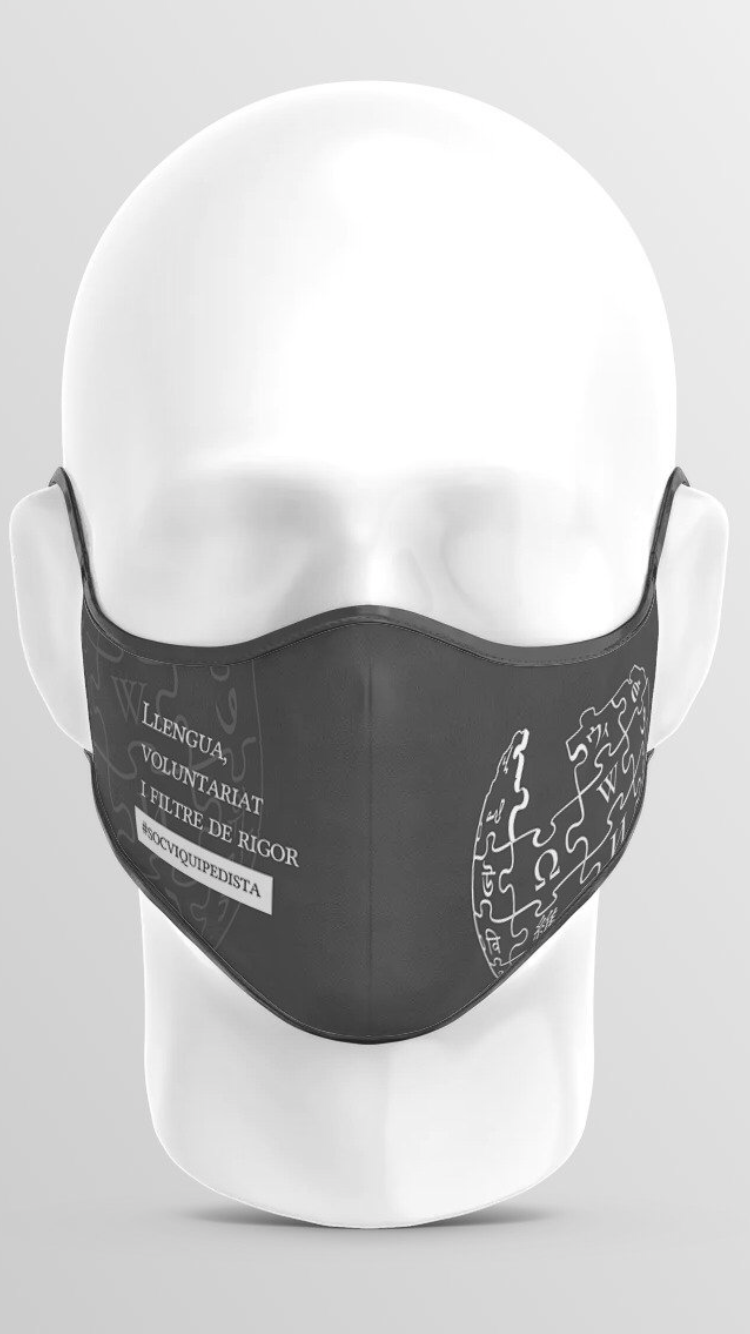
Durante la pandemia por COVID-19 de 2020-2021 las mascarillas faciales llegaron a convertirse en un complemento habitual en todo el mundo y fueron objeto de diseños personalizados a gusto del consumidor

Pese a todo, la influencia de los grandes diseñadores entró en cierto declive, un hecho que se puso de manifiesto con el despido de John Galliano de la firma Dior en 2011 por unas declaraciones segregacionistas; algunos analistas vieron en ello el fin de la era dorada del modista. En esa línea, en los primeros años del nuevo siglo se vio una tendencia creciente al empleo cada vez más de equipos y diseñadores anónimos por las grandes marcas. Así, en el siguiente pase de Dior —ya sin Galliano— surgieron a la pasarela cuarenta costureros con batas blancas de trabajo, en vez del clásico paseo del modista estrella.
Las principales innovaciones se produjeron más en el terreno de los tejidos que del diseño, con mezclas cada vez más originales y una tendencia cada vez mayor al reciclaje. Se introdujo un nuevo concepto, el del «diseño inteligente», basado en prendas elaboradas en relación con el cuerpo y a parámetros estéticos, así como a la incorporación de elementos funcionales como conexiones eléctricas o informáticas, o bien aparatos médicos como medidores de tensión arterial. Por otro lado, se buscaron nuevas fórmulas para el lanzamiento de las nuevas colecciones, superando el concepto ideado por Worth de las temporadas primavera-verano y otoño-invierno. Un último fenómeno fue el del streetstyle, la inspiración buscada en la calle, donde los fotógrafos encuentran modelos improvisados que saltan a las revistas o blogs de moda con tendencias basadas en el gusto individual. De igual forma, el tiempo de las top-models pasó y, en el nuevo milenio, la tendencia en las pasarelas fue la utilización de modelos anónimos, de aspecto aniñado y cada vez más estilizado, así como el auge de las llamadas it girls, figuras individuales que buscan su propio look y que pueden influir en la moda gracias especialmente a las redes sociales, como Olivia Palermo y Lou Doillon.
La moda a principios del siglo XXI sufrió numerosos cambios relacionados con el uso de nuevas tecnologías, tanto en el diseño como en los métodos de producción y comercialización. La moda se volvió un fenómeno global, que llegaba a un porcentaje de población cada vez mayor. En la nueva era digital aumentó considerablemente el comercio electrónico, las compras efectuadas a través de internet. Algunos de los principales problemas surgidos con el comercio electrónico se han ido subsanando con el tiempo, como la seguridad en la preservación de datos personales o el acierto con las medidas personales a la hora de adquirir prendas, gracias a escáneres corporales. Este tipo de comercio permite una publicidad más directa y una mayor personalización de los gustos de los clientes, ya que los datos son más fácilmente cuantificables. También es posible ya la elaboración de productos diseñados por el cliente en línea, partiendo de unos parámetros básicos y escogiendo el color, el material o los dibujos preferidos por el usuario. Una empresa que ofrece, por ejemplo, el diseño de su calzado es Nike, gracias a su plataforma NikeiD.
En estos años surgió el concepto de moda pronta (fast fashion), por el que las líneas de moda pasan con rapidez de la pasarela a la tienda; al tiempo, su consumo es igualmente rápido, por lo que las temporadas se van sucediendo de forma continua, sin que se establezca una tendencia dominante en un cierto período de tiempo. Esta línea comercial se ha visto impulsada por cadenas de moda como H&M, Zara, C&A, Massimo Dutti, Primark, Topshop y Mango. Esta tendencia ha sido criticada por su falta de sostenibilidad medioambiental.